# 세계의 역사
세계사(世界史), 혹은 세계의 역사, 내지는 인류사(人類史)는 선사 시대부터 이어져 온 지구상 모든 인류의 경험과 활동을 기록한 역사이다. 넓은 의미에서는 오스트랄로피테쿠스와 같은 원인(原人)에서부터 호모 사피엔스와 같은 현생 인류 에 이르기까지의 진화 과정 전체를 다룬다. 학자들은 생활 양식에 따라 선사 시대, 고대, 중세, 근대, 현대와 같이 시기를 구분하며, 지역과 문화에 따라 서양사, 유럽사, 중동사와 같이 구분하기도 하고, 한국의 역사, 일본의 역사, 미국의 역사와 같이 나라별로 구분하기도 한다. 세계사는 이러한 시기와 지역 및 나라별 역사에 대하여 "하나의 전체로서 통일적인 연관성을 지닌 세계의 역사"를 가리키는 개념이라고 할 수 있을 것이다.
현생 인류는 대략 30만 년 전에 아프리카에서 진화했으며 처음에는 수렵 생활을 영위했다. 이들은 마지막 빙하기가 끝나갈 무렵 아프리카에서 다른 대륙으로 퍼져나갔으며, 12,000년 전에 빙하기가 완전히 막을 내렸을 때는 지구 대부분에 거주했다. 얼마 지나지 않아 서아시아 지역에서 일어난 신석기 혁명 덕분에, 인류는 식물과 동물을 어느정도 이해하고 초기 농업과 목축업을 시작했으며 이때 많은 사람들이 유목민에서 정주민으로 생활 방식을 전환했다. 인류 사회의 복잡성이 커져 나감에 따라 회계나 쓰기와 같은 문명의 기반이 마련되었다.
결국 메소포타미아, 이집트, 인더스, 황허에서 초기 문명들이 등장했다. 이후 문명에서 발전해 나온 수많은 지역 국가들이 출현했고 농경이 본격적인 사회 기반으로 자리잡음에 따라 인구 역시 급격히 증가하였다. 그 무렵에 힌두교나 불교, 유교, 그리스 철학, 도교, 유대교, 조로아스터교 등의 다양하고 혁신적인 철학적, 종교적 사상이 대두되어 각 문명의 정체성을 형성하기도 했다. 기원전 1,500년에서 기원후 1,500년 사이의 기간은 각 지역의 문명들이 세계의 새로운 지역으로 확장해나가며 다른 문명 사회들과 전쟁을 비롯한 여러 교류를 시작한 시기였다. 이때는 로마 제국, 이슬람 칼리파국, 몽골 제국, 중국 왕조들이 두각을 드러냈으며 이들 이외에도 다양한 국가들이 흥망성쇠를 거듭했다. 이 시기의 화약과 인쇄기, 그리고 몇몇 기술의 발명은 이후의 역사에 엄청난 영향을 미쳤다.
기원후 1,500년에서 1,800년에 이르는 기간 동안 유럽 강대국들은 전 세계를 탐험하고 식민지화하여 각 지역들 간의 문화적, 경제적 교류를 강화했다. 이 시대에는 르네상스, 과학 혁명, 계몽주의 전파에 힘입어 특히 유럽에서 지적, 문화적, 기술적으로 상당한 수준의 발전이 이루어졌다. 18세기에 이르러 지식과 기술의 축적은 산업 혁명을 불러일으켰고, 유럽 사회의 폭발적인 성장을 이루어냈다. 세계화 과정에서 유럽 국가들은 서로 다른 문명을 '억지로' 연결하고 19세기 내내 그들의 지배력을 강화하려 애썼다. 이들의 이해관계가 충돌한 결과 두 차례의 세계대전이 발발하면서 인류는 전쟁의 무서움과 국제 사회의 중요성을 깨닫게 되었다. 1950년을 전후하여 오늘날의 세계는 인구, 농업, 산업, 경제, 과학, 통신, 군사 등의 분야에서 이전과는 비견될 수 없을 정도의 성장을 일구어냈다. 다만 그 과정에서 발생한 환경 오염이나 소수 민족, 테러, 내전 등의 문제는 현대 인류가 해결해야 할 숙제로 남아 있다.

## 선사시대

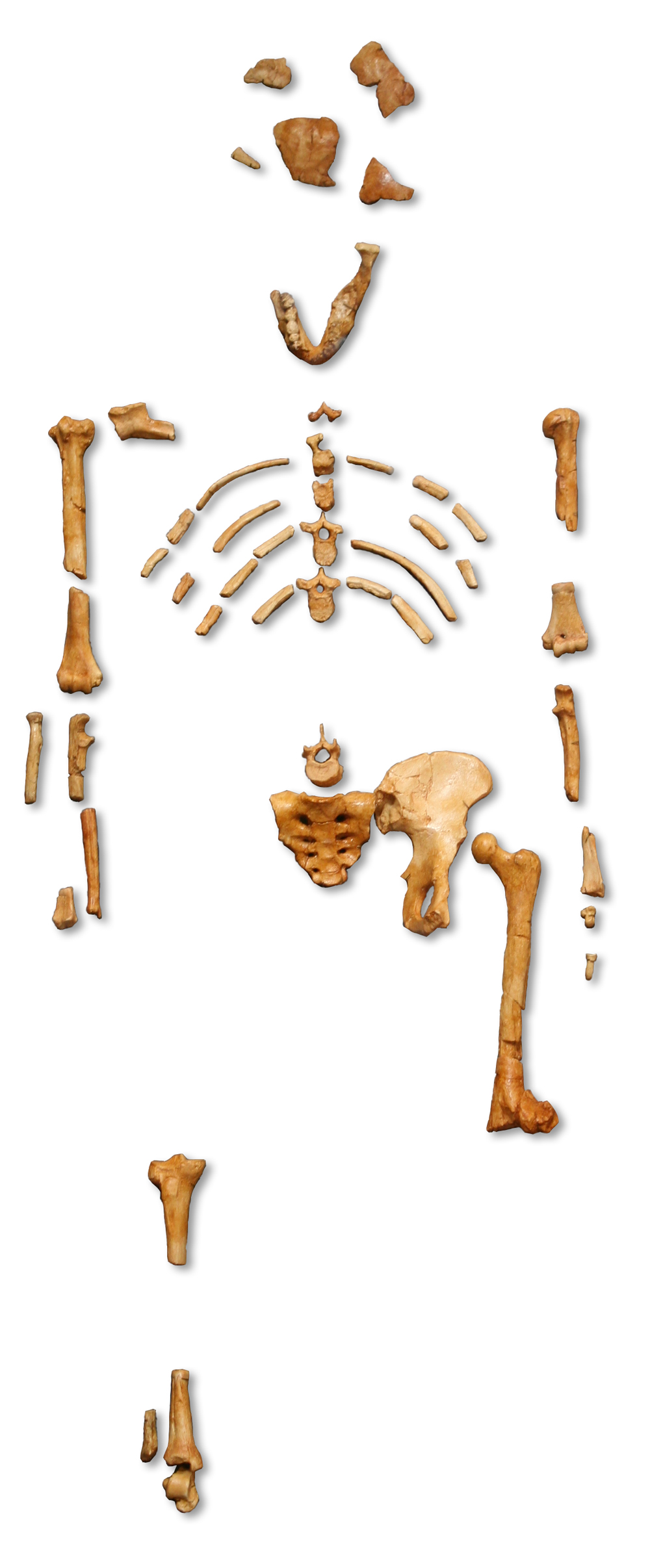
최초로 발견된 오스트랄로피테쿠스 아파렌시스 유골은 "루시"라고 이름붙여졌으며 그 키는 1.06m에 불과했다.

선사 시대는 문자가 발명되기 이전의 인류의 역사이며, 석기 시대 전반을 포함하고 별다른 문자 기록이 없기 때문에 당시 사용하였던 도구를 기준으로 구석기, 중석기, 신석기 등으로 구분된다. 이때는 재산의 유무가 없어 모두가 평등한 공산사회이기도 했다.

### 인류의 진화
아프리카에서, 인류는 유인원에서부터 차츰 진화하여 대략 700~500만 년 전에 호미닌(사람속)으로 분화했다. 최초의 인류는 에티오피아의 아파르 지역에서 발견된 아르디피테쿠스 라미두스로 대략 450~440만 년 전에 거주했으며, 420만 년 전에 우리에게 널리 알려져 있는 원시 인류인 오스트랄로피테쿠스로 진화했다. 두 발로 걸을 수 있는 능력은 원시 인류들을 침팬지같은 다른 영장류와 구분해주었을 뿐만 아니라 이들의 서식지를 삼림에서 사바나 초원으로 바꾸는 중대한 변화를 일으켰다. 초기 인류들은 약 330만 년 전부터 초보적인 석기를 이용하기 시작했다.
'호모'(Homo) 속은 초기 인류였던 '오스트랄로피테쿠스'(Australopithecus) 속에서 별도로 분화해나왔다. 가장 오래된 호모 화석은 에티오피아에서 발견된 280만 년 된 LD 350-1이며, 학자들은 이들 종을 230만 년 전에 진화한 호모 하빌리스라고 명명했다. 호모 하빌리스는 오스트랄로피테쿠스보다 뇌 용량이 50% 정도 증가했다는 차이점이 있다. 호모 하빌리스에서 다시 진화한 호모 에렉투스는 200만 년 전에 분화되었으며 아프리카를 떠나 유라시아 전역으로 퍼져나간 최초의 사람속이다. 최소 150만 년 전에, 확실하게는 25만 년 전부터 원시 인류는 불을 사용하여 요리를 포함한 여러 작업들을 수행하기 시작했다.
대략 50만 년 전에 호모속은 유럽의 네안데르탈인, 시베리아의 데니소바인, 인도네시아의 플로레스인 등 새롭고 다양한 구인류로 진화해나갔는데, 이것은 단순히 선형(線形)적이거나 분지(分枝)적인 진행이 아니라 근연종들 간의 교배 및 혼혈을 수반했다. DNA 연구에 따르면 사하라 이남 아프리카의 모든 인류 개체군에는 네안데르탈인에서 기원한 여러 유전자가 있다고 하며, 네안데르탈인 및 데니소바인과 같은 다른 사람속들이 오늘날 사하라 이남 아프리카의 사람들에게 그들 게놈의 최대 6%를 나누어주었을 가능성이 높다고 밝혔다.

### 인류의 이주

해안 이주설, 또는 남부 분산설에 따른 세계로의 인류 이주 상상도. 년도 단위는 1,000년 기준(Kya)이다.

180만 년 전에 호모 에렉투스는 사하라 남부를 벗어나 다른 지역으로 이주했다. 그리고 100만 년 전, 하이델베르크인이 아프리카 북부와 근동 지방으로 퍼져 나간 데 이어 약 50만 년 전에는 북유럽에까지 이르렀다. 진정한 현생 인류라고 할 수 있는 호모 사피엔스(Homo sapiens) 종은 약 30만 년 전의 아프리카에서 출현했다. 그뒤 인류는 10만 년 전에는 보석과 황토를 이용해 몸을 치장할 정도가 되었으며 5만 년 전에는 죽은 이를 매장하고 투척 무기를 사용할 뿐만 아니라 항해술을 구사할 수준까지 계속 진화했다. 정확한 날짜는 알 수 없지만, 이 시기에 이루어진 가장 중요한 변화 중 하나는 구문 언어의 발달로 인류의 의사소통 능력이 크게 향상되었다는 점이다. 초기 예술적 표현의 징후는 상아, 돌, 뼈로 새긴 동굴 벽화와 몇몇 조각품들에게서 나타나며, 이것은 일반적으로 애니미즘이나 샤머니즘의 초기 형태로 간주되기도 한다. 독일 슈바벤 주라에서 발견된 뼈 피리는 4만 년 전의 인류가 사람의 목소리 말고도 악기를 사용하기 시작했음을 보여준다. 이때의 인류는 수렵채집 사회였으며 때때로 유목생활도 병행했다.

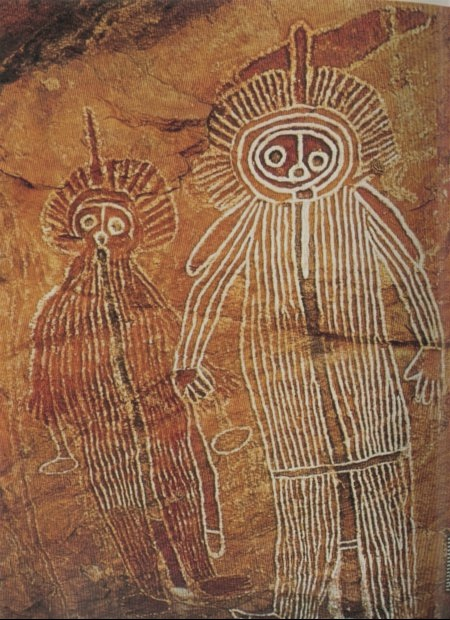
바위그림. 25,000년 전에 오스트레일리아에서 유행했다. 이 그림은 보다 나중의 것으로 '광채가 나는 두 형제'를 묘사하고 있는데, 오스트레일리아 남서부에서 온 와르다만 원주민의 조상 숭배 정신을 보여준다.

해부학적으로 보면 호모 사피엔스, 그러니까 현생 인류의 아프리카 기원은 대략 194,000~177,000년 전부터 여러 차례에 걸쳐 이루어지고 있었다. 학자들 사이에서는 50만 년 전 즈음에 첫번째 이동이 멈추었고 10만 년 전에 호모 사피엔스가 아프리카 남부 사하라에서 퍼져나가면서 두번째 이동이 시작되었으며, 아프리카인을 제외한 모든 현대 인류가 이때 아프리카를 떠난 이들의 후손이라는 견해가 지배적이다. 당시 지구는 제6빙하기 전의 온난기로 아프리카 대륙에는 이미 나일강이 흐르고 있었고 현재의 사하라 사막 등 아프리카의 사막은 녹지였을 것으로 추측된다. 65,000~50,000년 전, 인류는 배를 타고 오스트레일리아에 이르렀고 45,000~30,000년 전에는 유럽, 33,000년 전에는 서태평양들의 섬들에 인류가 살기 시작했으며 21,000~15,000년 전에는 아메리카에도 인류의 발길이 닿았다. 4,500년 전, 대륙빙하가 줄어들자 극지방 근처까지 주거지가 넓혀졌다. 마침내 2,000년 전에 인류는 태평양 한가운데의 섬들까지 퍼져나갔고 1,200년 전에는 뉴질랜드에 도달했다. 이들 모두는 아직 날씨가 그다지 온난하지 않았던 최종빙기 시기에 이루어졌다. 그럼에도 불구하고, 약 12,000년 전에 빙하기가 끝나갈 무렵, 인류는 (극지방 깊숙한 곳을 제외한) 지구상의 거의 모든 지역에 존재하고 있었다. 한편 이때 홍적세 후기 멸종과 네안데르탈인의 절멸이라는 두가지 사건이 일어났다. 이것은 아마도 기후 변화나 인간 활동이라는 각각의 요소에 영향을 받았을 수 있거나, 아니면 두 요소 모두가 복합적으로 작용한 결과일지도 모른다.

### 농경과 초기 인류 발전

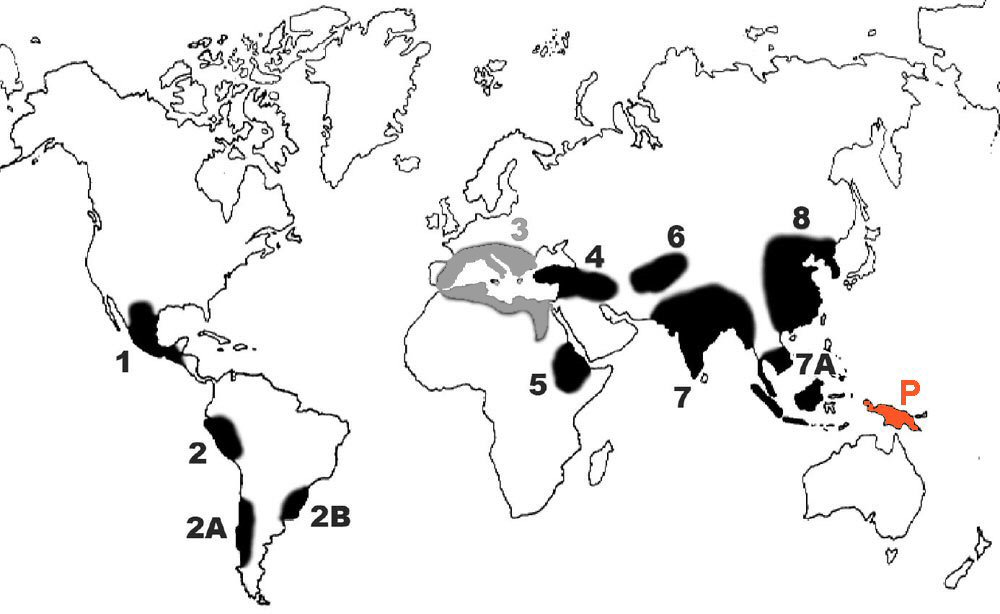

기원전 10,000년에서 기원전 4,000년 사이에 중요한 변화 세 가지가 일어났는데, 정착 생활의 시작과 최초의 농경, 최초의 도시 건설이 바로 그것이다. 특히 그중에서도 농업의 발전을 두고 신석기 혁명이라고 명명하기도 한다. 하지만 고고학적 증거에 따르면 기원전 8,000년경에 오늘날과 같은 기후 조건이 마련되기 전까지 수천 년 동안 식량을 습득하는 기술은 아주 천천히 변화해왔다. 그때까지 인류는 수렵 및 채집을 하는 무리로 이루어져 있었으며, 개체 수가 점차 늘어나기는 했지만 생활 방식은 이전의 선조들과 거의 다르지 않았다.
그러나 인류는 자연 조건을 적절하게 개조하면서 자신들이 재배할 수 있는 종의 수를 늘려나갔는데, 이는 전 세계의 여러 지역에서 독립적으로 이루어진 것이었지만, 특히 남위 10°에서 북위 50° 사이의 지역에서 오늘날과 같은 종류의 동식물들을 길렀다. 인류가 야생 곡물을 수집하여 먹었던 것은 최소한 105,000년 전이지만, 그로부터 수만 년이 지난 23,000년 전이 되서야 레반트의 갈릴리 호수에서 겨우 에머 밀, 보리, 귀리와 같은 곡물들을 재배하기 시작했다. 한편 쌀은 기원전 11,500년에서 기원전 6,200년 사이에 중국에서 작물화되었으며, 최소한 기원전 5,700년에 최초로 재배가 확인되었고 녹두, 대두, 아즈키 콩이 그 뒤를 이었다. 양은 13,000년에서 11,000년 전에 메소포타미아에서 길들여졌으며, 돼지의 가축화는 약 10,500년 전에 유럽, 동아시아, 서남아시아를 포함하여 유라시아의 대부분 지역에서 야생 맷돼지를 길들이면서 이루어졌다. 에티오피아 고원과 서아프리카 열대우림에는 또다른 농경 중심지들이 생겨났고 인더스 강 주변에서는 기원전 7,000년 즈음에 다양한 농작물을 재배했을 뿐만 아니라 기원전 6,500년경엔 이미 소를 가축화하여 사용하고 있었다. 남미의 안데스 산맥 일대에서는 감자가 10,000년에서 7,000년 전에 콩 및 코카, 라마, 알파카, 기니피그와 함께 재배·사육이 가능한 종이 되었고 사탕수수와 몇몇 뿌리 채소들은 9,000년 전 뉴기니에서 작물화됐다.
| 식물 재배 및 동물 가축화의 기원, 기원전 4,000년경 | 식물 재배 및 동물 가축화의 기원, 기원전 4,000년경      | 식물 재배 및 동물 가축화의 기원, 기원전 4,000년경      | 식물 재배 및 동물 가축화의 기원, 기원전 4,000년경      | 식물 재배 및 동물 가축화의 기원, 기원전 4,000년경 | 식물 재배 및 동물 가축화의 기원, 기원전 4,000년경 |
| -                                                 | 중국·동남아시아                                        | 서남·중앙아시아                                        | 열대 아프리카 북부                                     | 중앙아메리카                                      | 남아메리카 북부                                   |
| ------------------------------------------------- | ------------------------------------------------------ | ------------------------------------------------------ | ------------------------------------------------------ | ------------------------------------------------- | ------------------------------------------------- |
| 곡물                                              | 아시아벼, 기장, 조                                     | 보리, 귀리, 호밀, 밀                                   | 아프리카 벼                                            | 옥수수, 테오신트                                  | (없음)                                            |
| 콩류                                              | 녹두, 대두                                             | 잠두, 이집트 콩, 야생 완두, 렌즈콩, 완두               | 동부, 완두                                             | 강낭콩, 꼬투리콩, 덩굴콩                          | 강낭콩, 리마콩                                    |
| 뿌리 작물                                         | 토란, 얌                                               | 당근, 파스닙, 무                                       | 얌                                                     | (없음)                                            | 카사바, 감자, 고구마, 얌                          |
| 과일                                              | 살구, 바나나, 감귤류, 망고, 복숭아                     | 사과, 대추야자, 무화과, 포도, 올리브, 배               | 타마린드, 수박                                         | 아보카도, 토마토                                  | 구아바, 파인애플, 가시여지, 번여지                |
| 기타 작물                                         | 가지, 코코넛, 사고야자, 차                             | 마늘, 양파, 홍화                                       | 커피, 야자, 참깨                                       | 칠레 후추, 호박                                   | 캐슈, 칠레 후추, 코코아, 땅콩, 퀴노아, 호박       |
| 가축                                              | 닭, 돼지, 소, 물소, 염소, 사슴, 말, 당나귀, 낙타, 야크 | 닭, 돼지, 소, 물소, 염소, 사슴, 말, 당나귀, 낙타, 야크 | 닭, 돼지, 소, 물소, 염소, 사슴, 말, 당나귀, 낙타, 야크 | 칠면조, 기니피그, 라마, 알파카                    | 칠면조, 기니피그, 라마, 알파카                    |

신석기 혁명의 원인에 대한 다양한 설명이 제안되었다. 일부 이론에서는 인구 증가를 주요 요인으로 파악했는데, 이에 따르면 사람들은 늘어나는 식량 소비를 감당하기가 어려워져 새로운 식량원인 곡물을 찾게 되었다. 한편 다른 이들은 인구 증가가 원인이 아닌, 식량 공급의 개선이 이루어진 '결과'라고 보기도 한다.  추가로 제안된 가설로는 기후 변화, 자원 부족 등이 있긴 하다.
기원전 7,000년에서 6,000년경에는 곳곳에서 신석기 마을이 나타났다. 당시 경제 체제는 동식물의 사육 및 재배 기술의 발전에 토대를 두고 있었다. 이 무렵에 아나톨리아부터 자그로스 산맥에 이르는 광활한 지역에서 밀과 보리 재배, 염소 사육 등이 일반화되었고 이러한 농업 관행은 곧이어 그리스와 그 너머 유럽으로 전해졌다. 그러나 이 지역들은 농사를 짓기에는 너무 건조했다. 기원전 6,000년에서 기원전 5,000년 무렵에 강에서 물을 끌어들이는 관개 기술이 개발되고 나서야 농경지가 비로소 메소포타미아 평원까지 확대될 수 있었다. 파키스탄의 카치 평원에서는 기원전 7,000년에 정착 농경이 시작되었는데, 그 지역의 사람들은 보리와 밀을 재배했고 양, 소, 염소를 길렀으며, 기원전 6,000년부터는 진흙 벽돌로 창고를 지은 뒤에 그곳에 식량, 도구, 교역품을 구분하여 저장하였다. 한편 근동에서는 기원전 8,000년경에, 중국에서는 기원전 5,500년경에 마을에 방어 성벽을 쌓기 시작했다. 나아가 이들은 농경의 효율성을 높이기 위해 동물의 힘을 이용하기 시작했는데, 소가 최초였다. 또한 기원전 5,000년~기원전 4,000년 사이에 번성한 이집트의 파이윰A 문화의 경우 당시 사용한 토기와 움집 유적이 발견되었으며 보리, 밀, 아마와 같은 작물이 재배되었고 양과 나귀를 가축으로 길러 사용한 것으로 보인다.

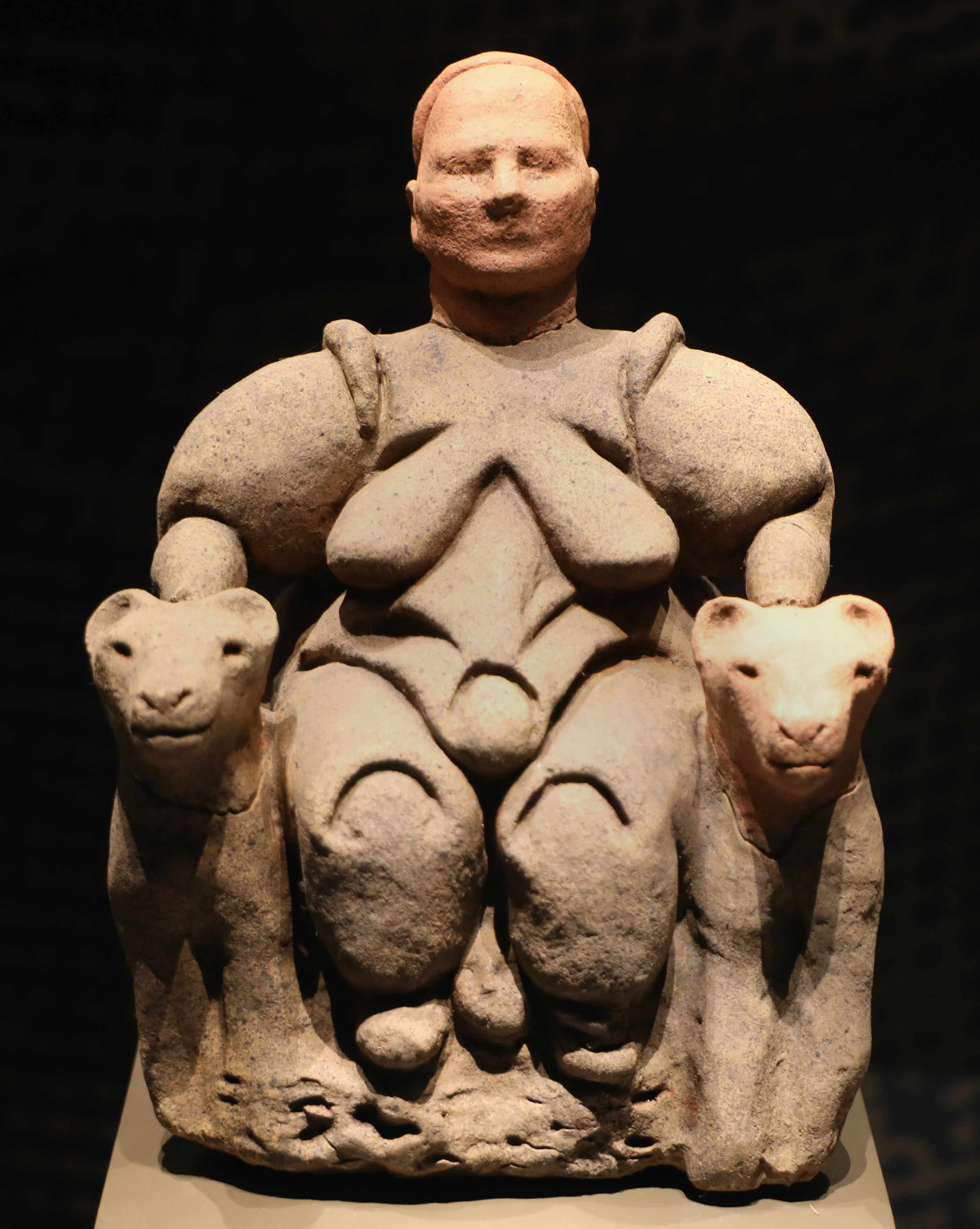
여성의 성적 특징을 과장한 진흙 조각품. 풍요나 다산을 기원하는 것으로, 초기 농경지에서 전형적으로 나타난다. 위의 조각상은 튀르키예 중남부의 차탈회위크에서 발굴된 것으로 높이는 불과 16.6m이다.

기존의 수렵채집 사회는 직접적으로 식량 생산에 참여하지 못하는 이들에게는 식량을 제공하지 못했지만, 농경 사회로 체제가 전환되자 이제는 그렇지 않았다. 곡물의 엄청난 생산성 덕분에 식량 생산은 이제 흑자로 돌아섰고 인구 부양력이 이전과는 비교할 수 없을 정도로 폭발적으로 증가했다. 결국 농경을 통해 식량을 마련하려는 새로운 생활 방식이 등장한지 2,000년이 채 못 되어 몇몇 지역에서 부락이 등장했으며, 5,000년이 지난 뒤에는 최초의 도시가 건설되기 시작했다.
도시는 무역, 제조, 권력의 중심지였으며 다른 마을들과 생산물을 서로 교환하고 공산품 및 다양한 수준의 정치적 이익을 제공하는 등 상호 유익한 관계를 발전시켰다. 초기 원시 도시는 기원전 10~9세기에 건설된 차탈회위크와 예리코(성벽 도시)였다. 한편, 유라시아 스텝 지역이나 아프리카의 사헬 지대와 같이 농경에 적합하지 않은 지역에서는 동물을 이끌고 목초지를 찾아 이리저리 떠돌아 다니는 유목 생활 방식이 발전했다. 그러나 유목 생활은 필연적으로 농경 생활에 비해 생산성이 떨어질 수 밖에 없었고, 이것을 만회하기 위해 유목민들이 이따금 마을이나 도시들을 공격하고 약탈하는 사건은 이후의 세계사에서 반복적으로 나타나는 현상이 되었다.
신석기 시대의 사회는 일반적으로 그들의 조상이나 성지, 또는 의인화된 신을 숭배했는데, 가장 대표적인 예는 기원전 9,500~8,000년에 건설된 튀르키예의 종교적 복합단지인 괴베클리 테페이다. 또한 기원전 5,000년 경에 세워진 이집트 분묘에서는 매장된 시신과 함께 토기, 장신구와 같은 유물과 개의 뼈가 발견되어 당시 이미 내세 사상이 있었음을 알게 해 준다. 당시 일반적인 숭배 대상은 태양이었으며 이러한 태양 숭배는 이집트, 인도, 중국, 한반도 등 지역에서 두루 발견된다. 또한, 모성 숭배와 함께 하늘을 아버지에 견주어 숭배하는 사상도 이 때부터 시작되었다.
야금술은 기원전 6,400년경 구리 도구와 장식품을 제작하기 위해 처음 발명되었으며 얼마 있지 않아 그 대상이 금과 은으로까지 확대되었다. 구리와 주석의 합금인 청동은 기원전 4,500년경에 최초로 등장했지만, 기원전 3,000년대가 되어서야 비로소 널리 쓰이기 시작했다.

## 고대
이 시기가 되면서 인류는 지역에 따라 독특한 문화를 가진 문명을 이루어냈고 문자를 발명했으며 스스로의 역사를 기록하기 시작하였다. 또한, 다른 지역과의 교역으로 세계에 대한 인식이 발전하여 지도의 제작과 지리에 대한 기록으로 이어졌다. 한편, 세계를 바라보는 관점과 인간에 대한 성찰은 철학, 종교, 윤리와 같은 문화를 낳았다. 고대 시기의 국가들은 문명에 따라 도시 국가의 모습을 띠기도 하고 제국을 이루기도 하였다. 국가의 지배를 위해 법률이 제정되었고 이웃 지역과의 충돌로 국가간 전쟁이 일어났다. 고대 시기의 시작과 끝은 각 문화마다 그 시기가 다르다.

### 문명의 요람

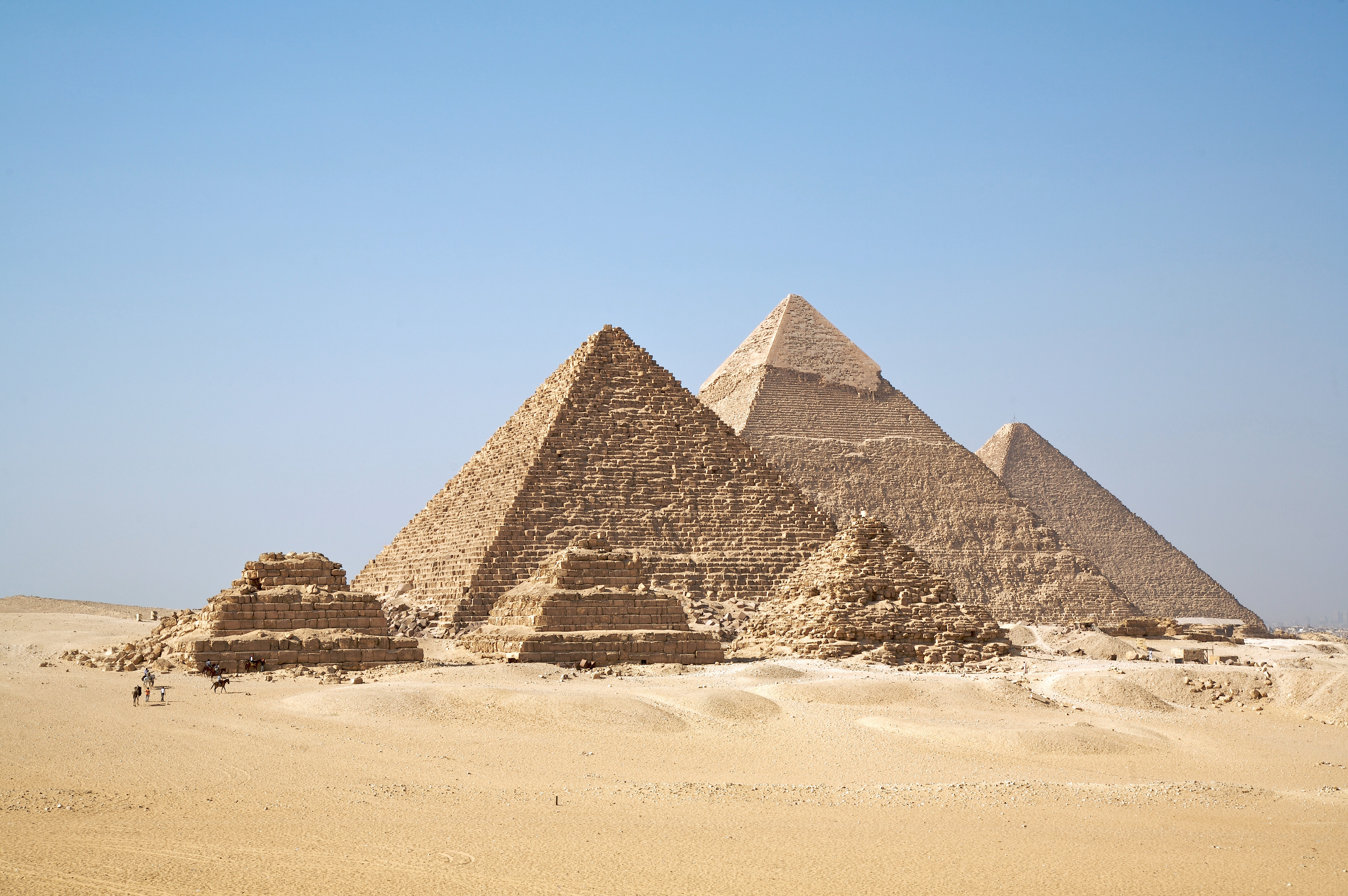
이집트의 기자 대피라미드

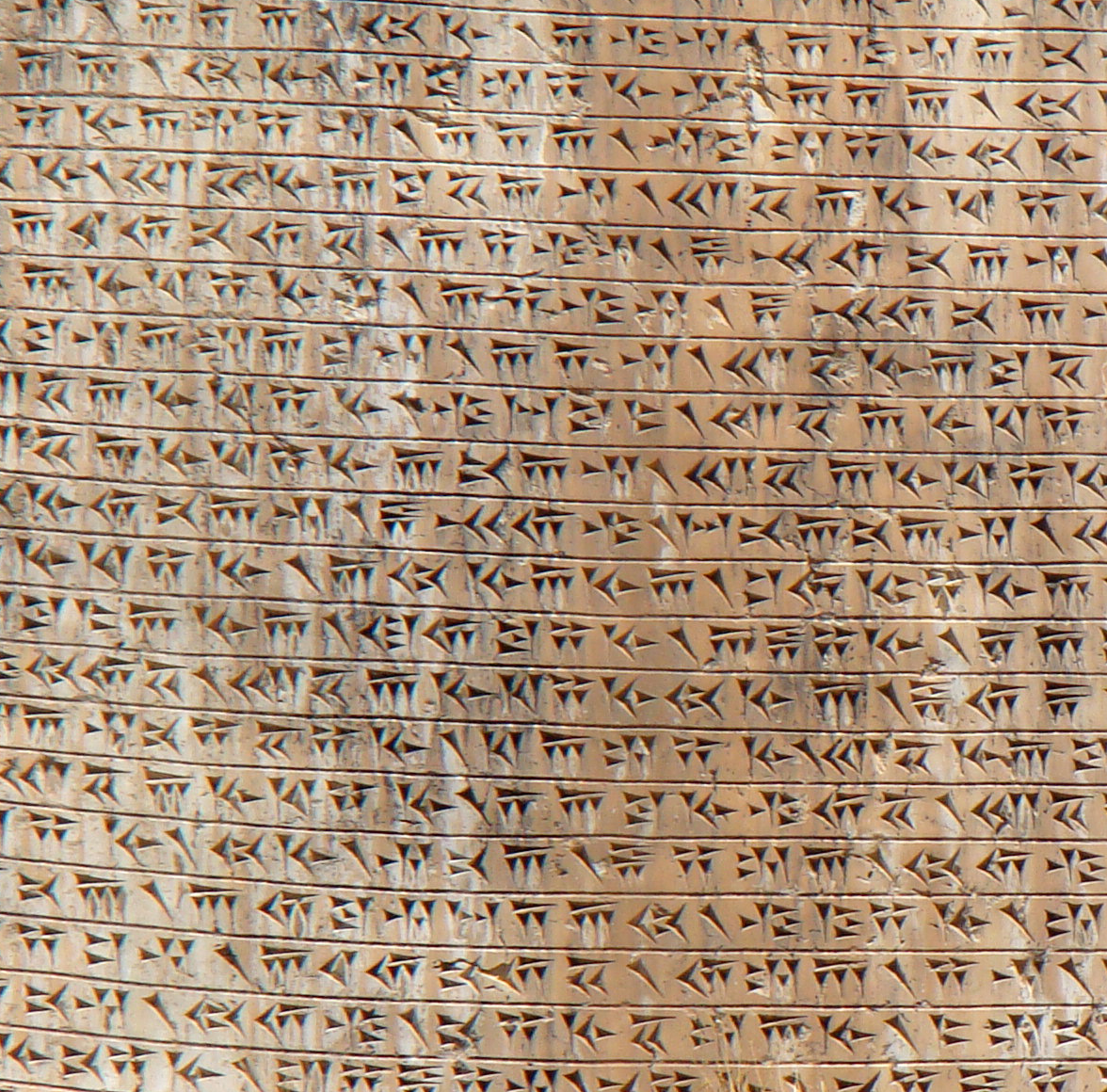
튀르키예 동부에서 발견된 쐐기문자

청동기 시대에 이르러 각 지역에서 문명이 발전해나가기 시작했다. 최초의 문명인 메소포타미아 문명은 기원전 3,300년경 티그리스 강과 유프라테스 강 근처의 저지대에서 일어났으며, 그 뒤를 이어 나일 강의 이집트 문명(기원전 3,200년경), 페루 해안의 노르테 치코 문명(기원전 3,100년경), 파키스탄 인더스 강의 인더스 문명(기원전 2,500년경), 그리고 황하와 양자강 일대의 황하 문명(기원전 2,500년경)이 차례대로 발생했다.
이들 문명은 중앙집권적인 정부, 복잡한 경제 및 사회 구조, 글자와 기록 보관 체계 등의 여러 공통된 특성을 발전시켰다. 특히 바퀴, 수학, 청동, 돛단배, 돌림판, 직조, 기념비적인 건물 건설, 문자 등은 이 시기에 발명된 대표적인 기술들이며, 이를 바탕으로 이 시기에 지금까지 인류 문화의 중요한 부분을 차지하고 있는 국가, 도시, 정치, 법률, 철학과 같은 것들이 출현하였다.
문자는 행정과 도시 관리, 아이디어 표현, 정보의 전달과 보존이 더욱 쉽게 이루어지도록 했다. 기원전 3,300년경의 메소포타미아, 기원전 3,250년경의 이집트, 기원전 1,200년경의 중국, 그리고 기원전 650년경의 메소아메리카 저지대 등 적어도 4개의 고대 문명에서 문자가 독자적으로 발명, 발전해나갔다. 최초의 문자는 메소포타미아의 쐐기 문자로, 초기에는 그림 문자였기 때문에 꽤나 단순하고 추상적이었다. 영향력이 있는 다른 초기 문자로는 이집트의 상형문자와 인더스 문자가 있다. 중국에서는 적어도 상나라 시대인 기원전 1,766~1,045년 사이에 처음으로 문자가 사용되었다.
| “ | 블레셋 사람 진영에서 가드 사람인 골리앗이 나왔는데 그 신장은 여섯 큐빗 한 뼘이요, 머리에는 청동 투구를 썼고 몸에는 사슬갑옷을 입었는데 그 갑옷의 무게가 청동 5,000 세겔이며, 다리에는 청동 각반을 쳤고 어깨에는 청동 단창을 매었더라. | ” |
|   | — 「구약성서」 사무엘상 17:4~6 |   |

야금술의 발전으로 기원전 4,000년 무렵 고대 메소포타미아에서 청동기 제작이 시작되었다. 이곳에서 비소와 구리의 합금으로 된 유물이 발견되었다. 이후 비소 대신에 주석을 섞은 것이 보다 견고하다는 것을 알게 되면서 주석-구리의 합금이 널리 쓰이게 되었다. 성경, 사기 등 많은 기록에서 당시 청동기 사용을 확인할 수 있다. 청동기의 획득으로 인류는 석기 시대에 비해 농업 생산의 효율을 향상시키고, 군사적 우위를 확보하였으며, 사회의 비약적인 발전과 더불어 직업의 분화, 문화 수준의 향상이 일어났다.
강과 바다를 포함한 수로를 통해 물자를 운반하려는 시도는 아이디어, 사상, 발명품 등의 교류를 촉진시켰다. 한편 유라시아 대초원의 육로를 통해서도 위의 요소들이 자주 교류되었는데 이때 이미 비단길의 원형이 되는 교역로가 있었던 것으로 추정된다. 비소가 함유된 메소포타미아의 청동기가 중국 북부에서 발굴되어 이 지역과 메소포타미아 사이에 교류가 있었음을 알 수 있다. 청동기 시대 후기에는 말을 이용한 전차나 기병과 같은 새로운 육상 기술이 등장하여 군대가 더 신속하게 이동할 수 있게 되었다. 무역은 도시 사회가 머나먼 땅에서 생산된 상품과 자신들의 원자재를 교환함으로써 방대한 상업 네트워크를 형성하고 고대 세계화가 시작됨에 따라 점점 더 중요한 요소로 자리잡았다. 일례로 남서아시아에서 청동기를 생산하려면 멀리 떨어진 영국에서 주석을 수입해와야 했다.
도시의 성장은 종종 국가, 그리고 여기서 한 단계 더 발전한 제국의 등장으로 이어졌다. 기원전 3,100년경, 상부와 남부로 나뉘어져 있던 이집트가 통일되었으며 기원전 2,600년경에 인더스 문명의 사람들은 하라파와 모헨조다로 등의 도시를 건설했다. 메소포타미아 지역에서는 여러 도시 국가들 간의 잦은 전쟁으로 인해 한 도시에서 다른 도시로 패권이 이동하는 일이 빈번했으나 기원전 25~21세기 사이에 아카드 및 신수메르(우르 제3왕조) 등의 제국들이 잇달아 출현했다. 기원전 2,000년경 크레타 섬에서 등장한 미노스 문명은 유럽 최초의 문명으로 간주된다.
그 후 수천 년 동안 전 세계 각지에서 문명이 발전했다. 기원전 1,600년경, 미노스 문명의 뒤를 이어 그리스에서 미케네 문명이 출현하여 기원전 1,300년~기원전 1,000년 사이에 많은 지중해와 근동의 문명들에 파괴적인 영향을 미친 청동기 시대 후기의 붕괴까지 번성했다. 한편 비슷한 시기에 아나톨리아에서는 하티인들이 아나톨리아 대부분을 장악하여 히타이트를 건국했는데, 그들은 철기를 최초로 사용한 사람들로 유명하다. 철기는 나중에 유목민을 통해 전세계로 퍼져나갔다.
반투어 화자들은 기원전 3,000년부터 기원전 1,000년까지 중앙아프리카, 동아프리카, 남아프리카 일대로 확산되기 시작했다. 이들의 확장과 다른 민족과의 만남은 피그미족 및 코이산족의 이주를 초래했고, 더 나아가서는 사하라 이남 아프리카 전역에 혼합 농업과 제철 기술을 퍼뜨림으로서 훗날 이 지역에 세워지는 국가들의 기반이 되어주었다.
라피타 문화는 기원전 1,500년경 뉴기니와 비스마르크 군도 일대에서 등장하여, 오지 오세아니아의 많은 무인도를 식민지로 삼아 확산되었으며 기원전 700년에는 사모아까지 도달했다.

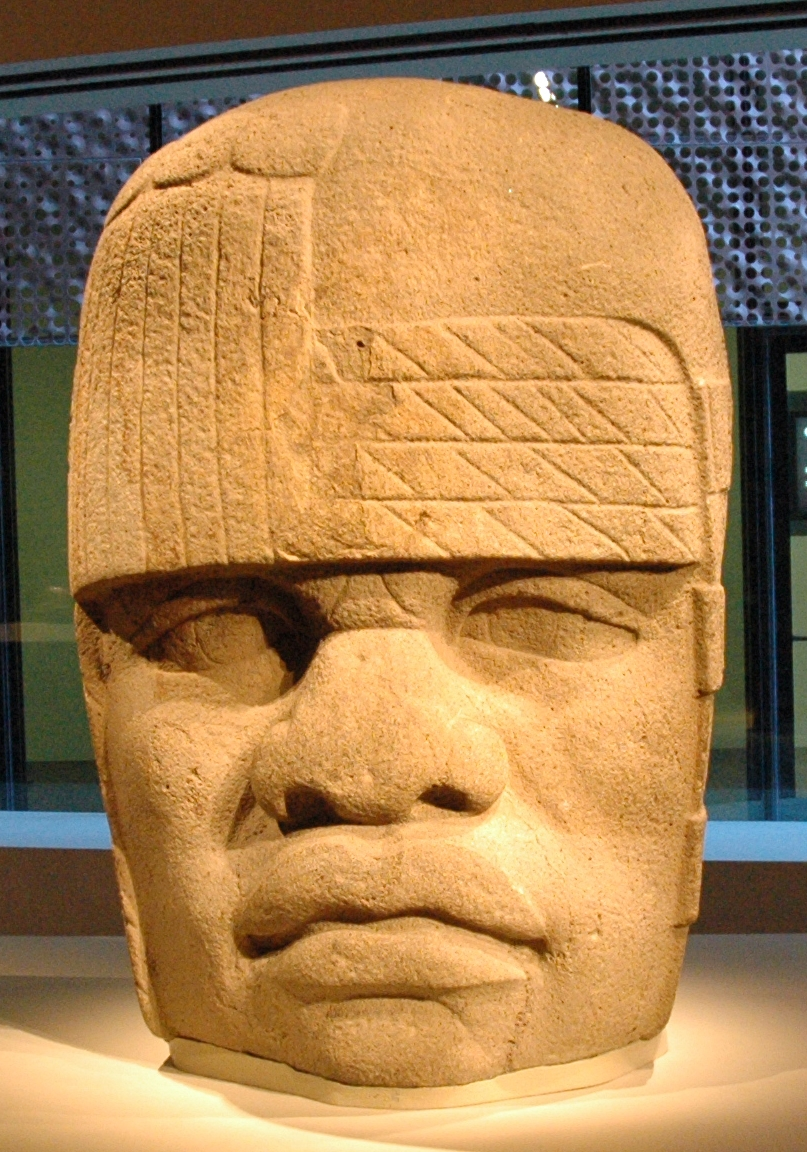
올멕 거대 석조두상. 올멕인들이 남긴 대표적인 유산 중 하나이다. 현재는 안트로폴로기아 데 살라파 박물관이 소장 중.

아메리카 대륙에서, 특히 안데스 일대에서는 기원전 3,100년경에 등장한 노르테 치코 문명 이외에도 차빈 데 후안타르와 같은 종교 유적지를 중심으로 한 차빈 문화, 일상 생활을 다양한 토기로 묘사한 모체 문화, 사막에 기하학적인 그림을 남긴 나스카 문화 등의 여러 안데스 문명들이 번성했다. 한편 메소아메리카에서는 올멕 문화가 기원전 1,200년경에 등장하여 거대한 현무암 석조두상 등의 유산을 남겨주었고 마야는 테오티우아칸 건설 및 메소아메리카 달력의 고안과 같은 업적을 이루어냈다. 더 위쪽으로 가면 북아프리카 평원의 인디언 부족사회들이 있었는데, 그들은 대체로 모두가 평등한 수렵채집 사회였으며, 때때로 식량이 부족할 경우에는 동부의 농경 단지에서 길러진 식물을 섭취했다. 이들의 유산으로는 루이지애나에 건설한 왓슨 브레이크(기원전 4,000년경)와 빈곤 지점(기원전 3,600년경) 등이 있다.

#### 메소포타미아
| “ | 옛날 옛적 지위가 낮은 작은 신들은 노동을 하고, 큰 신들은 그들을 지켜 보며 쉬고 있었다. 홍수를 방지하고 농사를 잘 짓기 위해 작은 신들은 강과 수로의 흙을 파내야 했다. 노동이 점점 힘들어지자 신들은 점점 불평과 불만으로 가득했다. …… 지혜의 신 엔키는 지하수의 여신 남무에게 진흙에 신들의 피를 섞어 신들의 노역을 대신할 사람들을 만들게 했다. | ” |
|   | — 수메르의 인간 창조신화 |   |

우바이드 시대의 주요 수메르 도시

메소포타미아(Mesopotamia)는 오늘날의 이라크와 튀르키예 남동부, 시리아 북동부, 이란 북서부에 걸쳐있는 지역을 가리키는 말로서 '두 강 사이의 땅'을 의미한다. 이 지역은 이름대로 티그리스강과 유프라테스강이 만나 토양이 비옥하고 수자원이 풍부하여(비옥한 초승달 지대) 농경 생활에 적합했다. 기원전 8,000년을 전후하여 메소포타미아에는 신석기 문화가 등장했고 이것이 발전하여 최초의 문명이 되었다. 메소포타미아가 '문명의 요람'이라고 불리는 것은 바로 이 때문이다. 최초로 알려진 메소포타미아에서의 사람의 흔적은 기원전 6,500~3,800년 사이에 등장한 우바이드 문화이나 아마도 그 이전의 흔적은 충적층 아래에 가려져 발견되지 않을 가능성이 높다. 이 시기에 도시화가 시작되었다. 농경과 목축 등이 메소포타미아 전역에서 광범위하게 이루어졌고 특히 북부에서 더욱 그랬다. 남부에서는 관개 수로를 이용한 농경이 주로 이루어졌다.
기원전 6,000년경 이집트 전역에 신석기 정착지가 나타나기 시작했는데, 형태학적, 유전학적, 고고학적 데이터를 기반으로 한 연구에 따르면 이것은 신석기 혁명 동안 이집트와 북아프리카에 도착하여 이 지역에 농경 기술을 가져온 근동의 이민자들 덕분이라고 한다. 텔 알 우웨일리는 기원전 5,400년경 메소포타미아에 정착한 가장 오래된 유적지이며, 우르 역시 비슷한 시기에 형성되었다. 남부에서는 우바이드 문화가 기원전 6,500년경부터 기원전 3,800년경까지 지속되었다. 그뒤 농업의 집약화와 교류 촉진, 인구 밀도 급증과 함께 거대한 도시들이 세워지며 발전이 급속하게 이루어졌고, 그중에서도 주요 대도시들을 중심으로 도시 국가들이 생겨났다.
| “ | 길가메쉬가 [그의] 뱃사공인 우르샤나비에게 말했다. "우르샤나비여, 성벽에 올라 우루크로 들어가서 거닐어보아라. 밑의 토대를 살펴보고 건물의 석공술을 눈여겨보아라. 그것들은 가마로 구워낸 벽돌이 아니던가? 정말 훌륭하지 않은가. 일곱 현인들이 그것의 기초를 세웠다. 1'사르'는 도시이고, 1사르는 대추야자나무 숲이 우거진 정원, 1사르는 점토 채석지, 그리고 이슈타르 신전이 있으니 우루크의 규모는 [모두] 3사르이다." | ” |
|   | — 「길가메쉬 서사시」 中 |   |

수메르 문명이라고도 불리는 우루크 시대는 기원전 4,000년에서 기원전 3,100년 사이의 메소포타미아를 가리키며 이 시대에 가장 번성했던 수메르 도시인 우루크의 이름을 딴 것이다. 전성기의 우루크는 그 면적이 250~300 헥타르에 달했고 25,000명에서 50,000 명의 인구가 한데 거주했다. 이때 기술적으로 엄청난 발전이 이루어졌다. 메소포타미아 최초로 도시 생활이 등장했고 쟁기의 사용으로 농업 생산량이 비약적으로 폭증했으며, 초기 형태의 야금술이 나타났다. 우루크 시대 후기에는 쐐기 문자가 발명되었다. 이 지역에서의 원시 문자의 등장은 기원전 3,800년경, 초기 문자는 기원전 3,300년경, 그리고 초기 쐐기 문자는 기원전 3,000년으로 거슬러 올라간다. 원통 인장과 함께 구리 장식이 인기를 끌기 시작하면서 도자기 그림이 쇠퇴한 것도 이 시기였다. 우루크 시대의 수메르 도시들은 아마도 신권 정치를 기반으로 했을 것이며, 남성과 여성이 모두 포함된 원로원의 도움을 받아 대사제-왕('엔' 또는 '엔시')가 통치했을 가능성이 높다. 후기 수메르의 판테온은 아마도 이러한 정치구조를 모델로 삼았을 것이다.
우루크 시대가 막을 내린 이후에는 기원전 3,100년부터 기원전 2,900년까지 이어진 젬데트 나스르 시대가 열렸다. 이때 쐐기 문자가 발전을 거듭했다. 가장 오래된 점토판은 우루크에서 생산되었으며 제작년도는 기원전 4,000년대 후반으로 추정되는데, 이것은 젬데트 나스르 시대보다 약간 빠르다. 이 시기가 되면 대본은 여러가지 중요한 변화를 겪었는데, 원래는 단순히 그림만으로 구성되었던 것이 이때에 이르러 이미 더 간단하고 추상적인 외관을 갖추게 되었으며 상징적으로 쐐기 문자를 사용했다. 한편, 이때 우루크의 무역망이 메소포타미아의 다른 지역들뿐만 아니라 저멀리 북캅카스까지 뻗어나가기 시작했다.

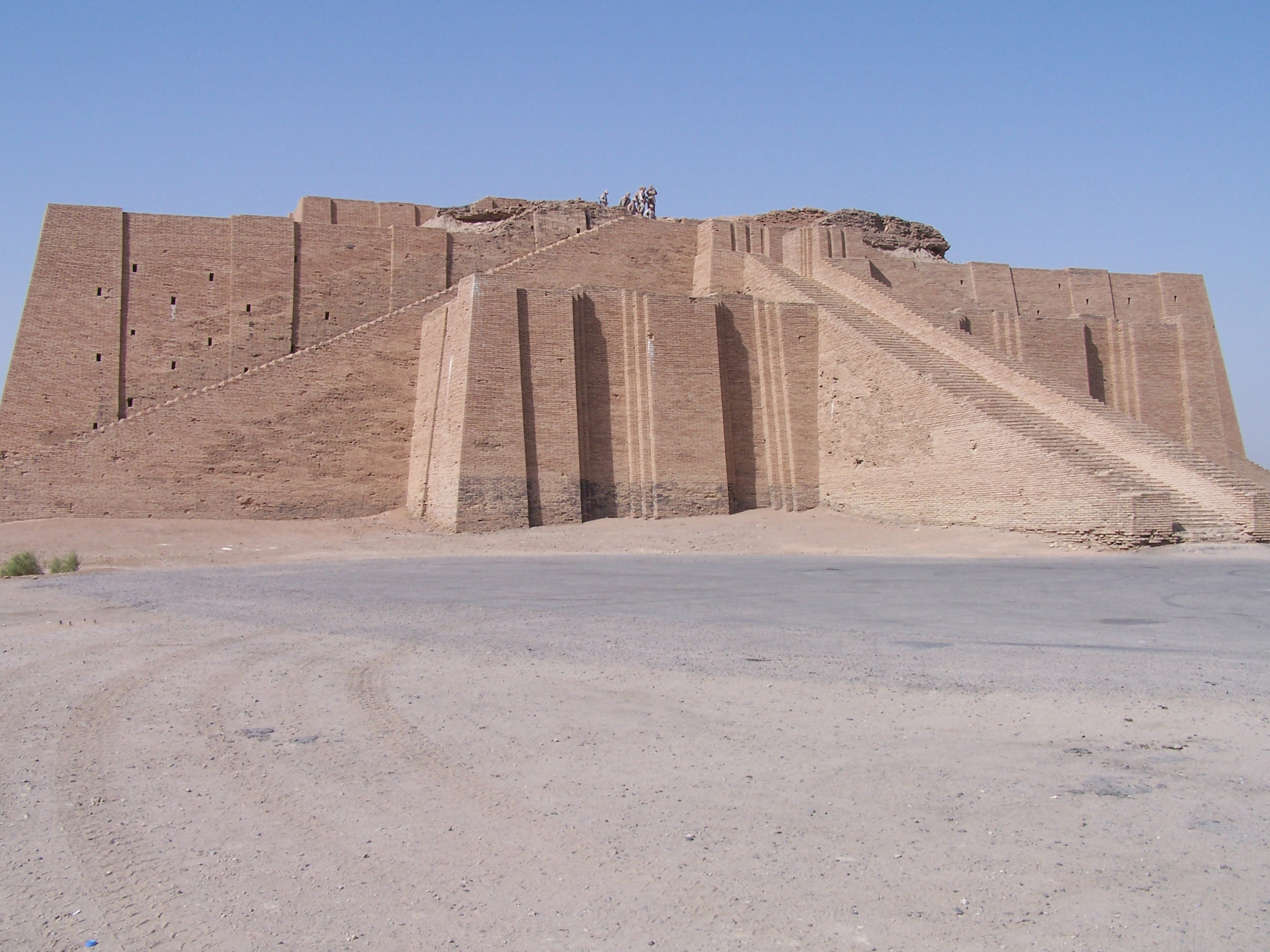
지구라트를 밑에서 바라본 모습.

젬데트 나스르 시대는 나중에 정치 체제와 사회 계층화가 이루어지면서 기원전 2,900년경에 초기 왕조 시대로 이어졌다. 그뒤에 도시 국가들의 권력은 기존의 사제들과 성전에서 보다 세속적인 '루갈'(위대한 남자)에게로 이동했다. 루갈로 추정되는 대표적인 인물로는, 초기 그림문자에서 음절 문자가 발전하기 시작한 기원전 2,700년경에 역사적 기록이 시작되기 직전에 통치한 것으로 보이는 엔메르카르, 루갈반다, 길가메쉬 등이 있다. 문명의 중심지는 메소포타미아 남부에 여전히 남아있었지만, 수메르 통치자들은 점차 인근 지역으로 확장해 나가기 시작했다. 이리하여 수메르인과 함께 메소포타미아에 살았던, 아카드인이나 아시리아인, 바빌로니아인과 같은 이웃 셈족은 수메르 문화를 받아들이게 되었다. 초창기 지구라트는 초기 왕조 시대 말기에 건설되었다. 이 시기에 수메르 도시 국가들의 여러 왕조들은 두각을 잠시 드러냈다가 쇠퇴하고 다음 왕조로 대체되는 등 흥망성쇠를 거듭했다.
라가쉬의 왕인 에안나툼은 기원전 2,500년에 역사상 최초로 확인 가능한 왕국을 세웠다. 오늘날 이란 지역에 있던 엘람 역시 동기 시대에 도시를 이루어 왕국을 형성했다. 이들은 고대 근동의 주요 국가들 중 하나였다. 기원전 3,000년경에 남겨진 엘람인들의 기록들 가운데 일부분은 수메르 역사의 초기 기록과도 유사하다. 그 무렵에 수메르인과 아카드인들 사이에 매우 친밀한 문화적 공생 관계가 이루어졌다. 아카드인이 점차 다수가 되면서, 기원전 3,000년에서 기원전 2,000년기 사이에 아카드어가 점차 수메르어를 대체하기 시작했다. 마침내 기원전 2,350년경 사르곤의 치하에서 아카드 제국이 등장하여 메소포타미아 전역을 통일했다. 아카드 제국은 기원전 24세기에서 22세기 사이에 전성기를 구가했다. 이후 엘람이나 구티와 같은 외부 세력의 침입으로 아카드 제국은 멸망했지만, 수메르인들은 우르남무의 치하에서 구티를 몰아내고 우르 제3왕조를 세워 페르시아 만에서 니네베까지 이르는 그들의 패권을 재확인했다. 기원전 2,004년경 메소포타미아에서 수메르 패권이 최종적으로 붕괴된 이후, 그 지역에 있던 셈족들은 두개의 주요 국가들로 나뉘어졌다. 북쪽의 아시리아(초기 왕들의 연대는 기원전 25세기로 확인됨)와, 몇 세기 후에 세워진 남쪽의 바빌로니아가 바로 그것이었는데 이들은 모두 기원전 20세기에서 기원전 6세기 사이에 강력한 고대 제국을 세웠다. 이들이 강성해짐에 따라 수메르인들은 결국 셈족 아시리아-바빌로니아인들에게 동화되었다.

#### 이집트
토기 이전 신석기 시대 A(기원전 10,200년)와 토기 이전 신석기 시대 B(기원전 7,600년에서 기원전 6,000년)에 존재했던 발달된 신석기 문화는 비옥한 초승달 지대에서 등장했으며 얼마 있지 않아 동쪽과 서쪽으로 확산되었다. 그뒤 나일 강을 따라 생활하던 수렵채집 사회가 최초로 낫을 사용하여 곡물을 수확하는 농경 사회로 변모하였다. 지질학적 증거와 컴퓨터 기후 모델링 연구에 따르면, 기원전 8,000년경에 일어난 기후 변화는 목초지였던 북아프리카를 건조하고 메마른 사하라 사막으로 바꾸었다. 이로 인해 이집트인들의 초기 조상이 비교적 비옥한 나일 강 주변에 정착하여 생활하기 시작했다. 이집트에서, 완전히 성숙하고 또 가장 오래된 신석기 문화는 기원전 5,500년경에 시작된 파이윰 A 문화이다.

왕조 시대 고대 이집트의 주요 도시와 유적지를 보여주는 지도(기원전 3,150년경~기원전 30년경)

기원전 5,500년경, 나일강 주변에 모여살던 작은 부족들은 저 멀리 수단 남부까지 일련의 상호 협조적인 문화로 발전하면서 농경과 축산을 다룰 수 있게 되었고 빗, 팔찌, 구슬, 토기 등의 물품을 만들어냈다. 상이집트 북부의 초기 문화들 가운데, 가장 규모가 컸던 서부 사막 지역의 바다리 문화는 특히나 정교한 토기, 석기, 구리 사용으로 유명하다. 아프리카에서 소는 최소한 기원전 4,440년경에 파이윰 일대에서 가축화되었다. 바다리 문화의 뒤를 이어 나카다 문화가 등장해 여러 기술적 발전을 이루어냈다. 나카다 문화의 첫번째 시대인 암라티야 시기에, 이집트인들은 암석 박편에서 돌칼과 기타 도구들을 만드는 데 사용되는 흑요석을 에티오피아에서 수입했다. 이집트 최초의 왕조가 등장하기 직전인 기원전 3,300년경, 이집트는 남쪽 나일강 중상류의 상이집트와 북쪽 나일강 삼각주 일대의 하이집트로 나뉘어져 있었다.
이집트 문명은 기원전 3,500년경 게르제 문화(또는 나카다 2기)로 알려진 나카다 문화의 두번째 시기에서 본격적으로 시작되었고, 그뒤인 기원전 3,150년경 상이집트와 하이집트가 통일되었다. 이 무렵에 식량 생산의 대부분이 농경으로부터 이루어지고 대부분의 인구가 정주 생활을 선택함에 따라, 나일강 주변의 정착지들은 약 5,000명이 거주하는 도시로 성장했다. 도시민들은 진흙 벽돌을 사용하여 건물을 건설했고 아치형 벽과 움푹 들어간 벽을 장식으로 사용하기도 했으며, 돌 대신에 구리를 가지고 도구와 무기 등을 만들기 시작했다. 게르제 도자기 겉면에 새겨진 기호가 이집트 초기 상형문자와 비슷하다는 점은 주목할 만 하다. 이 시기에 근동, 특히 가나안과 비블로스 등의 해안 도시들과 접촉했다는 증거가 있다. 이와 같은 문화적 발전에 힘입어 상이집트와 하이집트 모두에서 그 지역의 마을과 사회를 통일하는 과정이 이루어졌다. 기원전 3,100년경에 히에라콘폴리스의 통치자들은 상이집트를 장악하고 하이집트를 넘보기 시작했다. 마침내 기원전 3,273년에서 기원전 2,987년 사이에 상이집트의 왕이었던 나르메르가 이집트 전역을 통일했다.
이로써 이집트 초기왕조 시대가 열렸다. 일반적으로 고고학계에서는 나카다 3기에서부터 기원전 2,686년경 고왕국 시대가 시작될 때까지 이집트를 통치한 제 1왕조와 제 2왕조의 지배기간을 초기왕조 시대로 여긴다. 왕의 신격화와 함께 수도는 기존의 티니스에서 새롭게 멤피스로 옮겨졌다. 예술, 건축, 종교와 같이, 우리가 알고 있는 고대 이집트 문명의 주요 요소들이 이때 형성되었으며, 이집트의 통치자가 스스로를 파라오라고 칭하기 시작한 것도 이때이다. 강력해진 왕권은 고대 이집트 문명의 성장에 필수적으로 작용한 토지, 노동력, 자원에 대한 국가의 직접적인 통제를 가능케했으며 이를 정당화하는 역할을 겸했다.
고왕국 시대에 이르러, 명확한 중앙집권 체제의 형성으로 비로소 가능해진 농업 생산성의 증대와 함께, 이집트의 인구가 폭발적으로 증가했다. 고대 이집트의 최고 유산 중 하나로 꼽히는 기자 대피라미드나 스핑크스 역시 이때 건설되었다. 짜티라 불리는 재상의 지시에 따라 중앙행정부는 각 지역에 관리를 파견하여 세금을 징수하고, 농작물의 수확량을 조사하고 이를 개선하기 위해 관개 시설을 정비하는 등의 노력을 기울였으며, 백성들을 모집하여 대규모 건설 작업에 참여시켰을 뿐만 아니라 평화 및 질서 유지의 목적으로 형법 체제를 구축했다. 중앙 행정의 중요성이 점차 높아지면서 파라오로부터 봉토를 수여받은 교육받은 서기관이나 관료들이 신흥 계급으로 떠올랐다. 파라오는 또한 지역 사원이나 무덤을 관리하는 곳에 보조금을 지급하여, 자신이 사망하면 이들이 왕가를 떠받치는 지지자들이 되도록 했다. 그러나 5세기에 걸쳐 행해진 이러한 관행은 결과적으로 파라오의 경제력을 점차 약화시켰고, 마침내 국가 경제가 더 이상 대규모의 중앙집권적인 행정 정책을 뒷받침하지 못하도록 만들었다. 파라오의 권력이 약화되자 노모스라 불리는 지역 총독(주지사)들이 통치자의 패권에 도전하기 시작했다. 이리하여 기원전 2,200년에서 2,150년 사이의 극심한 가뭄과 함께 140년 동안 이어질 제1중간기의 막이 올랐다.

#### 인더스

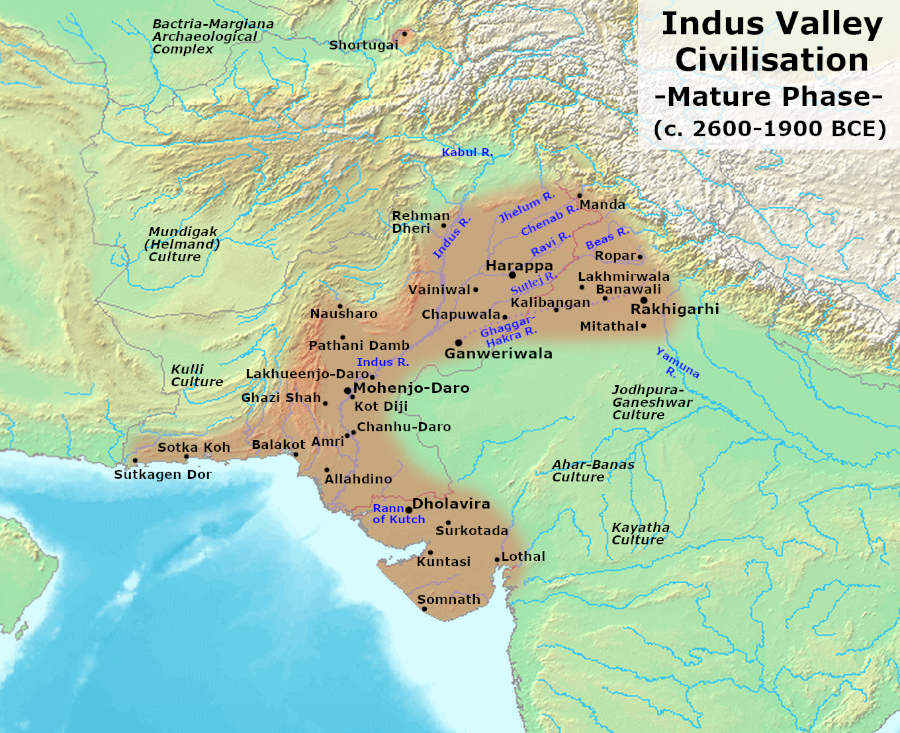
인더스 문명의 최대 범위

인도 아대륙에서 등장한 가장 초기의 신석기 유적지 중 하나는, 기원전 7,600년경 오늘날 인도 하리아나에 있는 고대의 가가르-하크라 강 유역을 따라 형성된 비라나이다. 또다른 초기 유적지들로는 갠지스강 중류의 라후라데와, 그리고 갠지스강과 야무나강이 합류하는 지점 인근에 건설된 주시가 있었다.
오늘날 파키스탄의 메르가르에서는 토기 신석기 문화가 기원전 7,000년에서 기원전 5,500년까지 지속되었고, 그다음에 3,300년까지 초기 청동기 문화로 발전했다. 메르가르는 농경과 목축이 이루어진 흔적이 있는 인도 아대륙 최초의 유적지 중 하나이다. 메르가르를 중심으로 하여 퍼져나간 문화가 인더스강 근처에 자리잡아 인더스 문명을 형성했을 가능성이 높다. 이 지역에서 가장 초기에 요새화된 마을은 기원전 4,000년경 카이베르파크툰크와 일대와 조브 강 계곡 근처의 지역에 건설된 라흐만 데리이다. 현재까지 발견된 다른 요새화 도시로는 신드의 암리(기원전 3,600년~기원전 3,300년)와 코트 디지, 그리고 하크라 강의 칼리방간(기원전 3,000년)이 있다.
인더스 문명은 기원전 3,300년경부터 시작되어 기원전 2,600년경에 막을 내린 초기 하라파 단계로부터 시작된 것으로 여겨진다. 이때 인더스인들은 여전히 마을을 기반으로 정착 공동체를 만들어 생활했으며 오늘날 남아있는 것이라곤 그들이 만든 도자기뿐이다. 그러나 이때 초기 인더스 문자가 발명되었고, 중앙집권적인 체제와 점점 더 도시로 변모해가는 시타델이 등장했다. 국제 무역망은 이 문화를 근처의 관련 지역 문화들 뿐만 아니라 저멀리 수메르에까지 연결시켜, 라피스 라줄리 및 기타 재료들이 채굴되는 머나먼 원천지와 인더스 문명이 교류할 수 있도록 했다. 기원전 2,600년경쯤 되면 인더스인들은 완두콩, 참깨, 대추, 목화 등 수많은 작물을 재배하고 물소를 비롯한 동물들을 길들였다.
그뒤 하라파, 돌라비라, 모헨조다로, 로탈, 루파, 라키가르히 등의 정착지들이 대규모 도시로 성장하고, 비교적 크기가 작은 1,000개 이상의 마을과 도시가 등장하면서 기원전 2,600년에서 기원전 1,900년 사이에 성숙 하라파 시기가 열렸다. 이 시기의 인더스인들은 야금 분야에서 새로운 기술을 발명하여 구리, 청동, 납, 주석을 생산하고 높은 수준의 공학을 선보였다. 특히 모헨조다로나 라키가르히와 같은 도시에는 상하수도 및 위생 시스템이 잘 구축되어 있었다.(자세한 것은 인더스 문명의 발명 및 발견 목록을 참조) 덕분에 주민들은 도시 내에 있는 우물에서 깨끗한 물을 얻을 수 있었으며, 목욕을 하고 난 뒤에 생긴 폐수는 도로 옆에 있는 배수구로 흘려보내면 되었다. 심지어 여러 명이 사용하는 대중 목욕탕도 있었던 것으로 보인다. 또한 각 주택들은 안마당을 구비하고 있었고 길에는 살짝만 개방되도록 설계되어 있어 사생활 걱정을 할 필요가 없었다. 이 지역의 일부 마을에서 보여준 건축은 여전히 어떤 면에서는 하라파의 건축 양식과 유사한 점을 가진다. 하라파의 주요 건축물로는 인상적인 조선소, 미곡창, 창고, 벽돌 공장, 그리고 성벽 등이 있다. 인더스 도시들의 거대한 성벽은 주기적으로 범랑하는 강에서 자신들을 지키거나 주변 도시들과의 군사적 충돌을 염려하여 지었을 가능성이 높다.
기원전 1,800년경에 접어들면서, 인더스 문명 전역에서 점진적으로 쇠퇴의 조짐이 나타나기 시작했고 얼마 지나지 않은 기원전 1,700년경에는 대부분의 도시들이 버려졌다. 이들이 갑작스럽게 몰락한 이유는 오늘날까지도 불명이지만, 학자들은 아마도 강의 유로 변화와 중동 인근 지역까지도 영향을 미친 기후 변화에 의해 인더스 문명의 쇠퇴가 촉발되었다고 본다. 2016년 현재는 극심한 가뭄으로 인해 이집트 및 메소포타미아와의 무역이 줄어들면서 인더스 문명이 붕괴되었다는 주장도 나왔다. 가가르-하크라 강 유역의 도시들은 그 지역에 내리는 비에 의존하였는데, 기원전 1,800년경부터 몬순이 전반적으로 약화되어 이 지역이 이전보다 시원하고 건조해진 것은 가가르-하크라 강의 유로를 히말라야 산기슭으로 뻗어나가게 만들면서 농사에 필요한 충적토를 가져다주던 홍수가 점차 불규칙하고 덜 광범위하게 되도록 만들었다. 이 때문에 인더스강 일대의 농업 생산성이 크게 약화되었고, 마침내 그 지역에 닥친 극심한 가뭄은 문명의 종말을 초래했다. 살아남은 이들은 건조를 피해 동쪽으로 이주해야 했다. 몬순이 계속 남쪽으로 이동함에 따라, 홍수가 농사에 필요한 물을 충분히 공급할 만큼 빈번하게 발생하지 않게 되자 주민들은 소규모 마을들로 이동했다. 이 작은 지역사회에서 생산된 조그만한 잉여 자원은 무역의 발전을 허용하지 않았고, 상황이 이렇게 되자 각 지역들과의 긴밀했던 연결이 끊어졌다. 마침내 옛 도시는 모든 사람들의 기억에서 잊혀졌다. 

아리아인의 초기 이주 이후 생겨난 문화권들

그 무렵에 인도아리아인들이 갑자기 인더스강 일대로 이주하기 시작했다. 이들은 다뉴브강과 우랄산맥 사이에 있던 얌나야 문화(기원전 3,300년~기원전 2,600년경)에서 기원했으며, 오늘날에는 대체로 신타슈타 문화를 계승한 안드로노보 문화 중 정주문화를 받아들인 이들이 세운 박트리아-마르기아나 문화와 밀접한 관련이 있다고 추정된다.
고고학적으로 가장 이른 시기에 확인되는 아리아 계통 문화는 기원전 1,900년대부터 1,300년대까지 번성한 묘지 H 문화와 비슷한 시기에 탄생한 황토색 도자기 문화(OCP) 및 구리 공예품 무리 문화(CHC)이다. 이들의 경우 인더스 문명과의 연결성과 더불어 아리아 문화의 영향이 모두 드러나기 때문에, 인더스 문명에서 아리아인의 지배로 넘어가는 중간 단계로 주목받는다. 다만 방금까지 설명한 문화들은 인더스 문명과의 문화적 연결성이 명확하게 보이고 인더스계 주민이 여전히 다수 잔존한다는 점에서, 이 문화의 구성원들 일부 또는 다수가 아리아인으로 추정됨에도 불구하고 인더스 문명의 후기 시대, 또는 토착 인더스 후기 문화로서 평가받고 있다.

#### 황허

황하 인근의 하나라 추정 유적지(빨간색)와 얼리터우 문화 유적지(검은색)

고고학, 지질학, 인류학을 바탕으로 하여, 현대 학자들은 중국 문명이나 역사의 기원을 선형적인 이야기라기보다는, 서로의 발전에 영향을 미친 서로 다른 민족과 문화의 상호 작용이라고 보고 있다. 중국에서의 기장 농업에 대한 초기 증거는 기원전 7,000년경으로 거슬러 올라가며, 양자강 인근의 청투산에서 발견된 벼 재배에 대한 초기 증거는 기원전 6,500년경으로 거슬러 올라간다 청투산은 중국 최초의 성벽 도시가 건설된 곳이기도 하다. 신석기 혁명이 시작될 무렵, 황하 강 유역은 기원전 7,000년경부터 기원전 5,000년경까지 농경, 건축, 토기, 매장 등의 요소와 함께 번성한 페이리강 문화의 중심지로 자리매김했다. 농업이 발전함에 따라, 점진적으로 인구가 증가하고 곡물을 저장 및 재분배하며, 장인과 관리 등의 직업이 나타날 수 있는 잠재력이 생겼다. 이 시기에 형성된 가장 눈에 띄는 유적지 중 하나는 지아후이다. 몇몇 학자들은 기원전 6,600년경 즈음에 발명된 지아후 부호가 중국에서 등장한 가장 초기의 원시 문자라고 주장했다. 그러나 이것은 문자 자체라기보다는 오랜 기간 동안 석판이나 갑골 등을 사용하여 의사소통하던 것이 본격적인 문자로 넘어가기 전의 상태에 해당한다고 보는 것이 더 적절하다. 고고학자들은 페이리강 문화가 정치 체제가 거의 없는, 모두가 평등한 공산 사회였다고 믿는다.
마침내 기원전 5,000년경에 석기를 연마하고 고도의 체계를 갖춘 양사오 문화가 등장해 기원전 3,000년경까지 발전해나갔다. 이들은 심지어 초기 형태의 양잠업을 할 줄도 알았다. 양사오인들의 주요 식량은 서곡이었는데, 일부 주역에서는 조를 먹고 다른 지역에서는 기장을 먹었지만 쌀을 먹었다는 증거도 발견되었다. 양사오인들이 일군 농업의 정확한 성격은 현재 논쟁의 여지가 있지만 대체로 소규모 화전농업 또는 반영구적인 정착농업 중 하나일 것이다. 그 지역의 흙이 다 사용되면, 주민들은 자신들의 물품을 챙겨 다른 지역으로 이주해 새로운 마을을 건설했다. 그러나 장즈와 같은 양사오 문화 중부 유적지에서 잉여 곡물 저장에 필요한 고층 창고와 밀가루의 제작에 사용되는 연석이 발견됨으로써 새로운 가능성이 열렸다.
나중에 양사오 문화는 기원전 3,000년경부터 기원전 1,900년경까지 황하를 중심으로 발전한 룽산 문화로 대체되었고, 그 중에서도 가장 눈에 띄는 곳은 타오쓰였다. 기원전 3,000년기 동안 이 지역의 인구가 급격히 증가하면서, 많은 마을들이 주변에 흙으로 만든 벽을 쌓았다. 기원전 2,000년경에 룽산 문화는 쇠퇴하다가 중부 지역에서 갑자기 청동기 기술을 가진 얼리터우 문화가 등장했다. 초기 청동 유물은 얼리터우 문화와 이웃한 마자야오 문화(기원전 3,100년~기원전 2,700년) 유적지에서 발견되었다.
본격적인 중국 문명은 얼리터우 문화의 두번째 단계(기원전 1,900년~기원전 1,500년)에 시작되었다. 때문에 얼리터우 문화는 동아시아 최초의 국가 수준 사회로 여겨진다. 그러나 얼리터우 문화가 반전설 상의 하나라인지, 아니면 그와 연관이 있는지에 대해서는 아직도 불분명하여 상당한 논쟁이 있다. 중국 측의 주장에 따르면, 기원전 2,070년경에 건국되어 기원전 1,600년경에 멸망한 하나라는 중국 역사상 최초의 왕조이며, 서주 시대의 「죽서기년」과 같은 몇몇 고대 중국 사료에서 확인되었다. 이들은 중국 역사학에서 중요한 요소이나, 현재까지 그들의 존재를 입증할 만한 문헌 증거는 발견되지 않았다. 얼리터우 문화 시기에 청동 야금술과 도시화의 수준이 발전을 거듭했으며, 사회계층화가 이루어졌다는 증거인 궁전과 같은 복합단지가 여럿 건설되었다. 얼리터우 문화는 약 50년에 걸쳐 발전을 거듭했는데 이를 네 단계로 구분하면 다음과 같다.
- 1단계: 100헥타르에 달하는 마을이었던 얼리터우는 이 시기에 인구가 수천 명으로 증가했다.[263] 하지만 아직 도시 문명이나 정치적 중심지(수도)의 수준은 아니었다.[264]
- 2단계: 본격적으로 도시화가 이루어진 시기로서, 얼리터우는 인구가 대략 11,000명에 그 규모는 300헥타르에 달했다.[263] 12헥타르 규모의 궁전은 가로와 세로로 각각 나있는 4개의 도로를 통해 구분되었고, 150m의 축을 따라 세 개의 마당이 딸린 150x50m 규모의 제3궁전과 제5궁전이 별도로 있었다.[265]  궁전 남쪽에는 청동 주조 공장이 세워졌다.[266]
- 3단계: 도시화가 절정에 달한 시기. 이때 얼리터우는 인구 24,000명을 가볍게 수용할 수 있을 정도로 성장했다.[264] 궁전을 보호하기 위해 주변에 2m 두께의 흙벽이 세워졌으며, 또한 궁전 1, 7, 8, 9가 새롭게 건설되었다. 가장 큰 궁전 1의 부피는 최소 20,000m3에 달했다. 나중에 궁전 3과 5는 버려진 채 4,200m2 규모의 궁전 2와 궁전 4로 대체되었다.[267][268]
- 4단계:인구 감소와 쇠퇴가 이루어진 시기. 초기에 도시 인구가 약 20,000명으로 줄어들었지만 건축 사업은 계속되었다. 궁전 2의 연장선상으로 궁전 6이 지어졌고, 그 뒤를 따라 궁전 10과 궁전 11이 따랐다. 이 무렵은 얼리강 문화의 형성 초기(기원전 1,600년~기원전 1,450년)와 겹친다. 기원전 1,600년에서 기원전 1,560년 사이, 얼리터우에서 북동쪽으로 약 6km 떨어진 옌스 일대에 문화적으로 얼리강 특징을 가진 도시가 건설되었다.[268] 이때 얼리터우의 화살촉 생산량이 갑자기 증가했는데,[263] 이것은 신도시인 옌스가 구도시였던 얼리터우와 패권을 놓고 경쟁하고 있었다는 것을 암시한다.[263] 청동과 기타 고급품들의 생산은, 4단계가 끝나갈 무렵 동쪽으로 85km 떨어진 곳에 얼리강 문화를 받아들인 도시 정저우가 건설됨과 동시에 중단되었다. 화재나 전쟁 등으로 파괴되었다는 증거는 없지만, 얼리강 문화 후기(기원전 1,450년~기원전 1,300년)가 되면 얼리터우는 이미 모든 궁전이 버려진 채 30헥타르 마을로 전락해버린 상태였다.[268]

고고학적 증거와 역사적 사료를 통해 교차검증함으로써 그 실체가 공식적으로 확인된 최초의 중국 왕조는 상나라(기원전 1,600년경~기원전 1,046년경)이다. 상나라인들은 가장 초기에 등장한 중국 문자인 갑골문자를 제작했으며, 뼈를 가지고 점을 치기도 했다. 이것들은 당시 정치, 경제, 종교 관행부터 중국 문명 초기의 예술적, 의학적 단계에 이르기까지 많은 요소들을 어림잡아 추정하는 데 도움을 주었다. 몇몇 역사학자들은 얼리터우 문화의 초기 단계를 상나라 역사라고 주장하기도 한다. 이에 대해 미국 국립 미술관인 내셔널 갤러리 오브 아트는 중국의 청동기 시대를 기원전 약 2,000년경에서 기원전 771년경까지의 시기로 정의하고 있는데, 이는 얼리터우 문화 발생부터 서주 통치의 붕괴까지를 아우른다. 한편 양자강 상류, 즉 사천 일대에서 번성한 삼성퇴 문화는 상왕조와 동시대에 존재했던 또 다른 중국 청동기 문화이지만, 이들과는 구분되는 독자적인 청동 제조 방법을 발전시켰다.

### 근동 (오리엔트)의 발전

기원전 1,400년경의 근동 세계

수메르인의 마지막 제국이었던 우르 제3왕조가 기원전 2004년경 멸망한 이래로, 근동은 여러 민족들이 세운 국가들이 난립하는 혼란기로 접어들었는데 그중에서 셈족계 아모리인의 바빌로니아가 두각을 드러냈다. 기원전 1,792년에 바빌로니아의 왕으로 즉위한 함무라비는 수도 바빌론을 국제적인 도시로 만듦과 동시에, 팽창 정책을 펼쳐 엘람, 라르사, 마리 등을 잇달아 정복하고 나아가 아시리아까지 굴복시킴으로써 메소포타미아 대부분을 지배 하에 두었다. 이때 제국의 영향력은 아나톨리아 동남부까지 이르렀다. 그러나 바빌로니아 역시 그 창시자가 죽자 오래가지 못했다. 함무라비 사후, 아시리아와 이라크 남부는 기존의 바빌로니아와는 별개의 민족이 통치하는 바빌론 제2왕조에게로 넘어갔다. 그리고 얼마 지나지 않아 바빌론 제2왕조 역시 또다른 외부 민족이었던 카시트인에게 바빌로니아를 빼앗겼다.
비슷한 시기에 이집트는 제1중간기 이후 중왕국 시대를 거치며 나름 평화를 구가하였으나, 기원전 1,650년경 셈족 계통의 힉소스인들이 쳐들어와 나일강 삼각주를 점령하고 제15왕조를 세우면서 다시금 혼란기의 막이 올랐다. 이때를 제2중간기라고 한다. 그뒤 제17왕조의 후예였던 아흐모세 1세가 힉소스를 몰아내고 제18왕조를 개창하면서, 이집트는 본격적인 전성기인 신왕국 시대에 돌입하게 되었다. 제18왕조와 제19왕조의 기나긴 통치 기간 동안에 등장한 유능한 파라오들은 내치를 정비하고 외부로의 적극적인 팽창을 도모했다. 이때 이집트의 영토는 북쪽으로는 나일강 삼각주에서부터 남쪽으로는 저 멀리 제벨 바르칼과 주변의 백나일강 지류들을 포함한 누비아 일대를 아울렀다. 또한 더 나아가서는 레반트 남부와 동부 사막 및 홍해 연안, 시나이 반도, 그리고 (여러 오아시스들을 거점으로) 서부의 사막 지대에까지 영향력을 행사하였다.
그러나 이들은 곧 새로운 적과 직면했는데, 아나톨리아 대부분 및 시리아 북부를 석권한 하티인의 히타이트가 바로 그것이었다. 수필룰리우마 1세와 무르실리 2세의 치하에서 전성기를 구가하던 히타이트의 주요 관심사는, 철기 제작에 필수불가결한 재료인 철광석의 산지이자 대부분의 국제 무역로가 집중되어 있는 킬리키아와 시리아 북부였다. 이러한 가운데 이집트가 시리아 남부까지 쳐들어오자 히타이트로서는 이들에게 위협을 느끼지 않을 수 없었다. 마침내 히타이트의 무와탈리 2세, 그리고 이집트의 람세스 2세가 이끄는 군대가 기원전 1,274년에 카데시에서 맞붙었는데, 그 결과는 불완전하나 아마도 히타이트의 근소한 승리 또는 무승부로 끝난 듯 하다. 그러나 이 전투 이후 양 제국은 현저하게 쇠퇴하는 양상을 보였다.
기원전 14세기 무렵 중아시리아가 갑자기 이 지역의 패권국으로 부상했다. 아슈르-우발리트 1세 치하의 아시리아인들은 후르리-미탄니 제국을 멸망시키고, 히타이트의 거대한 영토 대부분을 합병했으며, 카시트인의 바빌로니아를 정복했다. 심지어 그들은 이에 만족하지 않고, 이집트를 공격해 이 지역에서 물러나게 만들었을 뿐만 아니라 엘람인, 프리기아인, 가나안인, 페니키아인, 킬리키아인, 구티인, 우라르투인, 딜문인, 아람인 등을 잇달아 물리쳤다. 전성기에 중아시리아 제국은 캅카스 남부에서 바레인까지, 지중해 연안의 페니키아에서 이란의 자그로스 산맥까지 뻗어 있었다.
기원전 1,206년경, 고대 근동 세계는 알 수 없는 이유로 붕괴에 준하는 피해를 입었다. 미케네 그리스, 에게해 지역, 아나톨리아의 궁전 경제가 무너지면서, 그 일대에 기원전 1,100년경부터 기원전 750년까지 계속되는 암흑기가 도래했으며 여러 도시들은 무역이 단절된 채로 각자의 작고 고립된 마을 문화를 형성했다. 아나톨리아와 레반트에 걸쳐있던 히타이트는 이 시기에 멸망했고, 중아시리아나 이집트 신왕국 등은 약화된 상태로 겨우 명맥을 존속할 수 있었다. 학자들은 이러한 사건의 원인에 대해 여러가지 주장을 펄쳤는데, 그 중에서는 기후 변화, 화산 폭발, 가뭄, 질병, 바다 민족 또는 도리아인의 침공, 제철 기술의 발달로 인한 경제적 혼란, 전차전의 쇠퇴를 가져온 새로운 군사 기술 및 전략의 도입 등이 유력하다. 기원전 1,150년 이후 이러한 피해들이 회복되면서 고대 근동 세계는 기원전 1,000년기에 철기 시대로 이어졌다.
| “ | (유다 왕 히스기야가 이르기를) "여호와여, 앗수르 여러 왕이 과연 여러 민족과 그들의 땅을 황폐하게 하고 또 그들의 신들을 불에 던졌사오니, 이는 그들이 신이 아니요 사람의 손으로 만든 것 곧 나무와 돌 뿐이므로 멸하였나이다. 우리 하나님 여호와여, 원하건대 이제 우리를 그의 손에서 구원하옵소서. 그리하시면 천하 만국이 주 여호와가 홀로 하나님이신 줄 알리이다" 하니라. | ” |
|   | — 「구약성서」 열왕기하 18~19 中 |   |

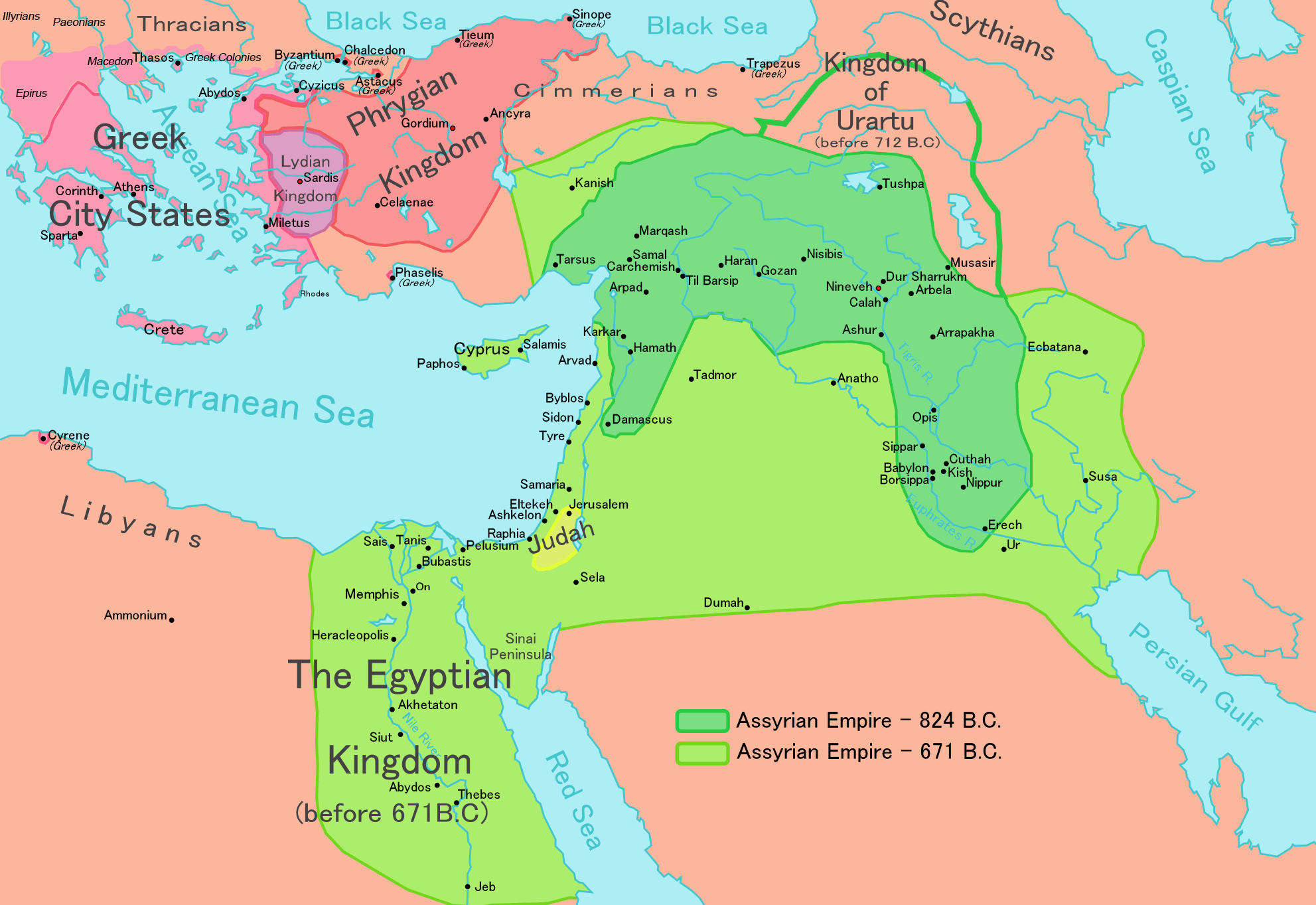
신아시리아 제국의 최대 영토

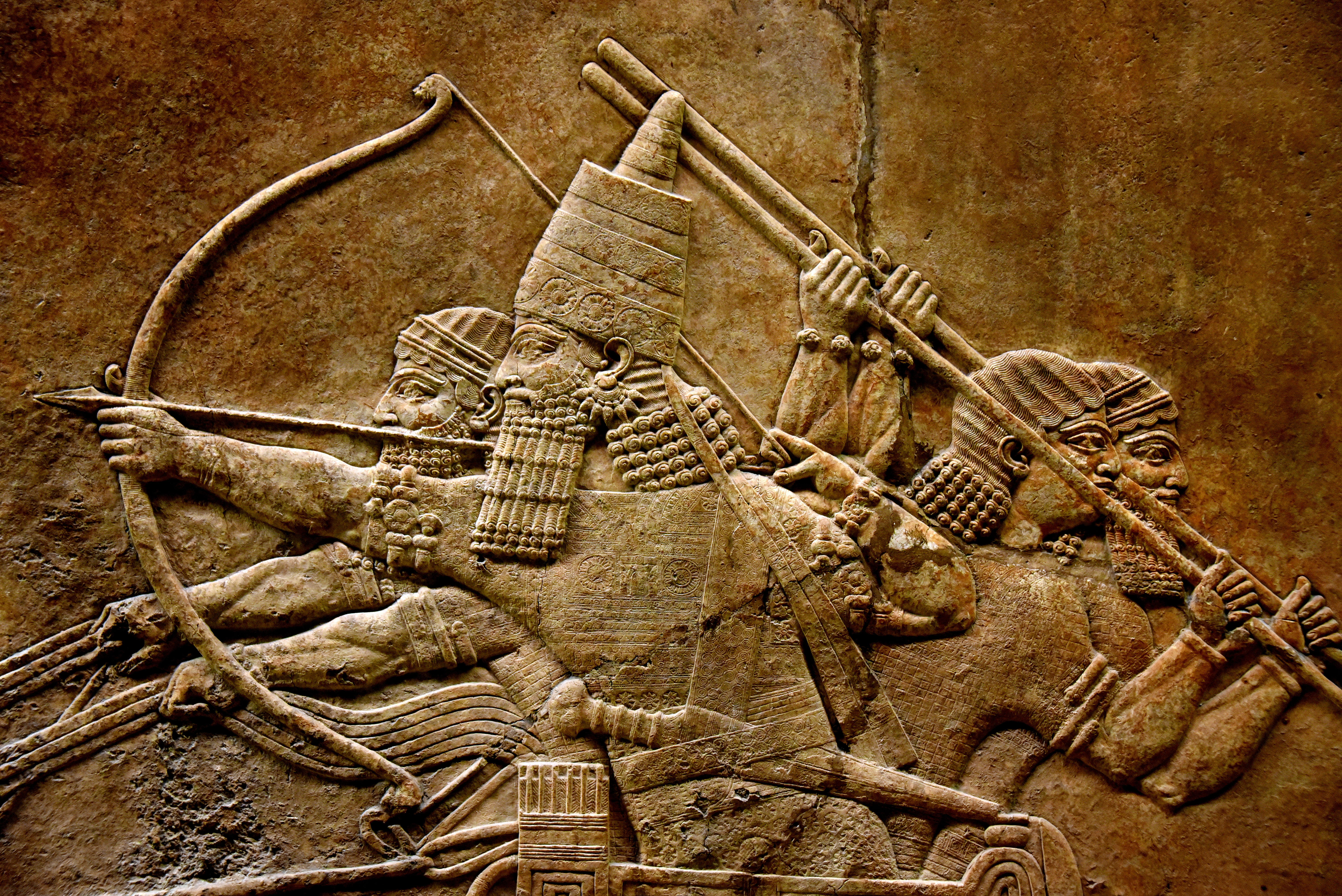
아슈르바니팔과 함께 전차를 타고 있는 세명의 황실 근위대를 묘사한 부조. 기원전 7세기에 제작된 것이다.

기원전 9세기에 아시리아인들은 신아시리아를 세워 근동의 패권을 다시 한번 잡았다. 그것은 고대 근동에서 등장한, 유례없이 강력한 제국으로서 이전의 바빌로니아, 이집트, 우라르투, 엘람을 훨씬 능가했다. 많은 학자들은 신아시리아 제국이 지정학적 지배와 세계 지배에 기반한 이데올로기를 가지고 있다는 점에서 그들을 최초의 '세계 제국'으로 간주한다. 신아시리아는 메소포타미아, 레반트, 이집트 전역은 물론이고 아나톨리아, 아라비아 북부, 그리고 오늘날 이란과 아르메니아 및 튀르키예 대부분에 걸친 대제국이었으며 아다드-니라리 2세, 아슈르나시르팔 2세, 샬마네세르 3세, 세미라미스, 티글라트-필레세르 3세, 사르곤 2세, 센나케리브, 에사르하돈, 아슈르바니팔의 치하에서 기나긴 전성기를 구가했다.
이 시기에 아시리아에서는 아카드어의 영향을 받은 동아람어가 링구아 프랑카로 사용되었으며, 메소포타미아 아람어가 아시리아 및 바빌로니아 주민들의 언어로서 기존의 아카드어를 대체하기 시작했다. 이 언어의 후손 방언들은 오늘날 이라크 남부에 거주하는 만다안인과 이라크 북부에 거주하는 아시리아인들에게로 이어졌다. 신아시리아 제국은 문화적으로 중요한 유산을 남겼는데, 이들이 확립한 정치 구조는 신아시리아의 뒤를 이은 후기 제국들의 표준 모델이 되었고, 신아시리아 통치자들이 실시한 보편 통치의 이념은 세계 정복이라는 이데올로기 형성에 영감을 주었다. 유대교, 기독교, 이슬람 등은 신아시리아 통치 시기에 적지 않은 영향을 받았는데, 특히 「성경」에 등장하는 수많은 이야기들 중에는 초기 아시리아 신화와 역사를 바탕으로 쓰여진 것이 많으며 초기 유대교 신학에 대한 아시리아의 영향력은 엄청났다. 다만 이들은 자신들이 정복한 지역의 피지배민족에 대해서는 잔혹한 탄압 정책을 실시하여, 다른 도시로의 강제 이주를 명하거나 대대적인 학살을 벌이기도 했다.
결국 많은 민족들의 증오를 받은 신아시리아 제국은, 마지막 전성기를 이끌었던 아슈르바니팔 사후 왕위 계승 분쟁으로 내부가 분열된 틈을 타 수도 니네베가 바빌로니아인, 칼데아인, 메디아인, 페르시아인, 파르티아인, 스키타이인, 킴메르인 연합군에게 함락당하면서 기원전 605년에 멸망하였다.

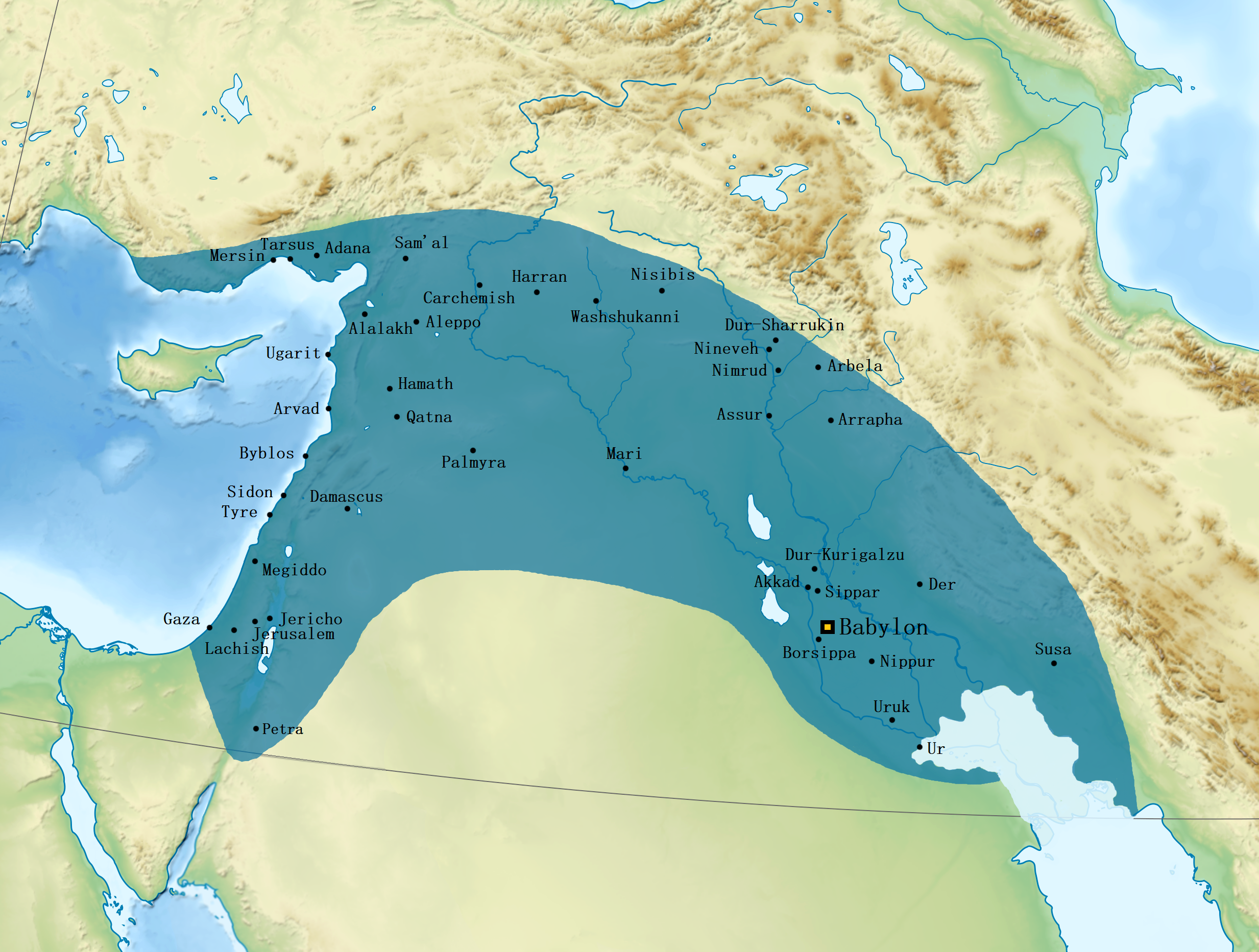
나보니두스 치하의 신바빌로니아 제국

그 후 칼데아인이 세운 신바빌로니아 제국이 신아시리아의 뒤를 이었다. 이들은 본래 시리아 지역에 거주하던 민족이었으나 청동기 문명이 붕괴하던 기원전 10세기 말~기원전 9세기 초엽에 메소포타미아 남부로 이주하였고, 시간에 지남에 따라 토착 바빌로니아인들과 동화되어 스스로를 바빌로니아 사람이라고 여기게 되었다. 기원전 626년에 칼데아인이었던 나보폴라사르가 바빌론을 점령하고 아시리아 지배에 반기를 들었으며, 신아시리아 멸망 이후에는 메소포타미아 전역과 레반트, 가나안, 이스라엘, 유다를 정복하고 이집트까지 물리침으로써 서아시아의 패권을 장악했다.

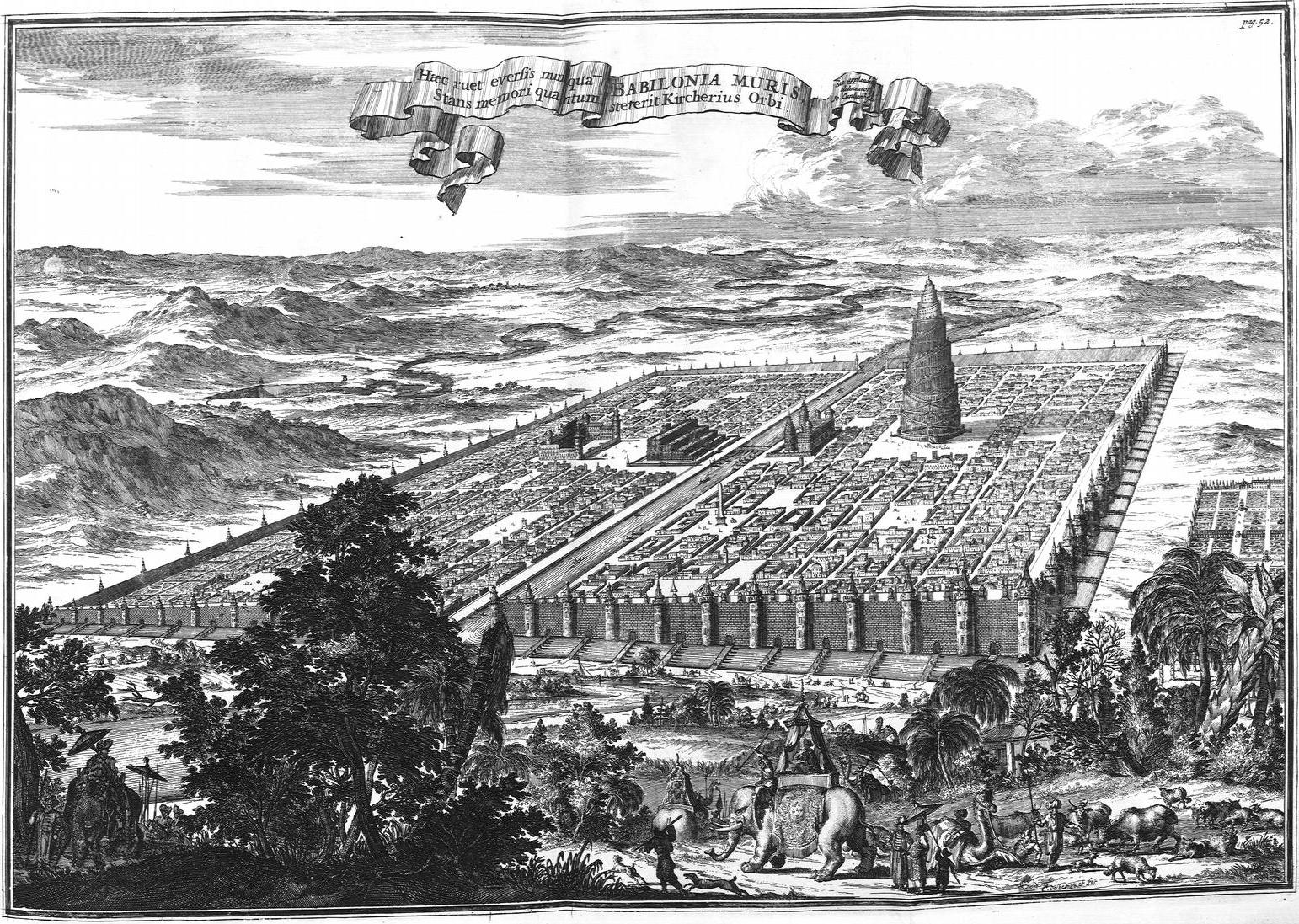
신바빌로니아 제국의 수도 바빌론 상상도

이 사례는 고바빌로니아 멸망 이후 메소포타미아 남부 도시가 고대 근동의 패권을 차지한 마지막 사례였다. 신바빌로니아 통치 기간 동안 이 지역에서 전례없는 인구 및 경제의 성장과 더불어 문화예술의 급격한 발전이 이루어졌다. 신바빌로니아의 가장 위대한 왕인 네부카드네자르 2세는 그 명성과 업적이 고바빌로니아의 함무라비와 견줄 만 하다. 그가 아버지 나보폴라사르로부터 물려받은 제국은 당대 세계에서 가장 강력한 제국이었다. 네부카드네자르는 이웃한 메디아의 공주 아미티스와 결혼함으로써 양국 사이의 동맹을 견고하게 구축했다. 몇몇 기록들은, 아미티스가 식물이 우거지고 물이 흐르는 고향을 그리워하자 네부카드네자르 2세가 그녀를 위해 세계 7대 불가사의 중 하나인 바빌론의 공중 정원을 건설했다고 한다. 43년 간에 걸친 그의 통치는 중동에서 가장 강력한 왕국이 된 바빌로니아의 황금기를 상징한다. 신바빌로니아 패권은 기원전 539년경 마지막 왕이었던 나보니두스가 페르시아에게 폐위당하면서 끝장이 났다.

### 축의 시대

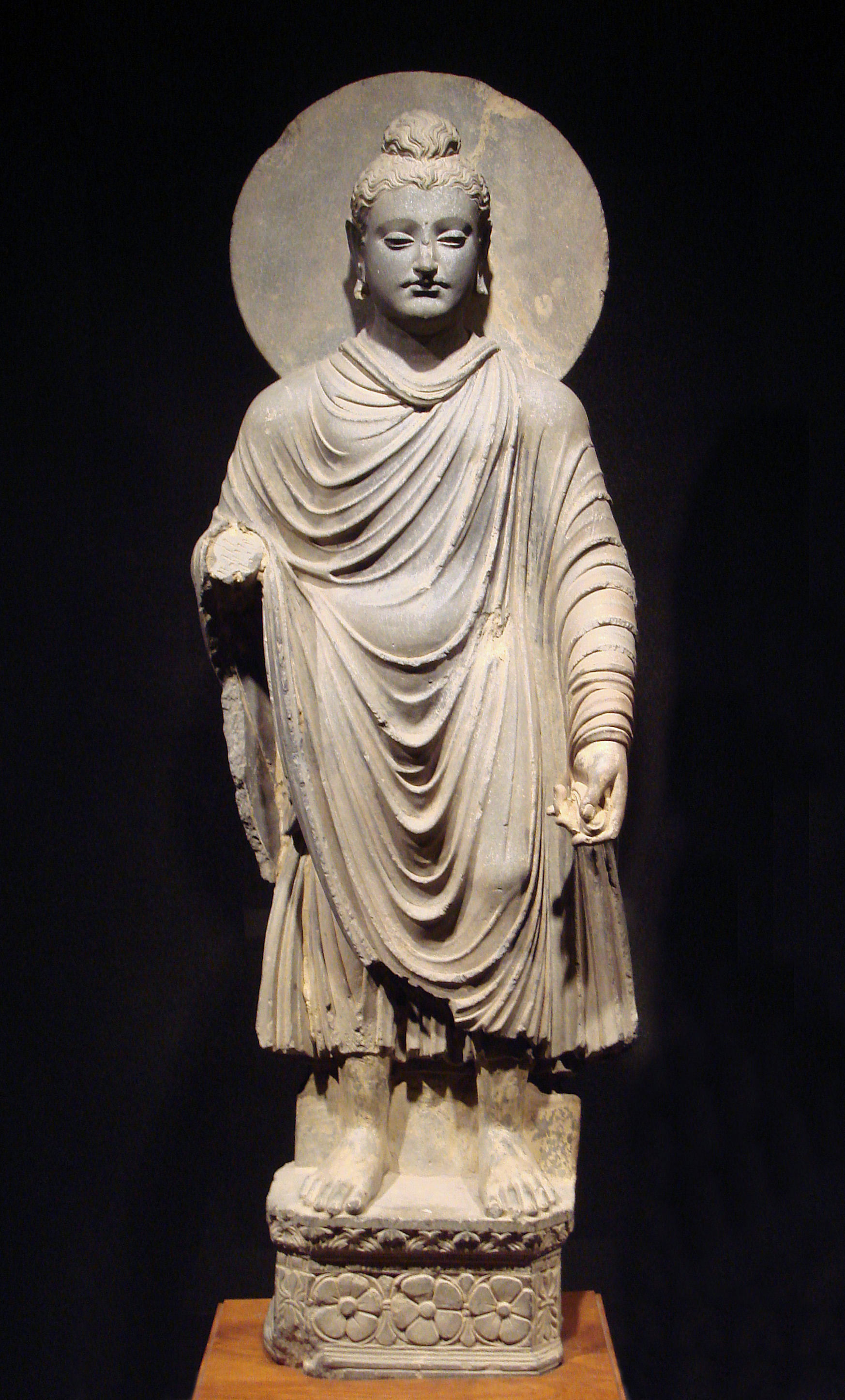
간다라 양식으로 제작된 불상, 기원전 2세기경

기원전 800년부터 기원전 200년까지, 소위 '축의 시대'라고 불리는 이 기간 동안에는 서로 독립적으로 여러 지역에서 발전한 혁신적인 철학적, 종교적 사상이 등장했다. 중국의 유교, 인도의 불교와 자이나교, 유대인의 유일신론 등은 모두 이 시기에 발생했다. 페르시아의 조로아스터교는 기원전 1,000년경에 시작되었지만, 이 시대가 되서야 그것을 받아들인 페르시아인들에 의해 국교로 지정되었다. 기원전 5세기에 그리스에서는 플라톤 및 아리스토텔레스와 같은 철학자들에 의해 새로운 철학이 대두되었으며, 최초의 올림픽이 기원전 776년에 개최되었다. 학자들은 이 시기를 두고 '고전 고대'(Classical antiquity)라고 명명하기도 한다. 기원전 508년, 세계 최초의 민주주의적 정부 체제가 아테네에 도입되었다.
축의 시대에 등장한 사상들은 그 지역만의 종교적인 특색과 역사를 발전시켰다. 유교는 추후 도가, 법가 등과 함께 중국 사상을 지배하게 될 세 철학 중 하나였다. 그중에서도 특히나 강력한 영향력을 발휘하게 될 유교 전통은 대체로 법에 의한 통치가 아닌, 기본 덕목과 스스로의 수양, 그리고 타인으로부터의 모범에 입각한 이상적인 통치를 추구했다. 유교는 나중에 한국과 일본으로 전파되었다. 불교는 기원전 1세기경에 중국에 들어와서 널리 퍼졌는데, 7세기가 되면 북중국에만 약 30,000개의 불교 사원이 있을 정도였다. 불교는 나중에 남아시아, 동남아시아, 동아시아의 많은 지역에서 주요 종교가 되었다. 그리스 철학 전통은 기원전 4세기 무렵 알렉산드로스 대왕의 정복 활동으로 인해 지중해 세계를 넘어 페르시아, 심지어 인도까지 확산되었다. 한편 유대교의 신념에서 나중에 기독교와 이슬람교가 창시되었다.
기원전 500년부터는 전례 없는 규모의 제국이 잇달아 출현했다. 잘 훈련된 군대, 통일된 이데올로기, 정교한 관료제의 발전은 황제라 불리는 단 한명의 인물이 인구가 수천만이 넘는 거대한 영토를 통치할 수 있는 가능성을 제시해 주었다. 나라의 영토가 커지자 자연스럽게 국제 무역 역시 확대되었다. 지중해 무역로, 인도양 해상무역, 비단길 등이 대표적이 예이다.

#### 유럽과 서아시아

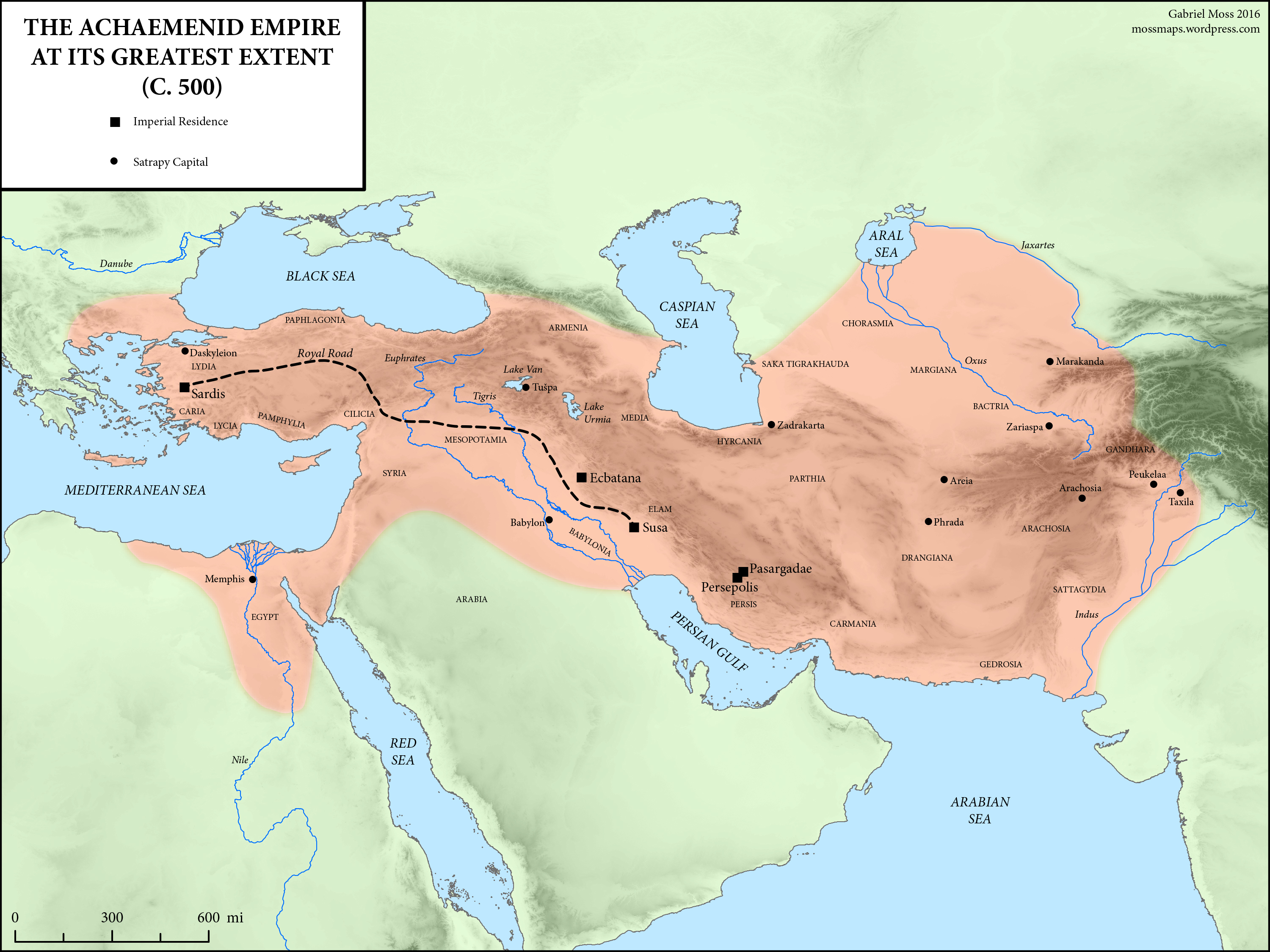
아케메네스 페르시아의 최대 영토

기원전 539년, 고대 근동에 있었던 메디아, 신바빌로니아, 리디아 등의 국가들이 이란 남부의 파르스에서 발흥한 아케메네스 페르시아에게 합병되었다. 그 창시자인 키루스 2세는 이전의 신아시리아와는 다르게 정복지에 관용 정책을 펼침으로써 피지배민족의 폭넓은 지지를 얻어낼 수 있었다. 그의 아들인 캄비세스 2세는 이집트를 정복함으로써 서아시아에서의 아케메네스조의 패권을 확고하게 했으며 캄비세스 사후 왕위에 오른 다리우스 1세 시기에는 제국의 영토가 최대로 늘었다.
이때 아케메네스 페르시아는 동쪽으로 인더스 강 유역에서부터 서쪽으로 발칸 반도의 트라키아까지 그들의 패권을 뻗쳤으며, 여러 민족들이 거주하는 다민족 국가였을 뿐만 아니라 고도의 행정 체계와 문화 수준을 갖춘 중앙집권적 제국이었다.
하지만 다리우스 1세와 그의 아들 크세르크세스 1세는 그리스 정복에 실패했고, 이후 즉위한 통치자들은 대체로 대외 문제보다는 제국 내의 문제에 더 집중해야 했다. 그런 와중에 제국 내부에서는 환관이 득세하고 부정부패가 만연했으며, 이로 말미암아 이전 통치자들이 구축해놓았던 행정 체계는 완전히 쓸모없어졌다. 마침내 아케메네스 페르시아는 기원전 330년경 그리스에서 쳐들어온 알렉산드로스 대왕에게 무너졌고, 그의 사후에는 페르시아 대부분이 셀레우코스 제국에게로 넘어갔다.
그러나 타민족 그리스인들이 세운 헬레니즘 왕조였던 셀레우코스 제국은 그리 오래가지 못했고, 기원전 1세기 중반에 이란 북동부에서 일어난 파르티아 제국(기원전 247년~기원후 224년)이 페르시아를 석권했다. 서기 2세기에는 파르티아 역시 아케메네스 제국의 부활을 제창한 사산 제국(기원후 224년~기원후 651년)에게 멸망당한다. 사산 제국은 서아시아의 강대국으로서 지중해의 패권을 장악한 로마 제국(395년 이후 동로마)과 맞설 수 있는 몇 안되는 국가 중 하나였으나 서기 7세기에 아라비아 반도에서 발흥한 이슬람 세력에게 멸망하고 만다.

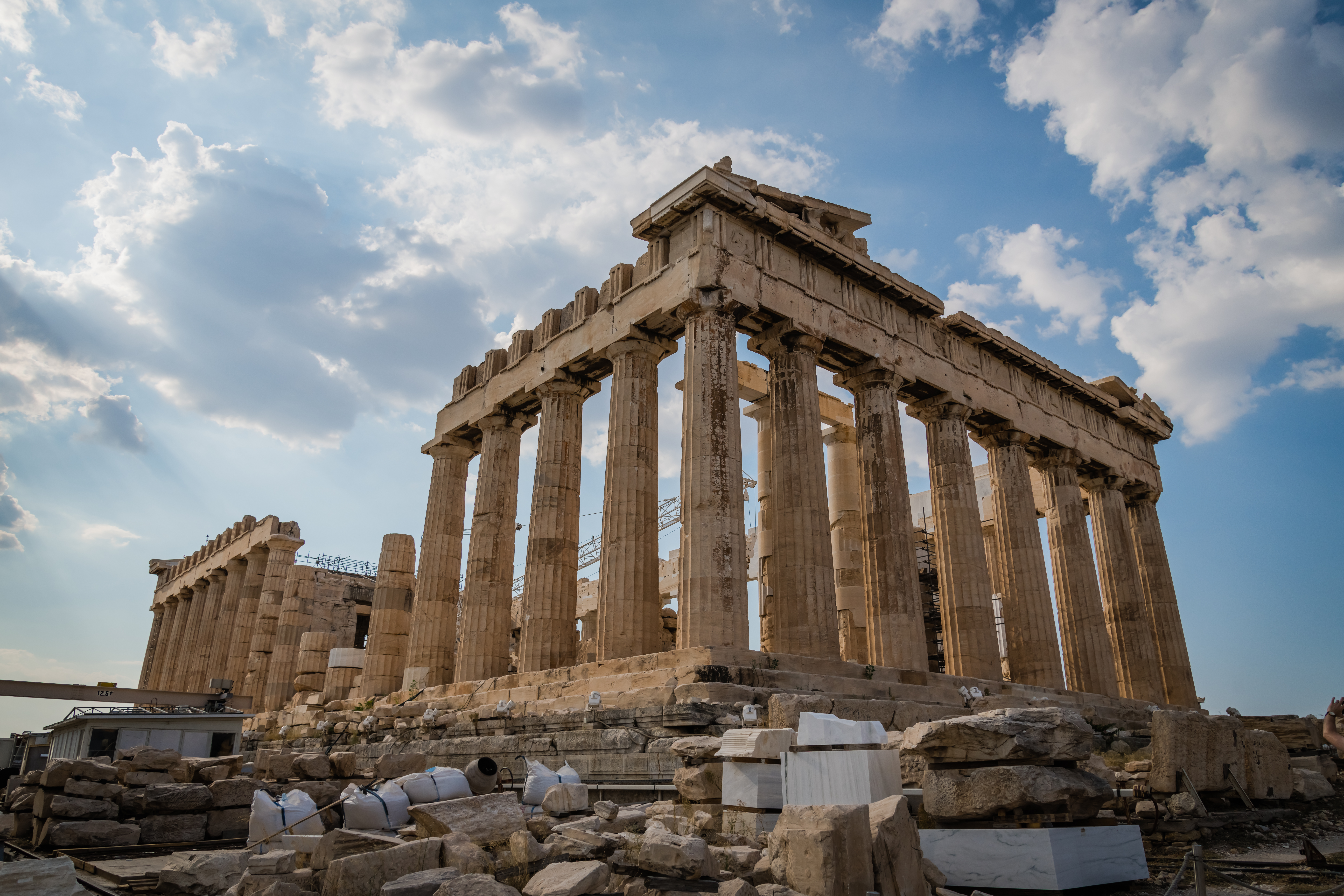
아테네 아크로폴리스의 파르테논 신전

그리스는 에게해의 키클라데스 문명(기원전 3,100년~기원전 1,000년경) 및 크레타의 미노스 문명(기원전 2,700년~기원전 1,500년경)을 시작으로 유럽 최초의 선진 문명이 존재했었다. 그 뒤를 이은 미케네 문명(기원전 1,600년~기원전 1,100년경)은 그리스 본토에서 궁전 국가, 도시 조직, 예술 작품, 그리고 독특한 문자 체계를 갖추고 있었으며 트로이아 전쟁으로 오늘날 우리에게 잘 알려져있다. 그러나 이들은 기원전 1,200년경 청동기 시대가 막을 내릴 때 지중해 동부의 다른 여러 문명들과 함께 파괴되었다. 이로 인해 그리스 암흑기라고 알려진 시대가 열렸는데 이 시기에는 별다른 문자 기록이 등장하지 않는다.

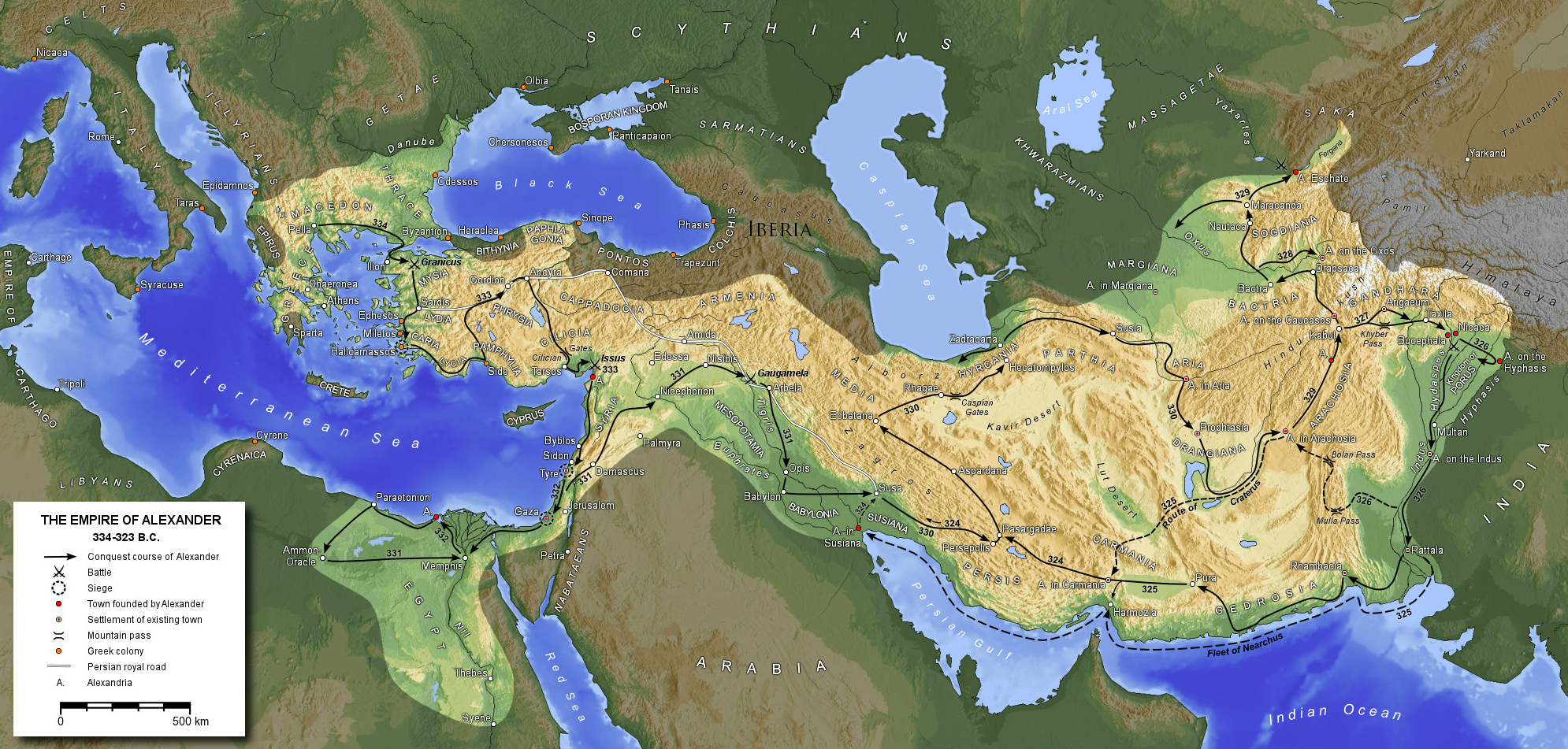
알렉산드로스 대왕이 건설한 제국의 지도. 대략 11년 동안 존속했으며, 그의 사후에는 디아도코이들 사이에 분열되었다.

기원전 8세기경부터는 그리스에서 '폴리스'라 불리는 여러 도시국가들이 출현하여 서쪽의 시칠리아에서부터 동쪽의 흑해 연안에 이르기까지 지중해 전역으로 그리스 세계를 확장시켜나갔다. 특히 아테네는 솔론의 개혁과 페이시스트라토스의 참주권 수립 이래로 고대 그리스의 주도적인 세력으로 부상했으며 강력한 군사력으로 유명했던 스파르타 역시 무시할 수 없는 영향력을 보유하고 있었다. 전자는 델로스 동맹을 통해 페르시아의 위협에 대응하여 범그리스적 정서를 단결시킴으로써, 펠로폰네소스 전쟁에서 후자에게 패배하기 전까지 거듭되는 발전을 이루었다. 기원전 5세기 내내, 고전 그리스 세계는 아테네와 스파르타의 영향력 아래 있었다. 그러나 그 이후에는 북쪽에서 강성해진 마케도니아가 이들을 정복하여 그리스 전역을 통일했다. 마케도니아의 왕 알렉산드로스는 그런 다음 페르시아를 정복하고 나아가 인더스 강 유역까지 진출하여 대제국을 건설했다. 이리하여 헬레니즘 시대가 개막되었다. 알렉산드로스가 갑자기 급사하자 그 휘하의 장군들, 이른바 디아도코이라고 불렸던 이들은 각각 안티고노스 왕조, 셀레우코스 왕조, 프톨레마이오스 왕조 등을 개창하여 제국을 분할했다. 이 세 왕국은 다른 소규모 헬레니즘 왕국들과 함께 그리스 문화 및 생활 양식을 아시아와 이집트에 전해주었다. 헬레니즘 시대는 기원전 31년 마지막 헬레니즘 왕국이었던 프톨레마이오스 치하의 이집트가 로마에게 정복당할때까지 지속되었다.

서기 117년의 로마 제국

고대 로마는 기원전 8세기경 이탈리아 반도 중부에 세워진 한 작은 도시국가에서 시작하여 지중해를 아우르는 거대한 제국을 이룬 고대 문명으로서 고대 그리스, 오리엔트, 셈족, 서유럽 켈트, 게르만 등 다양한 문화의 영향을 받았다. 이들이 일구어낸 업적은 당대를 넘어 중세, 심지어는 근대까지 이어졌으며 오늘날 유럽 문명의 근간이 되었다고 평가받는다.
기원전 7세기의 로마는 일대의 지역 중심지로서 번영하던 도시 국가였으며 왕정 체제였다. 기원전 509년에는 왕정이 무너지고 귀족과 평민 계급이 공화정을 세웠다. 로마인들은 평민과 귀족 간에 200여 년 이상 투쟁과 타협을 반복하며 로마 특유의 과두 공화정 체제를 점진적으로 이루었다. 내부의 안정을 달성한 로마는 외부로 눈을 돌렸고, 약 150여 년간 포에니 전쟁과 같은 여러 정복 활동을 통해 갈리아, 카르타고, 이집트, 시리아 등을 정복함으로써 지중해 전역을 제패했다. 이 무렵에 활동한 율리우스 카이사르나 아우구스투스, 마르쿠스 안토니우스, 폼페이우스 등은 우리에게 잘 알려져 있는 로마 시대의 인물들이다.
| “ | 고대사는 모두 로마사로 흘러들어 간다고 할 수 있다. 많은 개울이 호수로 흘러들어 가듯이, 그리고 근대사는 다시금 로마사에서 흘러나온다. 로마가 존재하지 않았더라면 역사는 무의미한 것이라고 나는 과감히 주장한다. | ” |
|   | — 1854년, 바이에른 국왕 막시밀리안 2세의 사학 강의 중 |   |

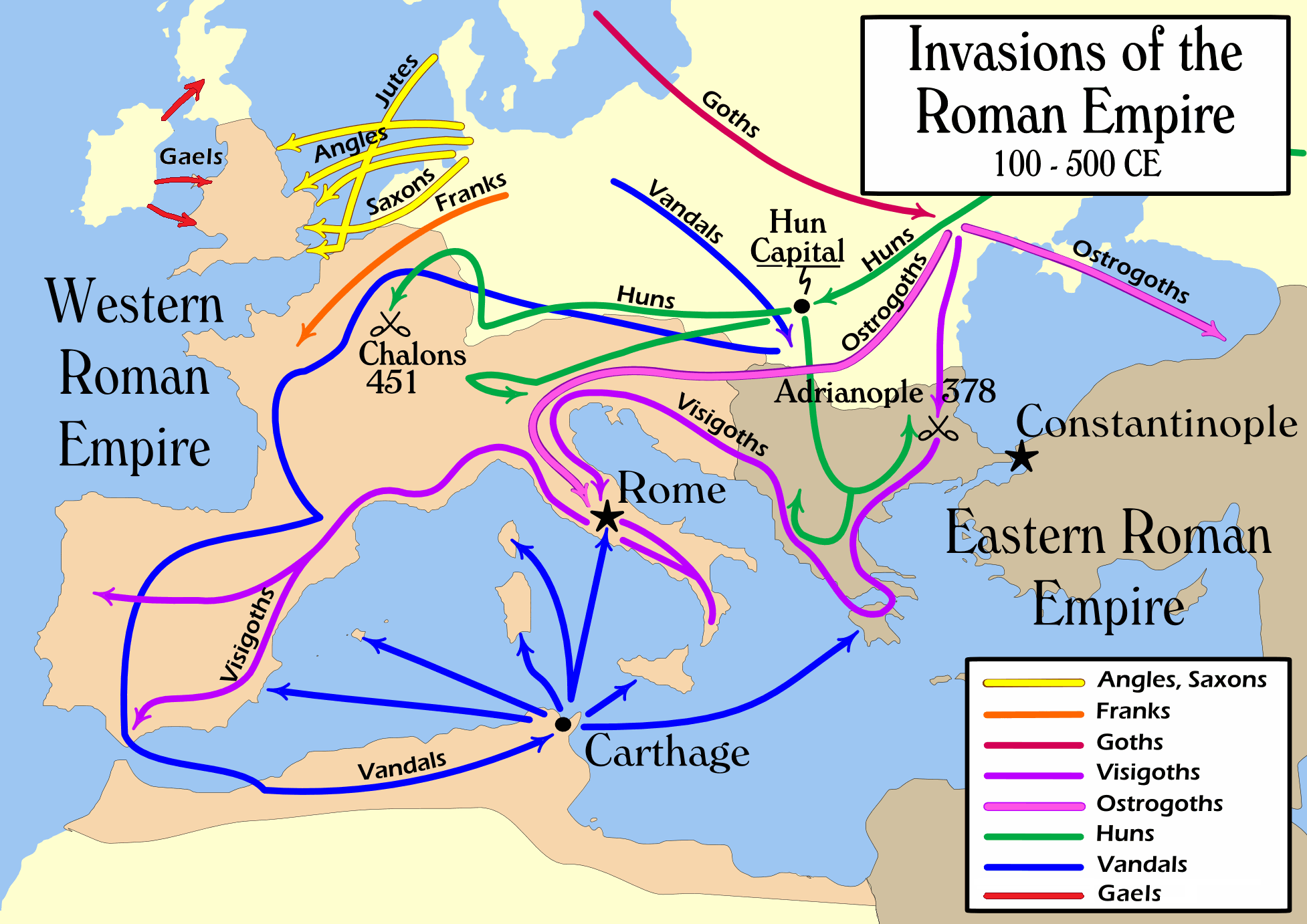
로마 제국이 외부 민족으로부터 받은 침략

일련의 내부 분쟁으로 인해 로마 공화국은 서기 1세기에 황제가 통치하는 제정으로 변모했다. 유능한 황제들의 통치 하에서, 제국은 '팍스 로마나'(Pax Romana)라 불리는 전례없는 평화와 번영, 안정의 시기를 구가하면서도 동시에 몇 세기에 걸쳐 그들의 문화를 국경 너머 여러 지역으로 퍼뜨렸다. 그러나 3세기 중엽 이민족들의 침공 및 페르시아의 승리로 제국은 잠시 주춤해야 했으며, 설상가상으로 내부에서조차 문제가 터져나오고 있었다.
여러 요인들이 복합적으로 연쇄작용을 일으키면서 로마 제국은 결국 쇠퇴했다. 특히 훈족의 공격과 게르만족의 유럽 침입은 무너져가던 제국에 결정타를 날렸다. 그 뒤 히스파니아, 갈리아, 이탈리아 본토를 비롯해 제국의 서쪽 영토는 '서로마 제국'으로, 발칸 반도, 이집트, 아나톨리아를 비롯해 제국의 동쪽 영토는 '동로마 제국'으로 각각 분열되었는데, 이것은 디오클레티아누스 시기에 처음으로 확립된 통치 관행으로부터 생겨난 것이었다. 분열이 이어지던 서기 4세기에, 예수가 창시한 기독교는 콘스탄티누스 대제와 테오도시우스 1세의 노력 덕분에 로마 제국의 공식적인 국교가 되었다.
동로마 제국은 몇 세기 간은 페르시아의 침입을 막아내고 경제가 발전하는 등 나름 전성기를 누렸으나 서로마 제국은 그렇지 않았다. 마침내 서기 476년에 서로마 제국은 무너졌고 그 영토에는 게르만인들이 세운 여러 나라들이 들어섰다. 오늘날의 현대 역사학자들은 보통 이때를 중세 시대의 시작으로 본다.

#### 남아시아

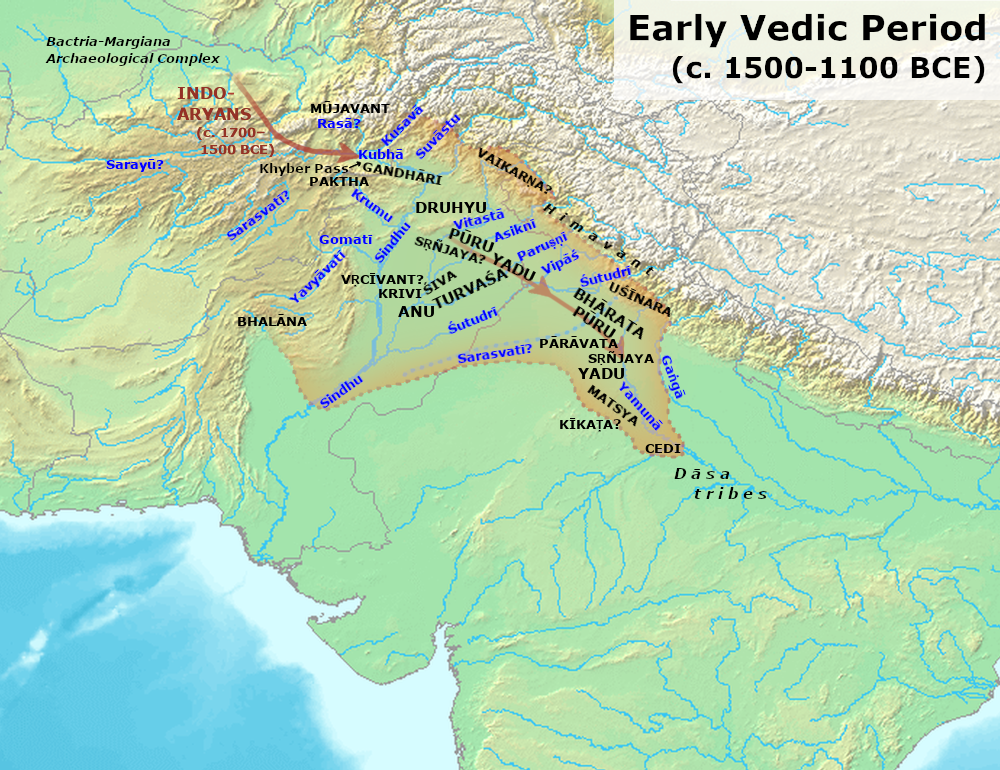
베다 시대 초기의 지도

기원전 16세기가 되면서 인도아리아인은 대대적으로 펀자브 지방에 침입하여 그곳에 정착하였다. 이 시기에 나타난 간다라 무덤 문화는 신타슈타-안드로노보 문화의 아리아적 전통을 다수 포함하며, 이전 인더스 문명과의 급격한 단절이 드러난다는 점에서 베다 문화의 근원이라고 여겨진다. 인도아리아인은 정착하는 과정에서 본래 그곳의 원주민이었던 인더스 문명 구성원들을 제압하였는데, 이때 이들은 인도아리아인들의 노예가 되거나 남쪽으로 쫒겨났다(드라비다인). 인도아리아인들이 인도를 침입한 뒤의 생활에 대해서는 그들 고유의 종교찬가이자 경전이며, 주요 문자 기록이었던 「베다」로 확인이 가능하기 때문에, 이 시대를 베다 시대(기원전 1,500년~기원전 500년경)라고 부른다.

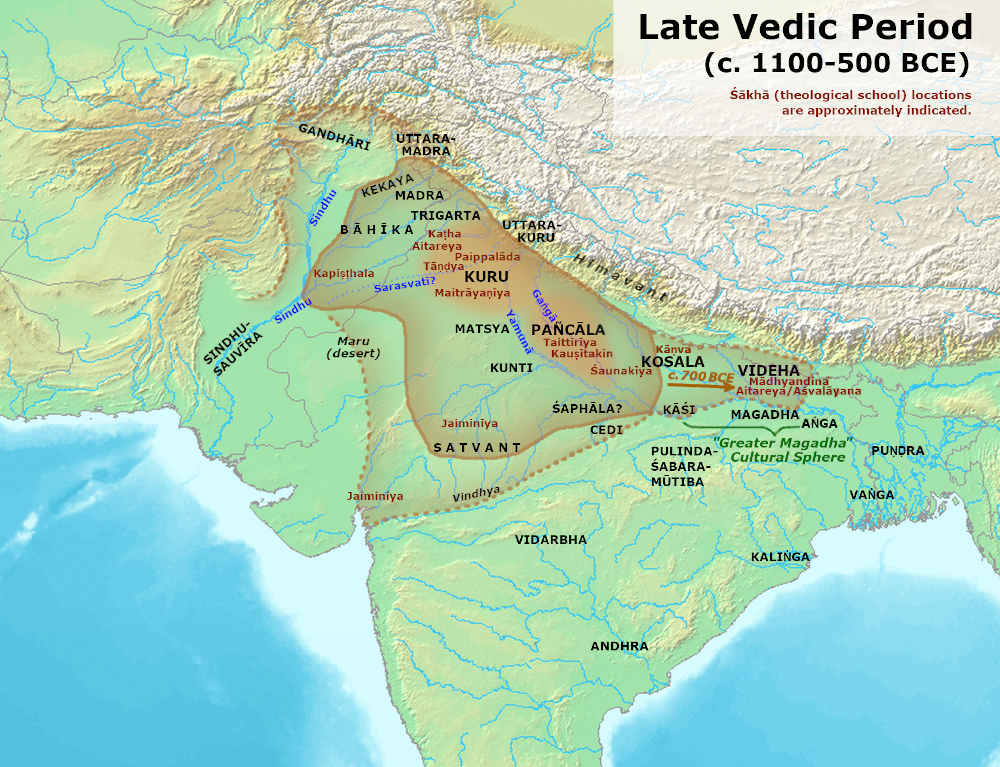
베다 시대 후기의 지도

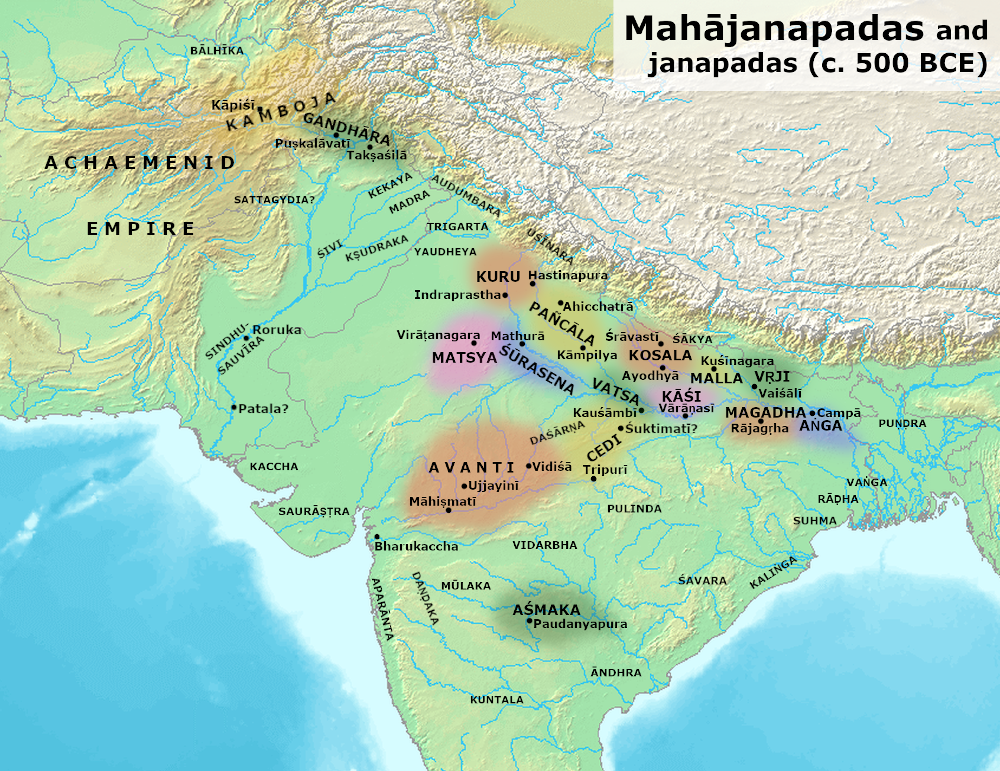
십육대국 시대 각 왕국들의 지도

기원전 1,200년에서 기원전 1,000년 사이에 베다 문화는 동쪽의 비옥한 갠지스 평원으로 퍼져나갔다. 그 후 토착 인더스 후기 문화와 아리아 문화가 결합하여 탄생한 채색된 회색 도자기 문화(PGW)가 출현한다. 이 문화는 후기 베다 시대에 가장 강력한 왕국이자 최초의 국가였던 쿠루 왕국 및 그 동맹인 판찰라 왕국으로 비정된다. 이때 오늘날 우리가 아는 바르나(카스트 제도), 즉 브라만(사제) - 크샤트리아 (귀족, 왕족) - 바이샤 (상인, 자영농) - 수드라 (농노)의 4계급이 형성되었다. 인도아리아인들은 이를 중심으로 농촌사회를 확립하고 고립적이며 폐쇄적인 경제생활을 하였다.
이 시기가 되면 국가라 불릴만한 정치 집단들이 출현하기 시작한다. 그리고 왕권이 확대되면서 기존에 정치를 주도했던 부족회의 및 원로회의의 권력은 크게 약화되었다. 베다 시대 전기의 왕은 세습이나 선출로 정통성을 인정받았으나 베다 시대 후기에는 귀족들 사이에서 권력 다툼을 통해 우위를 점하고, 그 뒤에 브라만에 의해 통치자로서 즉위하는 성스러운 의식을 개최한 다음에야 왕으로서 정통성을 인정받았다. 이 의식을 통해서 왕은 모든 도전에 대처할 수 있는 힘을 가지고 있고, 또한 누구의 도전도 용납하지 않는 신성한 존재임을 분명히 드러내었다.
베다 시대 후기부터 북인도 지역에서는 인도아리아인들이 세운 여러 국가들(자나파다)이 난립하였는데 그중 강대한 세력을 지닌 국가들이 주변 소국들을 합병하는 양상이 반복되었다. 마침내 총 16개의 나라가 살아남았으며 이리하여 십육대국 시대가 열렸다. 인도 서사시의 2대 작품으로 꼽히는 「라마야나」와 「마하바라타」가 이 시기를 배경으로 하고 있는 점 때문에 이 시대를 '인도 서사 시대'라고 부르기도 한다. 기원전 500년에서 기원전 400년 무렵에 십육대국은 바트사, 아반티, 코살라, 마가다의 4 나라로 통합되었다. 이 무렵은 불교의 창시자였던 고타마 싯다르타가 살았던 시기이기도 하다.

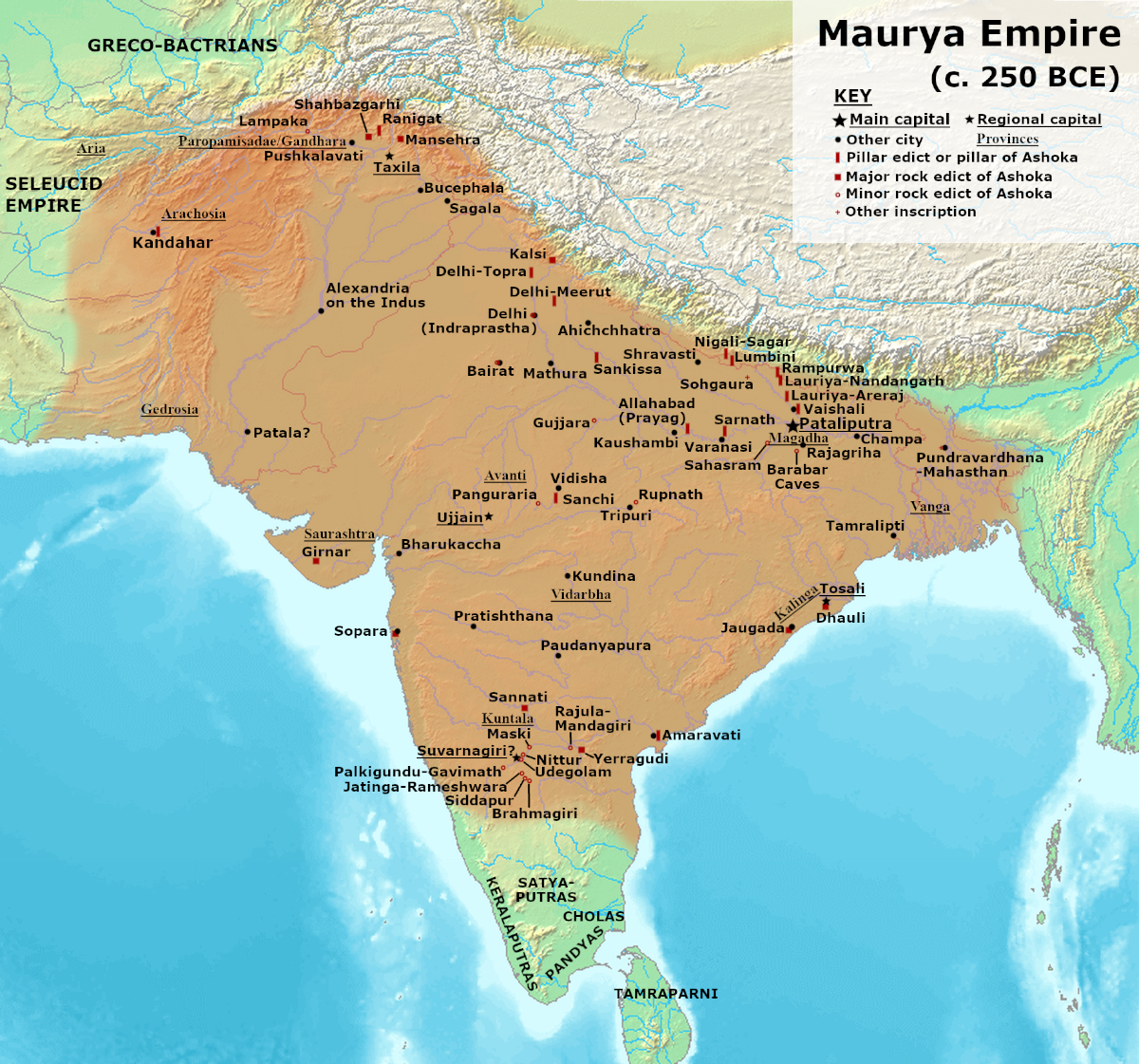
마우리아 제국의 최대 영토

기원전 320년, 마우리아 왕조의 찬드라굽타 마우리아가 갠지스 강 하류에 있는 마가다국 및 중부 인도 대부분을 점령하고, 나아가 305년에 알렉산드로스 대왕의 후계자들이 통치하고 있던 인더스 강 유역을 합병한 것은 인도사에서의 또 하나의 전환점이었다. 찬드라굽타 마우리아의 손자 아소카는 대대적인 정복 활동을 펄쳐, 마우리아 제국의 영토를 남쪽으로 크게 넓혀 인도 아대륙 대부분을 자신의 치하에 두었다. 그러나 그는 칼링가 정복 도중 전쟁의 참혹함에 대해 깨닫고, 이후부터는 불교(상좌부 불교)를 전폭적으로 후원하여 평화를 추구했다. 또한 그는 제국의 여러 행정 업무를 손보았을 뿐만 아니라, 돌기둥이나 바위 등에 자신의 칙령을 새겨 그 뜻을 널리 알리기도 했다.
아소카 사후에 마우리아 제국은 급격하게 무너졌다. 그 뒤로 즉위한 황제들은 정무에 별다른 관심을 가지고 있지 않았으며, 설상가상으로 데칸 고원에서 사타바하나가 발흥하면서 중부 영토를 모조리 상실했다. 하지만 더 큰 위협은 중앙아시아에 건설된 그리스인 국가들이었다. 결국 그리스-박트리아 왕국이 마우리아 왕조의 북서부 영토를 점령했다. 이후 마우리아 제국은 얼마 못가 슝가 왕조에게 멸망당하고 말았다. 마지막 왕이었던 브리하드라타는 슝가 왕조의 개창자인 푸시야미트라 슝가에게 암살당했다고 기록되어 있다.
한편 마우리아 제국이 정복하지 못한 남인도 지역에는 촐라, 체라, 판디아 세 왕조가 존재했으며, 그보다 더 남쪽에서는 데바남피야 티사가 불교로 개종한 뒤 아누라다푸라에 수도를 두고 스리랑카를 지배하고 있었다.
마우리아 이후 인도 아대륙에는 여러 국가들이 난립하게 되었는데 그중에서 두각을 드러낸 것은 아이러니하게도 중앙아시아의 유목민들인 월지가 세운 쿠샨 제국이었다. 쿠샨 제국은 그리스인과 사카인(스키타이)의 침공으로 혼란에 빠져있던 북인도를 침입하여 그 지역 대부분을 장악하고, 불교(대승불교)를 후원하였으며 로마 제국과 무역 활동을 전개했다. 쿠샨 제국은 서기 2세기에 페르시아 지역에서 발흥한 사산 제국에게 멸망당했다.

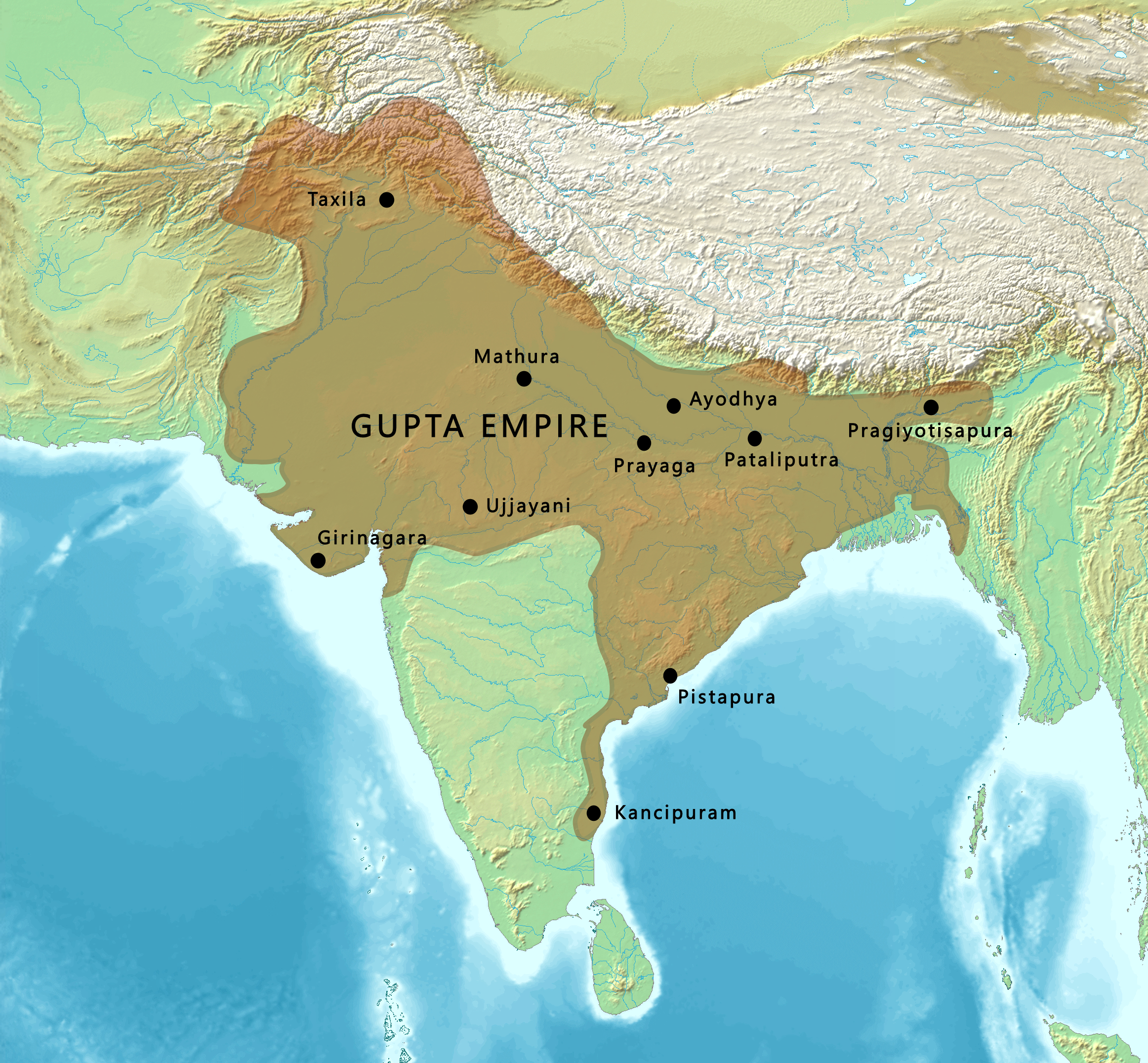
굽타 제국의 영토

쿠샨 제국이 멸망하자, 서기 319년경에 마가다 지역으로부터 굽타 제국이 일어나 이후 1세기 동안 북인도 대부분을 정복하고 데칸고원에까지 영향력을 행사했다. 굽타 제국은 이전 왕조들과 달리 불교 대신 힌두교를 후원하여 제국의 공식 국교로서 삼았다. 인도 문학 및 학문의 발전은 이 시대에 정점에 이르렀으며 많은 위인들이 굽타 제국 치하에서 활발한 활동을 이어갔다. 이 시대의 대표적인 업적으로는 인도 숫자의 발명, 삼각 함수의 고안, 무한대 및 0 개념의 확립 등이 있다.
서기 5세기에 굽타 제국은 약화되었고 북인도는 다시 타민족들의 위협을 받게 되었다. 마침내 중앙아시아에서 세력을 떨치던 후나족이 쳐들어와 인도 북서부를 점령했다. 굽타 제국이 언제 멸망했는지는 명확하지 않지만, 서기 6세기경부터 이 지역에서 굽타 제국에 대한 기록이 등장하지 않는 것으로 보아 아마도 그 즈음에 멸망했을 것으로 추정되며, 그뒤로 북인도는 이전과 같이 여러 국가들이 난립하는 혼란기로 돌입하게 된다.

#### 동북아시아

갑골문자가 새겨진 뼛조각. 상나라 시기의 유물이다.

기원전 16세기 즈음에 건국된 상나라는 문헌뿐만 아니라 고고학적인 발견을 통해 그 존재가 명확히 확인되는 중국 역사상 최초의 왕조이다. 이들은 황허 유역에 있던 대부분의 씨족 연합체들을 거느리고 있었는데, 그 지역에서 발전한 선진적인 청동 문화와 전차 기술은 상나라 문명의 근간이었다. 안양 인근에 위치한 옛 상나라 수도 은허에서 성벽, 왕궁, 도서관, 무덤, 작업장 등의 흔적이 발견된 것은 그들의 생활을 알 수 있는 좋은 사료가 되어주었다. 이 무렵에 뼈에 글자를 새겨 정보를 기록하거나 점을 치는 등의 갑골문자가 발명되었는데, 그 수는 대략 100,000개 이상으로 추정된다.
기원전 10세기 즈음, 상나라는 서쪽 웨이허 지역에서 일어난 주나라에게 정복되었다. 이때 주나라 통치자들은 자신의 통치를 정당화하기 위해 최초로 '천명'이라는 개념을 사용했다. 그들의 수도는 황허 중상류의 호경이었다. 주나라는 특이하게 군주가 각 지역에 분봉왕 및 유력 제후들을 임명하여 통치하는 봉건제 국가였다.
기원전 8세기 주나라가 서쪽의 이민족인 견융의 침입으로 무너지자, 유력 제후들은 그들의 영향력을 확대하고 중원의 패권을 쥐기 위해 서로 경쟁하기 시작했다. 결국 주나라는 각지에서 할거한 제후들에 의해 수십~수백개의 국가들로 나뉘어졌으며 이리하여 중국사의 유명한 분열기인 춘추 시대가 개막되었다. '춘추'라는 명칭은 이 시대를 기록한 가장 유명한 역사서인 「춘추(春秋)」의 이름으로부터 유래한 것이다. 이때는 다양한 국가들이 출현하여 흥망성쇠를 거듭했으며 수차례의 전란이 일어나기도 했지만, 제자백가로 대표되는 고대 중국 철학이 번성하면서, 급격하게 변화하는 정치 상황에 대응하기 위해 유가, 도가, 법가, 묵가 등의 사상들이 창시된 시기이기도 했다. 이때 봉건제로부터 군현제로, 도시국가에서 영토국가로, 지방분권에서 중앙집권으로 정치 체제가 대부분 이행되었다. 그리고 춘추 시대 중기에는 철제 농기구가 도입되면서 농업 생산력이 증대되었다.

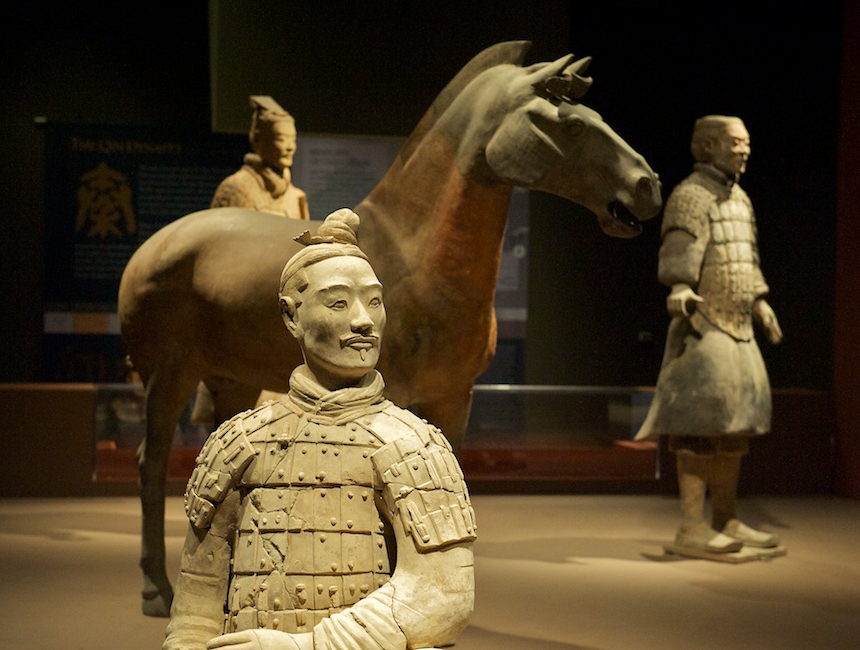
진시황릉의 병마용

춘추 시대 초기에 대략 140여개에 달했던 국가들은 기원전 5세기 말이 되면 7개의 국가들만 남아 있게 되었는데, 이들이 서로 경쟁했던 시기를 전국 시대라고 부른다. 이 시기에 이르러 주의 봉건제는 완전히 붕괴되었다. 제후들은 주나라 왕에 대한 명목상의 충성도 하지 않게 되었고, 주나라 왕의 직위는 기원전 256년을 마지막으로 폐지된다. 제후들 가운데 가장 두각을 드러냈던 것은 단연 중원의 서쪽에 위치하고 있었던 진(秦)이었다. 마침내, 진나라 왕 영정이 기원전 213년에 다른 6국들을 모조리 정벌하여 병합하면서 중국의 분열기는 막을 내렸다. 중국의 통일이라는 전대미문의 업적을 달성한 영정은 스스로를 진나라의 초대 황제, 즉 진시황제라고 칭했다.

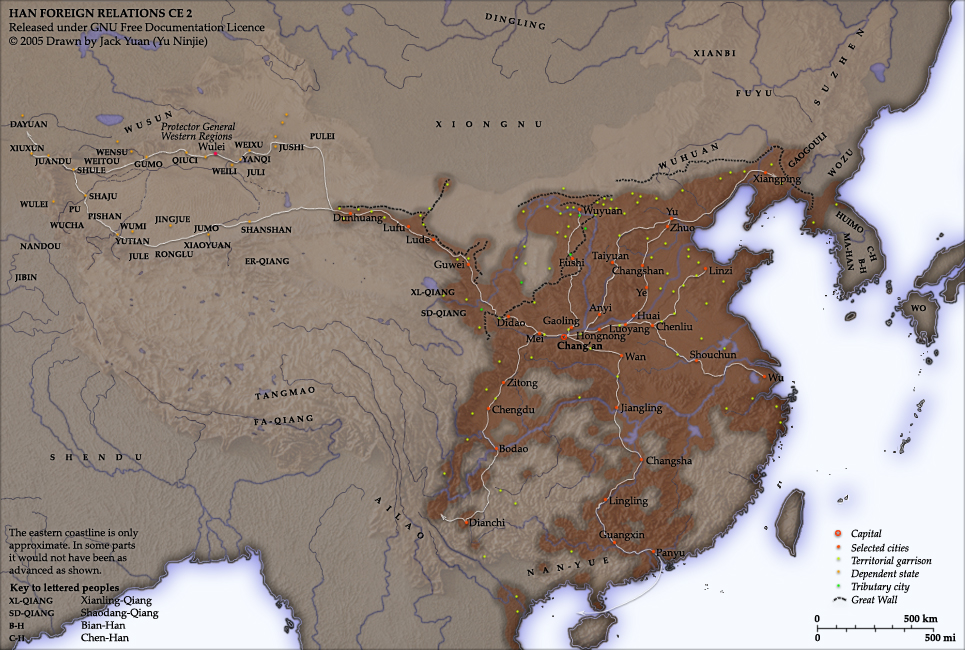
서기 1세기 초의 한나라는 동북아시아의 패권국이었다.

진시황제는 이전 주나라와 다르게 중앙집권적인 행정 체계를 구축하여 황제 한 사람에게 모든 권력이 집중될 수 있도록 만들었다. 그는 전국적인 도로망과 운하망을 건설했으며 수도를 함양으로 이전했다. 북방 유목민의 침입을 막기 위해 만리장성이 축조되고, 양자강 너머까지 중국의 영향력이 확대되었으며, 표준화된 문자 체계 및 도량형 그리고 원형 화폐의 보급 등이 이루어진 것이 바로 이때이다. 그러나 진시황제는 백성들에게 많은 부담을 안겨 주었고, 가혹한 형벌 체제를 실시하여 그에 대한 원성이 자자했다. 결국 기원전 206년에 그가 사망하자 곧바로 내전이 일어났다. 하지만 오래지 않아 새 왕조였던 한(漢)이 중국을 재통일하고 4세기 가량을 통치했다. 한나라 시대에 철기 농기구가 보급되면서 식량 생산량과 인구가 폭발적으로 증가하였으며 종이, 나침반 등 각종 물품들이 발명되었다. 이들의 주요 생산품 중 하나인 비단은 타림 분지를 거쳐 중앙아시아와 페르시아, 심지어는 저 멀리 로마에까지 수출될 정도로 대단한 인기를 끌었다.
| “ | 話說 天下大勢 分久必合 合久必分。 무릇 천하의 대세라 함은 오랫동안 나뉘어져 있으면 반드시 합쳐지게 되고, 오랫동안 합쳐져 있으면 반드시 나뉘어지게 된다. | ” |
|   | — 소설 「삼국지연의」 中 |   |

한나라는 서기 1세기 후반부터 무너지기 시작했는데 왕실 친인척들과 대제후들이 부정부패를 일삼는 한편으로 백성들의 삶이 힘들어지는 것이 가장 큰 문제였다. 마침내 민중의 분노는 황건적의 난으로 터져나왔고 이 즈음에 실질적인 권력은 지방 군벌들에게로 넘어갔다. 서기 208년경이 되면 한나라는 사실상 멸망한 채로 조조, 손권, 유비가 각각 중국 대륙을 삼분하는 형세를 보였으며, 220년이 되자 마지막 한나라 황제가 퇴위하면서 한나라는 멸망했고 제국은 세 나라로 쪼개졌다. 이로부터 1세기 뒤에 북방 이민족들이 만리장성을 넘어 쳐들어와 북중국을 휩쓸었다. 중국은 589년까지 정치적인 분열을 거듭했다.

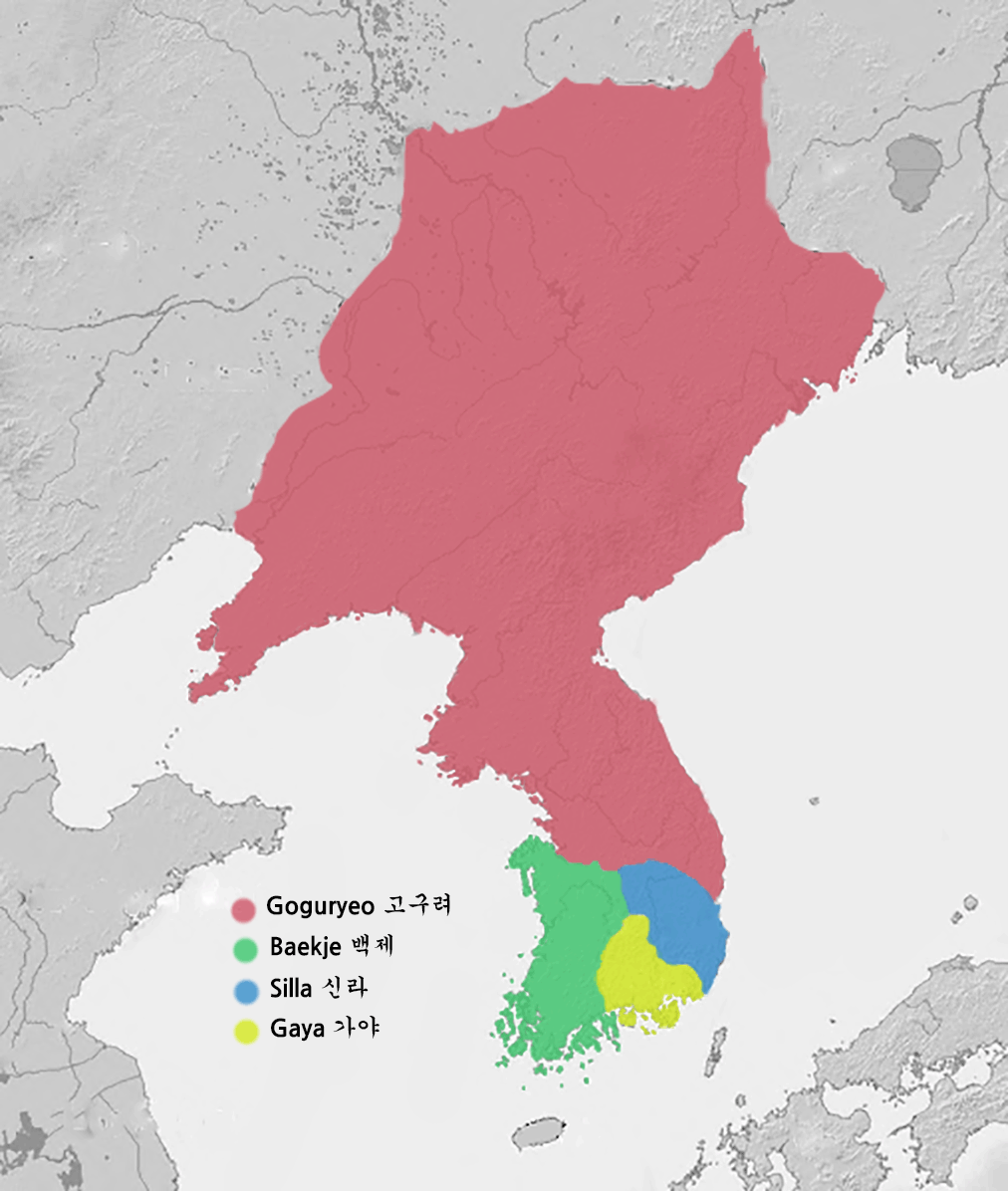
서기 5세기 무렵의 한반도

중국과 인접한 동아시아의 국가들은 중국 문명과 여러 영향을 주고받으면서도 독자적인 문화를 이루면서 성장해갔다. 한반도에서는 고조선이, 베트남에서는 어우락 및 남월 등이 잇달아 등장하였으나 기원전 2세기에 한 무제에 의해 모두 정복당했다. 이때 중국 문화가 그 지역에 상당한 영향을 미쳤으며 향후 수 세기에 걸쳐 그 지역에 남아있게 되었다. 뒤이어 한 무제는 한나라의 주적이었던 북방의 흉노마저 정벌함으로써 중국 패권을 완성시켰다.
수십년이 지난 기원전 108년에 한나라가 쇠퇴하자 한반도에서 백제, 고구려, 신라의 세 왕국들이 생겨나 중국의 잔재를 몰아냈다. 이후 그들은 서로 반목하기도 하고 협력하기도 하면서 서기 9세기까지 존속하였다. 한편 한반도 너머 일본에서는 기원전 500년 이전에 조몬 문화가, 기원전 200년에 야요이 문화가 등장했으며 서기 300년에는 야마토 평원에 한국 문화의 영향을 받아 왕국이 형성되었다.

#### 동남아시아와 오스트로네시아

고대 동남아시아인들이 제작한 동선 청동북

동남아시아에서, 야금술을 통해 구리와 청동을 주조했다는 최초의 증거는 기원전 2,000년경에 존재했던 태국 북동부의 반 치앙 및 베트남 북동부의 풍응우옌 문화의 유적지들에서 잘 드러난다.
동선 문화는 청동 주조 기술을 확립했으며, 시간이 조금 더 지나서는 훨씬 정교한 쟁기나 도끼, 낫, 화살, 창살, 장식품 등을 청동 및 철기로 만들 정도가 되었다. 기원전 500년경에는 70kg가 넘는, 크기가 작지 않으면서도 그 장식이나 세부 묘사들이 잘 묘사되어 있는 청동 드럼을 로스트 왁스 주조법으로 제작해내기도 했다. 이 고도로 정교한 금속 가공 기술은 같은 시기 중국이나 인도에서 받아들인 것이 아니라 그들이 독자적으로 발전해낸 것이다. 오늘날 역사학자들은 이러한 작품들이 조직적이고, 중앙집권화된 계층사회 및 인구 증가의 결과물이라고 여긴다.
기원전 1,000년에서 기원전 100년 사이에, 베트남 북동부 해안선을 따라 사후인 문화가 출현하여 번성했다. 이들의 특징으로는 무덤이 포함된 도자기 매장지가 거의 전 유적지에서 발견된다는 점이다. 그 안에는 크고 두께가 얇은 테라코타 병, 장식을 위해 제작된 화려한 색상의 그릇, 유리 공예품, 옥 귀걸이 및 금속 물체들이 다수 있었다. 기원전 500년 즈음에는 '농업 왕국'이라고도 불리는 군주국들이 동남아시아 본토와 그 주변 섬들에서 등장하여, 잉여 작물의 재배와 적당한 해안 무역을 기반으로 경제를 발전시켜 나갔다. 한편 말라야-인도네시아 지역에 있던 국가들은 대양 무역을 장악했으며, 에야와디 계곡 일대의 쀼 도시국가들 및 홍강 삼각주의 반랑 왕국, 메콩강 하류의 푸난 등의 국가들과 같은 문화를 공유했다.

오스트로네시아인의 이주 모형도

기원전 3,000년에서 기원전 1,500년경 즈음 대만에서 시작된 오스트로네시아인의 이주는 아마도 인구 증가로 인해 촉발된 것이었는데, 그들은 곧 필리핀 군도 일대, 그 중에서도 북부의 루손섬에 정착하여 대략 23,000년 전부터 그곳에 거주했던 초기 오스트레일리아-멜라네시아인들과 혼혈되었다. 이후 1,000년 동안 오스트로네시아인들은 더 남동쪽으로, 필리핀의 나머지 지역으로 이주했으며 보르네오섬과 술라웨시해의 수많은 섬들로 차레차례 퍼져나갔다. 나중에 한 번 더 일어난 이주 물결로 인해 오스트로네시아인의 영향권은 수마트라 및 베트남 남부, 그리고 더 서쪽으로 확장되었고 이때 이주한 이들은 오스트로네시아어족 가운데 말레이어 화자와 참어 화자들의 조상이 되었다.

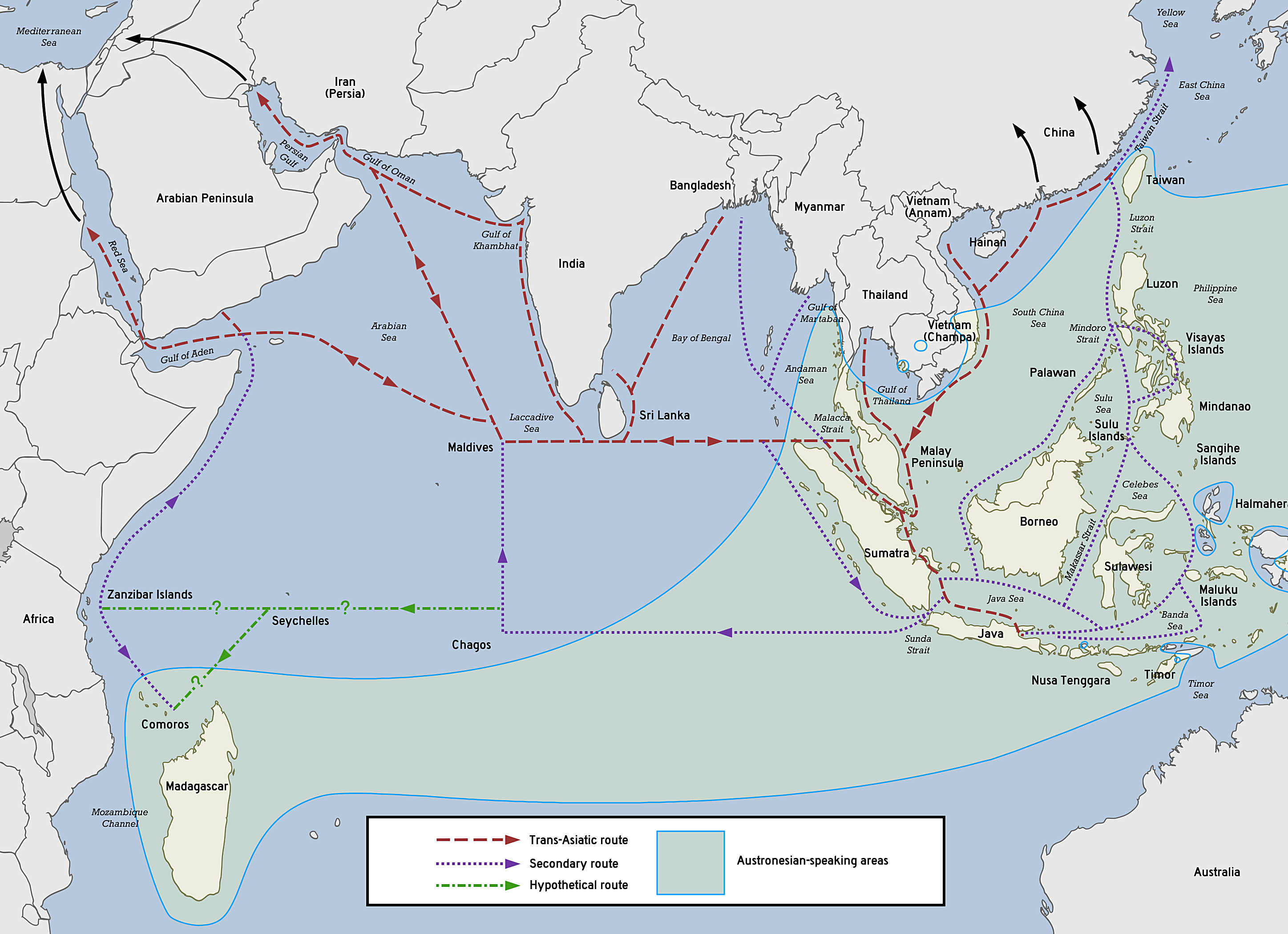
오스트로네시아인의 초기 해상 무역로. '해상 실크로드'라고도 불린다.

8~11세기 사이에 강력한 해양제국이었던 스리위자야는 말라카 해협과 순다 해협을 장악했다

필리핀에 도착한 이후, 오스트로네시아인들은 기원전 1,500년 또는 그 이전에 북마리아나 제도를 거점으로 삼아 오지 오세아니아에 처음으로 도착한 인류가 되었다. 차모로인들은 이 무렵에 태평양 제도로 이주한 유일한 오스트로네시아어족으로서, 쌀 지배를 그 지역에서도 성공적으로 유지했다는 점이 독특하다. 기원전 1,000년까지 오스트로네시아인들은 별도의 항해를 통해 팔라우와 야프로도 이주하였다.
또 다른 중요한 사건은 기원전 1,200년경 뉴기니 북부 해안의 섬들, 솔로몬 제도, 뉴기니 해안지대, 멜라네시아 군도에서 라피타 문화가 등장했다는 것이었다. 이들은 대양 중간에 존재하는 섬들을 식민지로 삼아 항해 이주를 계속해나갔는데, 기원전 900~800년경에는 피지, 사모아, 통가에 도달했고 200년이 지나서는 쿡 제도와 타히티, 마르키즈 제도, 서기 900년에는 하와이, 서기 1,000년에는 라파누이, 서기 1,200년에는 뉴질랜드에까지 퍼져나갔다. 몇 세기 동안, 폴리네시아의 여러 섬들은 고립된 지리적 위치로 인해 더 이상 접촉이 어려워진 라파누이를 제외하고는 서로 간에 양방향 장거리 항해무역을 이어갔다. 한편 핏케언, 커르머덱, 노퍽 등의 지역은 이전에 오스트로네시아인들이 정착했지만 나중에 버려졌다. 이들이 주식으로 섭취했던 고구마의 확산에 근거하여, 오스트로네이사인들이 훨씬 더 멀리, 심지어는 남미까지 퍼져나가서 아메리카 원주민들과 교역했을수도 있다는 주장도 있다.
오스트로네시아인들은 기원전 2,000년부터 기원전 1,000년까지, 대략 3,000년 동안 대만과 필리핀에 걸쳐 존재했던 옥 무역로를 포함하여 동남아시아에 광범위한 초기 해상 무역망을 구축했다. 이 무역은 대만 원주민들과 필리핀 원주민들 사이에 이루어졌으며, 나중에는 베트남, 말레이시아, 인도네시아, 그리고 태국 일부 지역 및 동남아시아의 다른 지역(사후인-칼라나이 상호작용권)에도 형성되었다. 링링오 장신구는 이 무역 과정에서 거래된 것으로 추정되는, 특히 주목할만한 고고학적 유물 중 하나이다. 한편 해상 옥 무역로가 번영을 누리는 동안, 섬에 거주하던 오스트로네시아인들은 기원전 1,000~600년 사이에 스리랑카 및 남인도까지 그들만의 향신료 무역망을 뻗쳤다.
심지어 카메룬과 우간다에서 발견된 바나나 식물석, 그리고 잔지바르의 신석기 시대 닭 뼈 유적과 같은 고고학적 증거들은 기원전 500년이나 그보다 훨씬 이전에 오스트로네시아인들과 동아프리카인 사이에 장거리 접촉이 있었음을 암시한다. 결국 칼리만탄과 술라웨시 그리고 마카사르 인근에 거주하던 몇몇 오스트로네시아 부족들이 동아프리카 및 마다가스카르로 이주했는데, 이것이 발생한 시기의 추정치는 대략 기원전 1세기부터 기원후 6~7세기 후반까지 광범위하다. 마다가스카르에 정착한 오스트로네시아인들은 인도양을 직접 건너기보다는, 남아시아와 동아프리카를 관통하는 해상 경로를 따라갔을 가능성이 높다고 한다. 유전학적 증거에 따르면 오스트로네시아인들 일부는 아프리카의 더 깊숙한 곳과 아라비아 반도에도 퍼져나갔다.
기원후 10세기 이전까지 동남아시아인들은 주로 그들만의 전통적인 선박만을 이용하여 항해했으나, 나중에 타밀인과 페르시아인들이 상업적인 목적으로 이 지역에 진출하면서 차츰 변화하게 되었다. 어찌됐든 기원전 2세기 무렵이 되면 동남아시아의 옥과 향신료 해상 무역망은 남아시아, 중동, 동아프리카, 심지어 지중해까지 광범위한 지역들과 연결되어 있었다. 이 덕분에, 유럽~동아프리카의 상품들이 동아시아 및 동남아시아의 물품들과 서로 교환될 수 있는 길이 열렸다.
5세기 후반, 팔렘방에서 건국된 스리위자야는 말라카 해협~순다 해협 일대의 엠포리움 및 해상 무역망을 자신의 영향력 아래 두고, 저 멀리 유럽과 중동에서부터 번성하는 당나라 시장에 이르기까지 활발하게 거래되는 향신료와 각종 불교 유물들을 수출함으로써 엄청난 번영을 누렸다.(p. 12) 그들은 명실상부 이 지역의 해양제국이었다. 스리위자야가 남인도의 촐라 제국에게 무너지고 난 다음에는 믈라유, 크다, 타루마나가라, 마타람 등이 그 지위를 이어받았다. 이들은 모두 동남아시아를 관통하는 무역로들, 특히 향신료 제도를 주축으로 한 향신료 무역과 인도~중국 간의 해상 무역망의 혜택을 톡톡히 누렸다.

#### 이집트 이외의 아프리카

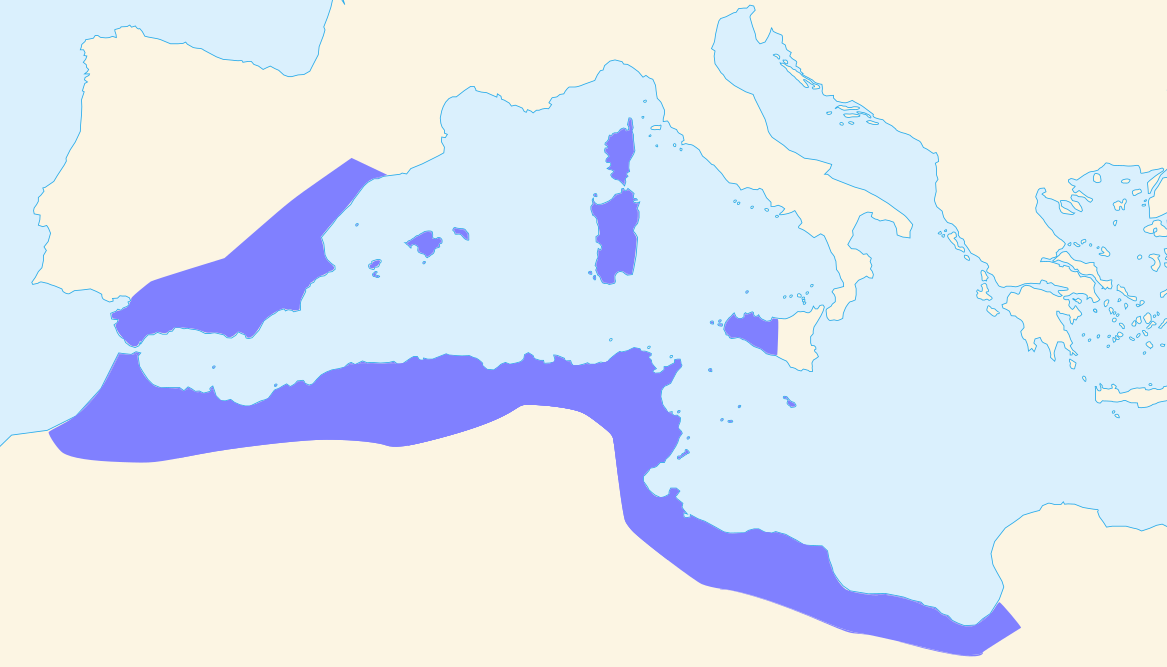
고대 카르타고의 최대 영향권

카르타고는 기원전 814년경, 오늘날 레바논 일대에 거주하던 페니키아인들에 의해 지중해 연안의 식민도시로서 설립되었다. 이로부터 도시 국가였던 고대 카르타고가 건국되어, 북아프리카 대부분과 히스파니아 전역에 걸쳐 지중해 해상무역을 장악하고 각지에 동맹 세력을 구축했다. 그들의 영향력이 절정에 달했을때, 카르타고는 서지중해 대부분을 차지한 상태였다. 그러나 카르타고는 곧 일련의 분쟁에 휘말려야 했다; 이탈리아 중부에서 성장한 로마는 카르타고의 가장 강력한 위협이 되었다. 이리하여 포에니 전쟁이 발발하였는데, 카르타고는 한니발 바르카의 활약으로 잠시 우세를 점하였지만 최종적으로 패배하고 로마에 의해 멸망했다.

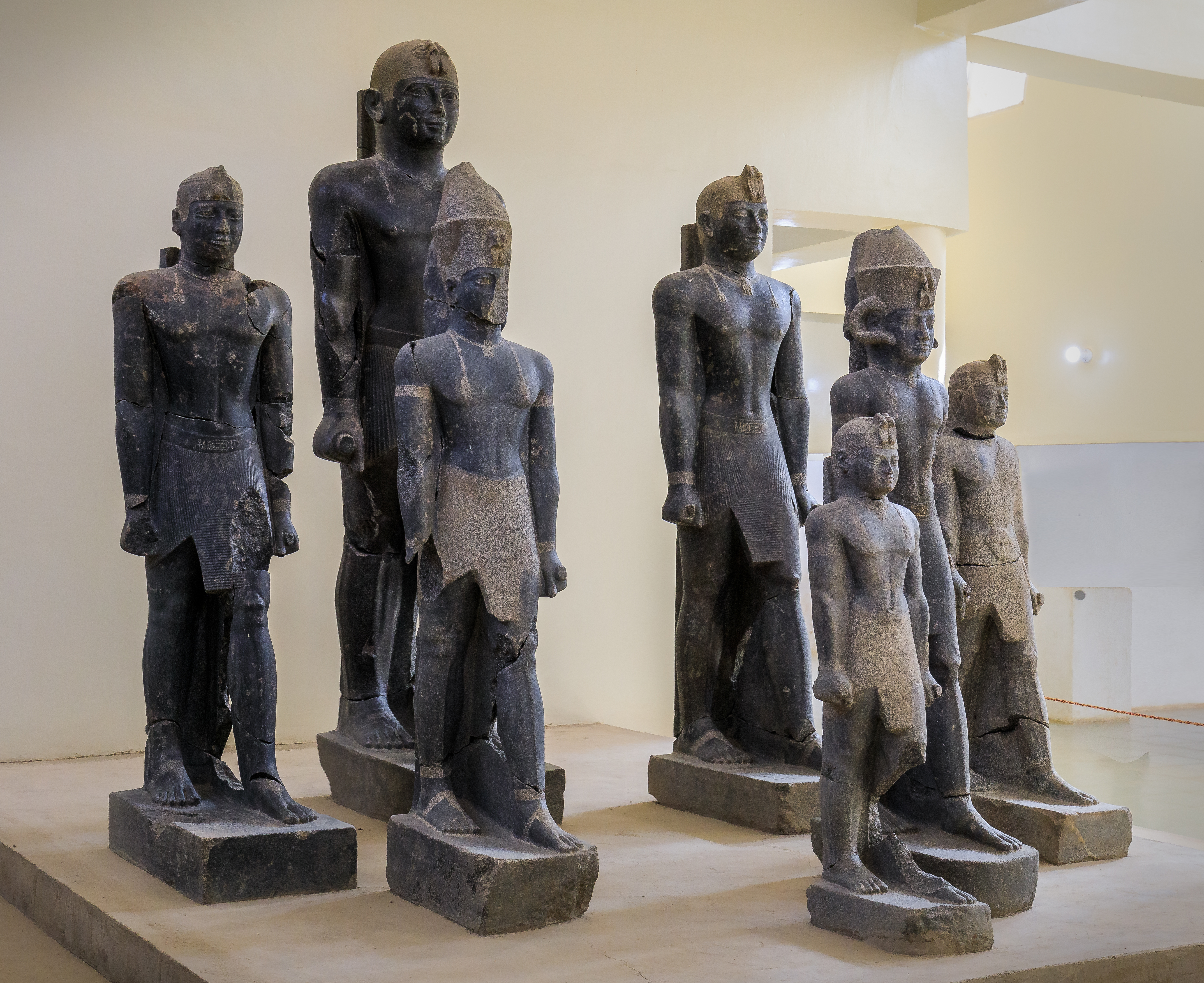
누비아(수단) 출신 파라오들의 석상

기원전 3,100년경에 정복된 이래로 누비아는 줄곧 이집트의 통치를 받았지만, 기원전 2,500년에 이르러 누비아인들은 케르마를 중심으로 발전하여 그들만의 독립적인 국가를 세웠다. 그뒤 이집트 신왕국 시대에 누비아는 다시 한번 이집트에게 정복되었다. 그러나 기원전 1,100년에 나파타를 수도로 한 쿠시 왕국이 생겨나 기원전 760년에 이집트를 역으로 정복했다. 누비아 파라오들은 신아시리아에게 패배하기 전까지 약 한 세기 동안 이집트의 지배권을 유지했다.

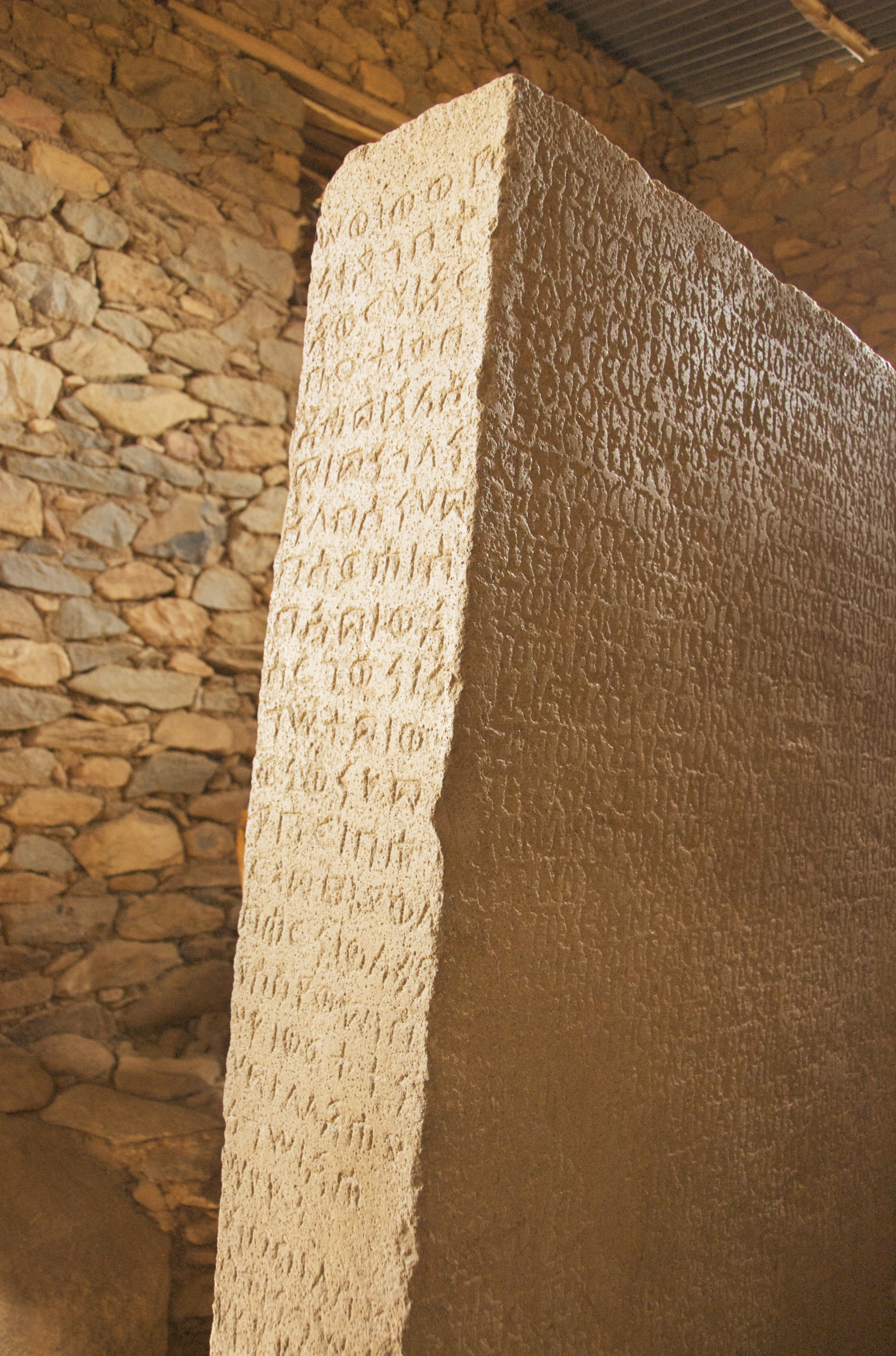
에자나 비문은 악숨인들이 기독교로 개종한 이후 어떻게 주변 지역을 정복했는지를 기록했다

한편 그보다 조금 더 남쪽에서는 악숨 왕국이 성장해나가고 있었다. 그들은 에리트레아와 에티오피아에 걸쳐 있는 지리적 입지 덕분에 동아프리카로 향하는 해상 무역로들을 장악할 수 있었다. 기원전 4세기경부터 발전해오던 악숨 왕국은 서기 1세기부터 그 지역의 주요 강국으로 떠올랐고, 마침내 서기 6세기에는 전성기를 맞이하여 에티오피아 대부분과 홍해 연안, 예멘까지 팽창했다. 특기할만한 점으로, 악숨 왕국의 아라비아 반도 침공시기는 이슬람의 창시자이자 예언자인 무함마드의 탄생일과 겹친다는 기록이 존재한다.

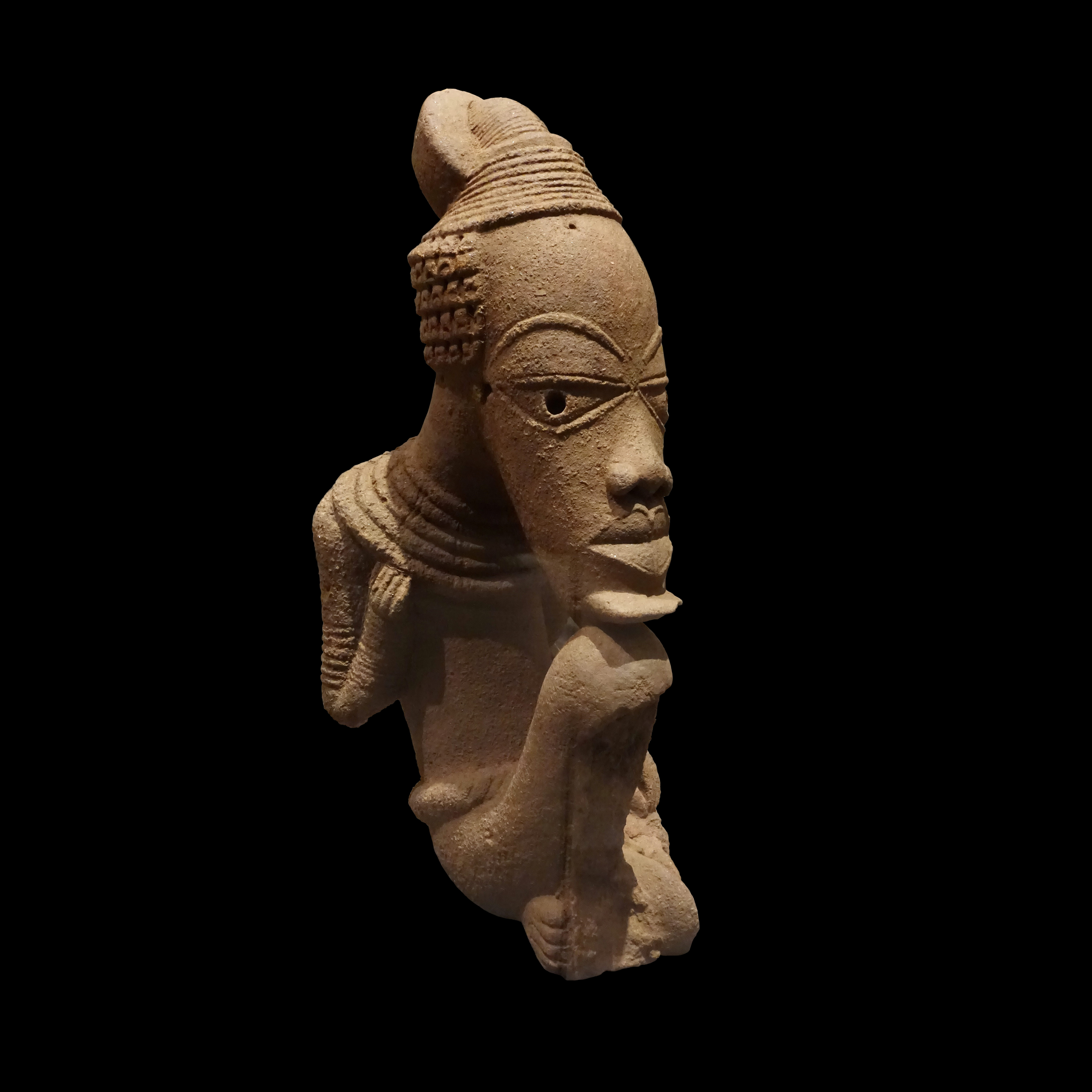
녹 문화의 대표적인 테라코타 유물, '앉아있는 사람'.

녹 문화는 기원전 1,500년경 나이지리아 부근에서 등장하였으며 기원전 1세기 즈음에 알 수 없는 이유로 신비롭게 사라졌다. 이들의 사회 시스템은 당시 서남아프리카의 문화라고는 믿을 수 없을 정도로 발달되어 있었다. 또한 이들은 실물 크기의 정교한 테라코타 조각품들을 제작하였으며 수준 높은 철기 제련법을 보유하고 있었다.
젠네-제노는 오늘날 말리의 나이저 강 부근에 위치해 있으며 사하라 이남 아프리카에서 가장 오래된 도시화 중심지이자 가장 유명한 고고학 유적지 중 하나로 꼽힌다. 이 고고학 유적지는 비슷한 이름을 가진 오늘날의 도시 젠네에서 대략 3km 떨어진 곳에 위치해 있으며, 고대에는 장거리 무역과 아프리카 쌀의 재배에 영향을 미친 것으로 추정된다. 당시 도시의 크기는 33헥타르를 훨씬 뛰어넘는 것으로 여겨졌지만 광범위한 조사 결과 그정도까지는 아닌 것으로 드러났다. 도시는 기원전 250년부터 서기 900년까지 이 지역의 중심지 역할을 했지만, 이슬람의 확산 및 젠네 모스크 건설로 인해 점차 버려져 오늘날에 이르게 된 것으로 보인다. 그전까지, 학자들은 다른 지역의 상인들이 이곳에 도착하기 전에 서남아시아에는 선진적인 무역망과 복잡한 사회 시스템이 생겨나지 못했다고 여겼으나, 젠네-제노의 발견으로 완전히 뒤집혔다. 젠네-제노와 비슷한 문화의 마을들이 기원전 900년경에 나이저 강 유역을 따라서 생겨났으며, 말리의 또다른 유적지인 디아에서도 발전했다.
다르 티칫과 오울라타는 기원전 2,000년경 오늘날 모리타니 일대에 있던 초기 도시 중심지들 가운데서 두각을 드러냈다. 이 무렵에 사하라 사막의 옛 사바나 지역에는 대략 500개의 석기 정착지가 드문드문 흩어져 있었는데, 그곳의 주민들은 기장을 재배하고 근처에 조그맣게 흐르는 개울에서 낚시를 하는 것으로 생활했다. 기원전 300년경, 이 지역이 더욱 건조해지면서 정착지는 감소하기 시작했다. 이들 중 살아남은 정착지들은 이후 말리 제국의 형성과 관련이 있는 것으로 추정된다. 구 젠네는 이 시기에 정착한 사람들에 의해 설립되었다. 이곳에서는 철기 생산의 흔적과 복잡한 양식의 무덤 등이 발견된다. 최근 연구 결과에 따르면 소닝케족이 이러한 정착지의 설립에 영향을 미쳤을 수 있다고 분석되었다. 이들은 소닝케족의 조상이었을지도 모른다.
오늘날 반투족의 조상들은 남부 아프리카 전역에 퍼져나갔고 적어도 기원전 2,000년경까지 콩고 강을 지나 아프리카 대호수 지역으로 이동하기 시작했다. 기원전 1,000년 이후에는 콩고 저지대에 농경 생활 방식이 확산되었으며, 비슷한 시기에 반투족들은 적도 남쪽의 남아프리카로도 그들의 발걸음을 옮겼다. 선진적인 철 제련법과 야금술, 그리고 농경 기술이 그들과 함께 확산되어, 남아프리카에서는 기장, 기름야자, 수수, 얌 등이 재배되고 가축으로는 돼지나 양이 길러졌다. 이러한 기술들은 이 지역의 인구 증가에 커다란 영향을 미쳤고, 기원 전후로 사막이나 울창한 삼림을 제외하고는 대부분의 지역이 개간되어 사하라 이남 아프리카에서 정착 공동체가 보편화되었다. 나중에 기원후 15세기가 되면 대짐바브웨를 중심으로 주변에 유목 마을들을 거느린 강력한 반투 왕국들이 여럿 등장한다.

#### 아메리카
크리스토퍼 콜럼버스가 도착하기 전, 그러니까 '선콜럼버스 시대(Pre-Columbian era)'의 아메리카에서는 서반구, 메소아메리카, 남미 서부에서 어느정도 중앙집권화된 고대 문명들이 출현했다. 특히 안데스 산맥에서 발전한 고대 안데스 문명, 그리고 아마존 강 하구의 마라호아라 문화와 비슷한 시기에 북아메리카 평원지대에서도 농경 문화가 점차 확대되었다.

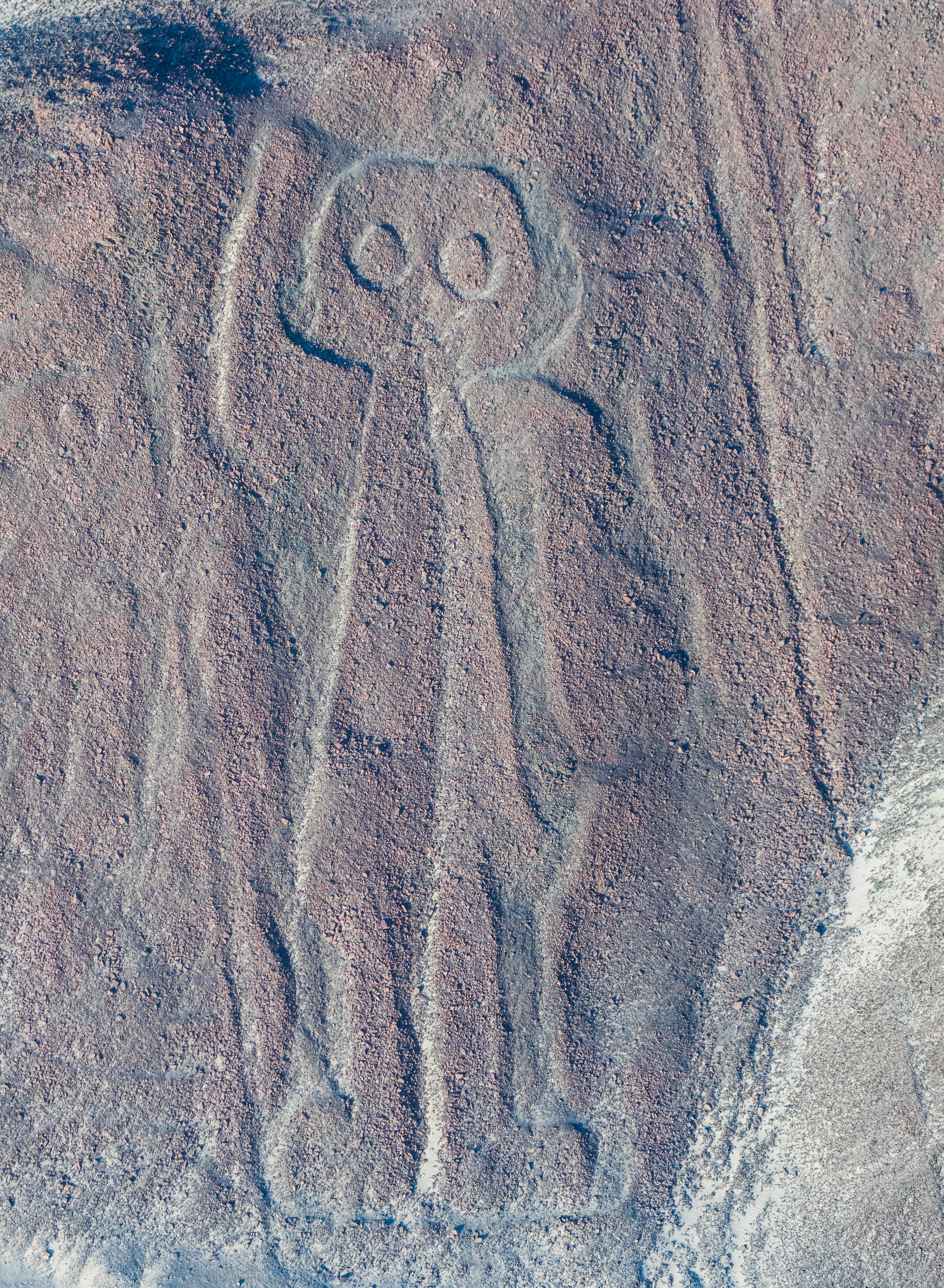
외계인(?)을 묘사했다고 추정되는 한 나스카 지상화. 일부 음모론자들은 나스카 지상화가 당대 기술로는 만들 수 없는 것이며, 필시 UFO를 타고 우주에서 날아온 외계 문명의 도움을 받았다고 주장한다.

고대 안데스 문명은 기원전 3,500년경 이 지역에서 어업을 주 생활로 하던 공동체가 발전하면서 시작되었다. 정교한 해안 사회와 함께, 각지에 공동체의 중심지 역할을 했을 것으로 여겨지는 대형 기념물들이 건설되었다. 이 지역의 사람들은 콩류, 면화, 땅콩, 고구마를 재배했으며 어업을 병행했다. 기원전 2,000년경에는 재배 가능 작물에 감자가 추가되었다. 기원전 1,000년 무렵에 차빈 컬트를 기반으로 한 차빈 문화가 등장하여 대형 사원과 예술품, 그리고 정교하게 짜여진 직물 등의 흔적을 남겼다. 금, 은, 구리는 보석으로서 사용되었으며 때때로 소형 도구를 제작할 때 이를 같이 쓰기도 했다.
차빈 문화는 기원전 250년경에 쇠퇴해 사라졌고, 기원전 200년을 전후로 하여 여러 도시들이 건설되었다. 개중 우아리, 푸카라, 티아와나코와 같은 도시들에는 10,000명 이상의 주민이 거주했던 것으로 추정된다. 서기 300년에는 모체 강을 따라 모체 문화가 등장했다. 모체인들은 그들의 사회 및 문화 전반을 새긴 토기를 남겼다. 한편 서기 100년경 이후부터는 안데스 산맥에 모체 이외에도 다양한 문화들이 등장했다. 특히 나스카 문화는 카후아치의 대규모 신전과 더불어 사막에 그려진 나스카 지상화로 유명하다.
메소아메리카에서의 농경 생활은 기원전 8,000년경에 시작되었는데 아보카도, 콩류, 고추, 박류, 스쿼시(squash) 등은 시간이 조금 더 지난 기원전 7,000년경부터 재배되었다. 기원전 4,000년경에는 옥수수가, 그리고 얼마 지나지 않아서는 토마토가 이 지역에 들어와 재배 가능한 작물로서 자리잡았다. 기원전 3,000년경이 되자 수많은 정착지들이 생겨났고 기원전 2,000년경에는 메소아메리카의 대부분 지역에서 농경이 실천되고 있었다. 이때 일부 동물들이 가축화되었는데, 운송이나 노동에 적합한 대형 육상 동물이 아메리카에는 존재하지 않았기 때문에 그 대상은 칠면조나 개 등에만 국한되었다.
기원전 1,200년경 산 로렌초로부터 메소아메리카 최초의 문명인 올멕이 등장하였다. 올멕 문화의 중심지는 처음에는 산 로렌초였으나 기원전 800년경에 라 벤타로, 다시 기원전 400년경에는 트레스 사포테로 옮겨갔다. 이들을 포함하여 올멕 유적지의 공통적인 특징은, 석재로 지어진 무덤과 대형 사원 그리고 기타 신앙 관련 건축물들이 있었다는 것이다. 이는 올멕 사회가 얼마나 복잡하고 고도화되어 있었는지를 증명해준다. 다만 그들이 어떻게 생활하고 어떠한 계급 사회를 형성했는지는 아직까지 정확하게 밝혀진 바가 없다. 옥을 비롯한 다양한 올멕 유물들은 대체로 메소아메리카 전역에서 발견되며, 아마도 그들이 구축한 무역로를 통해 옮겨졌을 가능성이 높다. 올멕 문자는 주로 그 지역 고유의 달력을 기록하는 데 사용되었는데, 이것은 후기 메소아메리카 문화에 영향을 미쳤다.

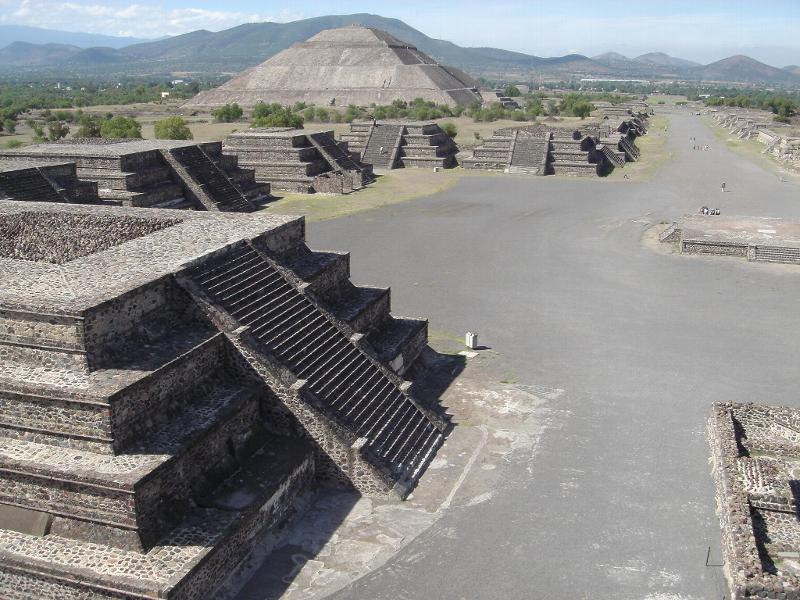
메소아메리카의 도시 국가였던 테오티우아칸 유적지. 오늘날에는 유명한 관광지이다.

올멕은 기원전 400년경 알 수 없는 이유로 쇠퇴했다. 그 뒤 올멕의 잔재로부터 마야, 사포텍, 테오티우아칸이 등장하여 메소아메리카를 석권했다. 사포텍 문명은 기원전 500년 즈음 오아하카 계곡의 몬테 알반에서 시작되었다. 몬테 알반은 서기 200년경에 대략 25,000명의 주민을 가진 대도시로 성장했으며 그 내부에는 대형 석조 사원과 광장 등이 있었다. 사포텍인들은 올멕인들과 마찬가지로 고유의 문자 체계 및 달력을 가지고 있었던 듯 하다. 하지만 서기 900년경에 몬테 알반은 알 수 없는 이유로 버려졌다. 테오티우아칸은 서기 200년 무렵부터 발전하였는데 전성기에는 무려 20만 명이 넘는 주민들이 거주하고 그 면적은 21km2에 달했다. 도시는 서기 700년경에 원인이 불분명한 화재로 인해 버려지기 전까지 계속 메소아메리카의 중심지로서 기능하였다.
마야 문명은 서기 300년경 멕시코의 유카탄 반도와 그 일대에서 등장했다. 고전기 600년 동안 사원, 피라미드, 궁전과 같은 마야 유적지가 80개가 넘게 건설되었다. 마야 문명은 서로 전쟁을 벌이는 도시 국가들을 기반으로 형성되었는데 이 무렵에는 티칼이 두각을 드러내고 있었다. 각 도시 국가들은 경쟁을 계속하면서도 도시 간의 무역을 활발하게 추진했으며 자신들의 문화를 발전시켜 나갔다. 특히 올멕 문자에 기반한 마야 문자가 발명되었으며 달력이나 천문학적 지식 등이 여럿 기록되었다. 역사, 시, 그리고 기타 정보들은 아마도 책에 기록되었을 것이나 스페인의 메소아메리카 정복 시기에 대부분이 사라졌다. 마야인들은 수학 계산에서 0의 개념을 사용하는 놀라운 모습을 보여주었다(구대륙에서는 인도 수학자들이 발명). 마야 문명은 서기 800년경에 이 지역이 건조 기후로 이행하자 점차 쇠퇴하였다. 얼마 지나지 않아 치첸이트사, 마야판 등을 제외한 대부분의 도시들이 버려졌으며 이들 역시 13~14세기를 지나면서 점차 황폐화되었다. 스페인의 콩키스타도르들이 1511년에 침략해올 당시에 마야 문명은 거의 몰락한 상태였다.
고대의 미국과 캐나다에서 조직화된 사회의 흔적은 종종 흙더미나 돌무더기를 쌓아올려 만든 건축물의 형태로 나타난다. 이들 중에서도 독특하게 여겨지는 것은 미국 루이지애나 주에 위치한 소위 '빈곤 지점 문화(Poverty Point culture)'로 100여개 이상의 무더기들이 조성되어 있다. 북미 전역을 관통하는 미시시피 강은 고대 북미 원주민들에게는 장거리 무역과 문화 발전의 핵심이었을 것이다. 빈곤 지점 문화 이후, 초기 우드랜드 시대에 미국 남동부에서는 호프웰과 같은 복합적인 문화가 연이어 등장했다. 서기 500년경에 이 지역에 농경 생활이 생겨나기 전에는 대부분의 원주민들이 수렵 채집 사회를 유지했다.

### 고대 시대의 종말

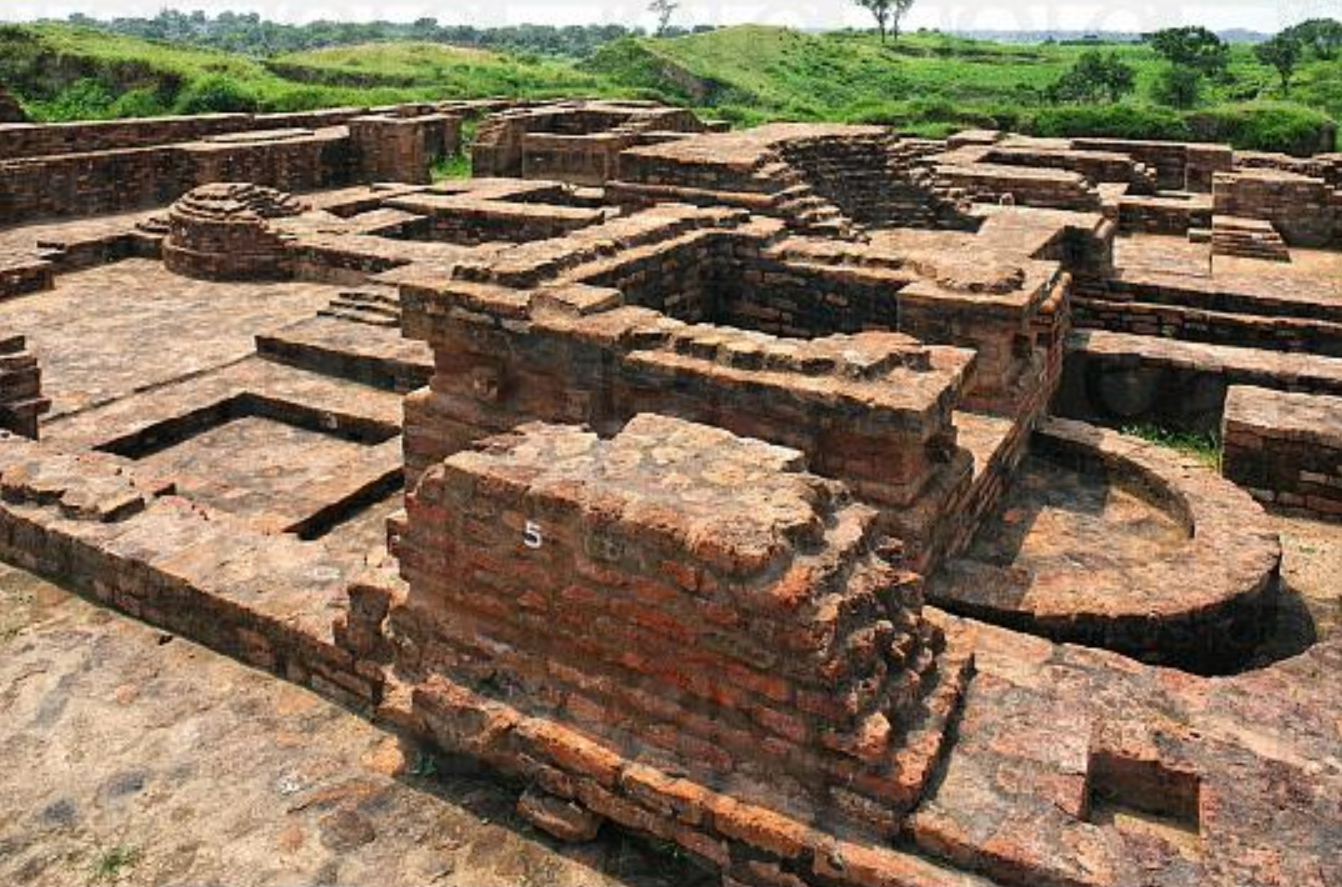
야만족에 의해 파괴된 고대 인도의 수도원

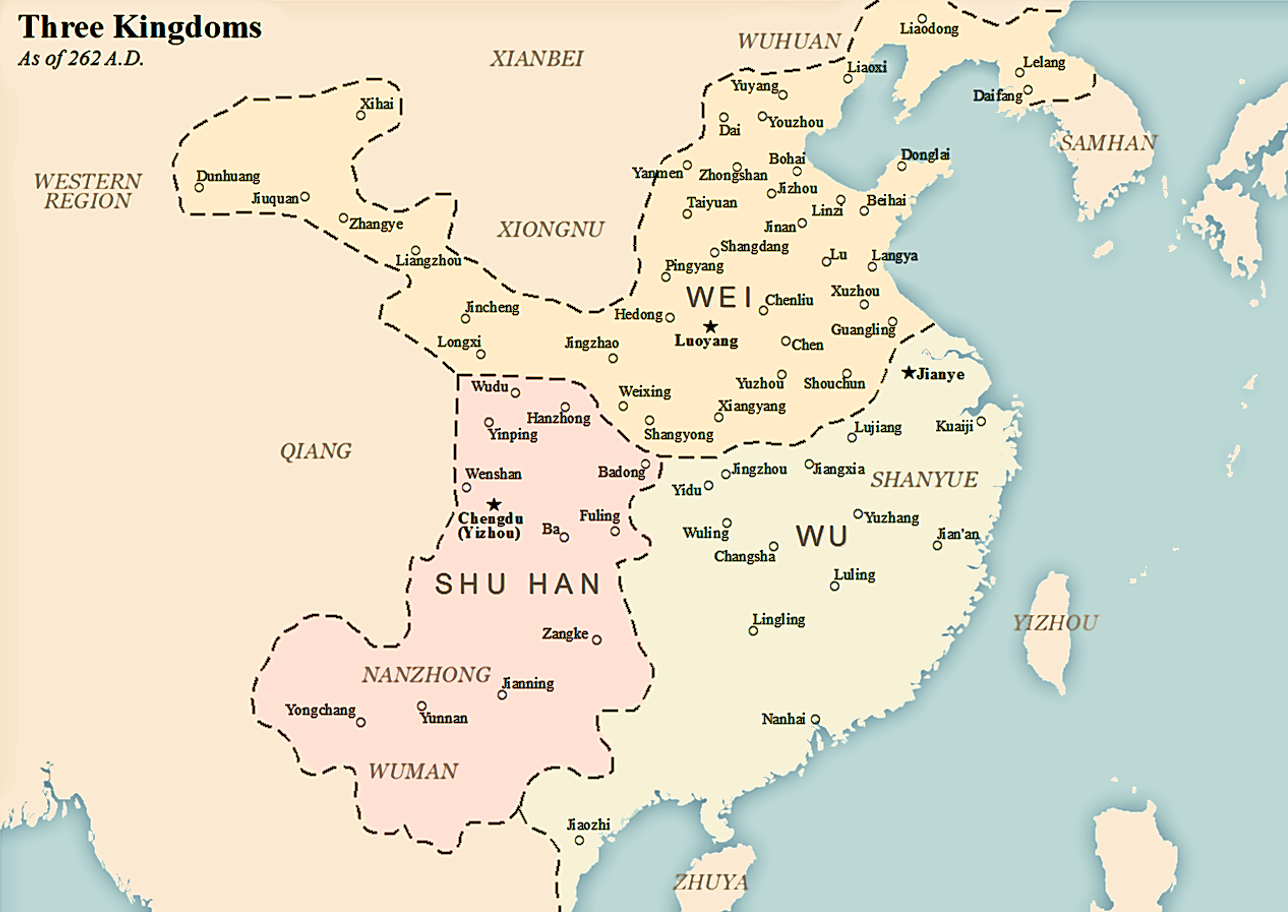
3세기경 위, 촉, 오 삼국의 형세

서기 3세기를 전후로, 유라시아 남반부에 줄지어 들어섰던 고대 제국들은 거대한 군대를 유지하고 중앙 관료제를 지원하는 데 있어 공통된 문제에 직면했다. 특히 로마와 한나라는 국가 자체가 쇠퇴하기 시작했으며, 동시에 국경 지대를 향해 가해지는 외부에서의 압력은 이전보다 더욱 심화되었다. 중국에서는 서기 220년에 한나라가 멸망했지만, 실은 그보다 조금 더 전에 이미 커다란 내전에 휩싸이고 있었으며, 마침내 삼국시대를 시작으로 반세기가 넘는 기나긴 혼란에 빠졌다. 로마 제국은 흔히 3세기의 위기라고 알려진 시기에 점점 더 중앙집권제가 약화되고 내부 분열이 심화되었다.
이후 4세기와 5세기에 걸쳐 북방의 유목민족들이 주요 문명권에 파괴적인 공격을 감행했다. 304년 내몽골 지역의 흉노족이 만리장성을 넘어 남하했고, 10년도 채 안되어 황하에 이르렀으며 북중국 대부분을 점령했다. 그뒤 3세기 동안 북중국 지역은 주변 이민족들로부터의 연이은 침략에 시달렸다(오호십육국 시대). 많은 중국인들이 전란을 피해 양자강 너머 남중국으로 피난을 떠나야 했다.
비슷한 시기에 또 하나의 유목 민족인 훈족이 아시아 서남부를 휩쓸고 동유럽으로 쳐들어갔는데, 이것은 흑해 및 다뉴브 주변의 게르만족들에게 연쇄반응을 일으켰다. 게르만족은 이들을 피해 발칸반도와 남유럽으로 내려와야 했고 곧 로마 제국과의 갈등이 일어났다. 378년, 서고트인들은 아드리아노플 부근에서 로마 군대를 패퇴시켰으며 뒤이어 이탈리아로 쳐들어가 410년에 로마를 약탈했다. 한편 다른 게르만족들은 라인 강을 건너 서유럽과 스페인, 북아프리카를 잠식했다. 로마 제국의 유일한 승리는 451년에 있었다. 이후 중앙아시아의 호전적인 유목민인 아바르족이 서진해 한 세대가 채 지나지 않아 발칸 반도를 점령했다. 이들의 뒤를 이어 슬라브족과 불가르족이 발칸 반도를 침공했고 롬바르드족은 북이탈리아로 남진했다.
480년, 또 한 갈래의 훈족(백훈족)이 북인도를 침공해 굽타 제국을 약화시켰으며 나아가 484년에 사산조 페르시아을 공격하여 황제를 살해했다. 이들은 대략 한 세기 동안 중앙아시아 대부분을 장악하고 페르시아와 북인도에 걸쳐 강력한 영향력을 행사하였다.
| 브리튼 제도 앵글로색슨인 브리튼인 픽트인 스코트인 서유럽과 이베리아 프리슬란트인 프랑크인 수아송 왕국 부르군트 왕국 서고트 왕국 수에비 왕국 | 북유럽 데인인 중부 유럽 루길란드 앵글인, 색슨인, 유트인 알레만니아 튀링겐 이탈리아 반도 오도아케르 북아프리카 반달 왕국 | 발칸반도 게피드 왕국 동고트 왕국 율리우스 네포스 |

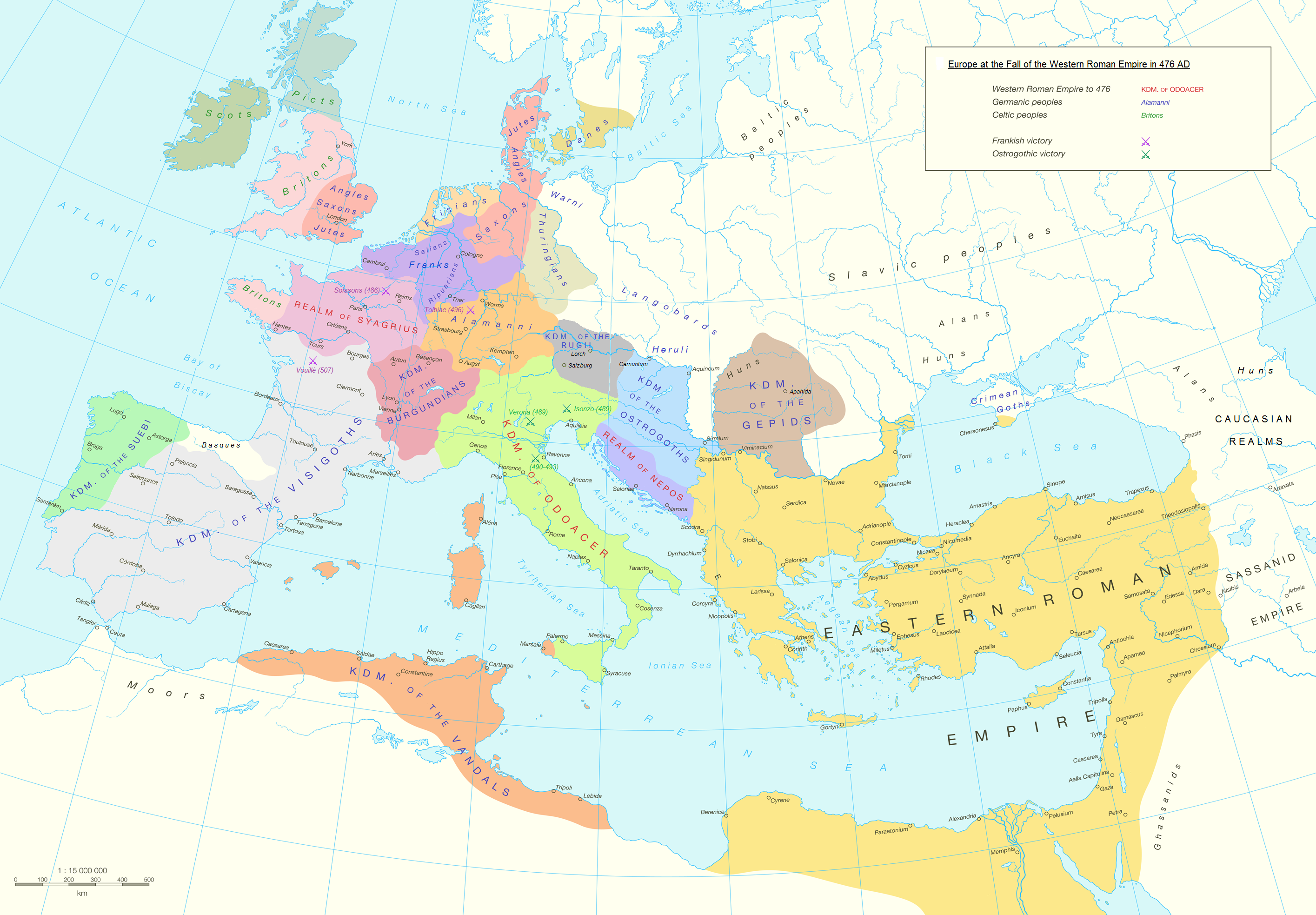
5세기가 끝나갈 무렵의 지중해 세계
서로마 제국 멸망 이후의 동로마 제국 (476)

600년경이 되면 로마나 장안을 비롯하여 유라시아의 수많은 대도시들이 급격히 쇠퇴하는데, 그 과정은 '붕괴'로 보이지만 실제로는 새로운 구조가 낡은 구조를 대체하는 과정이었다. 많은 지역에서 전통적인 지식과 기술은 퇴출당하고 변화의 바람이 일어났다. 인도와 북중국을 점령한 이민족들은, 자신의 통치 방식을 강제하면서도 지방의 실권자들에게는 그들의 전통과 문화를 간직하도록 하는 협력 체제를 구축했다. 유럽에서도 프랑스의 프랑크족, 스페인의 서고트족, 이탈리아의 동고트족 등 원시 게르만족 통치자들 역시 자신들의 체제를 강요하지 않고 다만 로마의 전통을 조금씩 바꾸었을 뿐이다. 476년에 서로마의 마지막 황제가 퇴위한 것은 서유럽이 고대에서 중세로 이행하는 작은 발걸음일 뿐이었다. 라틴어는 거의 모든 지역에서 살아남았고, 훗날 기독교 성직자와 이슬람 학자들은 고대 문화를 번역하여 미래 세대로 전해주었다.

## 중세

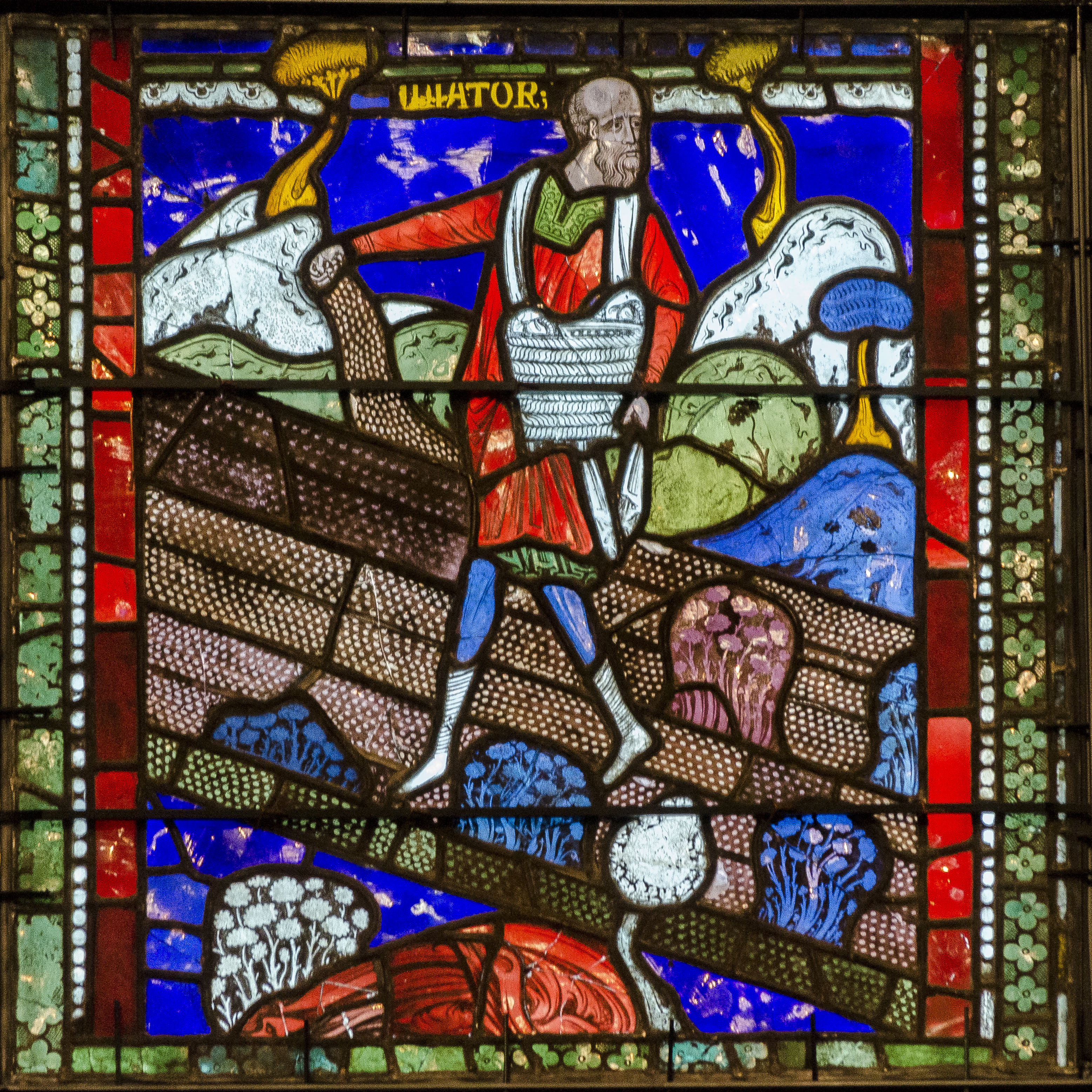
1175년에서 1180년 사이 캔터베리 대성당에 조성된 스테인드 글라스. 성경 속 이야기인 '씨 뿌리는 사람'을 묘사한 것이다.

중세는 르네상스 시대의 유럽인들이 이전의 역사를 암흑기로 치부하여 이를 폄하하는 과정에서 등장한 용어이며, 고대와 근대를 먼저 구분한 뒤에 그 사이의 시대를 뭉뚱그려서 지칭한 것이므로 꽤나 모호한 점이 없지 않아 있다. 때문에 중세는 그 특징을 확실하게 설명하기가 어렵다.
이러한 시대의 구분은 서구권에서 비유럽 지역을 정복하고 종속시키는 과정을 통해 보편적인 역사 구분으로서 확립되었으며, 특히 카를 마르크스의 시대구분론(원시 공산주의 시대-고대 노예제-중세 농노제-근대 자본주의-미래 공산주의 사회)과 사회진화론(그것이 계몽주의적인 형태이든, 제국주의적인 형태이든)이 호응을 얻음에 따라 서구식 제국주의에 저항하는 사람들 역시 이러한 개념은 수용하기에 이르렀다. 그러나 비유럽권, 특히 동북아시아 지역에서는 전통적으로 왕조 혹은 그에 비견할 만한 집권 세력에 따라 시대를 구분하는 경우가 다분하였으며, 유럽의 고대와 근대에 비견할 만한 시대가 정확하게 합의되지 못한 상태에서 무력을 통해 강제적으로 서구식의 근대를 맞이하였다. 따라서 중세 구분의 개념에 대해서는 탈근대 움직임이 태동하는 1970~1990년대까지도 치열한 논쟁이 계속되었다.

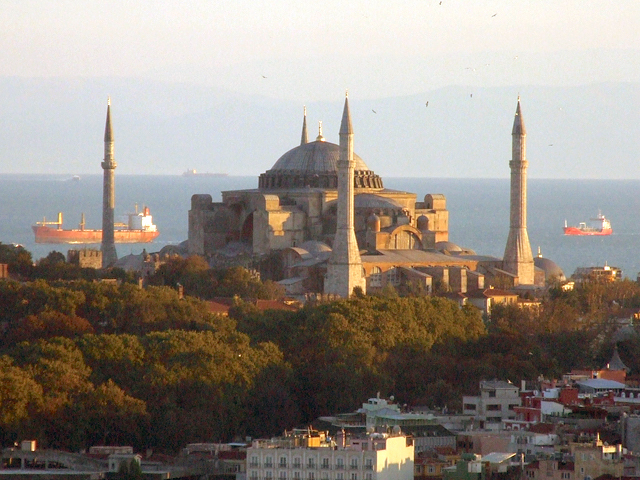
이스탄불의 하기아 소피아

오늘날에 들어 그러한 시대 구분법에 대해 많은 비판이 있는데 특히 동양사적인 시각으로 보았을때 그들의 역사 일부를 중세로 구분하는 것은 유럽 중심의 역사 구분을 기계적으로 적용한 것이라는 점이 가장 크다. 일부 학자들은 중세의 대체 용어로 고전후 시대(Post-classical history), 고대후 시대(post-ancient era), 혹은 전근대 시대(Pre-Modern Era)를 사용하기도 한다. 그러나, 중세는 근대 이전의 시기를 나타내는 일반적인 의미로서 여전히 사용되고 있으며, 네덜란드의 역사학자인 요한 호이징아는 오히려 르네상스를 《중세의 가을》로 표현한 바 있다. 비유럽권에서는 중세를 어느 시기로 비정할 지를 두고 주장이 꽤 나오고 있는 편이다.
각 지역별 역사에서 중세는 대략 다음의 시기를 뜻한다.
- 유럽: 로마 제국의 멸망 ~ 16세기[411]
- 아랍: 이슬람의 발흥 ~ 오스만 제국의 동로마 정복[412]
- 중국: 수당 시대 ~ 명나라[413]
- 한국: 고려 시대[414]
- 일본: 가마쿠라 시대(1192년 - 1333년), 남북조 동란기(1336년 - 1392년), 무로마치 시대(1338년 - 1573년)의 기간[415]
- 인도: 굽타 제국의 멸망 ~ 유럽의 개입이 시작된 17세기 무렵[416]

이 시대의 특징은 각 지역의 문명들이 세계의 새로운 지역으로 확장되고, 이들 간의 무역이 더욱 활발해졌으며 주요 종교들이 급속히 확산되었다는 것이다. 특히 아라비아 남부에서 이슬람이 발흥하면서, 서아시아에는 신정 체제를 기반으로 한 새로운 종교제국이 세워졌고 얼마 있지 않아 엄청난 번영을 누리게 되었다. 한편 동아시아에서는 중국의 황제 체제가 일본, 한국, 베트남과 같은 주변 지역에 막강한 영향력을 미쳤으며 그 힘이 세계로 뻗어나가는 양상이 보인다. 이때 불교나 성리학과 같은 종교·학문들이 같이 확산되었다. 화약, 화기, 인쇄술 역시 이 무렵의 중국에서 처음 발명되었다. 10세기부터 13세기까지 중세 온난기가 도래하면서, 식량 생산량과 함께 유라시아의 인구는 급속도로 증가하였다. 그러나 13세기 중반부터 기온이 다시 낮아졌고 이와 동시에 파괴적인 전염병이 퍼지면서 유라시아 대부분이 초토화되었다.그 무렵에 급부상한 몽골 제국은 유럽과 아시아를 연결하여 두 지역 사이에 전례없는 대여행의 시대를 열었다. 비록 중간에 유스티니아누스 역병, 몽골 침공과 학살, 중세 흑사병 등의 위기가 닥치면서 부수적인 감소가 있기는 했으나, 대체로 이 기간 동안에 인구는 꾸준하게 증가하는 양상을 보였다. 중세 시대의 시작이었던 500년경에 약 2억 1천만 명이었던 전세계 인구는, 중세 시대가 끝나갈 무렵인 1,500년경이 되면 약 4억 6천 1백만 명으로 2배 이상 증가하였다.

### 주요 사건

#### 보편 종교의 확산

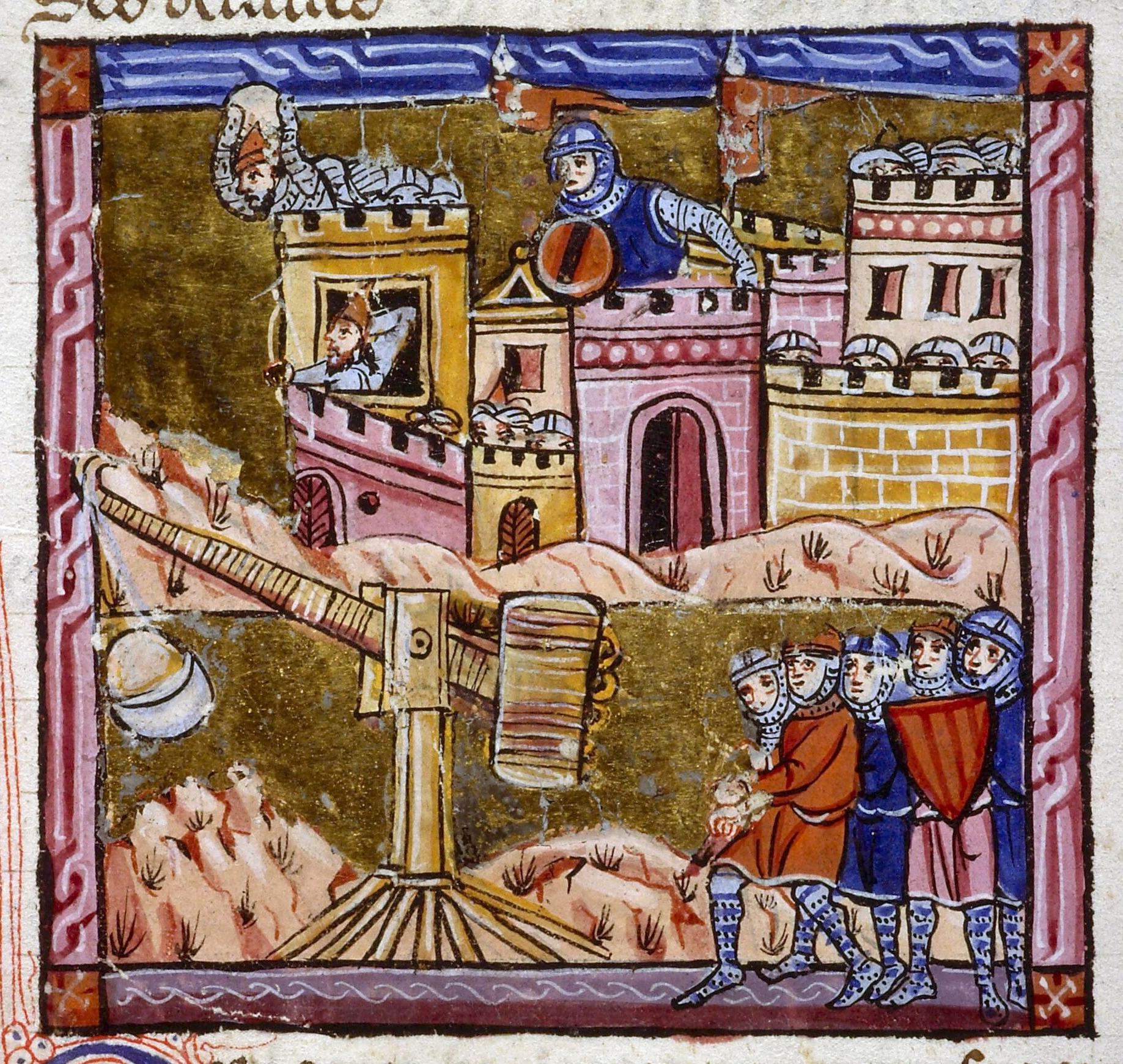
안티오키아 공성전을 묘사한 그림(1280년). 중세 시대에는 각 종교들 간에 전쟁이 빈번했으며, 그중 가장 큰 규모로 일어난 전쟁은 아랍 무슬림 정복이었다.

초월적이고 영적인 존재나 초자연적 질서에 관한 관행·도덕·신념·믿음 등을 공유하는 이들로 이루어진 신앙 공동체, 그들이 가진 신앙 체계나 문화 체계, 일반적으로 절대적 진리의 추구와 신에 대한 숭배 그리고 인간 생활의 고뇌를 해결하거나 삶의 궁극적인 의미와 깨달음을 추구하는 종교는 기원전 1,000년기에 이미 등장해 있었다(불교). 그 후 1,000년 동안, 불교는 유대교에서 발전한 기독교 및 이슬람이라는 보편화된 다른 주요 종교들과 접촉했다. 이 세 종교는 중세가 끝날 때까지 구대륙 전역에 널리 퍼졌으며 때때로 정치에 강한 영향력을 발휘하기도 했다.
유라시아 이외의 지역에서는, 권력을 강화하고 세계관을 명확히 하며 사회의 근본적인 질서를 만드는 데 종교나 초자연에 대한 숭배가 사용되기도 했다. 메소아메리카의 우주론적 내러티브, 특히 마야 신화 및 아즈텍 신화 등이 대표적인 예이다.

#### 무역, 교류 그리고 소통

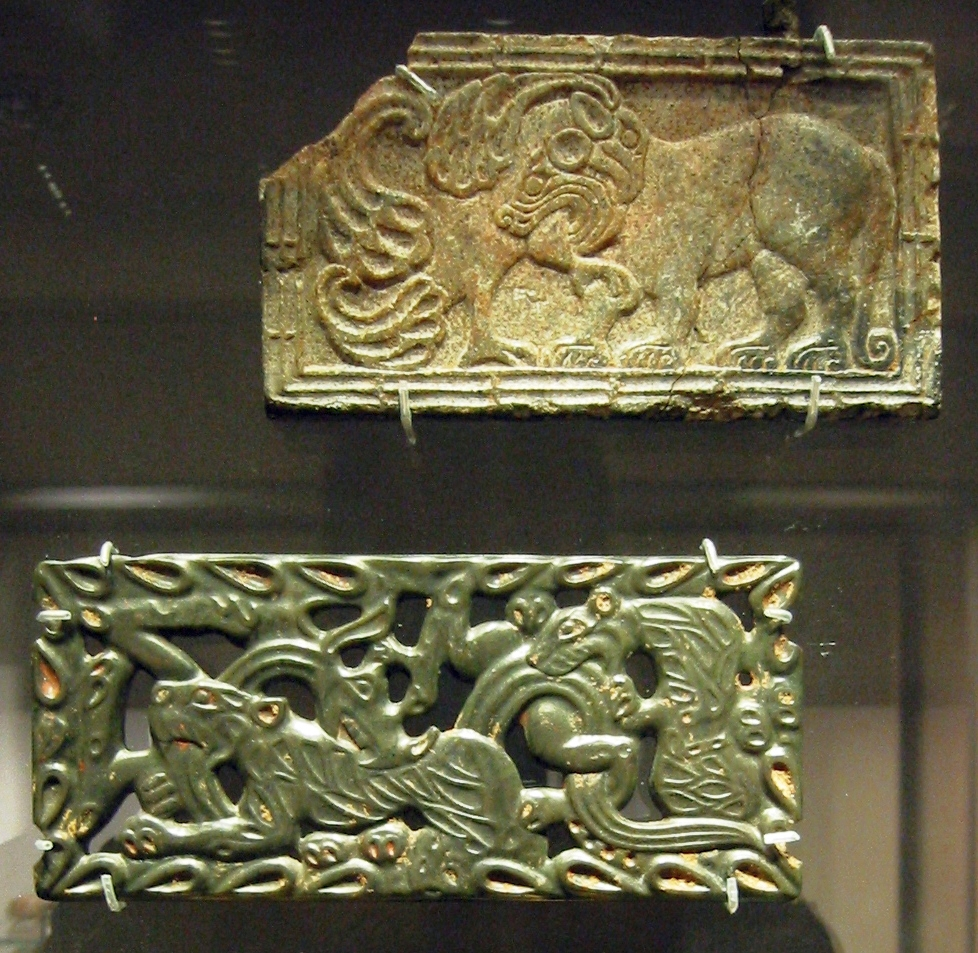
스텝 지역 유목민 예술의 특징을 잘 보여주는, 스키타이 양식의 중국 옥과 동석 명판. 기원전 4~3세기 사이에 제작된 것으로, 동물들의 모습을 자세히 묘사한 것이 돋보인다. 현재 대영 박물관 소장.

중세 시대에는 아프리카와 유라시아 전역에 걸쳐 무역과 교류가 급속히 증가했으며 이에 따라 각 문화권의 상호작용 역시 활발해지는 경향이 나타났다. 서유럽 - 동로마 - 초기 러시아 - 이슬람권 - 동아시아 문명 간에 구축된 무역로는 이들을 긴밀하게 연결해주었다. 일찍이 아프리카에서 도입된 낙타는 사하라 이남 서아프리카와 유라시아를 연결하는 새로운 경로ㅡ 사하라 종단 무역을 가능케 했다. 한편 이슬람 제국은 그리스, 로마, 인도의 많은 유산들을 받아들여 그것을 자신들의 영향권에 퍼뜨렸고, 다시 이것이 비이슬람권에 전파되면서 결과적으로 유럽, 북아프리카, 서아프리카, 중앙아시아에서 문명의 혜택을 받지 못한 나머지 지역들도 발전을 시작했다. 이슬람 해상 무역은 인도양과 지중해를 관통하는 무역로들을 연결하여 전에 그 역할을 하고 있었던 동로마 제국을 대체했다.

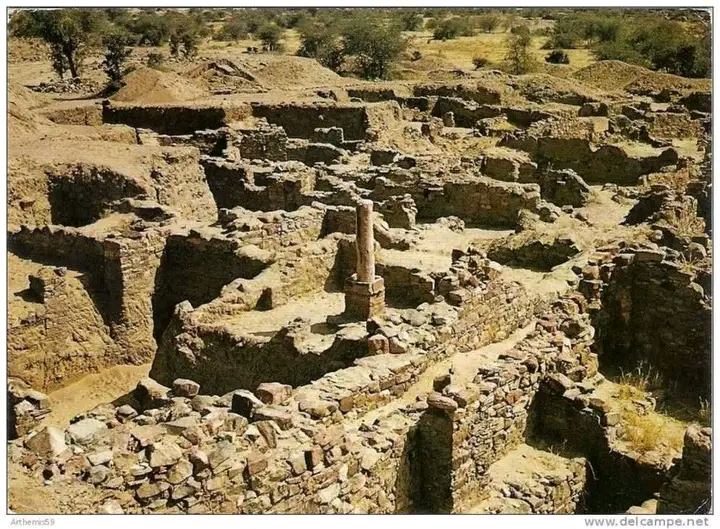
사하라 종단 무역의 종착지인 모리타니의 아우다고스트. 이븐 하우칼은 언젠가 아우다고스트의 상인이 보내온 엄청난 액수의 거래 장부를 보았다.

한편 기독교 십자군들은 무슬림 스페인, 시칠리아, 레반트로 진출하면서 서유럽에 이슬람의 진보된 과학, 기술, 상품들을 들여왔다. 마르코 폴로는 서유럽에 번영하는 동아시아 세계를 소개하여 그 지역과의 무역을 새롭게 개척했다. 결과적으로 한국, 중국, 일본, 베트남은 무역 및 정복 과정에서 유럽인들의 영향을 받아들이기 시작했다. 마지막으로 중앙아시아에서 몽골 제국이 출현하면서 유라시아 전역이 전례 없는 규모로 연결되었으며, 이전에는 상상도 할수 없었던 상품, 문화, 사상 등의 대규모 교류가 이루어졌다. 이때 흑사병과 같은 질병 역시 무역로를 따라 전파되었다.
아메리카 대륙에는 자체적인 무역로가 존재했지만, 이곳에서는 지리적인 요인과 더불어 고도화되지 않은 기술 때문에 무역이 극히 제한되어 있었다. 마야인들이 구축한 무역로가 메소아메리카 전역에 연결되기는 했으나 남미와 북미의 복잡한 사회에 직접적으로 닿지는 못했고 이 지역들은 결국 구대륙인들이 도래하기 전까지 서로 분리된 채로 남아있었다.
오세아니아 지역에서는 폴리네시아 섬들 중 일부가 서로 해상 무역을 했다. 수세기가 지나 무역로가 잊혀지고 버려질때까지, 그들은 오직 아웃리거 카누와 전통적인 항해기술, 조류와 파도, 바람들, 날아다니는 새들의 움직임에 대한 지식만에 의지하여 하와이와 타히티 사이를 긴밀하게 연결했다. 한편 멜라네시아에서는 파푸아뉴기니 본토와 연안의 트로브리안드 군도 사이에 흑요석 무역이 이루어졌을 가능성이 높다. 오스트로네시아인은 1200년까지 서쪽으로 계속 이동했고, 그 후에 각 섬들을 이어주던 해상 네트워크는 해체되었으며 그 지역들은 훨씬 더 소규모의 경제권으로 나뉘어졌다.

#### 실크로드

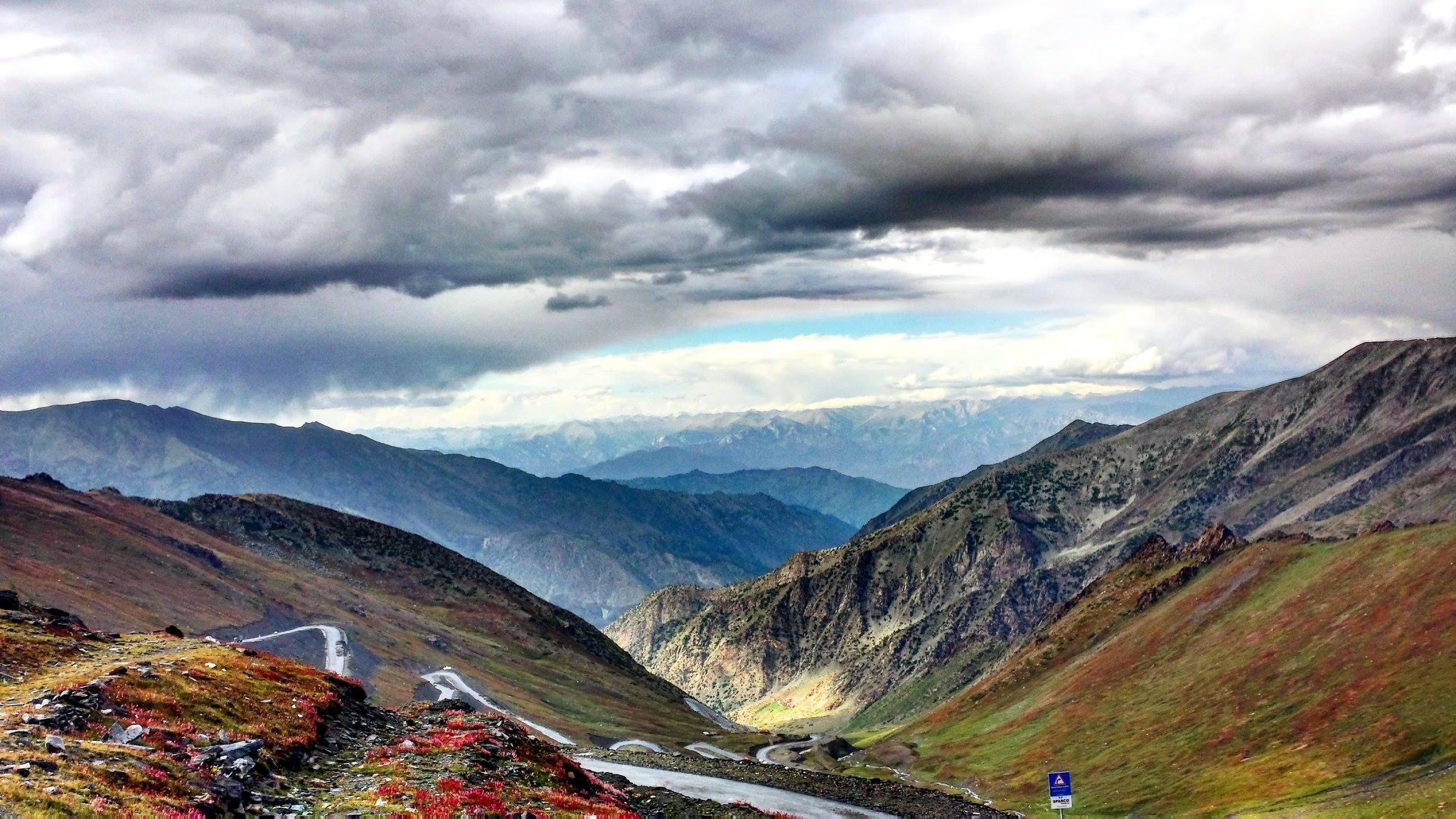
실크로드의 거점 중 하나인 파키스탄의 바부사르 고개. 과거에는 수많은 상인과 여행객들이 이 길을 지나갔을 것이다.

실크로드는 유라시아의 대표적인 무역로로서 국제 교류 및 상호작용에 큰 기여를 했다. 이 길을 따라서 수세기 동안 문화 교류가 이루어졌을 뿐만 아니라 언어·종교·기술의 전파가 일어났으며, 비단·금·향신료 등의 상품들이 거래되었고, 질병이 확산되었다. 안드레 G. 프랭크, 윌리엄 H. 맥닐, 제리 H. 벤틀리, 마샬 호지슨 등 일부 역사학자들은 아프리카-유라시아 세계가 문화적으로 느슨하게 통합되어 있었으며, 실크로드가 이들 문화권을 연결하는 기반이었다고 주장하기도 한다. 그것은 중국 한나라에서 시작되어 지중해의 로마 제국까지 이어졌다. 중앙아시아의 상인들은 그 사이에서 중개 무역을 도맡아 했는데, 말, 양모, 옥 등을 중국으로 수출하고 대금으로 비단과 도자기를 받은 뒤, 이것을 로마에 수출하여 와인 및 기타 상품들과 교환했다.
실크로드는 철기 시대부터 고전후 시대 사이에 여러차례 쇠퇴했다가 다시 번영하는 경우가 많았다. 특히 후한 시대의 중국에서 잠시 실크로드가 끊어졌다가, 서기 1세기경 장군 반초에 의해 다시 연결된 것은 잘 알려져 있는 사실이다.
| “ | 不入虎穴 安得虎子 호랑이 굴에 들어가지 않고 어찌 호랑이 새끼를 얻겠는가? | ” |
|   | — 반초, 서역을 평정하며                                                  |   |

실크로드는 그 지리적 위치 때문에 유라시아의 변화하는 정치 상황에도 영향을 받았다. 서기 7세기에 이슬람이 부상하면서 실크로드의 경로가 크게 바뀌었는데, 기독교 유럽이 수세기 동안 아시아와 단절될 정도로 무슬림 통치자들이 그들을 고립시켰기 때문이었다. 이외에도 실크로드에 영향을 미친 정치적 사건으로는 튀르크족의 출현, 로마와 페르시아 사이에 벌어진 일련의 분쟁, 키예프 러시아의 성립, 아랍 이슬람 세계의 분열 등이 있었다.

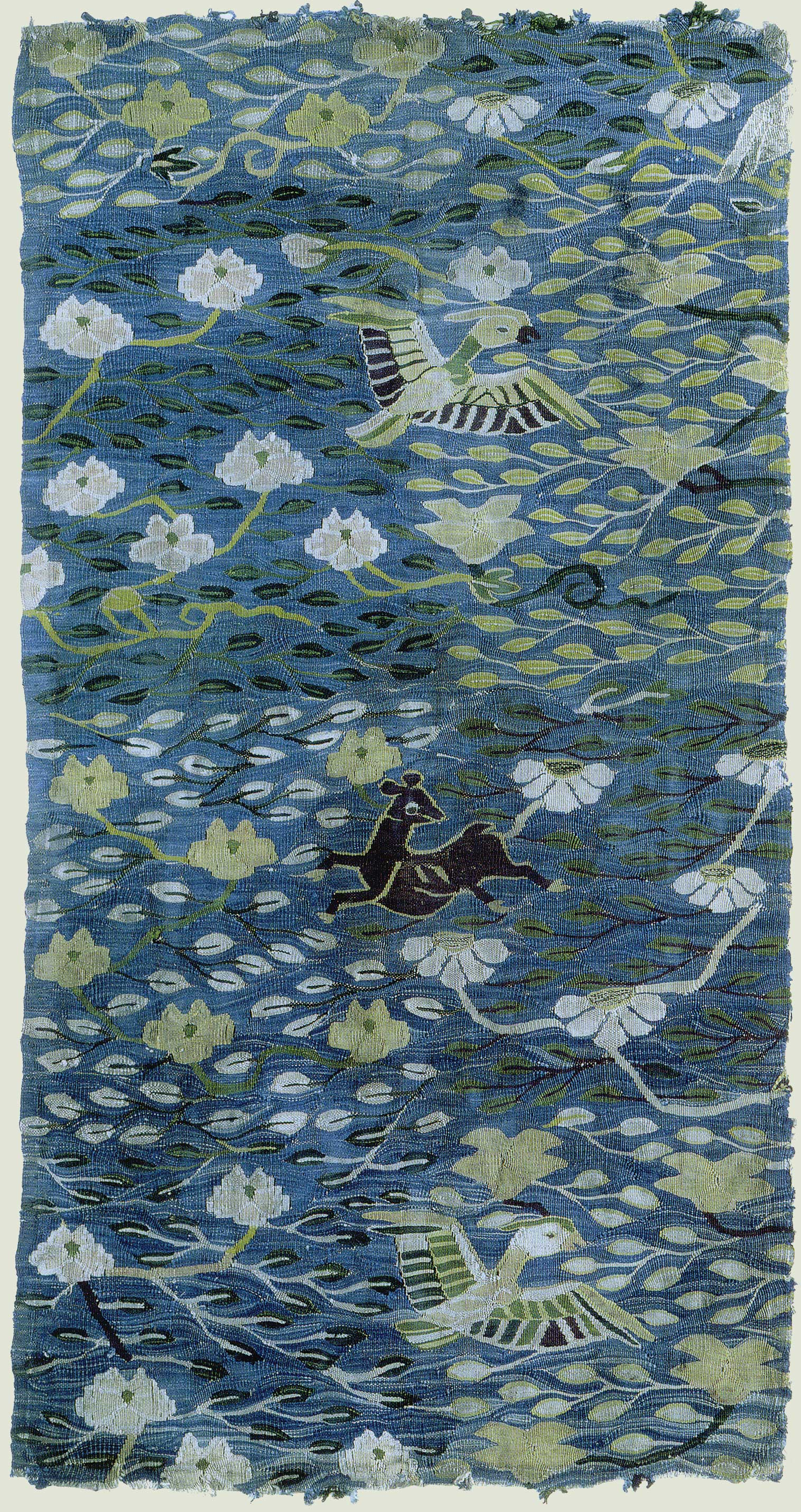
송나라 시대에 제작된 중국 비단 태피스트리. 중국산 비단은 오랫동안 서양에서 사랑을 받았다.

실크로드는 몽골 제국의 통치 기간인 13세기에 다시 번성했는데, 몽골인들은 전례없는 규모의 정복을 통해 팍스 로마나에 버금가는 안정기(팍스 몽골리카)를 중앙아시아에 가져왔다. 무슬림 역사학자 아불 가지는 이 무렵의 중앙아시아를 다음과 같이 묘사하기도 했다.
| “ | 모든 나라들은 누구도, 누구한테서도 어떠한 폭행도 당하지 않은 채 황금 쟁반을 머리에 이고 일출의 땅에서 일몰의 땅까지 여행할 수 있을 만큼 평화를 누렸다. | ” |

실크로드가 연결되어 있는 한은 유럽과 동아시아, 남아시아, 서아시아 사이에 이루어지는 무역과 교류에는 별다른 노력이 필요하지 않았다. 수공예품의 생산·화려하고 독특한 예술·그리고 이들을 전폭적으로 후원하는 장학금이 넘쳐났으며, 부유한 상인들이 무역로를 잇는 국제 도시에서 활발하게 활동했다. 유라시아 대륙을 아우르는 몽골 제국의 대통합과 그로 인해 형성된 팍스 몽골리카는 일찍이 경험하지 못했던 '대여행의 시대'를 열었다. 이 시기에 이븐 바투타, 랍반 사우마, 마르코 폴로 등의 인물들은 북아프리카와 유라시아를 여행하면서 미래의 모험가들에게 영감을 주었다. 한편 실크로드는 아프리카-유라시아 전역에 종교를 전파하는 데에도 중요한 역할을 했다. 아라비아와 페르시아의 이슬람이 사막과 산맥을 건너 동아시아에 도달했으며, 불교는 인도에서 중국과 중앙아시아로 전파되었다. 상업적인 여행 외에도, 아프리카-유라시아 전역에 걸쳐 존재했던 순례에 대한 존경심은 세계 역사학자 로버트 I. 무어의 말을 인용하자면 다음과 같다. "중세 유라시아를 만든 단일적인 사건이 있다면 그것은 바로 순례였다."
그럼에도 불구하고 15세기가 지나자 실크로드는 서서히 쇠퇴했다. 이것은 유럽인들이 새롭게 해상 무역로를 개척하면서, 아프리카 남단과 인도양을 거쳐 아시아와 직접 상품을 거래할 수 있게 되었기 때문이다.
실크로드는 유라시아를 관통하는 무역로이니만큼 전염병의 확산에 취약했다. 유스티니아누스 페스트는 동아프리카에서 처음 발원하여 542년경 동로마 제국에서 대규모 발병을 일으켰는데, 이때 지중해 인구의 4/1이 사망했다. 이것은 부분적으로는 유럽과 아프리카, 아시아 사이에 연결되어 있는 무역로에서 퍼졌던 것이 확실해 보인다. 그리고 800년이 지나자 실크로드 무역로에서 다시 전염병이 창궐하여 악명을 떨쳤다(중세 흑사병). 이때의 전염병은 원래는 중앙아시아의 키르기스스탄 지역에서 처음 발생한 것으로 추정되나, 몽골 제국의 정복과 함께 실크로드가 활성화되면서 널리 퍼졌고, 1347년을 기점으로 유럽 전역을 휩쓸었다.

#### 전염병과 질병
유라시아인들에게, 전염병은 그들의 세계에서는 피할 수 없는 재앙이었다. 특히 유럽은 이 기간 동안 10년마다 주기적인 전염병 창궐을 경험했다. 상술했듯이 육상과 해상을 연결하는 무역로를 통해서 파괴적인 범유행 전염병이 초기 발원지를 훨씬 뛰어넘어 확산될 수도 있었다. 페스트 범유행의 기원과 더불어 동유럽-서아시아 사이의 잠재적인 확산 가능성을 찾아보는 것은 학문적으로 보았을 때 오늘날까지도 논쟁거리이다. 페스트 이외에도 천연두를 비롯한 기타 질병들 역시 이 시기에 널리 퍼졌다.

##### 제1차 범유행

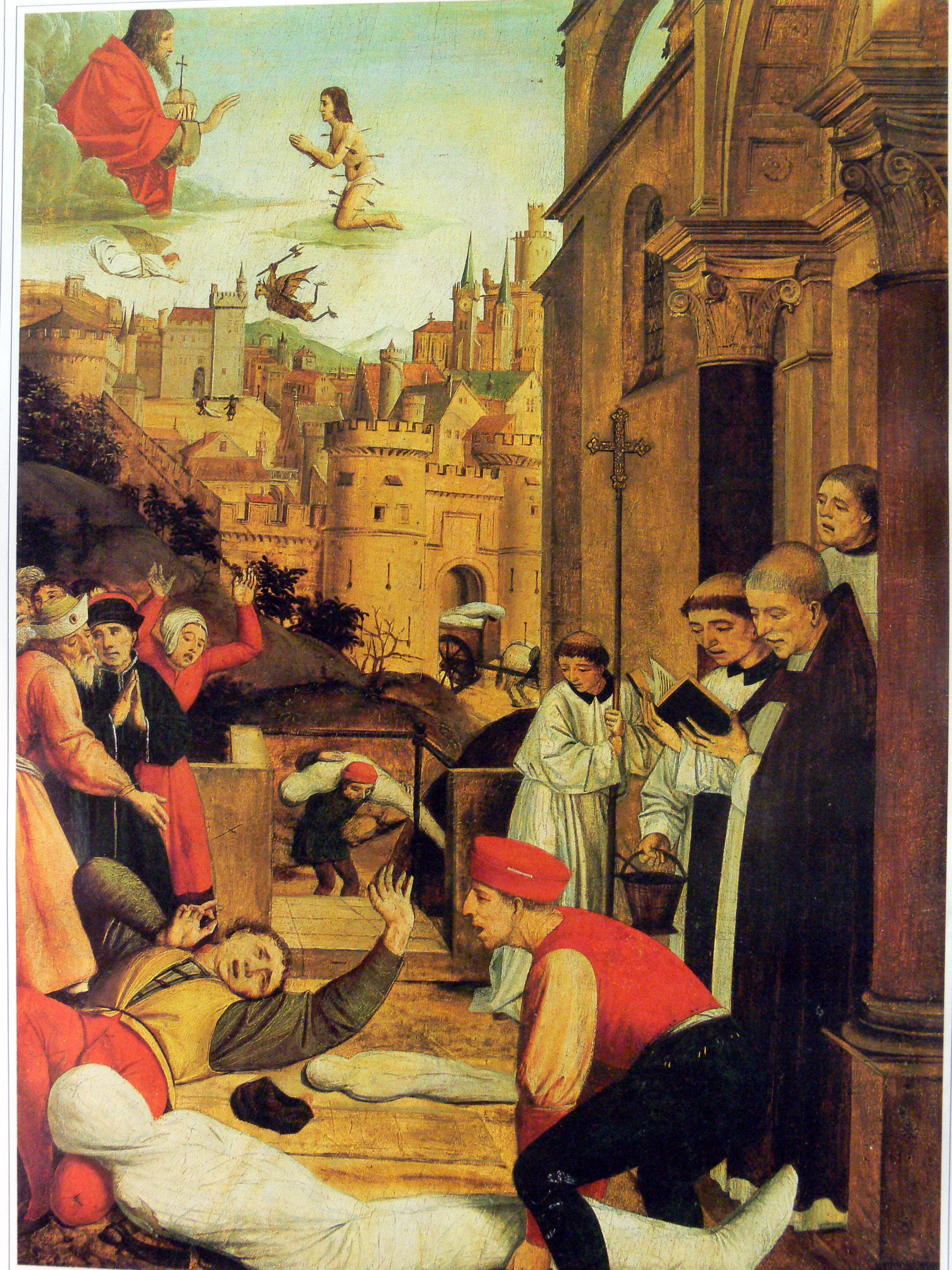
역병으로 인한 장의행렬이 이어지는 가운데, 세바스티아누스가 예수에게 고통받는 사람들을 살려주기 위하여 간청하고 있다. 조스 리페랭스의 작품.

예르시니아 페스티스(Yersinia pestis, 페스트균)에 의한 최초의 페스트 범유행은 541~549년의 유스티니아누스 페스트이다. 이 전염병의 발원지는 키르기스스탄의 톈산산맥 일대인 것으로 추정되나 그 기원은 아직 불확실하며, 일부 역사가들은 동아프리카를 지리적인 기원으로 추정하기도 한다.
이집트 펠루시움에서 처음 보고되기 전에, 중국이나 기타 지역에서 이와 유사한 특징을 가진 질병이 발생했다는 기록은 없다. 이 전염병은 유럽과 서아시아를 휩쓴 후에 동아시아에까지 퍼져나갔다. 특히 인구가 밀집되어 있는 도시 지역일수록 피해가 컸는데, 때문에 도시 문명들은 인구가 크게 감소했으며 번영하던 제국들의 경제 및 사회구조는 심각하게 불안정해졌다. 시골 지역 역시 심각한 인구 감소에 직면하기는 했지만 도시 지역만큼 피해가 심각하지는 않았으며 사회경제적으로 입은 영향은 적었다. 또한 인도는 1600년 이전까지 페스트가 창궐하지 않았던 것으로 보인다. 하지만, 그럼에도 불구하고 질병 및 기타 자연재해의 트라우마는 유라시아에 종교적이고 정치적인 일련의 변화를 일으킨 주요 원인이었을 가능성이 높다. 프랑스 가톨릭 교회는 '신이 내린 치유의 기적'에 대해서 찬양했고, 중국의 유교 관리들은 '한나라 황제가 갑작스럽게 사망한 것은 그들이 천명을 잃은 것'이라고 주장했다. 또한 이 전염병의 피해로 인해 쇠약해진 동로마 제국과 사산 제국은 갑작스럽게 이 지역에서 부상한 아랍 무슬림들에게 패배했다. 장기적으로 보았을 때 유라시아의 육로 무역 역시 이 전염병에 큰 타격을 입었고, 이후로는 인도양 연안 무역으로 점차 대체되는 양상을 보였다. 750년경까지 유스티니아누스 페스트나 그와 관련된 전염병이 주기적으로 유라시아 곳곳에서 발생했고, 나중에 이것이 점차 소강상태에 접어들자 많은 국가들의 경제가 회복되었다.

##### 2차 범유행 (16세기까지)
| “ | 행운은 우리에게 거의 미소짓지 않고, 다가오더라도 꽃이 지듯 재빨리 사라지고 만다. 그러나 이는 우리 인간으로 하여금 자만에 빠져 자신이 불멸이라 착각하는 것을 방지하고 스스로 자제하며 살게 하려는 신의 뜻에 의한 것이다. | ” |
|   | — 1348년, 동로마 제국의 한 작가 |   |

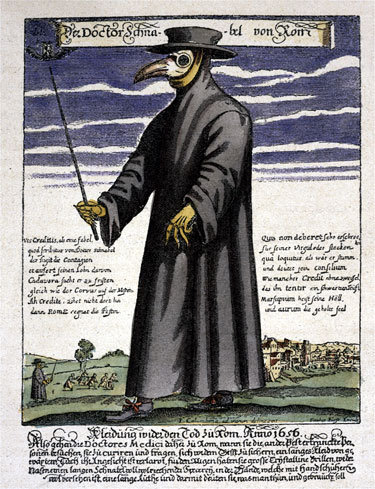
'로마의 부리 의사 (Doctor Schnabel von Rom)'을 그린 파올 퓌르스트의 1656년 판화로, 라틴어/독일어 혼효체 8행 2운의 풍자시(‘Vos Creditis, als eine Fabel, / quod scribitur vom Doctor Schnabel’)가 첨부되어 있다.

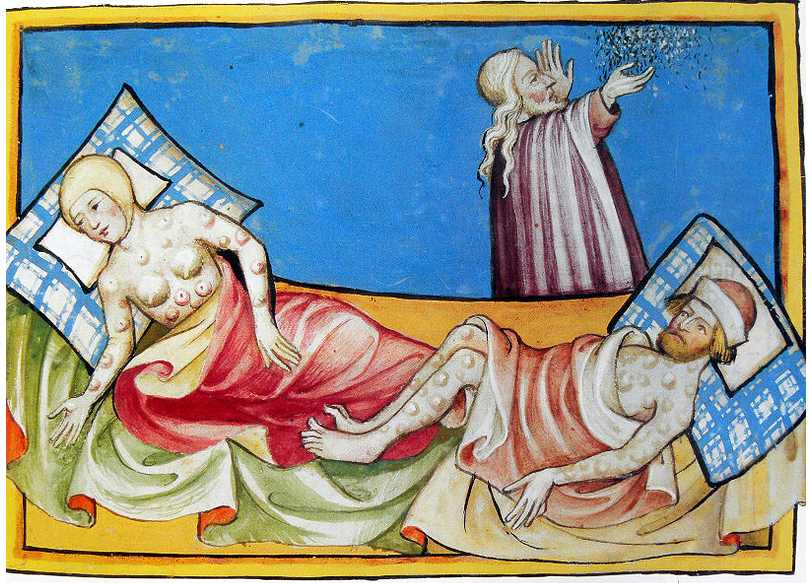
14세기 토겐부르크 성경에 등장하는 페스트 환자의 모습. 만약 살아남더라도 이들은 남은 삶을 고통스럽게 보내야만 했다.

6세기가 지난 뒤에, 유스티니아누스 페스트의 직계 후손은 아니지만 또다른 아종이 일어나 흑사병(Black death, 검은 죽음)이라는 이름으로 유라시아를 덮쳤다. 제2차 범유행은 14세기 중반에 이루어졌고 그중 첫번째 사례는 1346년에 보고되었다. 전통적으로 많은 역사학자들은 흑사병이 중국 윈난성에서 시작되었고, 감염된 쥐와 벼룩을 데리고 온 몽골인들이 정복 활동을 개시하면서 이것이 서쪽으로 퍼져나갔다고 설명했다. 하지만 이 이론에 대한 구첵적인 역사적 증거는 없으며, 오히려 페스트 자체는 스텝 지역의 풍토병으로써 간주되기도 한다. 오늘날 유럽과 이슬람권에서는 흑사병의 영향에 대한 광범위한 연구와 함께 관련 역사학이 발전했지만, 이들은 서유라시아를 제외하고 나머지 지역에서는 흑사병의 존재에 대한 직접적인 증거를 발견하지는 않았기 때문에 아직도 부족한 감이 있다.
1933년에 창간된 의학사 회보에서는 14세기 아시아에서 알려진 전염병과 흑사병 사이에 잠재적인 연관성이 있는지 없는지를 조사해 보았다. 한 예로, 흑사병이 발병하기 15년 전인 1334년에 인도 델리 술탄국의 데칸 고원에서 이름이 불분명한 전염병이 창궐하여 그곳에 주둔하고 있던 군대 대부분이 사망했다는 사례가 있는데, 다만 자세한 증상이 보고되지 않았고 기록 역시 별로 남아있지 않기 때문에 이것이 흑사병의 전조였는지는 확실치 않다. 한편 원나라에서는 14세기 중반 허베이성에서 90%의 치사율을 자랑하는 역병이 맹위를 떨쳤다고 기록되어 있다. 이것 역시 이전 사례와 마찬가지로 증상에 대한 설명이 없으므로 역사학자들은 단지 추측할 수밖에 없다. 몇몇 학자들은 이 사례들이 흑사병이 아니라, 단순히 당시 동아시아에 만연해있던 발진티푸스, 천연두, 이질과 같은 다른 전염병이었다고 주장하기도 한다. 확실히, 흑사병에 대한 서구의 반응에 비해서 같은 전염병을 언급하는 중국 기록은 상대적으로 조용하므로, 이것이 중국을 포함한 동아시아 지역에서는 주기적으로 나타났음을 시사한다. 역사학자들은 '중국 기원설에 따르면 흑사병이 몽골 제국의 분열과 함께 인구밀도가 희박한 중앙아시아 지역을 관통했는데, 그렇다면 중국 본토에서 크림 반도의 카파까지 약 8000km가 넘는 거리를 거쳐왔다는 말이 되지만 이것은 가능성이 극도로 낮다'고 말한다.
| “ | 오 복받은 후손들아, 너희는 이 끔찍한 비통을 겪지 않고 다만 우리가 남긴 증언들을 우화로 읽겠지. | ” |
|   | — 프란체스코 페트라르카, 그의 남동생에게 보낸 편지 중에서                                      |   |

흑사병의 여파는 근대 초기까지 영향을 미쳤다. 서유럽에서는 파괴적인 인구 감소로 인해 사회 계층구조에 지속적으로 변화가 일어났다. 장원제가 붕괴했고, 임금을 주고 노동자들을 고용하는 방식이 점차 선호되었으며, 아예 노동력을 절약하기 위한 기계와 메커니즘의 발전에 더 중점을 두기 시작했다. 다만 중세 유럽에서 거의 사라졌던 노예제도는 다시 돌아와 1400년대 이후에 포르투갈이 대양 탐험을 시작하는 원인 중 하나가 되었다. 여기서 주목할 만한 것은, 많은 국가의 경제들이 특정 상품만을 집중적으로 생산하고 자신들의 영토에서 나지 않거나 부족한 자원들, 그리고 노예 노동력의 확보를 위해서 다른 지역으로의 적극적인 확장을 모색했다는 점이다. 일반적으로는 서유럽권의 확장이 가장 많이 논의되지만, 의외로 오스만 제국을 비롯한 이슬람 국가들 역시 토지를 기반으로 한 확장주의 대세에 참여하여 자체적인 노예 무역을 했다. 한 가설에 따르면 아라비아 숫자의 채택은 부분적으로는 흑사병에 의해서였을 수도 있다고 한다.

#### 과학 발전

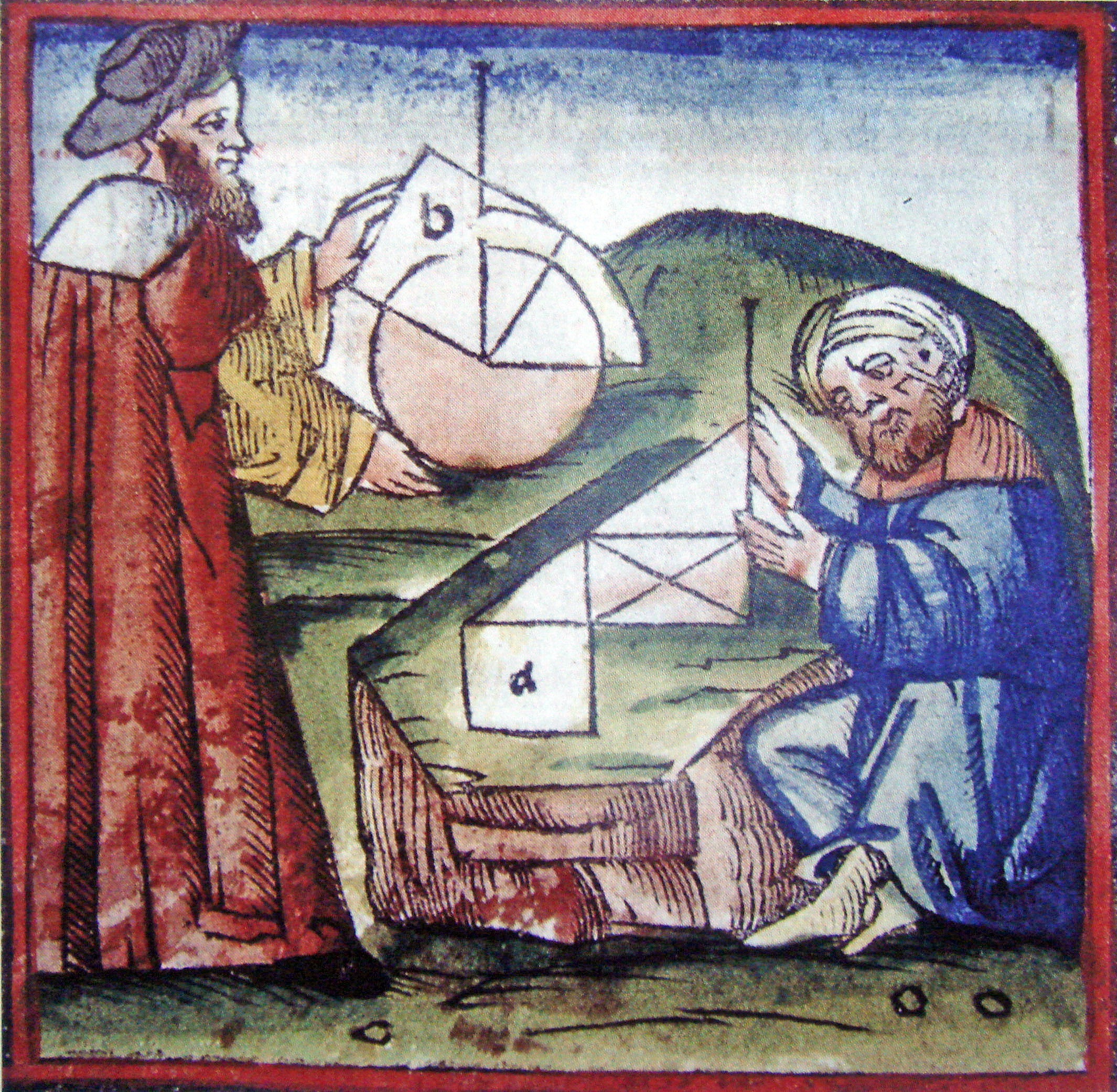
기하학을 연구하는 서양인과 아랍인을 묘사한 15세기 필사본

'고전후 과학(post-classical science)'이라는 용어는 중세 유럽 과학과 중세 이슬람 과학의 상호 작용으로 인해 탄생했으며 오늘날에는 학계와 대학 과정에서 이따금씩 사용된다. 과학 지식은 동유럽, 특히 아랍 무슬림들의 무역과 전쟁을 통해 서쪽으로 퍼져 나갔다. 이슬람 세계는 인도의 의학 지식도 받아들였다.
서방 세계와 이슬람권에서는 아리스토텔레스와 같은 고전 그리스 지식을 수용하고 그 전통을 보전하는 데에 노력을 기울였다. 다만 이슬람 과학자들이 고전 고대의 업적을 보전한 것인가, 아니면 오로지 초기 그리스의 발전만을 기반으로 한 것인가에 대해서는 몇가지의 의문점이 존재한다. 하지만 어찌됐건 이슬람권으로 넘어갔던 고전 유럽 과학은 십자군을 거치면서 다시 유럽의 기독교 왕국들에게로 돌아왔다.

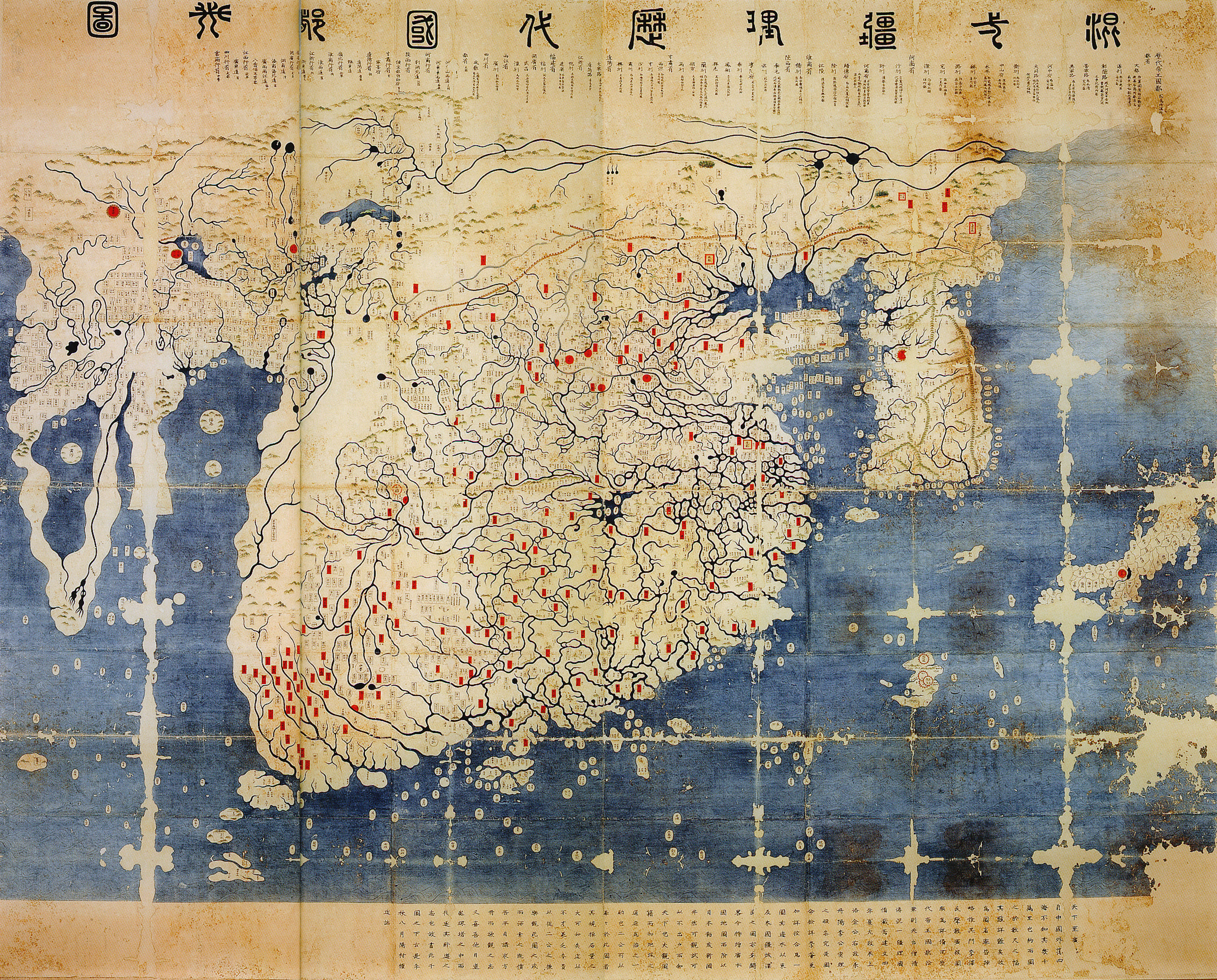
동아시아권 지도에서는 드물게도, 유럽과 아프리카가 그려져 있는 한국의 혼일강리역대국도지도. 아프리카 최남단의 희망봉을 표시했다는 점에서 주목을 받았다.

페르시아-중국 무역과 탈라스 전투의 결과로 중국의 기술 혁신이 이슬람 지식 세계에 진입했다. 특히 천문학 및 제지 기술의 발전 등이 대표적이다. 처음에는 이슬람 세계의 동방에서만 도입되었던 제지술은, 레콩키스타를 통해 유럽으로 전해지기 전까지 계속 이슬람 세계의 서방으로ㅡ 마침내 이슬람 치하 스페인까지 퍼져나갔다. 몽골이 유럽에 중국산 화약 무기를 도입했는지, 아니면 유럽에서 독자적으로 화약 무기를 발명했는지에 대해서 논쟁이 있다. 몽골 제국에서는 다양한 문화권의 지식을 수집하여 대규모 사업을 진행했는데, 예를 들어 1303년에 중국의 원나라는 서유럽을 포함한 유라시아 전역을 포함하는 지도를 만들기 위해서 기존 중국 지도와 이슬람 지도를 결합하려는 시도를 했다. 이 '유라시아 지도'는 지금은 사라졌지만, 몇 세기가 지난 뒤 중국과 한국의 지리적 지식에 적지 않은 영향을 미쳤다. 몽골 제국 시대에 활성화된 유라시아 무역로과 함께 동서양의 과학 기술이 서로 널리 전파되었다. 이 시기에 유라시아 대륙 내에서의 세계 문화권 간의 정보 전달은 일반적으로 문서 및 서류 번역을 통해서 이루어졌다.

### 아프리카 지역의 발전

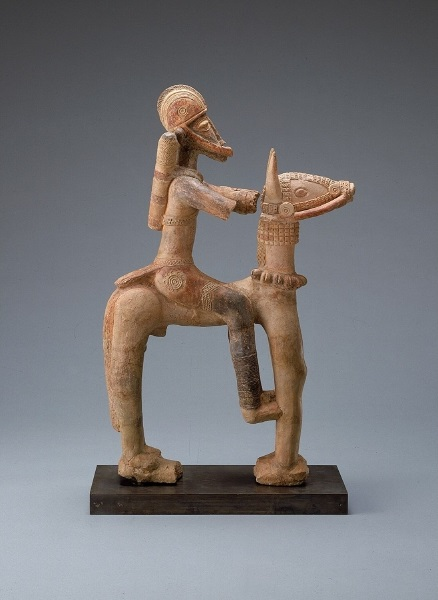
말리 제국에서 제작된 젠느 테라코타 승마조각상, 13~15세기.

(아프리카 지역은 별도로 서술하지 않고 이 문단에서만 다룹니다.)
중세 아프리카는 아라비아 반도에서 부상한 아랍 이슬람 제국으로부터 문화적이고 정치적인 영향을 모두 받았는데, 특히 북아프리카, 수단, 동아프리카 해안 지대에서 더욱 그러했다. 하지만 이러한 전환은 여러 지역에서는 불완전하거나 획일적이지 않았으며, 피지배층들에게는 변화가 거의 일어나지 않았다. 무슬림들이 아프리카로 이주하고 그곳을 정복하기 전에는 대륙의 대부분이 각자의 규모와 복잡성을 가진 다양한 사회들로 나뉘어져 있었고, 더 자세히 들여다보면 백성들을 여러 수단으로 통치하는 왕이나 원로 회의가 있었다. 또한 이들 민족 대부분은 영적이고 애니미즘적인 토착 종교를 숭배했다. 지리적으로 구분한다면, 아프리카는 사하라 사막을 기준으로 이북의 북아프리카와 이남의 사하라 이남 아프리카로 나뉘어진다. 사하라 이남 아프리카는 서아프리카 및 중앙아프리카와 기타 지역으로 나뉘었으며 몇 천년 동안 구세계와 단절되어 있었다. 그중에서도 서아프리카 남부 지역에서는 주로 반투어를 사용하는 반투계 민족들이 지배적이었다. 1100년경이 되면서부터 기독교 유럽과 이슬람 세계는 금의 생산 및 유통을 아프리카에 의존했다.
약 650개가 넘는 도시가 고대 왕국인 악숨과 누비아를 넘어 처음으로 확장되었다. 아프리카 문명은 종교에 따라 세 지역으로 나눌 수 있었다.
- 아프리카의 뿔과 그 일대의 기독교 문명권
- 나이저 강과 스와힐리 해안(영어판) 일대의 이슬람 문명
- 아프리카 토착 원주민 종교(영어판)를 고수한 전통 사회

사하라 이남 아프리카는 서아프리카와 북아프리카를 연결하는 사하라 종단 무역이라는 대규모 무역 네트워크가 관통하는 지역이었다. 가나, 말리, 송가이 등 아프리카 원주민들이 세운 독자적인 무역 이슬람 제국들은 엄청난 번영을 누렸다. 14세기 말리 제국의 통치자였던 만사 무사는 당대 최고의 부호였을 것으로 추정된다. 말리의 팀북투는 국제 과학의 중심지였으며, 샹코레 대학은 당대 아프리카에서 가장 선진적인 교육 기관이었다. 한편 동아프리카는 몸바사와 같은 연안의 아랍-이슬람 도시와 함께 중동, 남아시아, 동남아시아 시장에 금, 구리, 상아를 수출하는 남아프리카의 그레이트 짐바브웨 등의 전통 도시들을 모두 포함하는 인도양 무역 네트워크의 일부를 담당했다.

### 유럽 세계의 형성과 발전

#### 새로운 시대가 열리다
서유럽의 정치 구조는 로마 제국이 멸망한 이후 극적으로 바뀌었다. 이 시기 타민족들의 이동은 일반적으로는 '침입'이라고 묘사되나, 실은 단순하게 군사적으로 위협을 가한 것이 아니라 아예 민족 전체가 이주한 것이었다. 이러한 움직임은 그들이 서로마 엘리트층들과 협상을 시도해서이기도 했지만 근본적으로는 아예 서로마 군대가 무너져내렸기 때문에 가능한 것이었다. 5세기경의 서로마 황제는 스틸리코(408년), 아에티우스(454년), 아스파르(471년), 리키메르(472년), 군도바드(516년) 등 비로마 혈통 출신 장군들의 꼭두각시에 불과했다. 그리고 서로마 황제가 단절되었을 때 이를 대신해 등장한 수많은 왕들 역시 이들과 비슷한 부류였다. 그들은 자신의 권위를 위해서 기존 로마 엘리트층과 결혼 동맹을 추진하기도 했다. 그 과정에서 로마 문화와 타민족의 문화가 서로 융합되었고, 이전 로마 시대보다는 비교적 정치적 문제에서 자유로운 시대가 열렸다. 이 시기에 만들어진 유물들을 보면, 침략자들과 로마의 것을 비교하기 힘들 뿐만 아니라 때로는 전자의 것이 더 발전한 경우도 있었다. 새롭게 세워진 왕국들의 학술 및 문자 문화의 대부분은 로마의 지적 유산에 기반을 둔 것이었다. 하지만 타민족들은 세금 제도에 무지했고 따라서 그들이 만든 새로운 제도는 세수의 점진적인 손실을 불러일으켰다. 그들 중 일부는 더이상 세금을 통해 군대를 유지하지 않고, 대신에 토지나 다른 제도를 통해서 군대를 유지하려는 시도를 했다. 즉, 대규모 세수 제도의 필요성이 줄어들면서 이전 로마의 효율적이고 잘 짜여진 과세 시스템이 사라졌다. 또한 이때는 각 왕국들 간에 전쟁이 빈번하게 일어났는데, 그로 인해 공급이 약화되고 사회가 탈도시화, 농촌화되면서 노예제도가 잠시나마 쇠퇴했다.

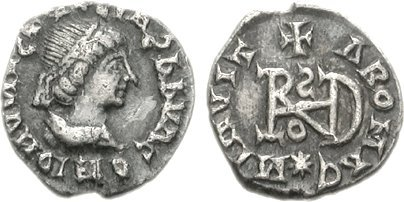
동고트족 지도자 테오도리크가 발행한 동전, 서기 491~501년.

5세기에서 8세기 사이에 새로운 민족들과 개인들이 로마 중앙집권 정부가 남긴 정치적 공백을 메웠다. 고트족의 일파인 동고트족은 5세기 후반 테오도리크(526년)의 치하에서 로마령 이탈리아에 정착하여, 적어도 그의 치세 말기까지는 현지인들과의 협력을 통해서 강력한 왕국을 형성했다. 부르군트족은 갈리아에 정착했고, 436년 훈족에 의해 초기 왕국이 파괴된 이후 440년대에 들어 새로운 왕국을 건국했다. 5세기 말~6세기 초에 이르면 그들의 왕국은 오늘날의 제네바에서 리옹까지 이르렀다. 갈리아의 다른 지역에서는 프랑크족과 켈트계 잉글랜드인들이 작은 정치집단을 이루어 거주하고 있었다.
비슷한 시기에 이베리아 반도에서는 서고트 왕국과 수에비 왕국이, 북아프리카에서는 반달 왕국이 각각 새로운 정치 제도를 수립했다. 그리고 6세기에 최종적으로 랑고바르드족이 북이탈리아에 정착하여, 동고트 왕국을 무너뜨리고 선출군주제 형식의 왕국을 세웠다. 6세기 후반에 이르자 이 왕국은 세습이 가능한 전제군주제로 바뀌었다.
이때 유럽에는 새로운 민족들이 대거 이주했지만, 일부 지역에서는 특히나 다른 지역보다 훨씬 많은 수의 민족들이 들어왔다. 예를 들어, 갈리아에서 '침입자'들은 남서쪽보다 북동쪽 지역에 비교적 더 광범위하게 정착했다. 슬라브족은 중부 유럽 이외에도 동부 유럽과 발칸 반도에 정착했다. 이들이 그 지역에 정착하자 언어에 변화가 생겼다. 로마 제국의 공용어였던 라틴어는 시간이 지나면서 지역어 및 로망스어로 파생되었다. 이러한 변화에는 대체로 수세기가 걸렸다. 그리스어는 동로마 제국의 공용어로 남아 있었지만, 슬라브족이 동유럽으로 이주하면서 슬라브어가 유입되었다.

#### 변화의 바람
서유럽에서, 시간이 지남에 따라 로마의 오래되고 명문있는 엘리트 가문들 대부분은 사라졌으며 대신에 남은 가문들은 세속적인 일 보다는 종교적인 일에 더욱 관여하기 시작했다. 그 때문인지는 몰라도 라틴 문학과 지식에 대한 관심 및 가치관은 희미해졌고, 따라서 교육은 더이상 엘리트 지위를 표시해주는 것이 아닌 비교적 실용적인 '기술'로 전락했다. 6세기 후반까지, 교회의 주요 종교 교육 수단은 책이 아니라 음악과 예술이 되었다. 하지만 이 시기에도 지적인 발전은 이루어졌다. 고전 학문을 모방하려 애쓰거나, 구술로서 자신의 지식을 알리고, 독창적인 작품을 창작해냈던 것이었다. 특히 시도니우스 아폴리나리스(489년), 카시오도루스(585년), 보이티우스(525년)의 글은 당대의 모습을 잘 묘사해주는 작품으로서 그 가치가 상당하다.
귀족 문화는 문학적인 추구보다 홀에서 열리는 큰 연회에 집중되었고, 그들의 옷은 보석과 금으로 화려하게 장식되었다. 영주나 왕들은 군대의 중추를 이루는 전사들을 후원했다. 가문 간의 관계, 충성심, 용기, 명예 등이 점차 부각되었고 귀족들은 이를 쟁취하기 위해서 서로 반목하거나 협력하기 시작했다. 여성들은 주로 통치자의 부인이자 후계자의 어머니로서 정치와 귀족 사회에 참여할 수 있었다. 메로빙거 왕조 치하의 갈리아에서는 특히 이러한 면모가 더욱 두드러졌다. 한편 앵글로색슨 사회에서는 나이가 어린 통치자들이 그다지 많지 않았으므로 여성들의 정치 참여는 비교적 적었지만, 그대신 수도원의 수녀원장들이 그 역할을 대신했다. 오직 당대의 이탈리아에서만 남성 중심의 사회가 형성되었던 것으로 보인다.

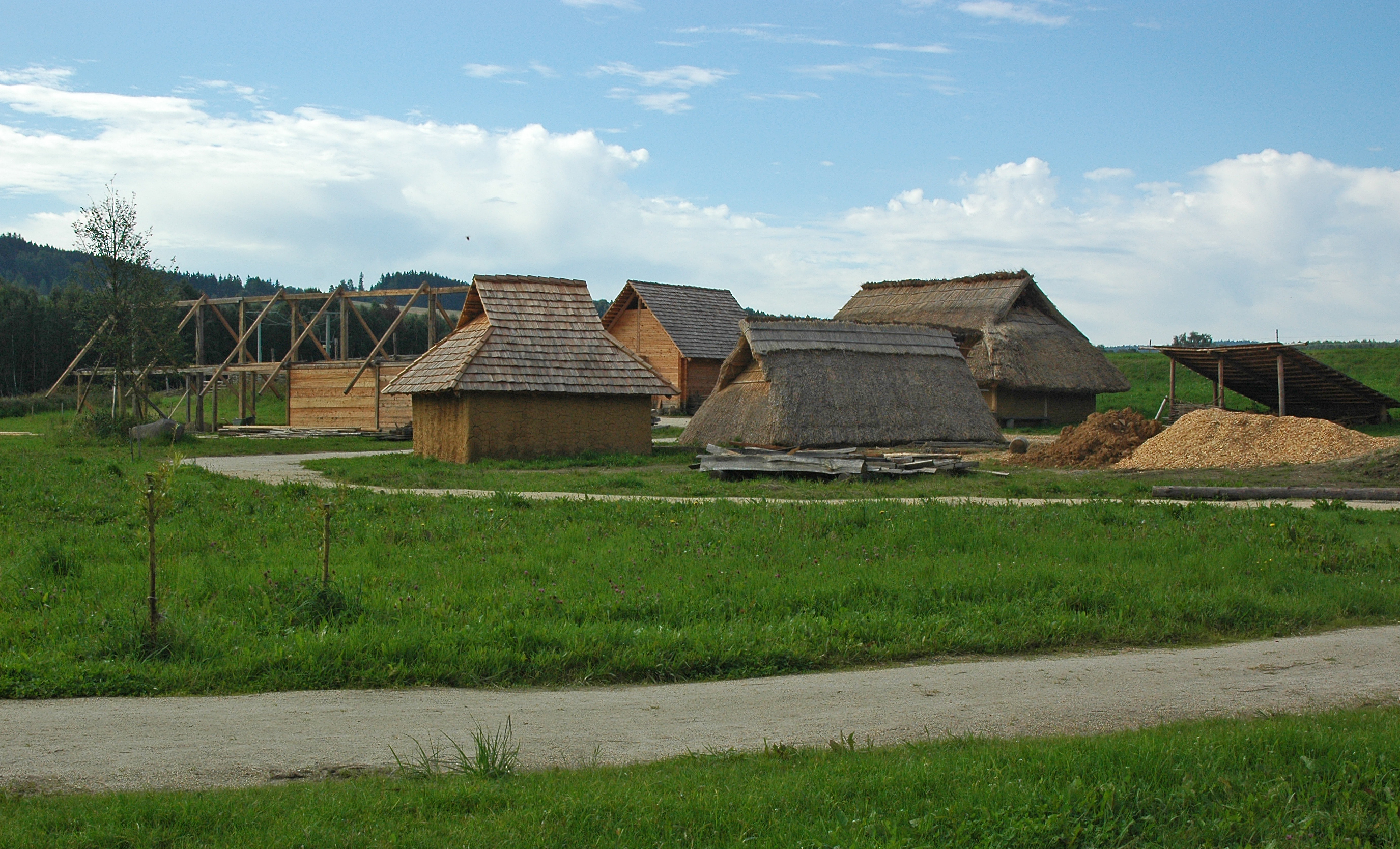
중세 초기의 농촌 마을을 재현한 모습, 독일 바이에른

농민 사회는 아무래도 귀족들의 그것보다는 훨씬 덜 기록되고 덜 알려져 있다. 역사학자들이 참고한 대부분의 정보는 고고학에 의존한 것인데, 이마저도 9세기 이전의 상세한 생활에 대해서는 잘 알지 못한다. 학자들은 이를 보완하고자 상위 계층들의 법전이나 기록을 참고하기도 했다. 이에 따르면, 이 시기의 토지 소유는 그다지 공평하지 못했다. 일부 지역에서는 수많은 사람들이 토지를 나누어 가지기도 했으나 이러한 사례는 매우 소수였고, 대개는 영주 및 귀족들이 드넓은 대토지를 소유하는 것이 일반적이었다. 이러한 차이가 발생하면서 귀족 지주가 지배하는 농촌 사회와, 많은 자치권을 가진 농촌 사회가 구분되어 존재할 수 있었다. 일부 농민들은 700개에 달하는 대규모 정착지를 형성하여 거주했고, 다른 일부는 소수의 가족들로 구성된 소규모 정착지에 살았으며, 또다른 몇몇은 시골에 흩어져 있는 고립된 농경지에 살고 있었다. 이러한 생활 과정이 2개 이상 나타나는 지역들도 있었다. 로마 후기와 달리, 자영농과 귀족의 법적 지위 사이에는 급격한 변동이나 단절 등이 없었으며 자영농 가문 중 일부는 군인이 되어 몇 세기에 걸쳐 귀족이 되기도 했다.
중세 초기, 이탈리아의 도시 생활과 문화는 크게 변화했다. 몇몇 도시들에는 여전히 사람들이 거주하고 있었지만 그 규모는 크게 감소한 상태였다. 예를 들어, 로마는 인구가 수십만 명이었던 것이 6세기 말까지 대략 3만 명 수준으로 크게 줄어들었다. 또한 일부 건물들은 기독교 교회로 개조되었고 허물어져가는 성벽은 유지보수를 통해 계속 사용되었다. 당대 북유럽에서도 도시가 축소되었고, 시민 기념물이나 기타 공공 건축물들은 종종 새로운 건축 자재를 위해서 파괴되기도 했다. 한편 새로운 왕국의 설립은 때때로 그들이 수도로 선택한 도시의 급격한 성장을 이끌어냈다.
유대인 박해는 이 시기에도 계속되었다. 그전까지 로마의 많은 도시들에는 유대인 공동체가 있었지만, 제국이 기독교로 개종한 이후부터 유대인들은 기나긴 박해의 시기를 겪어야 했다. 하지만 통치자들은 어느정도는 유대인 탄압을 완화하거나 아예 없애주기도 했고, 때로는 그들이 새로운 지역에 정착하도록 장려하기도 했다.

#### 프랑크의 대두

481년에서 814년까지 프랑크 세력의 성장을 보여주는 지도

프랑크 왕국은 게르만인들이 세운 나라들 가운데서 가장 오랫동안 번영했는데, 다른 부족들과 달리 근거지를 유지하면서 지속적으로 영토를 확장했고, 기독교로 개종(496)하여 로마 교황과 로마인들의 지지를 얻어냈기 때문이다. 또 지리적으로 동로마 제국이나 이슬람 제국과 같은 강력한 세력과 멀리 떨어져 있었던 점도 유리하게 작용했다. 프랑크인의 본래 근거지는 라인강 중하류였으나 481년에 클로비스 1세가 주변의 여러 왕국들을 통합하고 메로빙거 왕조를 개창하였다. 그는 486년에 수아송 왕국을, 496년에 알레만니족을, 507년에는 서고트 왕국으로부터 아키텐 지역을 빼앗아왔으며, 511년 그가 사망할 당시에 프랑크 왕국은 라인강에서 피레네 산맥까지 이르는 당대 서유럽 세계의 강대국이었다. 클로비스의 네 후계자들은 서로 반목하며 왕국을 아우스트라시아, 네우스트리아, 부르군트, 아키텐 등으로 나누었지만, 그 와중에도 튀링겐, 툴루즈, 프로방스 등을 새롭게 정복하였다.

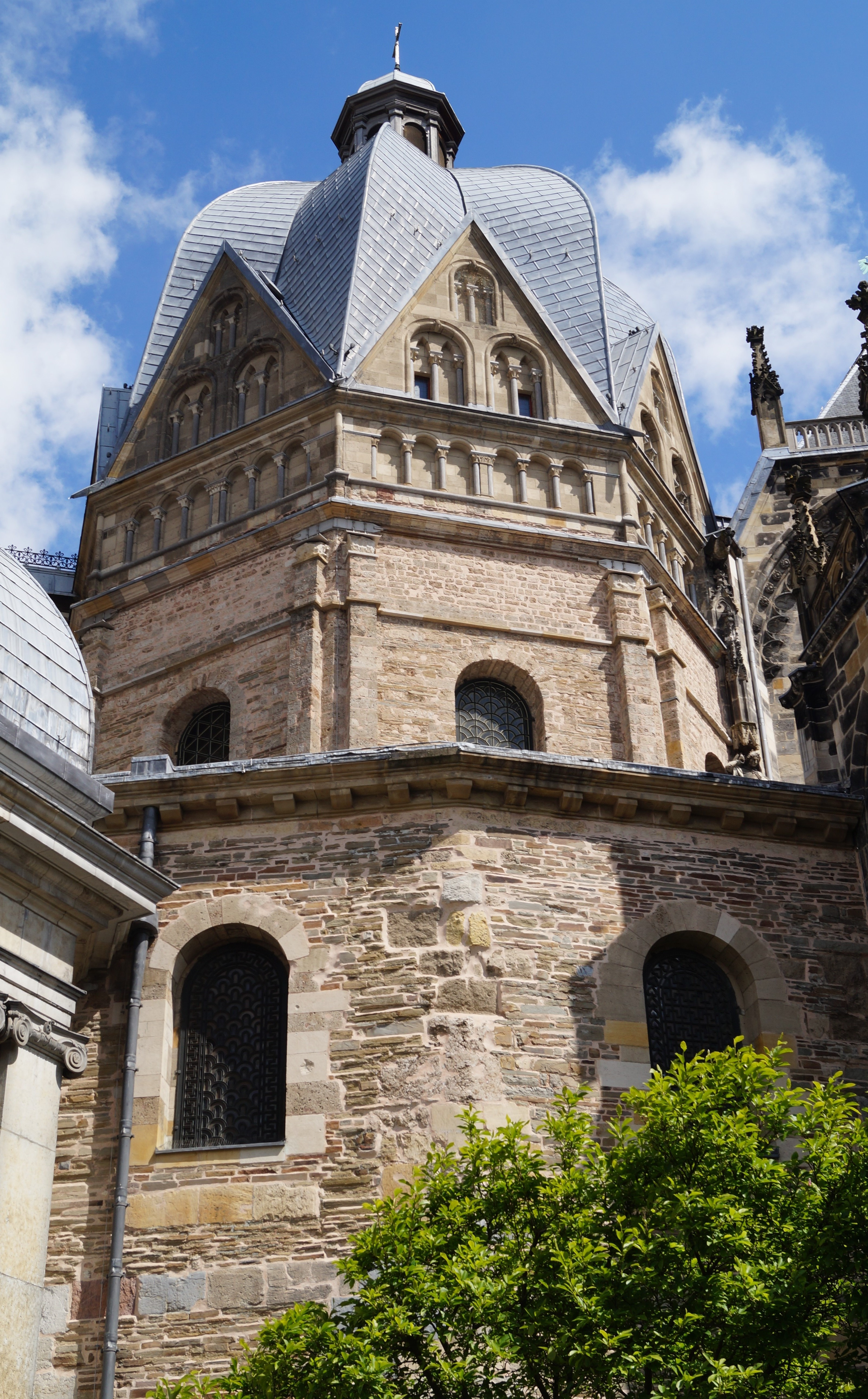
805년에 완공된 아헨의 카롤루스 궁전 예배당

7세기 중반에 정복 활동이 끝나자, 이전까지 충성심의 보답으로 귀족들에게 영토를 나누어주었던 메로빙거 가문의 영향력은 크게 약화되었다. 639년 다고베르트 1세가 죽은 뒤에 메로빙거 통치자는 허수아비로 전락하고, 대신 '궁재(maior domus)'가 프랑크 왕국의 실권을 장악했다. 마침내 아우스트라시아 출신의 궁재였던 피핀 1세가 정권을 장악하면서 새로운 시대가 열렸다. 이후 그의 가문은 궁재 및 섭정 역할을 도맡아 하면서 권력을 세습해나갔다. 피핀의 아들인 카롤루스 마르텔은 바이에른·알레마니아·아키텐·프리지아를 차례대로 정복하고, 732년에 투르-푸아티에 전투에서 우마이야 아랍군을 패퇴시키면서 서유럽의 이슬람화를 결정적으로 저지했다. 카롤루스 마르텔의 아들 피핀 3세는 753년 메로빙거 왕조로부터 왕위를 찬탈하여 카롤링거 왕조를 개창했다.
카롤루스 왕조의 전성기를 연 군주는 피핀 3세의 아들 카롤루스(768~814)이다. 그는 774년까지 갈리아 전역을 확고하게 장악했을 뿐만 아니라, 이탈리아 북부의 랑고바르드 왕국과 중부의 스폴레토 공국을 완전히 정복했으며 778년에는 피레네 산맥의 남쪽 변경을 점령하곤 에스파냐 변경백령을 두어 이슬람 세력과의 완충지대로 삼았다. 또한 8세기 말에는 바이에른, 작센을 정복한 데 이어 동쪽의 유목민족이었던 아바르를 복속시켰다. 이제 프랑크 왕국의 영토는 동서로 독일의 엘베강에서 이베리아 반도의 에브로강까지, 남북으로 이탈리아 반도의 테베레강에서 북해에까지 이르렀다.
800년의 성탄절에 카롤루스가 황제로 즉위한 것은, 그가 이전 서로마 제국 영토의 대부분을 지배했다는 점과 더불어, 동로마 제국이 아직 남아있었음에도 불구하고 '로마 황제'를 칭했다는 점에서 중세 역사의 전환점 중 하나로 여겨진다. 그는 자신의 칭호가 동로마 황제와 동등하다고 주장하면서, 이전까지 지속되었던 프랑크-동로마 관계에 변화를 가져왔다. 동로마 제국에서는 카롤루스의 서로마 황제 제관 수여에 민감하게 대응하였고 찬탈자, 가짜 황제로 규정하면서 반발하였다. 다만 카롤루스를 "서로마 황제"로 인정하는 것은 거부하되, 프랑크 왕국의 영토와 그 군사력을 묵살할 수는 없어 "황제"임은 일단 인정했다. 공식 문서에서 동로마 제국은 카롤루스를 서로마 황제나 로마 황제가 아닌 프랑크인의 황제, 프랑크 황제라고 지칭하였다.

##### 제국의 해체와 분열
814년, 카롤루스가 죽고 그의 아들 '경건왕' 루도비쿠스 1세(814~840)가 거대한 제국을 물려받았다. 루도비쿠스 1세의 26년에 걸친 통치 기간은 그의 아들들에 의해 제국에 수많은 분열이 일어난 시기였다. 829년 이후, 제국의 여러 지역들을 장악하기 위해 아버지와 아들들은 수많은 내전을 치뤄야 했다. 결국 루도비쿠스 1세는 장남 로타리우스 1세를 황제로 삼고 그에게 이탈리아 영토를 수여했다. 그리고 나머지 지역은 독일왕 루트비히(루도비쿠스 2세)와 막내 아들인 대머리왕 카를(카를 2세)에게 각각 분할상속하였다. 루트비히는 라인강 너머의 바이에른, 작센, 튀링겐, 알레마니아 등을 장악했고 카를은 아키타니아, 셉티마니아, 가스코뉴, 네우스트리아 대부분을 장악했다. 나중에 황제의 손자였던 아키텐의 피핀 2세는 반란을 일으켰고, 루트비히는 이를 틈타 동부 지역 전체를 합병하려 했다. 840년, 루도비쿠스 1세는 제국이 여전히 혼란에 빠져있는 상황에서 이를 해결하지 못한 채로 사망했다. 그의 사후 영토 분쟁이 발생하며 왕국은 베르됭 조약에 따라 동프랑크, 중프랑크, 서프랑크로 나뉘었다. 870년에는 메르센 조약에 의해 동프랑크와 서프랑크가 중프랑크 북부의 알자스 및 로렌 지방을 나눠가지며 국경을 맞대게 되었다.
이들 사후에 집권한 통치자들은, 프랑크 왕국 전체보다는 자신의 소유한 왕국의 이익에만 관심을 가지는 경향을 보였다. 그들은 왕국을 계속해서 분할상속했고, 이에 따라 내전이 반복되었으며, 결국에 카롤루스 가문의 내부 결속력은 완전히 무너져 내렸다. 987년에 서프랑크 왕국은 파리 백작이었던 위그 카페가 카페 왕조를 개창하며 프랑스 왕국으로 대체되었다. 동프랑크 왕국은 911년 유아왕 루트비히(루도비쿠스 4세)가 사망하면서 카롤루스 혈통이 단절되었고, 카롤루스 왕가와 아무런 관계가 없는 콘라트 1세가 왕으로 선출되었다.

#### 잉글랜드
로마 제국의 붕괴 이후인 450~500년 무렵, 덴마크 제도와 독일 북부에 살고 있던 게르만 부족 앵글인, 색슨인, 주트인이 북해를 건너와 본래 그곳에 있던 켈트인들을 몰아내고 영국에 정착했다. 이후 그레이트브리튼 섬 남부는 '잉글랜드(England)'로 칭해졌고, 그곳에 살던 사람들은 '앵글로색슨인'이라고 불리게 되었다. 이들은 7세기경 잉글랜드 서쪽을 제외한 대부분 지역을 무대로 하여 노섬브리아, 머시아, 웨식스, 이스트 앵글리아, 켄트 왕국, 에식스, 서식스의 일곱 왕국이 경쟁하는 7왕국 시대를 열었다. 이들이 서쪽과 북쪽으로 세력을 확대하자, 로마 제국의 지배를 받던 브리튼인들은 웨일스, 콘윌, 그리고 바다 건너의 브르타뉴로 이동하여 왕국을 건설하였다. 한편 같은 시기에 아일랜드는 일반적으로 부족 왕국으로 알려진, 훨씬 더 작고 분열된 정치체들로 나뉘어져 있었다. 아마도 그곳에는 150개에 달하는 왕국들이 생겨났다 사라졌을 것으로 추정된다. 또 잉글랜드 북부에서는 키나드 1세가 픽트인과 스코틀랜드인을 통합하여 알바 왕국을 세웠다.
일곱 왕국들 가운데 켄트, 머시아, 웨식스가 차례대로 전성기를 누렸다. 가장 먼저 탄생한 켄트는 기독교으로의 개종을 성장의 원동력으로 삼았다. 이후에는 잠시동안이지만 일찍이 기독교로 개종했던 노섬브리아가 주도권을 잡았으나, 나중에 오파 왕(757~796)의 치하에서 급격히 성장한 머시아가 잉글랜드의 맹주로서 군림했다. 전성기의 머시아는 잉글랜드 남동의 4개 왕국을 관할하여 영향권 아래 두었다.
860년경 머시아가 쇠퇴하고 웨식스가 두각을 드러내는데, 이때 덴마크에서 온 바이킹 '데인인'들이 잉글랜드로 쳐들어왔다(이교도 대군세, 865). 바이킹들은 순식간에 노섬브리아와 이스트앵글리아, 에식스를 무너뜨리고 잉글랜드의 동부 대부분을 차지했지만, 앵글로색슨 왕국들은 웨식스의 앨프레드 대왕(871~899)을 중심으로 반격에 나섰다. 결국 양측은 878년 웨드모어 조약을 맺어, 데인인들이 이스트앵글리아와 머시아 동부, 노섬브리아 남부를 차지하는 대신 나머지 영토는 웨식스 왕국이 차지하기로 하였다. 한편, 이에 앞선 843년경엔 그레이트브리튼섬 북부에서 스코틀랜드 왕국이 등장했다.
바이킹의 침략은 위기이자 기회였다. 앵글로색슨 왕국들은 바이킹에 맞서 싸우면서 자신들이 단일한 민족이었다는 것을 자각하고, '우리는 하나'라는 정체성을 형성했다. 927년 웨식스의 국왕 애설스탠(924~939)는 데인로를 통합하고 노섬브리아마저 정복하여 통일된 잉글랜드 왕국을 세웠다. 11세기 초 데인인의 재침을 받아 왕위가 20년 동안 덴마크의 크누트 대왕에게 넘어가긴 했지만, 그의 사후 웨식스의 '참회왕' 에드워드(1042~1066)가 왕권을 되찾았다. 그리고 1066년 프랑스의 노르망디에서 바다를 건너 쳐들어온 노르망디공 윌리엄 1세가 헤이스팅스 전투에서 앵글로색슨 군대를 물리치고 새롭게 노르만 왕조를 열었다.

#### 외부로부터의 위협
9~10세기의 유럽은 이전의 평화기와는 대조되게 형용할 수 없을 정도의 혼란과 파괴를 겪었는데, 그 원인은 바로 바이킹과 마자르, 사라센이었다.

##### 바이킹
바이킹은 본래 오늘날의 덴마크, 노르웨이, 스웨덴 등 스칸디나비아 지역에서 거주하던 민족이다. 이들은 793년 잉글랜드 북동부의 린디스판섬 수도원을 약탈하며 유럽 무대에 본격적으로 모습을 드러냈다. 이후 수십년간 잉글랜드와 아일랜드 해안 지역을 약탈하던 바이킹들은 뱃머리를 프랑크 왕국으로 돌렸다. 카롤루스 사망 이후 프랑크 왕국이 분열되며 국력이 약해졌기 때문이었다. 특히 통치자들은 권력 투쟁의 과정에서 바이킹들을 용병으로 삼았고, 바이킹은 이를 계기로 프랑크 왕국의 정세와 지리정보 등을 체득하며 침략의 빈도를 더욱 높혀갔다. 이들은 바이킹 중에서도 특히 '노르만(북쪽 사람들)'이라고 불렸다. 841년 노르만인의 대규모 함대가 센강 하구를 통해 내륙으로 들어와 파리를 비롯한 도시들에 약탈을 자행했다. 프랑크 왕국은 막대한 비용을 지불하고 이들을 물러나게 했으나, 그것으로 끝나지 않았다. 노르만 지도자 롤로는 885~887년에 파리를 포위했다. 결국 911년 서프랑크의 샤를 3세가 제시한 타협책에 따라, 롤로는 센강 어귀의 토지를 하사받는 대신 기독교로 개종하고 명목상 서프랑크 왕의 봉신이 되었다. 이후 이 영지가 점차 넓어져 '노르망디(북쪽 사람들의 땅)'이라 불리게 되었다.
한편 그보다 더 북쪽의 잉글랜드에서는, 바이킹들이 약탈과 타협이 아니라 정복을 시도했다. 865년 바이킹의 한 일파였던 데인인이 그레이트브리튼섬을 정복하기 위해 어마어마한 군세를 이끌고 대대적인 침공을 개시했다. 긴 공방전 끝에 잉글랜드인들은 웨드모어 조약(878)을 맺어 데인인의 일부 지역 정착(데인로)을 허용해야 했다. 이후 데인로는 웨식스가 앵글로색슨 왕국들을 통일하는 과정에서 흡수되지만, 11세기 초 데인인은 잉글랜드를 다시 침입했다. 1016년 양측은 이번에도 평화조약을 맺었는데, 그해에 잉글랜드 왕 에드먼드가 사망하자 조약에 따라 데인 왕 크누트가 전잉글랜드의 왕이 되고 잉글랜드를 비롯하여 지금의 노르웨이, 스웨덴 남부, 덴마크까지 포함하는 북해 제국을 건설했다. 크누트가 죽은 뒤에 북해 제국은 해체되었지만, 잉글랜드에 대한 바이킹의 영향력은 계속 이어졌다. 1035년 노르망디의 공작이 된 윌리엄 1세가 잉글랜드를 침입하여 노르만 왕조를 개창했기 때문이었다.
한편, 영국과 아일랜드 해안을 약탈하던 바이킹의 일부가 북대서양의 아이슬란드(874)에 이어 그린란드(986)에 정착했다. 그 가운데 일부는 더 서쪽으로 항해하여 지금의 캐나다 뉴펀들랜드섬에 도착했는데, 이는 크리스토퍼 콜럼버스가 아메리카 대륙에 상륙하기 약 500년 전의 일이었다. 반면 스웨덴 출신의 바이킹은 9세기 중엽 동쪽으로 항해하여, 핀란드만 남동쪽에 있는 노브고로드에 거점을 마련했다. '루스'라 불린 이들은 드네프르강을 따라 남하하여 키예프를 건설하고 슬라브인들과 함께 키예프 루스를 건설했다.
한편 노르망디에 정착한 바이킹(노르만인)들은 대서양 연안을 따라 내려가다가 지브롤터 해협을 통해서 지중해로 진출하고, 1053년 이탈리아 남부를 침략했다. 그들의 지도자 로베르 기스카르는 교황을 사로잡은 뒤 이탈리아에 대한 지배권을 인정받았다. 1071년 그는 이탈리아 반도 최후의 동로마령 거점이었던 바리를 정복했으며, 1076년에는 살레르노를 점령하여 이탈리아 남부를 확고하게 장악하였다. 로베르의 동생 루제루 1세는 1072년 팔레르모를 점령하고 시칠리아에서 이슬람 세력을 몰아냈으며, 그 뒤를 이은 루제루 2세는 시칠리아와 이탈리아 남부를 아우르는 시칠리아 왕국을 선포하였다.

##### 마자르
| “ | A sagittis Hungarorum libera nos, Domine! 주여, 우리를 마자르인들의 화살에서 자유롭게 하소서! | ” |
|   | — 10세기 서유럽 수도원들의 기도문 중에서                                                      |   |

오늘날 헝가리인의 직계 조상인 마자르인은 본래 유럽에서 기원한 민족이 아니라, 9세기 말엽 흑해 방면의 초원에서 서쪽으로 이주한 유목민 집단들이 토착 슬라브인과 혼혈되며 형성된 민족이다. 이들은 카르파티아산맥을 넘어 판노니아 평원으로 들어와 헝가리 대공국을 세웠다. 헝가리는 슬라브인 국가에게 둘러싸여 있었지만 대모라비아를 멸망시키고 나아가 발칸반도와 이탈리아, 독일, 프랑스, 심지어는 이베리아 반도까지, 가히 유럽 전역을 휩쓸면서 약탈과 파괴를 일삼았다. 그러나 955년 레히펠트 전투에서 동프랑크 왕 오토 1세에게 패배하고, 동쪽에서도 동로마 제국과 키예프 루스에게 저지당하면서 기세가 한풀 꺾였다. 이후 마자르인들은 오토 1세와 타협하고, 1000년경에는 기독교를 받아들인 이슈트반 1세(1000~1038)가 마자르인들을 규합하여 헝가리 왕국을 건국했다. 그뒤로 유럽은 마자르인들의 위협에서 벗어나게 된다.

##### 사라센 (이슬람)
7~8세기 초에 걸쳐 급속하게 팽창하던 이슬람 세력은 동쪽으로는 674년과 717년의 콘스탄티노폴리스 공방전에서, 서쪽으로는 732년의 투르 푸아티에 전투에서 패배하며 이전의 성장세가 둔화되었다. 그러자 아랍인들은 9세기부터는 지중해 지역으로 눈을 돌렸다.
824년 몰타, 825년 크레타, 831년 시칠리아의 팔레르모와 시라쿠사를 점령한 데 이어 이곳을 거점 삼아 이탈리아반도 남부의 동로마령 영토를 서서히 점령했다. 또 지중해 서부 방면으로는 사르데냐, 코르시카를 거쳐 프로방스 해안가에 거점을 세우고 발레아레스 제도를 손에 넣었다. 이로써 지중해는 거의 '이슬람의 호수'가 되었다. 이슬람이 지중해 재해권을 상실하게 되는 것은 동로마 제국이 다시 부흥하는 10세기 무렵이 되서부터이며, 그전까지 아랍인들은 지중해 연안의 해안가 도시들에 수시로 약탈을 가했다.

#### 신성로마제국

신성로마제국의 확장

프랑크 왕국은 베르됭 조약 이후 셋으로 분할됐다. 라인강 동쪽을 차지한 동프랑크 왕국은 메르센 조약(870)을 통해 서프랑크와 각각 알자스-로렌을 나누어 가졌다. 이후 카롤링거 왕조가 잦은 내분과 군주들의 요절로 인해 약화되자 권력은 점차 프랑켄, 작센, 바이에른, 슈바벤, 로렌 등 공작령들에게로 넘어가게 되었다. 911년, 카롤링거 왕조가 마침내 단절되자 공작령들은 프랑켄공 콘라트 1세(911~918)를 왕으로 선출했다. 콘라트 1세가 7년 만에 사망하자 이번에는 작센공 하인리히가 왕으로 선출됐다. 하인리히 1세(919~936)는 로렌과 보헤미아 일부, 그리고 엘베강 유역의 슬라브인 지역을 독일왕국의 영토로 편입시키는 업적을 이루었다.
그의 아들인 오토 1세(936~973)는 보헤미아를 굴복시키고 955년엔 동쪽의 마자르인을 패퇴시켰다. 961년에는 이탈리아 반도로 진출하여 이탈리아 국왕마저 겸하게 되었다. 그러자 962년 교황 요한 12세는 오토 1세와 정치적 타협을 했다. 오토 1세는 로마에서 열린 대관식에서 신성로마제국의 황제가 되었고, 교황은 교황령의 지배권을 인정받았다. 이전 카롤루스와 달리 이번에는 동로마 제국이 오토 1세의 '로마 황제' 칭호를 인정하였는데, 이는 그의 아들 오토 2세와 동로마 공주 테오파노가 결혼했기 때문이었다. 이후 한동안 오토 왕조는 독일 국왕을 겸하며 신성로마제국을 이끌어나갔으나, 하인리히 2세(1002~1024)가 후사없이 죽으면서 단절되고 잘리어 왕조가 그 뒤를 이었다. 초대 군주 콘라트 2세(1024~1039)는 1033년에서 1034년에 걸쳐 중프랑크의 부르군트 왕국을 병합했다. 이로써 신성로마제국의 영토는 독일을 넘어 북이탈리아, 체코, 부르군트(프랑스 서남부)를 포괄하게 되었다.

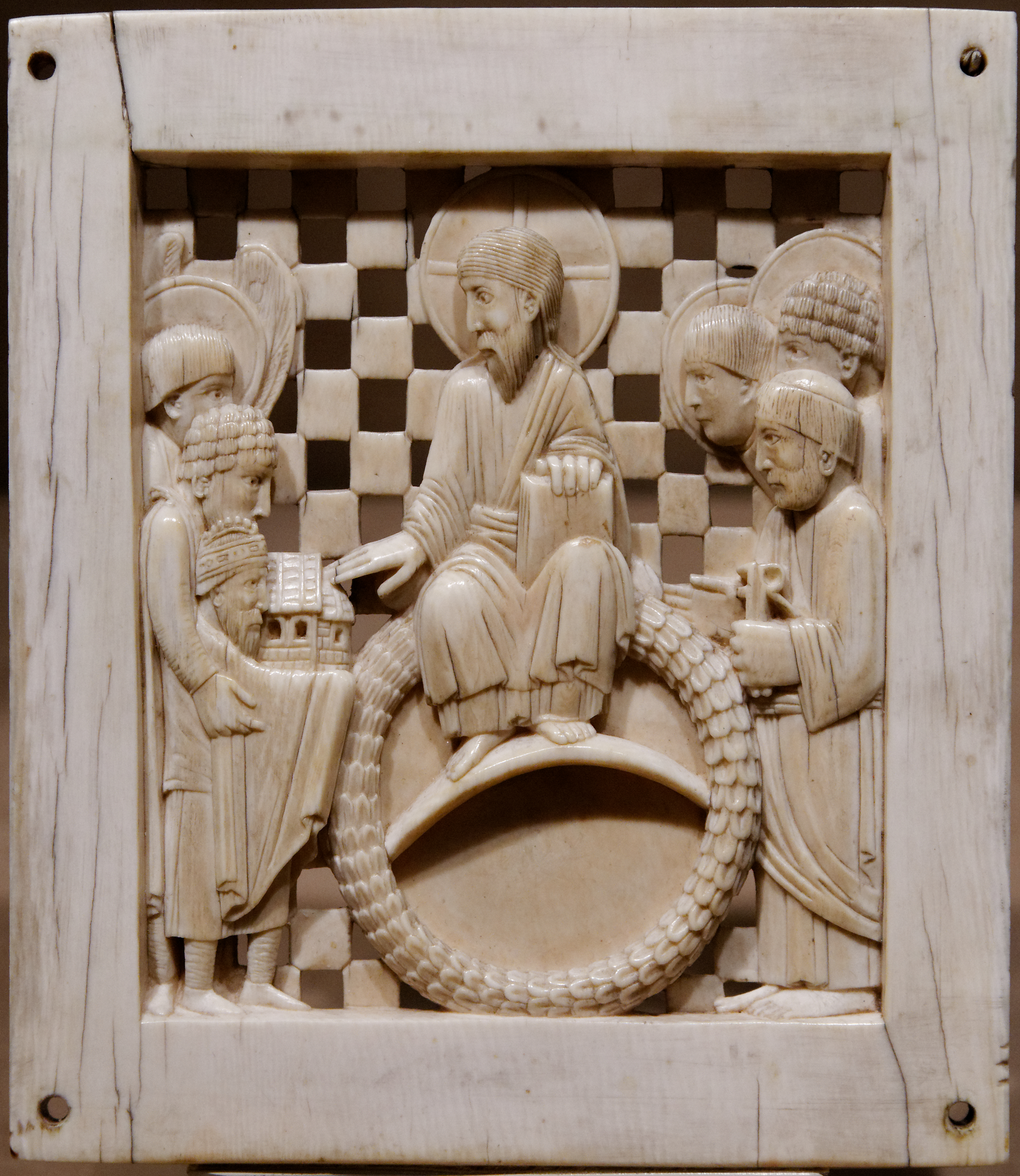
예수 그리스도에게 교회를 바치는 오토 1세를 묘사한, 10세기 유럽의 상아 명판

프랑켄공 콘라트 3세(1138~1152)가 즉위하면서 호엔슈타우펜 왕조(1138~1254)의 시대가 열렸다. 그는 1142년 보헤미아 원정에 성공하였지만, 반항적인 이탈리아 도시들에 대한 원정은 성공하지 못했다. 이후 그의 조카인 프리드리히 1세(1152~1190)가 숙부의 뒤를 이어 황위에 올랐는데, 수염이 붉어서 '바르바로사'라는 별명을 가지고 있었다. 그는 독일 국왕(1152)과 이탈리아 국왕(1155)으로 즉위한 데 이어, 1156년 부르군트의 베아트리체와 결혼하여 부르군트 왕국도 차지했다. 바르바로사는 밀라노를 비롯한 북이탈리아의 도시들이 지속적으로 반항하면서 자신의 종주권을 인정하지 않자 이에 대한 응징 원정을 시작했다. 1162년 그가 밀라노를 함락시키자 위협을 느낀 도시국가들은 교황의 지원을 받아 롬바르디아 동맹을 결성, 황제에게 대대적으로 맞섰다. 1176년 황제는 이들을 공격하였으나 레냐노 전투에서 참패를 면치 못했다.
바르바로사의 아들 하인리히 6세는 시칠리아 왕국의 여왕 쿠스탄차와 결혼해 1194년 시칠리아 왕국을 병합함으로써 이탈리아 반도에 영향력을 확보하였다. 1197년 두 사람의 아들 프리드리히 2세가 시칠리아 왕으로 즉위했다. 그는 1212년 독일 국왕의 자리를 물려받고, 1220년 이탈리아 국왕에 이어 신성로마제국의 황제가 되었으며 6차 십자군전쟁(1227~1129)을 전후한 시기에 능수능란한 외교를 통해 잠시나마 예루살렘 국왕을 겸했다. 그의 치세에 신성로마제국의 영토는 최대에 이르렀다.
1250년 프리드리히 2세가 죽으면서 호엔슈타우펜 왕조가 막을 내렸다. 이후 신성로마제국은 황제가 없는 대공위시대(1254~1273)와 왕가의 교체가 잦은 혼란기(1273~1437)를 거친 뒤에 1452년 프리드리히 3세가 즉위하면서 합스부르크가에게 넘어가게 된다.

#### 이탈리아 반도
서로마 붕괴 직후인 493년, 동로마로부터 군권을 받은 동고트족이 오도아케르를 몰아내고 잠시나마 이탈리아를 차지해 동고트 왕국을 세웠지만, 얼마 지나지 않아 유스티니아누스 황제가 휘하의 벨리사리우스와 나르세스 등을 보내어 동고트왕국의 수도 라벤나를 함락시킴으로써 동로마 제국이 이탈리아 반도 전역을 지배하게 되었다. 유스티니아누스 사후에는 랑고바르드인이 남하하여 568년 랑고바르드 왕국을 세우고 스폴레토 공국(570), 베네벤토 공국(571)을 세워 이탈리아 대부분을 석권하였다. 이에 동로마의 영향력은 남부 일부와 시칠리아, 샤르데냐 일대에 국한되게 되었다.
한편 로마 교회는 서로마의 멸망으로 세속적 보호자가 사라지면서 위기를 맞았다. 동고트 왕국과 랑고바르드 왕국은 모두 로마교회에서 이단으로 규정된 아리우스파를 믿었기 때문이었다. 로마교회는 496년 아타나시우스파로 개종한 메로빙거 왕조에게 기대를 걸었지만 그들은 내부 문제로 바빴고, 동로마 제국 역시 동쪽의 사산 왕조 및 이슬람 세력들과 힘겨운 싸움을 하고 있었다. 그러던 8세기 중반, 프랑크 왕국의 피핀 3세가 랑고바르드의 영토를 빼앗아 그중 일부를 로마 교회에 기증하였다. 그뒤 카롤루스 대제가 랑고바르드 세력을 멸망시키고 로마에서 대관식을 치뤄 서로마 황제의 칭호를 받는 과정에서, 로마 교회는 프랑크 세력과 긴밀하게 협력하게 되었다.
이후 이탈리아 북부는 차례대로 중프랑크, 동프랑크에게 넘어갔다가 최종적으로 작센왕조의 오토 1세가 962년 신성로마제국의 황제로 등극함으로써 신성로마제국령이 되었다. 그 사이에 이탈리아 남부에는 랑고바르드계 공국들과 동로마 제국이 각축을 벌였고, 그보다 더 남쪽인 시칠리아에는 이슬람 세력이 침입해와 831년 시칠리아 토후국(831~1091)을 세웠다. 그리고 11세기 중반에는 노르만인이 침입하여 이탈리아반도 남부 전역을 차지하고 이슬람세력을 축출한 뒤에 1130년 시칠리아 왕국을 세웠다.

#### 이베리아 반도
711년 타리크 이븐 지야드를 필두로 지브롤터 해협을 건너온 이슬람 세력이 서고트 왕국을 멸망시키고 이베리아 반도를 장악했다. 755년 우마이야 왕조 마지막 군주의 손자인 아브드 알라흐만 1세는 이베리아 반도로 피신하여 그곳에 코르도바 토후국(후우마이야 왕조)을 세웠다. 10세기 아브드 알라흐만 3세 시기에 전성기를 맞이한 후우마이야 왕조는 북쪽으로는 프랑크 왕국 및 잔존 기독교 세력들과, 남쪽으로는 파티마 왕조 등과 경쟁하면서도 대내외적으로 칼리파를 자칭하여 그 세를 과시하였다. 그 수도 코르도바는 당시 동로마 제국의 수도였던 콘스탄티노폴리스나 아바스 왕조의 수도 바그다드에 버금갈 정도로 번영했다.
한편 서고트 왕국의 멸망 이후에 잔존해있던 기독교 세력은 718년 이베리아 북부지역으로 밀려나 아스투리아스 왕국을 세웠다. 약 2세기가 지난 1031년 코르도바 토후국이 와해되고 이슬람 세력이 25개의 소왕국(타이파)로 분열되며 쇠퇴기에 접어들자, 아스투리아스를 계승한 레온 왕국, 카스티야 왕국, 나바라 왕국, 아라곤 왕국, 카탈루냐 등은 남쪽의 이슬람 세력을 상대로 레콩키스타(국토수복운동/재정복전쟁)을 시작하였다.
기독교 세력의 공세에 밀린 타이파들은 북서아프리카의 무라비트 왕조(1040~1147)에게 도움을 청했다. 이를 수락한 당시 무라비트 왕조의 군주 유수프 이븐 타슈핀은 1086년 사그라하스 전투에서 기독교 연합군을 대파함으로써 일시적으로 레콩키스타를 저지하는 데 성공했다. 무라비트 왕조가 멸망한 후에는 무와히드 왕조(1121~1269)가 이베리아 반도로 진출하여 기독교 세력들과 맞서 싸웠다.
기독교 왕국들은 레콩키스타를 지속하는 한편으로 서로 전쟁과 상속을 통해 통합과 분열을 반복했다. 카스티야와 레온은 두 차례의 통합과 분열을 거쳐 페르난도 3세 치세에 이르러 최종적으로 통합됐다. 레온 왕국의 백작령이었던 포르투갈 백국은 이 시기에 아폰수 1세의 지도 아래 독립하여 포르투갈 왕국이 되었다. 나바라는 안초 3세 시기에 강성했으나, 그의 사후 영토 분할과 내부 갈등을 겪으며 쇠퇴했다. 아라곤은 강성해진 카스티야에 맞서기 위해 동쪽의 바르셀로나 백작령(카탈루냐)과 통합하여 1162년 아라곤 연합왕국을 결성했다. 
기독교와 이슬람 세력은 1212년 라스 나바스 데 톨로사 전투에서 건곤일척의 승부를 벌였다. 이 전투에서 최종적으로 기독교 군대가 승리하면서 몇세기에 걸친 레콩키스타의 저울추가 마침내 기독교 측으로 기울게 되었다. 패배한 무와히드 왕조는 포르투갈, 카스티야, 아라곤에게 이베리아 남부와 발레아레스 제도를 상실해버렸다. 카스티야는 여세를 몰아 코르도바(1236), 무르시아(1243), 세비야(1248), 카디스(1262)를 점령했으며, 아라곤은 마요르카와 메노르카를 정복하고 1238년 발렌시아를 장악했다. 남쪽으로 밀려난 이슬람 세력은 그라나다를 중심으로 삼아 그라나다 토후국(1232~1492)을 세웠다. 1479년 아라곤의 페란도 2세와 카스티야의 이사벨 1세과 결혼하며 양국이 하나가 된 뒤, 1492년 그라나다 토후국을 정복함으로써 레콩키스타가 종료되었다.

#### 동로마 르네상스

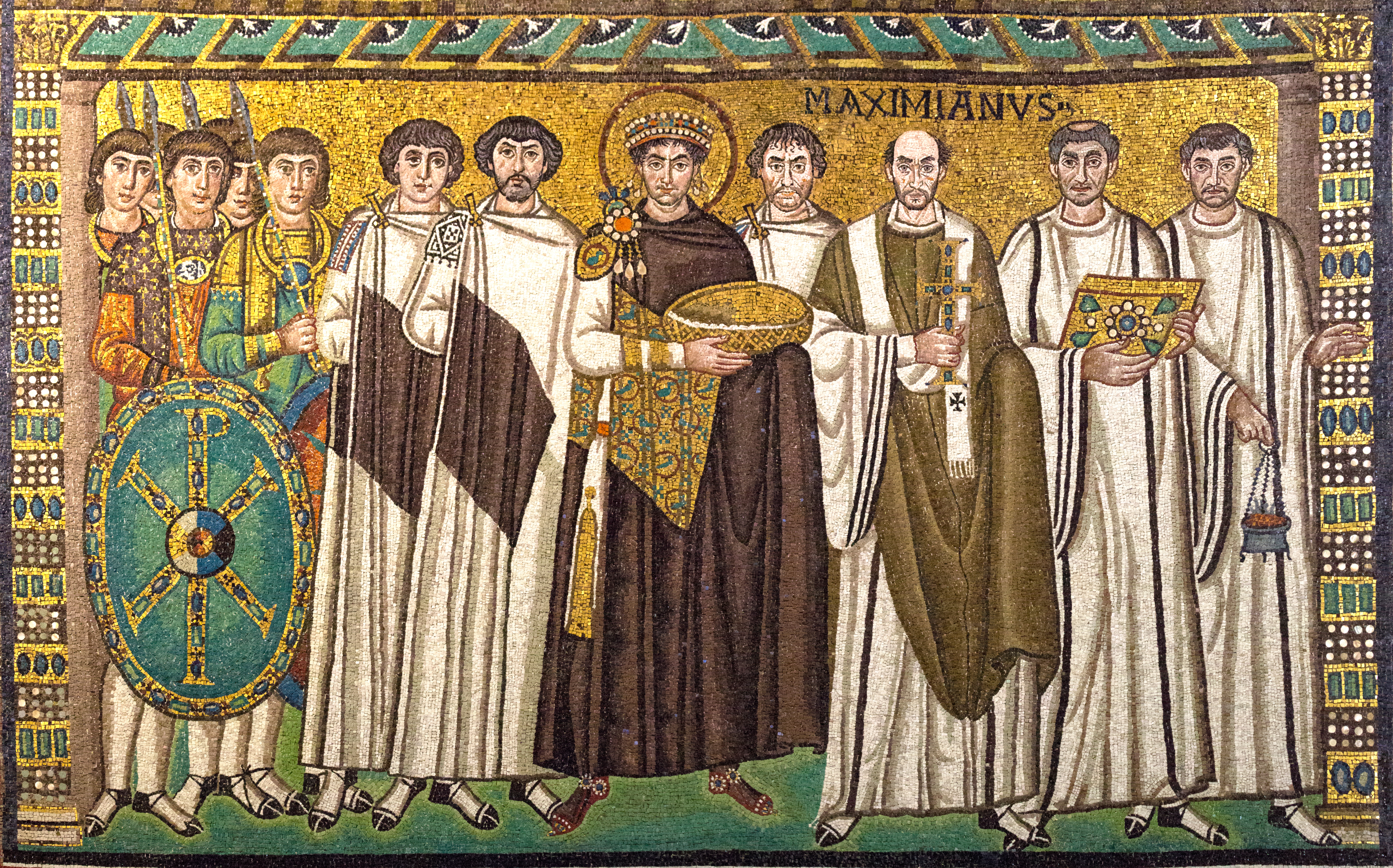
라벤나의 막시미아누스 주교, 수행원, 신하들과 함께 있는 유스티니아누스 1세(가운데)의 모자이크

서유럽에서 새로운 왕국들이 생겨날 즈음에, 동유럽과 발칸반도 일대에 걸쳐 있던 동로마 제국은 7세기 초까지 이어진 경제 부흥을 이루어내면서 이전의 피해를 어느정도 회복했다. 그렇지만 제국의 평화는 대체로 큰 변동을 겪었다. 발칸 반도 너머에서는 수많은 야만족들이 지속적으로 침공해왔으며, 이란 고원의 사산 제국 역시 5세기의 대부분을 제외하고는 계속해서 동로마와 적대관계를 유지했다. 이 시기에 로마법의 성문화가 완료되었는데 그 중 첫번째 작품은 438년에 완성된 테오도시우스 법전(Codex Theodosianus)이었고 두번째 작품은 유스티니아누스 대제의 치세(527~565년)에 편찬된 로마법 대전(Corpus Juris Civilis)이었다. 후자인 유스티니아누스는 또한 콘스탄티노폴리스에 하기아 소피아를 건설하고, 휘하의 벨리사리우스 및 나르세스로 하여금 북아프리카와 이탈리아를 게르만족으로부터 탈환하도록 하는 등의 업적을 세웠다. 그의 훌륭했던 통치는 542년 치명적인 전염병이 창궐하면서 막을 내렸다. 동로마 제국은 막대한 피해를 입었고, 이전과 같이 공세를 펼치기보다는 비교적 수세적인 전술로 일관했는데 때문에 이탈리아 정복은 미완으로 남게 되었다.
유스티니아누스 황제가 사망했을 때, 동로마 제국은 이전 로마 제국의 재건이라는 목표를 반 이상 달성한 상태였다. 새롭게 얻은 영토는 북아프리카와 이탈리아 대부분, 그리고 스페인 남부에까지 이르렀다. 그의 고토 수복 전쟁은 이전까지는 역사가들로부터 영토를 과도하게 확장하여 나중에 이슬람이 팽창하는 요인 중 하나가 되었다고 비판받았지만, 실제로 동로마 제국이 당면한 어려움은 이 전쟁을 위해 소모된 재정과 더불어 제국의 고질적인 문제인 양면 전선, 그리고 군대를 육성하기 어려운 여건 등이 복합적으로 작용한 것이었다.

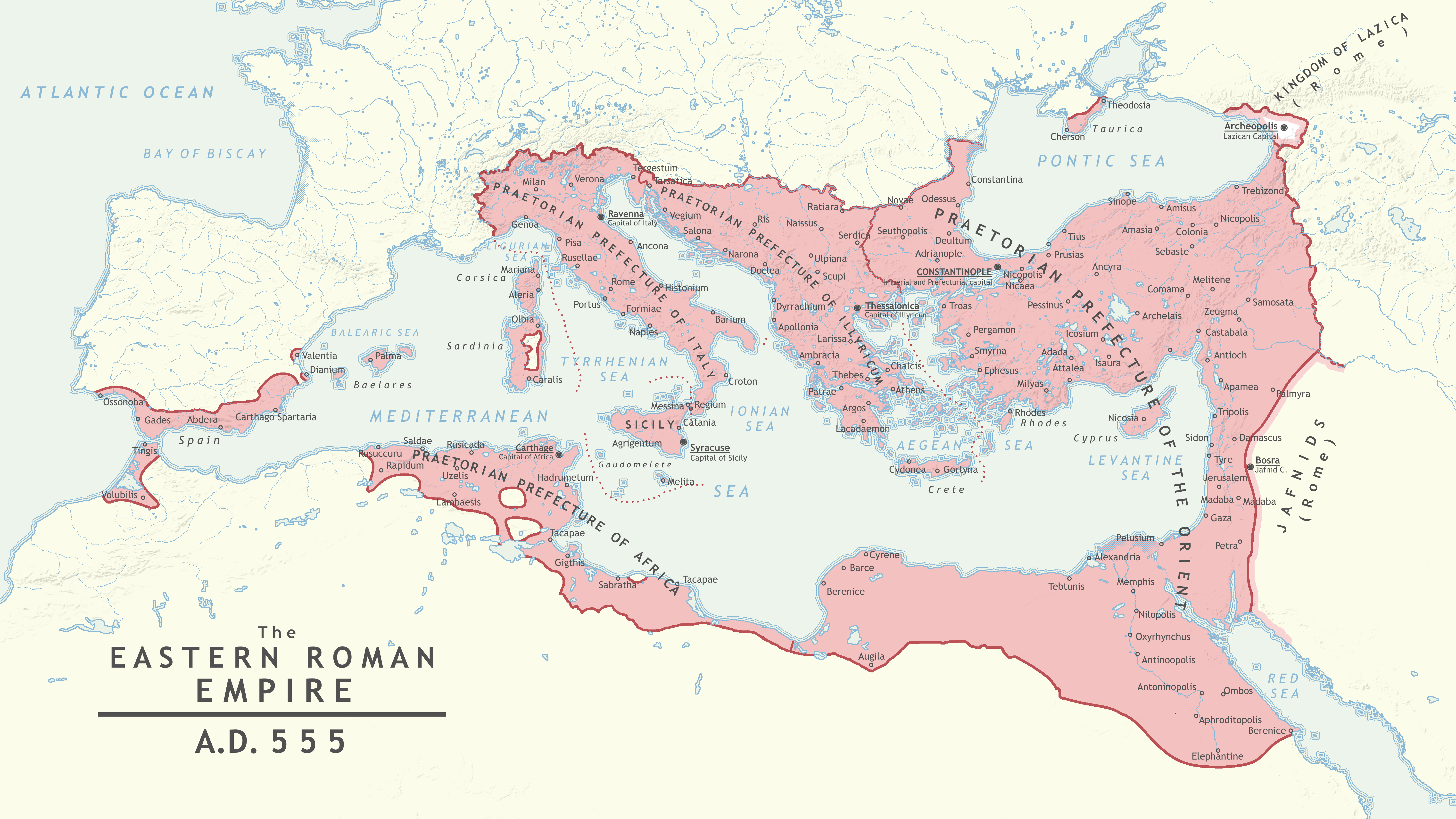
유스티니아누스 1세 치하, 고토 대부분을 수복한 상태의 동로마 제국

슬라브인들이 발칸 반도에 점진적으로 침투하기 시작하자 유스티니아누스의 후계자들은 더욱 어려움을 겪었다. 540년대 후반까지 슬라브 부족들은 트라키아와 일리리아를 잠식했고 551년에는 아드리아노폴리스 인근에서 동로마 군대를 패퇴시켰다. 그 뒤를 이어 아시아에서 아바르족이 넘어왔다. 그들은 560년대에 다뉴브강 이북에서 점차 세력을 확장했고 6세기 말이 되면 중부 유럽의 주요 세력 중 하나가 되었다. 동로마 황제들은 아바르의 침입을 피하고자 그들에게 공물을 바쳐야 했다. 이러한 상황은 대략적으로 8세기 말까지 계속되었다.
설상가상으로 동로마 제국은 또다른 위기에 직면했다. 마우리키우스 사후 일어난 정치적 혼란을 틈타 페르시아가 대대적으로 제국을 침공한 것이었다. 사산 제국은 이라클리오스의 대반격이 성공하기 전까지 아나톨리아 동부, 레반트, 이집트 등을 동로마 제국으로부터 빼앗아갔다. 628년, 제국은 평화 조약을 체결하고 잃어버린 영토를 모두 되찾았다. 그러나 뒤이은 이슬람 세력의 공격으로 인하여, 애써 수복한 영토는 다시금 상실되었고 제국의 영역은 발칸반도와 소아시아 일대로 급격하게 축소되었다. 그뒤 이라클리오스의 후계자들은 이슬람의 맹공에 시달려야 했으나 레온 3세의 시기에 콘스탄티노폴리스로 쳐들어온 아랍군대를 대파함으로써 겨우 한숨을 돌릴 수 있게 되었다.

바실리오스 2세 치하의 동로마 제국

동로마 제국은 바실리오스 1세(867~886년)와 그의 후계자들인 레온 6세(886~912년), 콘스탄티누스 7세(913~959년)의 치하에서 경제적으로 부흥했다. 상업이 활성화되고 대규모의 사업을 뒷받침할 수 있는 자금이 마련되자, 황제들은 모든 지방을 통합하는 중앙집권적인 행정부를 설립하는 데 착수했다. 또한 군대도 대대적으로 재편되어, 요안니스 1세(969~976년)와 바실리오스 2세(976~1025년)는 제국의 국경을 모든 전선에 걸쳐 확장할 수 있었다. 콘스탄티노폴리스에 있는 제국 궁정은 소위 마케도니아 르네상스로 알려진 고전 학문 부흥의 중심지였다. 키리오테스와 같은 작가들은 새로운 찬송가, 시, 기타 문학 작품들을 집필했다. 이 시기에 제국의 영토는 동쪽으로 아나톨리아 반도를 넘어 시리아와 캅카스 일부까지, 서쪽으로 발칸반도 대부분과 이탈리아 남부에 이르렀다.

#### 십자군

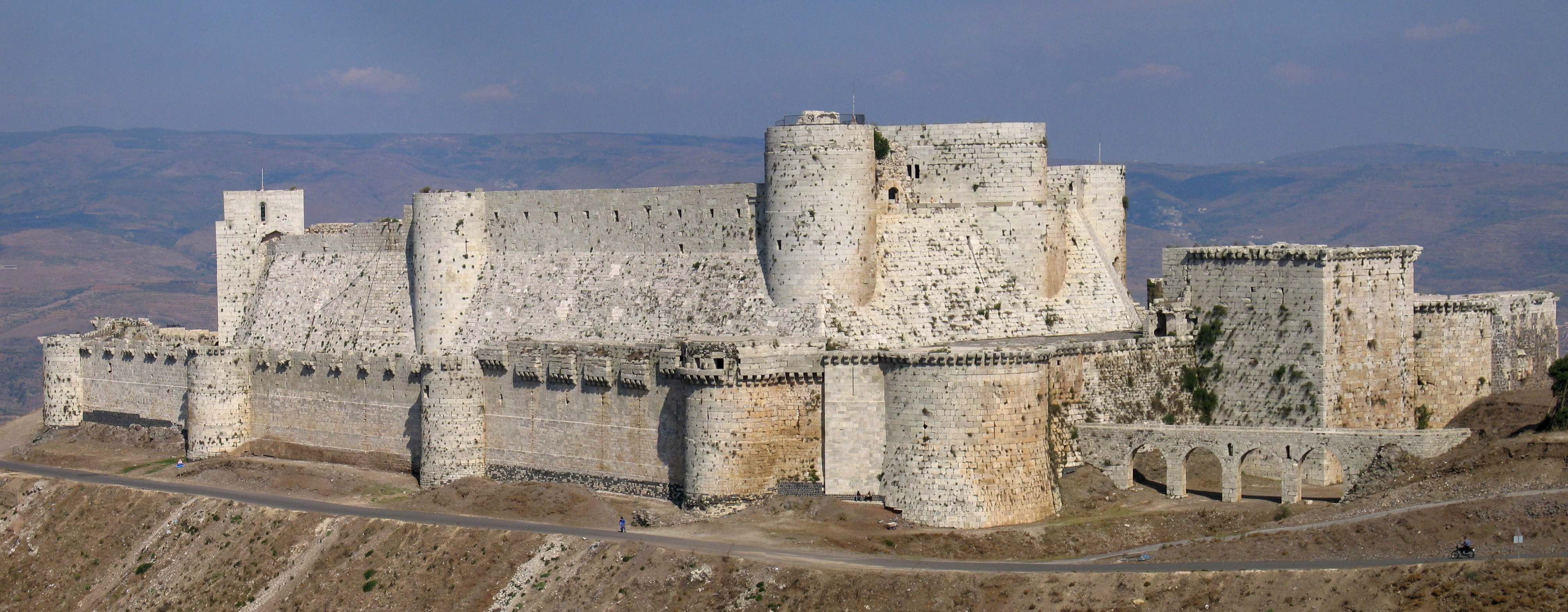
구호기사단이 축성한 요새 크라크 데 슈발리에. 오늘날 시리아 홈스에 위치해있다.

11세기 초, 셀주크 튀르크가 아바스 칼리파의 비호 아래 중동 대부분을 장악하였다. 1071년에 동로마 황제 로마노스 4세는 약탈을 일삼는 튀르크인을 요격하기 위해 친히 군대를 이끌고 출진했지만, 오히려 만지케르트 전투에서 대패하고 그 자신도 포로로 사로잡히는 굴욕을 당했다. 그 뒤로 셀주크인들은 유프라테스 강을 넘어 소아시아의 인구·경제 중심지들을 장악했고, 룸 술탄국을 세워 동방 기독교 세계를 위협했다. 콤니노스 왕조의 통치 아래 동로마 제국은 이전에 입은 피해의 상당 부분을 복구할 수 있었지만, 소아시아를 완전히 되찾지는 못했고 대체로 수세적인 태도로 일관해야 했다. 한편 셀주크 튀르크는 이집트의 파티마 왕조와 예루살렘을 두고 계속해서 갈등을 빚었으며, 발칸 반도에서는 불가리아가 재건되어 동로마 제국에게 반항했다.

1135년경 십자군 국가들의 형세

십자군의 목표는 이슬람 세력으로부터 성지인 예루살렘을 탈환하는 것이었다. 동로마 황제 알렉시오스 1세가 서유럽에 도움을 요청하자, 이를 수락한 교황 우르바노 2세는 1095년 클레르몽 공의회에서 동방의 기독교도들을 도와야 한다며 제1차 십자군을 선포했다. 교황청은 십자군에 참여한 모든 사람에게 그들이 저지른 죄를 사하겠다고 약속했으므로, 수많은 사람들이 십자군에 자원했다. 1099년, 유럽 전역의 각계각층에서 모인 수만 명의 사람들이 동방으로 떠났고 얼마 지나지 않아 예루살렘을 점령했다. 십자군들은 성지로 가는 도중에 현지에 있던 유대인들을 대거 학살하기도 했다. 특히 쾰른, 마인츠, 보름스의 유대인 공동체들과 센강~라인강 사이의 유대 도시들이 심각한 피해를 입었다. 십자군 전쟁의 부산물로서, 수도주의와 성전주의를 결합한 성전기사단 및 구호기사단 등의 기독교 단체가 생겨났다.
십자군의 성지 정복 이후, 레반트에는 그들이 세운 십자군 국가가 생겨났다. 12세기와 13세기 동안 십자군 국가들은 주변의 이슬람 세력들과 계속 전쟁을 벌였다. 특히 1187년에 이슬람의 영웅 살라딘이 예루살렘을 탈환하자, 유럽 국가들은 제3차 십자군을 조직하여 이에 맞섰다. 그러나 이후의 십자군은 당초의 목적과는 비교적 많이 동떨어져 있었다. 1203년, 제4차 십자군은 성지가 아닌 동로마 제국의 수도 콘스탄티노폴리스를 공격하여 점령했고, 그곳에 라틴 제국을 세워 동로마 제국을 심각하게 약화시켰다. 동로마 제국은 1261년에 다시 도시를 탈환할 수 있었지만, 이전의 성세는 온데간데 없었고 이후로는 계속해서 내리막길을 걸었다. 1291년까지 모든 십자군 국가들이 본토가 점령당하거나 강제로 축출당하였지만, 키프로스 왕국만은 이후 몇년 동안 살아남을 수 있었다.
교황들은 레반트 이외에도 스페인, 남프랑스, 발트해 연안 등 다른 지역에서 계속해서 십자군 원정을 시도하는 것을 장려했고, 이에 따라 유럽 내에서 수도사들은 광범위한 교구 성직자망을 만들어 변두리 지역을 기독교화했으며 이단들과 싸웠다. 스페인의 십자군 전쟁은 특히 이전부터 계속되고 있던 재정복 전쟁(레콩키스타)와 합쳐졌다. 성전기사단 및 구호기사단을 비롯하여 수많은 기독교 단체들이 여기에 참여했고, 스페인 본토에서 이와 비슷한 기사단 조직들이 설립되기도 했다. 가장 유명한 것은 12세기 초에 설립된 칼라트라바 기사단과 산티아고 기사단이다. 북유럽은 11세기가 지날때까지 기독교의 영향을 대체로 받지 않았으나, 12세기부터 14세기까지 북방십자군의 일환으로 또다른 전장이 되었다. 이를 위해서, 또다른 수도주의 기사단체였던 검의 형제기사단이 창설되었다. 또다른 기사단체인 튜턴 기사단은 본래는 십자군 국가에서 창설되었지만, 1225년 이후부터는 활동장소를 발트해 지역으로 옮겼고 1309년에는 아예 본부를 프로이센의 말보르크성으로 이전했다. 발트 지역과 핀란드 지역의 이교도들을 개종시키려는 북방십자군의 노력으로, 그곳에 기독교 왕국들과 무력 수도집단이 진출하면서 수많은 원주민들이 기독교 유럽 문화에 강제로 동화되었다. 1387년, 유럽의 마지막 이단 국가였던 리투아니아가 가톨릭으로 개종했다.

#### 기독교권의 형성

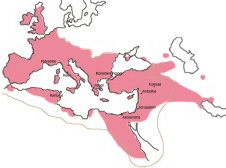
서기 600년경, 중동에서 유럽과 북아프리카 지역으로 퍼져나간 기독교의 영향권. 이를 가르키기 위해 흔히 기독교권이라는 말이 쓰인다.

기독교는 예수가 사망한 뒤인 1세기에 로마 제국의 유다이아 속주에서 그리스적 영향을 받은 헬레니즘 유대교의 한 분파로서 시작되었다. 예수의 제자들은 대대적인 박해에도 불구하고 동부 지중해 지역을 중심으로 신도들을 늘려나갔다(기독교의 확산). 그들의 교리가 점차 유대인이 아닌 민족들에게도 널리 퍼지면서, 기독교는 2세기경에 서서히 유대교로부터 분리되었다. 기독교의 세를 무시할 수 없게 되자 로마 황제인 콘스탄티누스 1세는 밀라노 칙령을 통해 기독교를 포함한 타종교에 대해 관용정책을 펼쳤으며, 나중에 니케아 공의회를 소집하여 기독교를 로마 제국의 국교로서 공식적으로 선포했다.
로마 제국이 분열되고 쇠퇴하면서, 교회의 위상에는 타격이 가해졌지만 교황이라는 이름은 침략자들과의 외교 협상에서 처음으로 중요한 것이 되었다. 그 무렵에 기독교 교회들은 다양한 부족들에게 장기간의 선교 활동과 복음을 통해 그들의 신앙을 널리 전파했다. 강한 수도원 전통을 가진 이집트의 콥트 교회는 4세기부터 나일강 상류로 선교사들을 파견하여 누비아와 에티오피아인들을 개종시켰고, 페르시아의 네스토리우스교는 남쪽으로는 아라비아 반도부터 동쪽으로는 중국에까지 퍼져나갔다. 북유럽에서는 아일랜드의 수도원 교회가 브르타뉴에 복음을 전파했다. 최종적으로 기독교는 마자르인, 게르만인, 켈트인, 발트인과 일부 슬라브인들에게도 확산되었다.
500년경이 되자 기독교는 동로마 제국(비잔틴)과 이탈리아 왕국(동고트 왕국)의 문화에 완전히 녹아들었고 그와 함께 누르시아의 베네딕토는 수도원 규칙을 제정하여 수도원 설립 및 운영에 대한 체계를 확립했다. 수도주의가 인기를 끌면서 유럽 전역에서 기독교는 강력한 세력이 되었다. 아일랜드, 스코틀랜드, 갈리아 지역에 세워진 수도원들은 초기 학문의 중심지 역할을 했으며 9세기에 일어난 카롤링거 르네상스의 밑거름이 되어주었다.

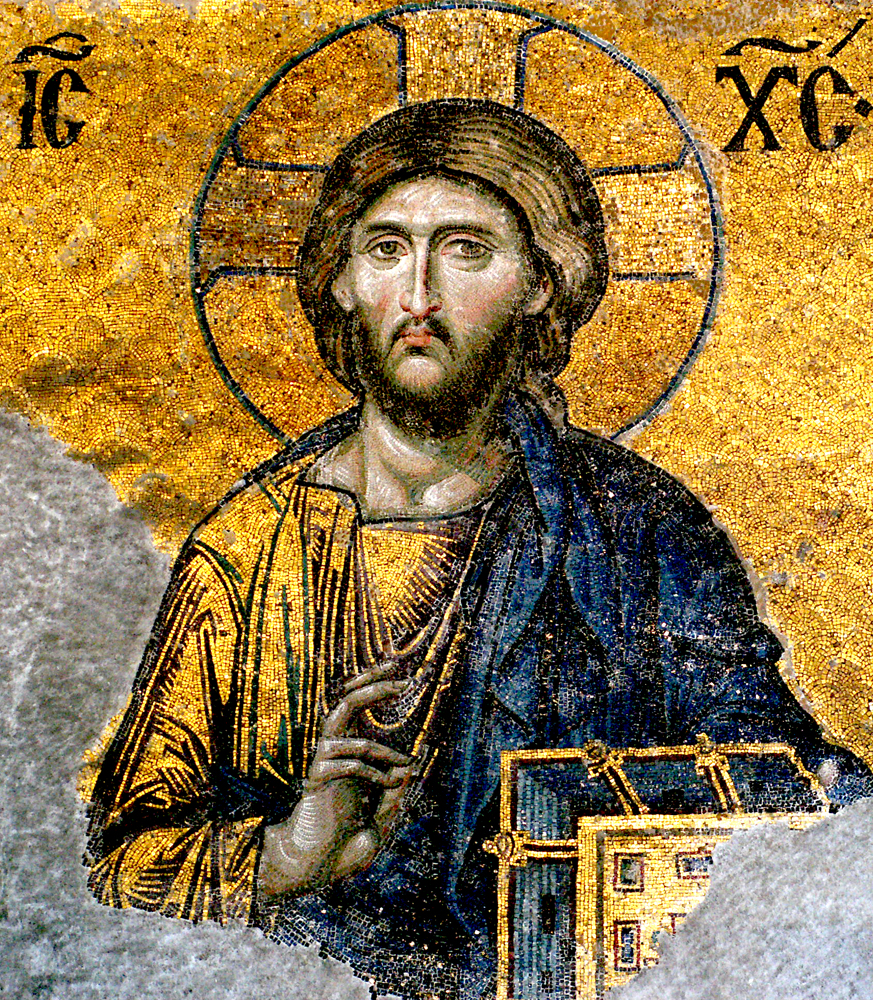
비잔틴 회화 예술의 대표적인 작품으로, 하기아 소피아 대성당에 그려져 있는 디시스 모자이크화이다.

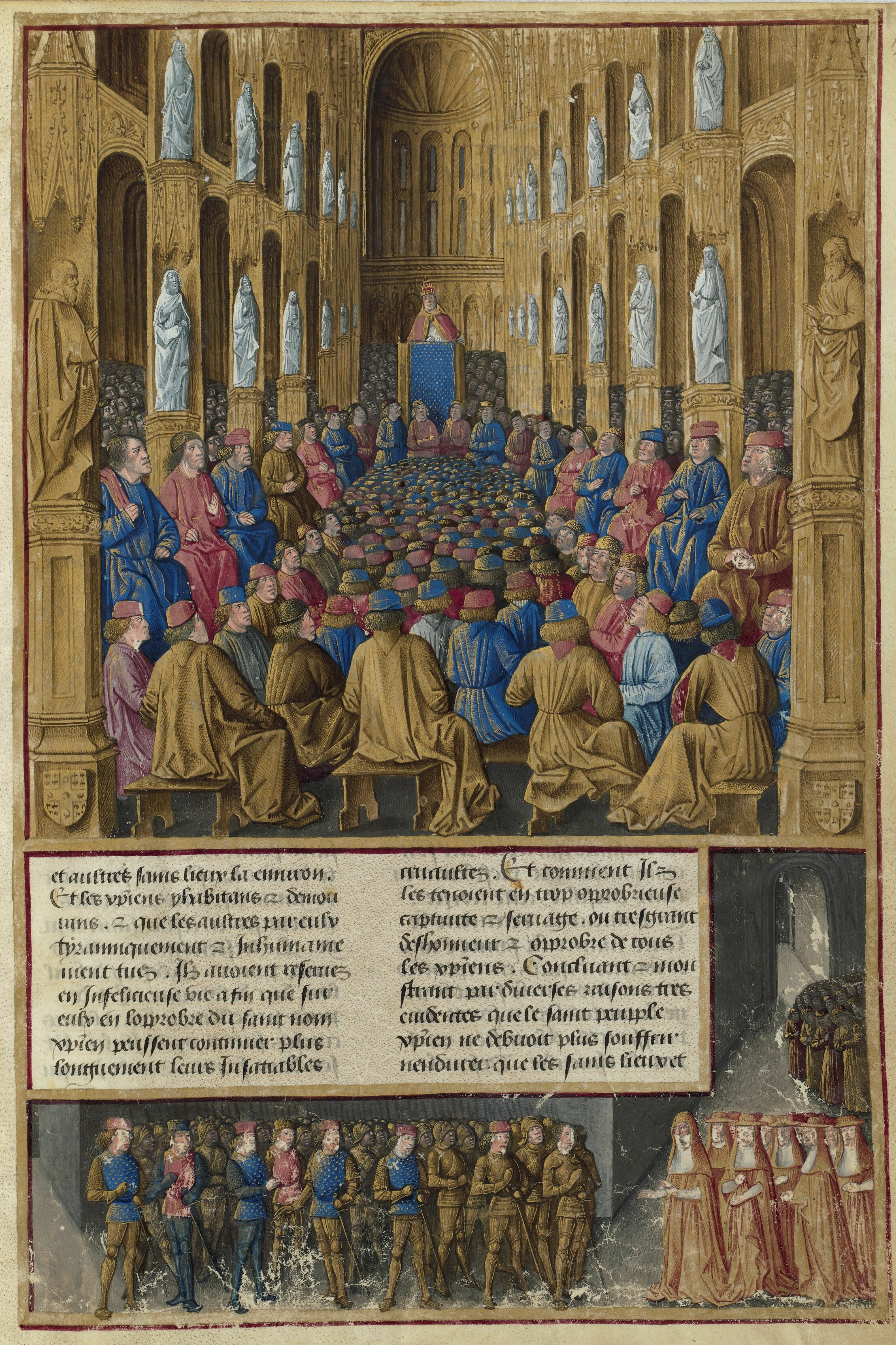
클레르몽 공의회에서 교황 우르바노 2세가 제1차 십자군을 선포하는 장면. 프랑스 화가 장 콜롱브의 1490년도 작인 《Passages d'outremer》의 삽화이다.

7세기에 아랍 무슬림들이 시리아, 북아프리카, 히스파니아를 정복하여 이전에 그 지역에 있었던 기독교도들을 이슬람으로 개종시키자 기독교권에 위기가 닥쳤다. 그 과정에서 기독교인들은 5곳의 주요 교구 중 3곳(안티오키아, 예루살렘, 알렉산드리아)을 잃어버렸다. 기독교가 이렇게 무력하게 패배했던 이유는 동로마 제국이 페르시아와의 기나긴 전쟁으로 인해 크게 약화되어 있었기 때문이었다. 이슬람은 이제 동쪽으로는 아나톨리아 반도로부터, 서쪽으로는 이베리아 반도로부터 쳐들어왔다. 그러자 로마와 콘스탄티노플은 선교의 방향을 북쪽의 슬라브족들에게로 돌렸다. 러시아 대공은 동방정교회를 선택했고, 988년 블라디미르 1세가 세례를 받았다. 한편 헝가리와 폴란드는 카톨릭을 선택했다. 또한 이 시기에 서쪽의 게르만인들 역시 기독교와의 연대를 중요하게 여기기 시작했다. 8세기 들어 카롤루스 왕조가 급격히 부상하자, 교황청은 그들이 통치하는 프랑크 왕국과의 관계 개선에 신경을 더욱 기울였다.
중세 시대는 교회 내부에 큰 변화를 가져왔다. 교황 그레고리오 1세는 교회정치와 행정제도를 일신하여 후대에 전해주었다. 한편 8세기 초에 동로마 제국에서는 이슬람의 영향으로 성상 파괴 운동이 일어났는데 이것은 로마와 콘스탄티노플 간에 분열의 씨앗이 되었다. 787년에 열린 제2차 니케아 공의회에서 서방 기독교 세계는 성상 옹호 주의를 채택했다. 10세기 초, 클뤼니 대수도원으로 대표되는 수도원들의 영향력이 강해지자 수도주의는 더욱 활기를 띠었다.
11세기 이후 서유럽권에서는 일부 오래된 성당 학교가 대학교가 되는 일이 흔했다(ex. 옥스포드 대학교, 파리 대학교, 볼로냐 대학교 등). 이전에는 수도사나 수녀가 운영하는 사원학교, 수도원 학교 등이 고등 교육을 담당했었다. 이러한 학교들이 설립되고 운영되었다는 증거는 적어도 서기 6세기경으로 거슬러 올라가며, 아마도 중세 기독교적인 환경에서 등장했을 것이다. 이들은 성직자, 변호사, 관료, 의사를 양성하기 위한 체계적인 학술 프로그램을 가지고 있었고 교육 커리큘럼 역시 나름대로 잘 짜여져 있었다.
중세 성기에 들어 유럽 전역에 '신도시'가 부상하면서, 수도원을 떠나 새로운 도시 지역에서 '성스러운 삶'의 방식으로 신을 추종하기 위한 탁발수도회가 설립되었다. 이들 중 가장 유명한 것은 아시시의 프란치스코가 세운 프란치스코회, 그리고 도미니코가 세운 도미니코회였다. 두 수도회 모두 유럽의 대학 발전에 기여했다. 또 다른 새로운 수도회는 시토회였는데, 이들은 버려지거나 아직 개척되지 않은 지역에 수도원을 설립하여 기독교 확산을 주도했다. 이 시기에 교회 건축은 새로운 차원에 이르렀고, 로마네스크 양식과 고딕 양식 등으로 지어진 성당들이 여럿 등장했다.
기독교 민족주의는 기독교가 역사적으로 번성했던 영토를 되찾으려는 열망이 거세지면서 등장했다. 때마침 이슬람으로부터 기독교권을 수호하던 동로마 제국이 1075년 만지케르트 전투에서 셀주크 제국에게 크게 패배하는 사건이 일어났다. 동로마 황제 알렉시오스 1세는 이에 마지못해 서유럽 국가들에게 구원을 요청했으며, 교황 우르바노 2세는 여세를 몰아 이슬람으로부터 성지를 탈환하기 위한 십자군 전쟁을 선포했다. 하지만 십자군은 성지를 되찾는다는 기존의 목표 달성에는 실패했으며, 오히려 제4차 십자군이 동로마 제국의 수도인 콘스탄티노플을 약탈하면서 서방 기독교 세계와 동방 정교회 세계 간의 분열만 부추기는 결과를 가져왔다.
8세기 이후로 이슬람의 위협이 소강 상태에 접어들자, 로마와 콘스탄티노플 간의 갈등은 점차 첨예해져 갔다. 기독교 교회는 7세기에서 13세기 사이에 일련의 내부 갈등을 겪었고, 이로 인해 라틴계 서방 기독교와 그리스계 동방 정교회로 분열되었다(교회의 대분열). 양측은 행정적, 전례적, 교리적 문제ㅡ 특히 교황의 종교권력 독점에 대해 의견이 일치하지 않았다. 동로마 제국과 동방정교회가 이슬람 세력 및 야만인들의 공격으로 점차 쇠퇴하는 반면, 교황은 서유럽의 게르만-라틴 국가들에게 지속적인 영향력을 행사했다. 신성로마제국이 세워지고, 프랑크 왕들이 교회의 권위를 인정하면서 교황과 서방 기독교의 힘은 나날이 커져갔다. 1274년의 제2차 리옹 공의회와 1439년의 피렌체 공의회를 포함하여 양 기독교권을 통합하려는 시도가 몇 차례 있었지만 대체로 실패로 돌아갔고, 이 두 교회는 오늘날까지도 분열 상태에 있다. 그러나 가톨릭 교회는 다양한 소규모 동방 교회와는 연합하는 데 성공했다.

### 중동

#### 이슬람 세계의 발전과 흥망성쇠

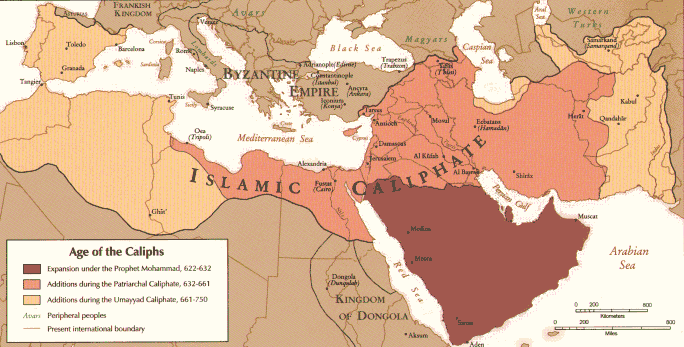
아랍 이슬람 제국(칼리파국)의 변화
622-632: 무함마드 지배 시기의 영토
632-661: 라쉬둔 칼리파국 시기에 확장된 영토
661-750: 우마이야 칼리파국 시기에 확장된 영토

이슬람의 창시자인 무함마드는 570년 즈음에 아라비아 반도의 종교·상업 중심지였던 메카에서 태어났다. 전통적인 설명에 따르면, 도덕적인 타락과 우상 숭배에 시달리면서 은둔 및 영적인 사색을 추구하던 무함마드는 우연히 메카 인근의 자발 알 누르 산에 있는 히라 동굴로 들어갔고, 그곳에서 천사 가브리엘로부터 첫번째 계시를 받았다고 한다. 이때가 서기 610년이며, 오늘날 역사학자들은 이슬람의 시작일을 610년 또는 그 무렵으로 잡는 편이다.
| “ | لا إله إلا الله محمد رسول الله 알라 (하나님) 외의 신은 없으며, 무함마드는 하나님의 사자이다. | ” |
|   | — 이슬람의 신앙고백문인 샤하다 중 한 구절                                                    |   |

무함마드는 자신이 받은 가르침ㅡ 다른 사람들에게 유일신에 대한 복종, 임박한 최후의 심판에 대한 기대, 가난한 사람들을 돌볼 것을 주변 사람들에게 전파했다. 무함마드의 단순하고도 명료한 메시지는 다신교와 차별이 만연했던 아라비아 반도에서 소수의 추종자들을 사로잡았고, 반대로 유명 인사들로부터는 점점 더 반대를 받았다. 결국 무함마드는 서기 622년경에 이웃한 도시인 메디나로 이주해야 했다(헤지라). 그곳에서 무함마드는 신권론에 입각하여 자신의 정치적·종교적 권위를 확립했다. 바드르 전투와 참호 전투에서 잇달아 진압군을 패퇴시킨 무함마드는 629년에 메카로 다시 돌아와서 그곳을 이슬람의 진원지로 삼았다.

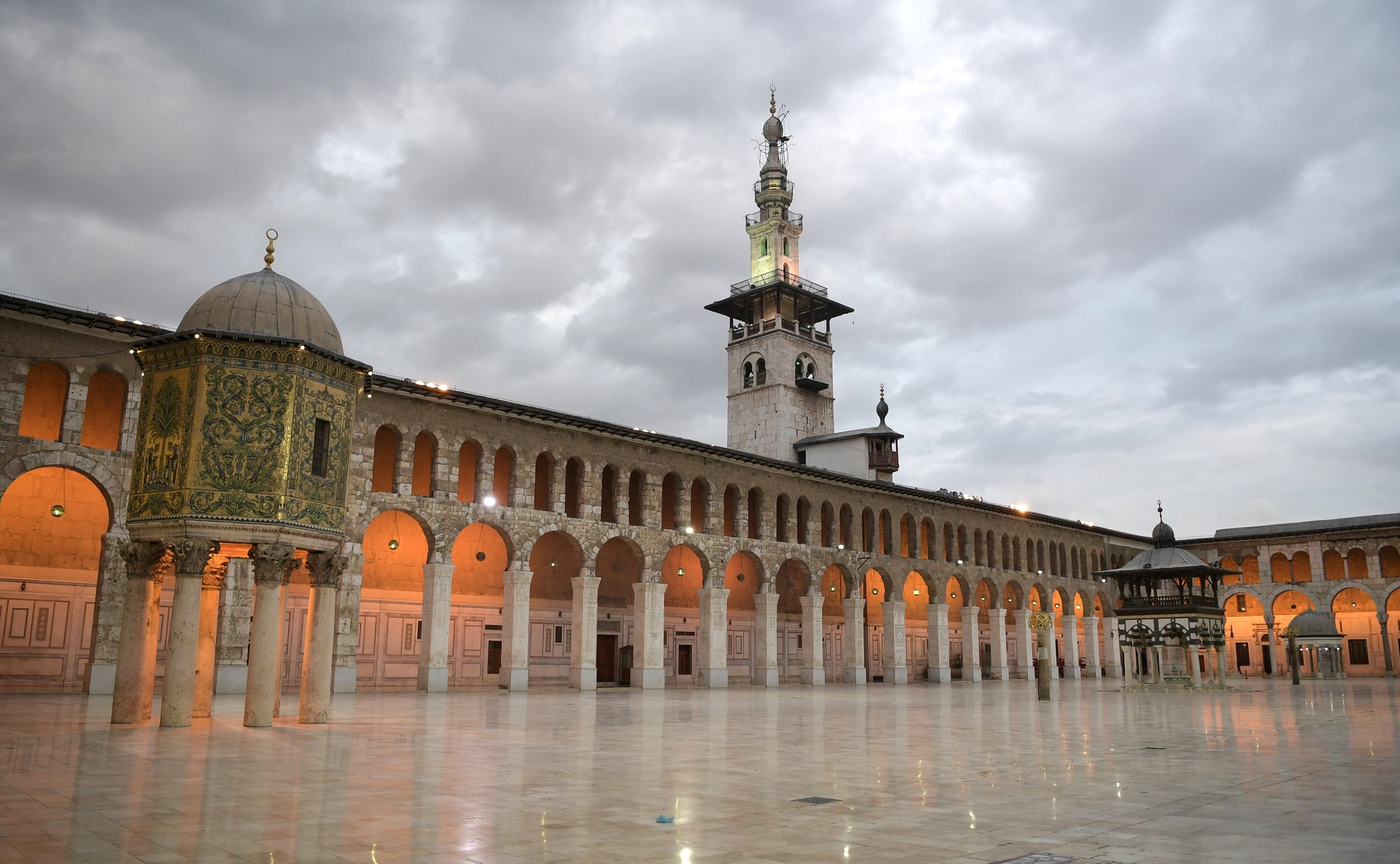
우마이야 칼리파국 시대에 건설된 시리아 다마스쿠스의 우마이야 모스크

610년에 이슬람이 창시된 이래로, 무함마드와 그의 후계자들은 수많은 부족으로 나뉘어 있던 아라비아 반도의 베두인들을 종교적인 기치 아래 하나로 통합했을 뿐만 아니라, 통일된 힘을 외부로 집중시켜 폭발적으로 세력을 확장하는 놀라운 영향력을 보여주었다. 무함마드가 사망한 지 20년도 채 지나지 않아, 이슬람 군대는 팔레스타인, 시리아, 이집트를 군사적으로 압박하여 동로마 제국의 군대를 소아시아로 밀어내고 당시 중동의 강대국이었던 사산 제국까지 멸망시켰다(초기 무슬림 정복). 이후 우마이야 칼리파국과 아바스 칼리파국이 세워지면서 이슬람의 세력은 더욱 확장되어, 서기 8세기 중반에는 서쪽으로 북아프리카를 건너 이베리아 반도를 정복했으며 동쪽으로는 당나라 군대를 격파하고 중앙아시아와 인더스 강 유역에까지 도달할 정도가 되었다. 그 뒤를 이은 파티마 칼리파국, 셀주크 제국, 아이유브 왕조 및 맘루크 술탄국 등의 이슬람 국가들은 세계에서 가장 영향력 있는 세력 중 하나였다. 문화적, 사회적으로 고도로 페르시아화된 제국은 세계의 기술 및 과학 발전에 크게 기여했다. 이슬람의 황금 시대는 수많은 문화의 중심지를 탄생시켰고, 중세 시기 동안 저명한 과학자, 천문학자, 수학자, 의사, 철학자를 배출했는데 이들의 업적은 심지어 오늘날까지도 남아서 우리에게 전해졌다. 이 시기는 전통적으로 아바스 칼리파 하룬 알 라시드의 치세(재위:786~809년)에 시작된 것으로 알려져 있으며, 이때 이슬람 세계의 모든 학자들이 바그다드의 지혜의 집에서 고전 지식들을 아랍어와 페르시아어로 번역했고, 나중에 이를 유럽으로 전해주면서 서양 문명이 발전하는 데 도움을 주었다. 
중동에 대한 아랍의 지배는 11세기 중반 셀주크 튀르크가 도착하면서 끝을 맺었다. 이들은 튀르크족의 본향이었던 중앙아시아에서 이주한, 이슬람화된 유목민이었다. 셀주크인들은 당시 수많은 세력들로 나뉘어져 혼란스럽던 중동을 재패하고 십자군 전쟁 동안 성지 예루살렘을 두고 유럽 국가들과 일진일퇴를 벌였다. 십자군들은 레반트에 여러 국가들을 세운 것 외에는 그다지 성과를 거두지는 못했고, 오히려 같은 기독교 국가였던 동로마 제국을 약화시키는 결과만 가져왔다. 13세기 초, 몽골이라는 새로운 침략자들의 물결이 이 지역을 휩쓸었다. 몽골인들은 페르시아와 아나톨리아 대부분을 정복하고 일 칸국을 세웠지만, 맘루크 왕조가 지배하던 이집트와 시리아만큼은 정복하지 못했다. 일 칸국은 14세기 중반에 빠르게 붕괴했고 그 자리에는 다시 수많은 세력들이 들어서 서로 분열을 반복했다. 이는 14세기 후반 중앙아시아의 군벌 티무르가 쳐들어오기 전까지 계속되었다.

#### 북아프리카
7세기의 북아프리카는 크나큰 정치적 변동을 겪었다. 이슬람의 팽창으로 인하여 동로마령 북아프리카 속주와 베르베르 왕국이 멸망했기 때문이었다. 이후 한동안 우마이야 왕조의 속주로 편입되었던 북아프리카는, 8세기경 우마이야 왕조가 멸망하고 아바스 왕조가 들어서자 점차 중동의 영향력에서 이탈하려는 모습을 보였다. 모로코에서는 최초의 독립 이슬람 왕조였던 이드리스 왕조가 출현했고, 그 옆의 알제리와 리비아에서도 아글라브 왕조가 아바스 본국으로부터 마그레브의 통치권을 위임받는 형식으로 대부분의 지역을 지배했다.
10세기 무렵, 시아파 계통의 파티마 왕조가 아글라브 왕조를 전복시킨 뒤에 북아프리카의 서쪽과 동쪽으로 그들의 새로운 신앙을 전파하기 시작했다. 969년에는 이집트가 파티마 왕조에게 함락되었고 얼마 있지 않아 시리아와 헤자즈마저 파티마 왕조의 손에 떨어졌다. 또한 서쪽으로는 알제리와 모로코가 파티마 왕조의 영향권에 들어왔다. 하지만 파티마 왕조도 12세기에 약화되어, 파티마 칼리파는 허수아비가 되었고 실권은 재상(와지르)가 차지하게 되었다. 결국 12세기 중엽 재상이었던 살라흐 앗 딘(살라딘)이 제위를 찬탈하여 아이유브 왕조를 세우게 된다. 그러나 아이유브 왕조 역시 13세기에 그들의 사병이었던 맘루크에게 멸망하였고 그 자리에는 맘루크 왕조가 들어섰다.
그보다 더 서쪽의 모로코에서는, 11세기 무렵에 광신적인 신앙을 가지고 있던 베르베르인들이 무라비트 왕조를 세워 사하라 사막 이남과 이베리아 반도로 세력을 확장하였다. 12세기에는 그보다 더 급진적이고 교조적이었던 무와히드 왕조가 일어나 무라비트 왕조를 대체했다. 13세기 후반 무와히드 왕조가 몰락하자 마린 왕조, 자얀 왕조, 하프스 왕조 등이 등장하였다.

## 근세
근세(近世, Early morden era)는 중세 이후 1789년 ~ 1800년까지의 시대를 가리키며, 그중 1450년에서 1500년대 사이의 기간은 중세 시대와 겹치기도 한다. 이 시대에는 전세계적으로 수많은 중요한 사건들이 일어났는데, 대표적으로는 오스만 제국에 의한 콘스탄티노폴리스의 함락, 르네상스의 시작, 종교 개혁의 물결, 인쇄술의 보급, 원시 세계화, 유럽 열강들의 미탐험지 개척 등이 있다. 한편으로 근세는 화약을 이용한 화기의 광범위한 전파와 그에 뒤따른 전술의 발전으로 인하여 육지와 해상에서의 전쟁 양상이 크게 변화하는 시기이기도 했고, 유럽에서는 점점 더 중앙집권적이고 강력한 해군력을 보유한 관료 국가들; 포르투갈, 에스파냐, 프랑스, 영국, 네덜란드 등이 출현하여 점차 세계의 패권을 쥐기 시작했다. 역사학자들은 오랫동안 유럽이 어떻게 세계의 중심으로서 떠오르게 되었는지에 대한 원인으로서, 유럽이 기술적인 측면과 1인당 GDP에서 중국을 능가하게 된 시점인 '대분기(Great Divergence)'에 대해 논쟁해왔다.
근세가 시작되었을 때, 세계 여러 지역에서는 정치적·경제적으로 이전 중세의 그것과는 확연하게 달라진 변화가 일어났다. 유럽에서는 봉건제가 쇠퇴했고, 십자군 전쟁의 종말과 함께 서유럽권은 로마 가톨릭으로 종교적 통합이 이루어졌다. 그러나 16세기 들어 독일에서 종교 개혁이 시작되어 기존의 질서는 무너졌고, 개신교와 가톨릭의 대립으로 30년 전쟁이 일어나 전유럽을 휩쓸었다. 이 참혹한 전쟁은 1648년 베스트팔렌 조약이 체결되며 막을 내렸다. 그러는 와중에도 유럽은 상업 혁명기를 맞이하여 아메리카를 식민지화하였으나 카리브해를 중심으로 해적들이 창궐하여 이들은 한동안 유럽 국가들의 크나큰 골칫거리가 되었다. 한편 비슷한 시기에 동유럽에서는 러시아가 몽골의 지배에서 벗어나 극동으로 영향력을 확장해나가기 시작했다. 러시아인들은 1647년에 태평양 연안에 도달했고 19세기까지 시베리아와 극동 지대에 대한 통제권을 완전히 확보하였다.

## 현대
현대는 현재의 정치 체제하의 시대와, 현재의 국제 사회 체제하의 시대를 가리키는 역사 개념이다. 2011년 현재 "현대"의 시작은 1945년 제2차 세계 대전 종결 (5월 8일 독일의 항복, 9월 2일 일본의 항복), 1989년 냉전 종식 (동유럽 혁명) 중 하나를 가리키는 것이 일반적이다.

### 냉전

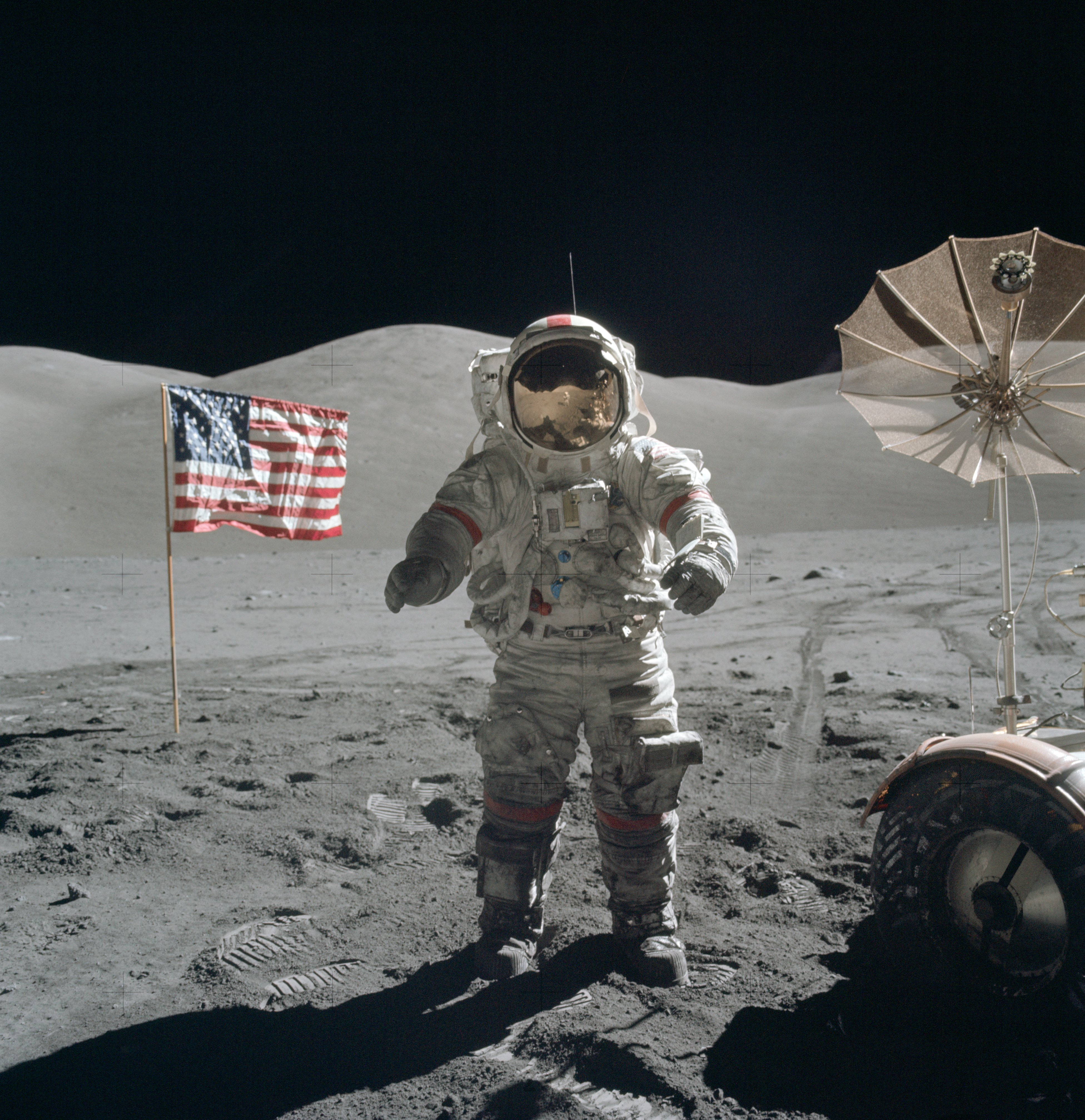
아폴로 17호의 달착륙 (1972년)

제2차 세계 대전이 끝난 1945년부터 1960년대에 이르기까지 세계 각지의 식민지들이 대부분 독립하였다. 이들 국가중 상당수는 냉전 시기 비동맹주의를 고수하였고 미국과 소련이라는 양대 강국과 떨어진 다른 세계라는 의미의 제3세계로 불렸다. 제3세계라는 용어는 사회주의국가가 붕괴한 오늘날에도 남북문제와 같은 경제 관계에서 여전히 관용적으로 사용된다.
제2차 세계대전 이후 세계 각국은 전지구적인 전쟁의 위험을 줄이고 평화 체제를 구축하기 위해 유엔을 결성했다. 최초 회원국은 51개 국이었으며 현재 193개 국이 가입되어 있다. 한편으로 종전 후 수십년 동안 제국주의 국가들이 아시아와 아프리카에 점령했던 식민지들은 때로는 독립권 부여나 자체 투쟁으로, 때로는 독립전쟁을 통해 독립을 쟁취하여 하나의 국가로 변모하였다. 그러나 이렇게 새로이 독립한 국가들은  신식민주의, 사회정치적 혼란기, 빈곤과 문맹 등의 난관을 마주해야 했다.
서유럽 국가들은 경제적 위기감 등을 계기로 일종의 정치경제 공동체인 유럽 연합 (EU)을 결성해 나갔으며, 냉전이 끝난 이후에는 동쪽의 구소련 위성국가들도 편압하게 되었다. 그러나 헌법 제정에 앞서 연합규약을 두었던 미합중국과는 달리, 유럽연합은 그에 맞먹는 정치경제적 공동조직이 미성숙한 덕에 유효성이 보다 떨어진다는 걸림돌을 안고 가야 했다. 한편으로 아시아와 아프리카 국가들도 아세안이나 아프리카 연합과 같은 대륙별 연합체 결성에 잠정적인 첫걸음을 내디뎠다.
냉전 과정에서 또다른 세계대전을 저지하기 위하여, 혹은 그에 대비하기 위하여 기술 발전에 속도가 붙게 되었다. 제2차 세계대전 이전에 정립되어 전시에 긴급상황을 지원하였던 제트기, 로켓, 컴퓨터 등이, 전쟁 이후의 기술발전으로 제트 여객기를 통한 항공여행, 인공위성과 GPS 등의 수많은 응용기술, 컴퓨터를 잇는 인터넷의 발명과 그것으로 촉발된 정보화 시대로 거듭나게 되었다.
- 군사동맹: 북대서양 조약 기구와 바르샤바 조약 기구
- 대리전 : 한국 전쟁, 베트남 전쟁
- 데탕트
- 소련의 붕괴
- 독일의 통일

### 21세기

21세기의 상하이

1950년대 이후 이어져왔던, 인류가 자초한 핵무기 위협은 21세기에 들어서도 계속되었다. 핵무기를 새롭게 개발하여 배치하고자 하는 나라들과 그렇게 하지 않도록 막으려는 기존 보유국들 간에 신경전이 이어지는 것이다. 그와 동시에 핵무기를 지닌 국가들 사이에서는 모든 핵무기를 점차 줄여나가자는 서약을 이행하는 데 별다른 열의를 보이지 않았다. 이 같은 핵무기가 그것의 사용 대상에게는 물론 보유국에게도 똑같이 위험천만한 존재가 되고 있는 것은 여전하다.
한편으로 21세기에는 날로 고조되는 경제적 세계화와 통합, 그리고 그 결과로 상호연결된 경제에 딸린 위험성 역시 증가하고 있다는 점이 주된 특징이며, 휴대전화와 인터넷을 통한 통신 확대로 경제, 정치, 개인 사생활에 이르기까지 사회의 근본적 변화를 일으키는 중이다.
- 신자유주의
- 이라크 전쟁
- 9·11 테러
- 재스민 혁명

## 같이 보기
- 문화사 (cultural history)

### 설명주1
1. ↑  이 날짜는 2015년 케냐의 로메키(영어판) 유적지에서 초기 석기가 발견된 것을 근거로 하는 것이지만,[12] 몇몇 고생물학자들은 에티오피아 디키카(영어판)에서 도축의 흔적이 있는 뼈가 발견된 것을 근거로 석기가 약 339만 년 전에 발명되었다고 주장하기도 하며[13] 아예 두 지역의 발견 자체에 대해서 의문을 제기하는 학자들도 있다.[14]
2. ↑  아프리카의 호모 에렉투스 아종은 '호모 에르가스테르'라고 명명되었다
3. ↑  2018년 중국 샹첸에서 발견된 210만 년 전의 석기로 인해 호모 에렉투스의 분화 날짜가 바뀔 수도 있다.[22]
4. ↑  아프리카 남부에서 발견된 불에 탄 뼈들은 150만 년 전의 인류가 음식을 익혀 먹는 방법을 터득했음을 보여주는 근거였다.[9]
5. ↑  몇몇 학자들은 약 20만 년 전이라고 추정하기도 한다.[33]
6. ↑  호모 로데시엔시스(Homo rhodesiensis)라는 용어도 이따금 사용된다.
7. ↑  이 날짜는 2018년 이스라엘의 미슬리야 동굴(영어판)에서 발견된 위턱뼈를 조사한 결과를 기반으로 추정한 것이며,[46] 2019년 그리스의 아피디마 동굴(영어판)에서 발견된 화석 두개골을 조사한 결과에 따르면 210,000년 전으로 앞당겨질수도 있다고 한다.[47] 다만 후자의 연구 결과는 현재 많은 논란이 있다.[48]
8. ↑  다른 학자들은 인류가 중앙아시아를 거쳐 중국으로 갔거나 아니면 여러 경로를 통해 다양한 지역으로 분산되었다고 주장한다.[52]
9. ↑  다만 최초의 소는 약 10,500년 전 오늘날의 튀르키예와 파키스탄 일대에 폭넓게 분포하던 야생 오록스를 가축화함으로써 탄생했다.[74]
10. ↑  레반트의 나투프 문화와 중국의 초기 신석기 문화가 그 예로 꼽힌다.
11. ↑  몇몇 학자들은 년도를 기원전 6,000년에서 5,000년 즈음으로 추정한다.[87]
12. ↑  이 년도는 중국 전설상의 왕조인 하나라의 건국 년도이며 고고학적으로는 확인되지 않았다.[109] 중국 문명의 기원은 초기 양사오 문화와 룽산 문화(기원전 4,000~기원전 2,000년경)에 있지만,[110] 고고학적으로 검증할 수 있는 최초의 중국 왕조는 상나라(기원전 1,750년)이다.[111]
13. ↑  그 이전에도 다양한 형태의 원시 문자(영어판)들이 존재했지만 완전하게 발전된 문자 체계를 구성하지는 못했다.[125]
14. ↑  쐐기 문자는 강가의 갈대를 첨필로 사용하여 점토판에 문자를 새기는 방식으로 기록되었다.[128]
15. ↑  '사르'는 3600을 의미하는 아카드어이다.[176]
16. ↑  피터 클리프트(영어판)가 이끄는 지질학 연구팀은, 기후 또는 하천의 변화가 하라파의 쇠퇴를 초래했는지에 대한 여부를 실험하기 위해 8,000년 전부터 이 지역의 강의 흐름이 어떻게 변화했는가를 조사했다. 지르콘 모래 입자의 U-Pd 연대 측정을 사용한 결과, 그들은 비아스, 수트레지, 야무나와 같이 인더스 강의 히말라야 지류에서 발견되는 전형적인 퇴적물들이 가가르-하크라 강에 있다는 사실을 발견했다. 다만 빙하수로 인해 형성된 강에서 발생한 퇴적물들은 인더스 문명이 발달하기 훨씬 전에, 최소한 10,000년 전에 멈춘 것으로 보인다.[238]
17. ↑  트리파티 외(2004)는 지난 20,000년 동안 가가르-하크라 강의 물 공급 시스템이 히말라야 빙하에서 나온 것이 아니라 그것보다 더 낮은 지대에서 발원한 것이라는 사실을 발견하고, 이것이 전적으로 빗물에 의존했다는 결론을 내렸다. 그들은 또한 이것이 하라파 시대의 강력한 '사라스바티' 강에 대한 생각과 모순된다고 생각했다.[239]
18. ↑  Broke:[244] "The story in Harappan India was somewhat different (see Figure 111.3). "고고학자들이 지역들 사이의 방어와 전쟁의 징후를 거의 발견하지 못했다는 점에서 인더스 강의 청동기 시대 마을과 도시 사회는 일종의 이례적인 현상이다. 홀로세 초중반의 풍부한 몬순 강우량은 모두에게 풍요로운 조건을 형성하고 경쟁의 에너지가 전쟁이 아닌 상업으로 유입된 것처럼 보인다. 학자들은 오랫동안 이러한 비가 기원전 2,600년경 신석기 시대의 마을에서 발생한 하라판 도시의 기원을 형성했다고 주장해 왔다. 그러나, 이제 이 강우량은 하라파 도시들이 개발되기 시작한 바로 그 시짐인 기원전 3,000년경에 서서히 줄어들기 시작한 것으로 보인다. 따라서 남아시아에서의 이 '최초의 도시화'는 후기 홀로세 시대에 시작된 건조에 대한 인더스인들이 초기 대응이었던 것이었을지도 모른다. 이 도시들은 300~400년 동안 유지되었다가, 인더스인들이 영토의 동쪽 범위에 있는 흩어져 있는 마을에 정착해나가면서 점차 버러졌다..."
17 (참고):
a)Liviu Giosan et al., "Fluvial Landscapes of the Harappan Civilization," PNAS, 102 (2012), E1688—E1694;
(b) Camilo Ponton, "Holocene Aridification of India," GRL 39 (2012), L03704;
(c) Harunur Rashid et al., "Late Glacial to Holocene Indian Summer Monsoon Variability Based upon Sediment Records Taken from the Bay of Bengal," Terrestrial, Atmospheric, and Oceanic Sciences 22 (2011), 215–28;
(d) Marco Madella and Dorian Q. Fuller, "Paleoecology and the Harappan Civilization of South Asia: A Reconsideration," Quaternary Science Reviews 25 (2006), 1283–301. Compare with the very different interpretations in Possehl, Gregory L. (2002), 《The Indus Civilization: A Contemporary Perspective》, Rowman Altamira, 237–245쪽, ISBN 978-0-7591-0172-2, and Michael Staubwasser et al., "Climate Change at the 4.2 ka BP Termination of the Indus Valley Civilization and Holocene South Asian Monsoon Variability," GRL 30 (2003), 1425. Bar-Matthews and Avner Ayalon, "Mid-Holocene Climate Variations."
19. ↑  하지만 인더스 문명이 완전히 사라진 것은 아니었고, 이들의 문화는 훗날 인도아리아인에게 많은 영향을 주어 베다 시대 후기까지 줄곧 이어졌다.[246]
20. ↑  제후들 중에서도 유독 강력한 이들은 소위 '패자'(覇者)라고 불렸는데, 패자는 회맹(會盟)을 주최하여 질서를 유지하고, 주 왕실을 명목상으로만 존중한 채로 존왕양이(尊王攘夷, 왕을 받들고 이민족을 배척함) 명분을 내세워 중원을 통제했다(춘추오패).
21. ↑  등자의 발명과 궁기병의 발전으로 유목 세력은 정주 문명에 지속적인 위협이 되었다.[403]
22. ↑  The exact dates are disputed and some periodizations use 1450 as the end point.[417]
23. ↑  불교는 이전에 알렉산드로스 대왕이 이 지역을 정복하고 난 이후에 남겨진 그리스-헬레니즘 문화와 융합하기도 했는데, 대표적인 사례는 서기 1세기 중반 탁실라와 페샤와르 지역에서 번성했던 간다라 양식이 있다.
24. ↑  중앙아시아~중국에 걸쳐 있는 톈산 산맥에서 발견된 유골에서 이 역병의 조상격 되는 DNA가 검출되었으므로 학자들은 이 지역이 병의 발원지라고 생각해왔지만, 현재는 발칸 반도-흑해 연안 지역을 발원지로 추정하기도 하며, 일부 학자들은 게르만족의 대이동을 통해서 병이 서유럽으로 옮겨진 것으로 본다. 최근 연구에 따르면 발칸 반도와 흑해 주변 교역로에서 처음 생겨났다고 한다.
25. ↑  1980년대의 역사학자들은 541년에 창궐한 유스티니아누스 페스트가 아시아에서 유래했다고 설명했다. 질병 자체는 오늘날의 키르기스스탄~타지키스탄에서 발생했을 가능성이 높지만, 그 시작은 서양 문명권에서 이루어졌으며 나중에 가서 동양 문화권으로 퍼져나갔을지도 모른다. 전염병이 동로마 제국에 도달하기 전인 6세기의 아시아에서 창궐한 전염병에 대한 언급은 거의 존재하지 않는다. 541년의 범유행전염병은 악숨(에티오피아)나 동아프리카의 다른 지역에서 발생했을 수도 있으며, 이것이 북쪽으로 이동하여 이집트에서 발병한 뒤 동로마 제국 전역으로 퍼진 것으로 보인다. 그 뒤로 이 질병에 대한 기록이 계속 등장하는데, 543년 동로마령 아르메니아를 침공한 페르시아 군대가 이 질병에 감염되었으며 549년에는 중국 남부의 수도에서 원인을 알 수 없는 역병이 창궐했다고 나온다. 이후 200년 동안 이 질병은 주기적으로 중앙아시아 및 동아시아에서 나타났다가 사라졌다를 주기적으로 반복했다. 한국과 일본에서 처음으로 이 전염병이 기록된 것은 698년의 일이며, 최소한 페르시아 동쪽에서 유행한 전염병 일부가 실크로드 및 다른 무역로를 따라 전파되어 도달했을 가능성이 높지만 확실하지는 않다.[453]
26. ↑  과거에는 전염병이 주요 항구 등을 통해, 무역 네트워크와 대도시를 중심으로 빠르게 번졌다. 이는 로마나 페르시아 입장에서는 특히나 치명적이었는데, 이들은 당대 그 어느 문명보다 도시화율이 높았던 세계였기 때문이다. 그리고 그 주요 도시들도 대부분 지중해 해안 및 메소포타미아~페르시아만 일대를 따라 설립된 항구 도시들이었다. 이리하여 알렉산드리아가 괴멸적인 타격을 입었으며, 팔레스타인과 시리아도 큰 피해를 입었다. 페르시아 역시 주요 도시들에서 파괴적인 인구 감소에 직면했다. 로마 제국 경제의 원동력이었던 이집트는 황폐화되었고, 그리고 다른 지역에서도 사람들이 너무 많이 죽어 세수와 병력도 급격히 감소했다. 그럼에도 불구하고 기본적으로 국방과 행정을 위한 자원은 계속 필요로 했으니 무거운 세금을 계속 부과할 수밖에 없었으며 이는 다시 악순환으로 이어졌다. 이와 같은 상황에서 무역, 농업 생산, 공산품 생산, 병력 동원이 모두 감소했다.

### 설명주2
1. ↑  영어로 노예를 뜻하는 '슬레이브(slave)'는 슬라브족을 가리키는 라틴어 '슬라비쿠스(slavicus)'에서 유래했다.[490]
2. ↑  역사학자들은 이러한 제도를 코미타투스라고 일컫는다. 이 용어는 2세기의 역사학자 타키투스가 권력자들의 측근을 묘사할 때 사용한 것이 어원으로, 19세기에 한번 더 각색되어 오늘날에 이르게 된 것이었다.[499][500]
3. ↑  무슬림 군대는 719년 과달레테 전투에서 서고트 군대를 물리친 이후로 724년까지 히스파니아를 완전히 정복했다.[513]
4. ↑  연대기에 따르면, 피핀은 교황 스테파노 2세로부터 이 행위에 대한 정당성과 권위를 인정받았다고 한다. 피핀은 이전 메로빙거 왕조를 무능하거나 잔인한 통치자로 묘사하고, 선조 카롤루스 마르텔의 업적을 드높이는 한편으로 자신의 가문에 대해서 위대하거나 경건한 이야기를 만들어내는 등 적극적인 선전 활동을 펼쳤다.
5. ↑  이탈리아 반도 전체가 아닌, 북이탈리아 영토만 포함했다.[517]
6. ↑  884년 비만왕 카를에 의해 제국은 명목상으로 잠시 재통합되었지만, 실제로는 통일되지 않고 각자 별도의 정치체를 유지했다. 그는 887년에 쿠데타로 폐위당한 후 이듬해에 사망했고, 그의 죽음과 함께 제국은 다시 분열되었다.[520]
7. ↑  987년에 카롤루스 왕가가 공식적으로 단절되었다. 하지만 그보다 훨씬 이전인 888년에 이미 카롤루스 왕가는 파리 백작이었던 외드에게 잠시나마 왕위를 빼앗긴 상태였다.[521] 외드 가문은 로베르 1세나 라울과 같이 그들 내에서 (세습되지는 않았지만) 왕들을 계속해서 배출했다.[522]
8. ↑  위그 카페는 로베르 1세의 손자였다.[522]

### 설명주3
1. ↑  7세기경 아우스트라시아와 네우스트리아 간에 격렬한 전쟁이 한차례 벌어지긴 했다.[510]
2. ↑  그의 '로마 제국'은 옛 서로마 제국, 그리고 동로마 제국과는 몇 가지 차이점이 존재했다. 우선 대부분의 사람들이 소규모 농지에 정착한 농민들이었다. 또한 지중해를 중심으로 한 무역 네트워크를 운영했던 옛 로마 제국과 달리, 해양 무역은 거의 이루어지지 않았고 그마저도 지중해가 아닌 잉글랜드와 스칸디나비아 사이에 존재했다.[514] 그리고 황제가 이동함에 따라 같이 옮겨다니는 순회 궁정, 그리고 백작으로 구성된 약 300명의 제국 관료들이 각 지역들을 감독했다. 성직자와 지역 주교들이 관료로서 활동한 경우도 있었지만, 대개는 순회 검사관이나 행정관 임무를 담당했던 왕국 순찰사들이 관료 역할을 맡았다.[516]
3. ↑  이때부터 동프랑크의 5대 공국을 통칭해 독일 왕국이라 부른다.
4. ↑  그러나 이로 인해 야만인들의 침입 속에서도 살아남았던 이탈리아 도시 생활의 대부분이 파괴되었다. 살아남은 것들도 그 규모가 대단히 축소되었고, 고전 로마 시대보다 상당히 원시적이게 되어, 이전 로마 시대의 화폐경제에서 실물경제로 후퇴하는 등의 양상을 보였으며 자급 농업에 이탈리아 인구의 다수가 종사하게 되었다. 전쟁, 기근, 전염병 등이 이탈리아 인구에 극적인 영향을 주었다. 로마 시대의 농지가 사라진 것은 아니었고 도시에 판매되는 잉여농산물을 생산을 계속 이어나갔으나 노예제는 농노제라고 하는 새로운 노동 체계로 대체되었다.

### 인용주
1. ↑  Blainey, Geoffery (2000). A Short History Of The World. Penguin Books, Victoria. ISBN 0-670-88036-1
2. ↑  만프레프 마이, 김태환 역, 청소년을 위한 이야기 세계사, 웅진닷컴
3. ↑  국립국어원, 표준국어사전
4. ↑  Jungers 1988, 227–231쪽
5. ↑  Bulliet et al. 2015a, 1쪽, "Human beings evolved over several million years from primates in Africa."
6. ↑  Christian 2011, 150쪽, "But it turned out that humans and chimps differed from each other only by about 10 percent as much as the differences between major groups of mammals, which suggested that they had diverged from each other approximately 5 to 7 million years ago."
7. ↑  Dunbar 2016, 8쪽, "Conventionally, taxonomists now refer to the great ape family (including humans) as hominids, while all members of the lineage leading to modern humans that arose after the split with the [Homo-Pan] LCA are referred to as hominins. The older literature used the terms hominoids and hominids respectively."
8. ↑  Wragg-Sykes 2016, 183–184쪽
9. 1 2 3 4 5 6 7 8 9 10 11 12 13 14  지오프리 파커 (2004). 《아틀라스 세계사》.
10. ↑  Dunbar 2016, 8, 10쪽, "What has come to define our lineage – bipedalism – was adopted early on after we parted company with the chimpanzees, presumably in order to facilitate travel on the ground in more open habitats where large forest trees were less common....The australopithecines did not differ from the modern chimpanzees in terms of brain size."
11. ↑  Lewton 2017, 117쪽
12. ↑  Harmand 2015, 310–315쪽
13. ↑  McPherron 외. 2010, 857–860쪽
14. ↑  Domínguez-Rodrigo & Alcalá 2016, 46–53쪽
15. ↑  de la Torre 2019, 11567–11569쪽
16. ↑  Stutz 2018, 1–9쪽, "The Paleolithic era encompasses the bulk of the human archaeological record. Its onset is defined by the oldest known stone tools, now dated to 3.3 Ma, found at the Lomekwi site in Kenya."
17. ↑  Strait 2010, 341쪽, "However, Homo is almost certainly descended from an australopith ancestor, so at least one or some australopiths belong directly to the human lineage."
18. ↑  Villmoare 외. 2015, 1352–1355쪽
19. ↑  Spoor 외. 2015, 83–86쪽, "The latter is morphologically more derived than OH 7 but 500,000 years older, suggesting that the H. habilis lineage originated before 2.3 million years ago, thus marking deep-rooted species diversity in the genus Homo."
20. ↑  Bulliet et al. 2015a, 5쪽, "What most distinguished Homo habilis from the australopithecines was a brain that was nearly 50 percent larger."
21. ↑  Herries 외. 2020
22. ↑  Zhu 외. 2018, "Fourth, and most importantly, the oldest artefact age of approximately 2.12 Ma at Shangchen implies that hominins had left Africa before the date suggested by the earliest evidence from Dmanisi (about 1.85 Ma). This makes it necessary to reconsider the timing of initial dispersal of early hominins in the Old World."
23. ↑  Dunbar 2016, 10쪽
24. ↑  Gowlett 2016, 20150164쪽, "We know that burning evidence occurs on numbers of archaeological sites from about 1.5 Ma onwards (there is evidence of actual hearths from around 0.7 to 0.4 Ma); that more elaborate technologies existed from around half a million years ago, and that these came to employ adhesives that require preparation by fire."
25. ↑  Christian 2015, 11쪽
26. ↑  Christian 2015, 400n쪽
27. ↑  Dunbar 2016, 11쪽
28. ↑  Hammer 2013, 66–71쪽
29. ↑  Yong 2011, 34–38쪽
30. ↑  Ackermann, Mackay & Arnold 2015, 1–11쪽
31. ↑  Reich 외. 2010, 1053–1060쪽
32. ↑  Abi-Rached 외. 2011, 89–94쪽
33. ↑  Wragg-Sykes 2016, 180쪽
34. ↑  Hublin 외. 2017, 289–292쪽
35. ↑  Fagan & Durrani 2021, 3. Enter Homo Sapiens (c. 300,000 Years Ago and Later)
36. ↑  Coolidge & Wynn 2018, 5쪽
37. ↑  Christian 2015, 319쪽
38. ↑  Christian 2015, 319–320, 330, 354쪽
39. ↑  Christian 2015, 344–346쪽
40. ↑  McNeill & McNeill 2003, 17–18쪽
41. ↑  Christian 2015, 357–358, 409쪽
42. ↑  Morley 2013, 42–43쪽
43. ↑  Svard 2023, 23쪽
44. ↑  Christian 2015, 22쪽, "Most Paleolithic communities lived by foraging, nomadizing over familiar territories."
45. ↑  Weber 외. 2020, 29–39쪽
46. ↑  Herschkovitz 2018, 456–459쪽
47. ↑  Harvati 외. 2019, 500–504쪽
48. ↑  Rosas & Bastir 2020, 102745쪽
49. ↑  Christian 2015, 283쪽
50. ↑  O'Connell 외. 2018, 8482–8490쪽
51. ↑  Posth 외. 2016, 827–833쪽
52. ↑  Li 외. 2020, 1699–1700쪽
53. ↑  요시쿠라 사쿠지, 김이경 역, 고고학자와 함께하는 이집트 역사기행, 서해문집, 2006, 34쪽
54. ↑  Clarkson 외. 2017, 306–310쪽
55. ↑  Christian 2015, 283쪽
56. ↑  Bennett 2021, 1528–1531쪽
57. ↑  Christian 2015, 316쪽, "Dispersal over an unprecedented swath of the globe...coincided with an Ice Age that...spread ice in the northern hemisphere as far south as the present lower courses of the Missouri and Ohio rivers in North America and deep into what are now the British Isles. Ice covered what is today Scandinavia. Most of the rest of what is now Europe was tundra or taiga. In central Eurasia, tundra reached almost to the present latitudes of the Black Sea. Steppe licked the shores of the Mediterranean. In the New World, tundra and taiga extended to where Virginia is today."
58. ↑  Pollack 2010, 93쪽
59. ↑  Christian 2015, 400쪽, "In any case, by the end of the era of climatic fluctuation, humans occupied almost all the habitats their descendants occupy today, with the exception of relatively remote parts of the Pacific, accessible only by high-seas navigation and unsettled, as far as we know, for many millennia more."
60. ↑  Christian 2015, 321, 406, 440–441쪽
61. ↑  Koch & Barnosky 2006, 215–250쪽
62. ↑  Christian 2015, 406쪽
63. ↑  Larson, G.; Piperno, D. R.; Allaby, R. G.; Purugganan, M. D.; Andersson, L.; Arroyo-Kalin, M.; Barton, L.; Climer Vigueira, C.; Denham, T.; Dobney, K.; Doust, A. N.; Gepts, P.; Gilbert, M. T. P.; Gremillion, K. J.; Lucas, L.; Lukens, L.; Marshall, F. B.; Olsen, K. M.; Pires, J.C.; Richerson, P. J.; Rubio De Casas, R.; Sanjur, O.I.; Thomas, M. G.; Fuller, D.Q. (2014). “Current perspectives and the future of domestication studies”. 《PNAS》 111 (17): 6139–6146. Bibcode:2014PNAS..111.6139L. doi:10.1073/pnas.1323964111. PMC 4035915. PMID 24757054.
64. ↑  Denham, T. P. (2003). “Origins of Agriculture at Kuk Swamp in the Highlands of New Guinea”. 《Science》 301 (5630): 189–193. doi:10.1126/science.1085255. PMID 12817084. S2CID 10644185.
65. ↑  Harmon, Katherine (2009년 12월 17일). “Humans feasting on grains for at least 100,000 years”. 《Scientific American》. 2016년 9월 17일에 원본 문서에서 보존된 문서. 2016년 8월 28일에 확인함.
66. ↑  Snir, Ainit; Nadel, Dani; Groman-Yaroslavski, Iris; Melamed, Yoel; Sternberg, Marcelo; Bar-Yosef, Ofer; Weiss, Ehud (2015년 7월 22일). “The Origin of Cultivation and Proto-Weeds, Long Before Neolithic Farming”. 《PLOS ONE》 (영어) 10 (7): e0131422. Bibcode:2015PLoSO..1031422S. doi:10.1371/journal.pone.0131422. ISSN 1932-6203. PMC 4511808. PMID 26200895.
67. ↑  “First evidence of farming in Mideast 23,000 years ago: Evidence of earliest small-scale agricultural cultivation”. 《ScienceDaily》 (영어). 2022년 4월 23일에 원본 문서에서 보존된 문서. 2022년 4월 23일에 확인함.
68. ↑  Zong, Y.; When, Z.; Innes, J. B.; Chen, C.; Wang, Z.; Wang, H. (2007). “Fire and flood management of coastal swamp enabled first rice paddy cultivation in east China”. 《Nature》 449 (7161): 459–462. Bibcode:2007Natur.449..459Z. doi:10.1038/nature06135. PMID 17898767. S2CID 4426729.
69. ↑  Ensminger, M. E.; Parker, R. O. (1986). 《Sheep and Goat Science》 Fif판. Interstate Printers and Publishers. ISBN 978-0-8134-2464-4.
70. ↑  Larson, Greger; Dobney, Keith; Albarella, Umberto; Fang, Meiying; Matisoo-Smith, Elizabeth; Robins, Judith; Lowden, Stewart; Finlayson, Heather; Brand, Tina (2005년 3월 11일). “Worldwide Phylogeography of Wild Boar Reveals Multiple Centers of Pig Domestication”. 《Science》 307 (5715): 1618–1621. Bibcode:2005Sci...307.1618L. doi:10.1126/science.1106927. PMID 15761152. S2CID 39923483.
71. ↑  Larson, Greger; Albarella, Umberto; Dobney, Keith; Rowley-Conwy, Peter; Schibler, Jörg; Tresset, Anne; Vigne, Jean-Denis; Edwards, Ceiridwen J.; Schlumbaum, Angela (2007년 9월 25일). “Ancient DNA, pig domestication, and the spread of the Neolithic into Europe”. 《PNAS》 104 (39): 15276–15281. Bibcode:2007PNAS..10415276L. doi:10.1073/pnas.0703411104. PMC 1976408. PMID 17855556.
72. 1 2 3  Bulliet et al. 2015a, 21쪽
73. ↑  Barker & Goucher 2015, 265쪽
74. ↑  McTavish, E. J.; Decker, J. E.; Schnabel, R.D.; Taylor, J. F.; Hillis, D. M. (2013). “New World cattle show ancestry from multiple independent domestication events”. 《PNAS》 110 (15): E1398–1406. Bibcode:2013PNAS..110E1398M. doi:10.1073/pnas.1303367110. PMC 3625352. PMID 23530234.
75. ↑  Barker & Goucher 2015, 218쪽
76. ↑  Barker & Goucher 2015, 95쪽
77. ↑  Barker & Goucher 2015, 216–218쪽
78. ↑  요시쿠라 사쿠지, 같은 책, 41쪽
79. ↑  Roberts & Westad 2013, 34–35쪽
80. ↑  Lewin 2009, 247쪽, "The date of 12,000 years before present (BP) is usually given as the beginning of what has been called the Agricultural (or Neolithic) Revolution...The tremendous changes wrought during the Neolithic can be seen as a prelude to the emergence of cities and city states and, of course, to a further rise in population."
81. ↑  Yoffee 2015, 313, 391쪽
82. ↑  Barker & Goucher 2015, 193쪽
83. ↑  Yoffee 2015, 313–316쪽
84. ↑  McNeill 1999, 13쪽
85. ↑  Rael 2009, 113쪽
86. ↑  Ganivet 2019, 25쪽
87. ↑  McNeill 1999, 13쪽
88. ↑  Barker & Goucher 2015, 161–162, 172–173쪽
89. ↑  Bulliet et al. 2015a, 99쪽
90. ↑  Bulliet et al. 2015a, 19쪽
91. ↑  Kinzel & Clare 2020, 32–33쪽, Monumental – Compared to What? A Perspective from Göbekli Tepe
92. ↑  Barker & Goucher 2015, 224쪽
93. ↑  요시쿠라 사쿠지, 같은 책, 43쪽
94. ↑  The Sun God and the Wind Deity at Kizil
95. ↑  한영우 (2003). 《다시 찾는 우리 역사》 전면개정판. 경세원. 65쪽. ISBN 89-8341-057-4. 원시인들의 신앙 중에서 가장 큰 위치를 차지하는 것은 태양숭배였다. 우주 자연 중에서도 태양을 가장 위대한 조물주로 생각하고 이를 하느님으로 불렀다. 단군신화에 보이는 환인은 바로 우리 조상들이 믿은 하느님으로서 태양신을 말한다.  그리고 하느님의 후손 단군(檀君)이 나라를 세웠으므로 우리민족은 하느님의 후손이 된다고 믿었다.
96. ↑  Some Critiques of the Feminist/New Age "Goddess" Claims
97. ↑  Radivojevic 외. 2013, 1030–1045쪽
98. ↑  Headrick 2009, 30–31쪽
99. ↑  McClellan & Dorn 2006, 41쪽
100. ↑  Roberts & Westad 2013, 46쪽
101. ↑  Stearns & Langer 2001, 21쪽
102. ↑  Roberts & Westad 2013, 53쪽
103. ↑  Bard 2000, 63쪽
104. ↑  Roberts & Westad 2013, 70쪽
105. ↑  Benjamin 2015, 563쪽
106. ↑  Graeber & Wengrow 2021, 314쪽
107. ↑  Chakrabarti 2004, 10–13쪽
108. ↑  Allchin & Allchin 1997, 153–168쪽
109. 1 2  Ropp 2010, 2쪽
110. ↑  Tignor et al. 2014, 71쪽
111. ↑  Ropp 2010, 2–3쪽
112. ↑  Bulliet et al. 2015a, 23쪽
113. ↑  Headrick 2009, 32쪽
114. ↑  Roberts & Westad 2013, 59쪽
115. 1 2  Bulliet et al. 2015a, 35쪽
116. ↑  Roberts & Westad 2013, 91쪽
117. 1 2  McNeill 1999, 16쪽
118. ↑  McNeill 1999, 18쪽
119. ↑  Roberts & Westad 2013, 43–46쪽
120. ↑  Yoffee 2015, 118쪽
121. ↑  Regulski 2016
122. ↑  Wengrow 2011, 99–103쪽, The Invention of Writing in Egypt
123. ↑  Boltz 1996, 191쪽, Early Chinese Writing
124. ↑  Fagan & Beck 1996, 762쪽
125. ↑  Trubek 2016, The Strangely Familiar Very Far Past
126. ↑  {Roberts & Westad 2013, 53–54쪽
127. ↑  Tignor et al. 2014, 49, 52쪽
128. ↑  Headrick 2009, 33쪽
129. ↑  Robinson 2009, 38쪽
130. ↑  Bulliet et al. 2015a, 80쪽
131. ↑  Yoffee 2015, 136쪽
132. ↑  요요 마, 전원경 역, 요요 마의 실크로드, 시공사, 2008, 155쪽
133. ↑  Abulafia 2011, xvii, passim쪽
134. ↑  Benjamin 2015, 89쪽
135. ↑  요요 마, 같은 책, 158쪽
136. ↑  Bulliet et al. 2015a, 35쪽
137. ↑  Christian 2011, 256쪽
138. ↑  Tignor et al. 2014, 48–49쪽
139. ↑  Headrick 2009, 31쪽
140. ↑  Graeber & Wengrow 2021, 362쪽, "There is no doubt that, in most of the areas that saw the rise of cities, powerful kingdoms and empires also eventually emerged."
141. ↑  Bard 2000, 57–64쪽
142. ↑  Yoffee 2015, 320쪽
143. ↑  Bulliet et al. 2015a, 46쪽
144. ↑  Yoffee 2015, 257쪽
145. ↑  McNeill 1999, 36–37쪽
146. ↑  Bulliet et al. 2015a, 56쪽
147. ↑  McNeill 1999, 46–47쪽
148. ↑  Price & Thonemann 2010, 25쪽
149. ↑  Benjamin 2015, 331쪽
150. ↑  Benjamin 2015, 646–647쪽
151. ↑  Benjamin 2015, 648쪽
152. ↑  Benjamin 2015, 617쪽
153. ↑  Benjamin 2015, 564쪽
154. ↑  Nichols & Pool 2012, 118쪽
155. ↑  Brown 2007, 150쪽
156. ↑  Brown 2007, 150–153쪽
157. ↑  Benjamin 2015, 539–540쪽
158. ↑  Benjamin 2015, 540–541쪽
159. ↑  “Ubaid Civilization”. Ancientneareast.tripod.com. 2017년 4월 2일에 원본 문서에서 보존된 문서. 2009년 4월 18일에 확인함.
160. ↑  Adams, Robert MCC. and Wright, Henry T. 1989. 'Concluding Remarks' in Henrickson, Elizabeth and Thuesen, Ingolf (eds.) Upon This Foundation – The  'Ubaid Reconsidered. Copenhagen: Museum Tusculanum Press. pp. 451–456.
161. ↑  Carter, Robert A. and Philip, Graham  Beyond the Ubaid: Transformation and Integration in the Late Prehistoric Societies of the Middle East (Studies in Ancient Oriental Civilization, Number 63) The Oriental Institute of the University of Chicago (2010) ISBN 978-1-885923-66-0 p.2, at http://oi.uchicago.edu/research/pubs/catalog/saoc/saoc63.html 보관됨 15 11월 2013 - 웨이백 머신; "Radiometric data suggest that the whole Southern Mesopotamian Ubaid period, including Ubaid 0 and 5, is of immense duration, spanning nearly three millennia from about 6500 to 3800 B.C".
162. ↑  Pollock, Susan (1999). 《Ancient Mesopotamia: The Eden that Never Was》. New York: Cambridge University Press. ISBN 978-0-521-57334-4.
163. ↑  Redford, Donald B (1992). 《Egypt, Canaan, and Israel in Ancient Times》. Princeton: University Press. 6쪽. ISBN 9780691036069.
164. ↑  Brace, C. Loring; Seguchi, Noriko; Quintyn, Conrad B.; Fox, Sherry C.; Nelson, A. Russell; Manolis, Sotiris K.; Qifeng, Pan (2006). “The questionable contribution of the Neolithic and the Bronze Age to European craniofacial form”. 《Proceedings of the National Academy of Sciences of the United States of America》 103 (1): 242–247. Bibcode:2006PNAS..103..242B. doi:10.1073/pnas.0509801102. PMC 1325007. PMID 16371462.
165. ↑  Chicki, L; Nichols, RA; Barbujani, G; Beaumont, MA (2002). “Y genetic data support the Neolithic demic diffusion model”. 《Proc. Natl. Acad. Sci. USA》 99 (17): 11008–11013. Bibcode:2002PNAS...9911008C. doi:10.1073/pnas.162158799. PMC 123201. PMID 12167671.
166. ↑  “Estimating the Impact of Prehistoric Admixture on the Genome of Europeans, Dupanloup et al., 2004”. Mbe.oxfordjournals.org. 2007년 3월 11일에 원본 문서에서 보존된 문서. 2012년 5월 1일에 확인함.
167. ↑  Semino, O; Magri, C; Benuzzi, G;  외. (May 2004). “Origin, Diffusion, and Differentiation of Y-Chromosome Haplogroups E and J: Inferences on the Neolithization of Europe and Later Migratory Events in the Mediterranean Area, 2004”. 《Am. J. Hum. Genet.》 74 (5): 1023–34. doi:10.1086/386295. PMC 1181965. PMID 15069642.
168. ↑  Cavalli-Sforza (1997). “Paleolithic and Neolithic lineages in the European mitochondrial gene pool” (PDF). 《Am J Hum Genet》 61 (1): 247–54. doi:10.1016/S0002-9297(07)64303-1. PMC 1715849. PMID 9246011. 2020년 5월 17일에 원본 문서에서 보존된 문서. 2012년 5월 1일에 확인함.
169. ↑  Chikhi (1998년 7월 21일). “Clines of nuclear DNA markers suggest a largely Neolithic ancestry of the European gene”. 《PNAS》 95 (15): 9053–9058. Bibcode:1998PNAS...95.9053C. doi:10.1073/pnas.95.15.9053. PMC 21201. PMID 9671803.
170. ↑  Zvelebil, M. (1986). 《Hunters in Transition: Mesolithic Societies and the Transition to Farming》. Cambridge, UK: Cambridge University Press. 5–15, 167–188쪽.
171. ↑  Bellwood, P. (2005). 《First Farmers: The Origins of Agricultural Societies》. Malden, MA: Blackwell.
172. ↑  Dokládal, M.; Brožek, J. (1961). “Physical Anthropology in Czechoslovakia: Recent Developments”. 《Current Anthropology》 2 (5): 455–477. doi:10.1086/200228. S2CID 161324951.
173. ↑  Zvelebil, M. (1989). “On the transition to farming in Europe, or what was spreading with the Neolithic: a reply to Ammerman (1989)”. 《Antiquity》 63 (239): 379–383. doi:10.1017/S0003598X00076110. S2CID 162882505.
174. ↑  Leick, Gwendolyn (2002), "Mesopotamia: The Invention of the City" (Penguin)
175. ↑  Carter, Robert A. and Philip, Graham. 2010. 'Deconstructing the Ubaid' in Carter, Robert A. and Philip, Graham (eds.) Beyond the Ubaid: Transformation and Integration in the Late Prehistoric Societies of the Middle East. Chicago: The Oriental Institute of the University of Chicago. p. 2.
176. ↑  제임스 B.프리처드 (2010). 《고대 근동 문학 선집》.
177. ↑  Crawford, Harriet E. W. Sumer and the Sumerians. Cambridge University Press. 2nd ed. 2004
178. ↑  An Encyclopedia of World History. Langer, William L. ed. Houghton Mifflin Company. Boston, MA. 1972
179. ↑  Jacobsen, Thorkild (Ed) (1939),"The Sumerian King List" (Oriental Institute of the University of Chicago; Assyriological Studies, No. 11., 1939)
180. ↑  Woods 2010, 36–37쪽
181. ↑  Martin (1988), pp. 20–23.
182. 1 2  Pruß, Alexander (2004), 〈Remarks on the Chronological Periods〉,   Lebeau, Marc; Sauvage, Martin, 《Atlas of Preclassical Upper Mesopotamia》, Subartu 13, 7–21쪽, ISBN 978-2503991207
183. ↑  Postgate, J.N. (1992), 《Early Mesopotamia. Society and Economy at the Dawn of History》, London: Routledge, ISBN 9780415110327
184. 1 2  van de Mieroop, M. (2007), 《A History of the Ancient Near East, ca. 3000–323 BC》, Malden: Blackwell, ISBN 978-0631225522
185. ↑  Jacobsen, Thorkild (1976), "The Harps that Once...; Sumerian Poetry in Translation" and "Treasures of Darkness: a history of Mesopotamian Religion"
186. ↑  Crawford, page 73–74
187. ↑  Kleiner, Fred S.; Mamiya, Christin J. (2006). 《Gardner's Art Through the Ages: The Western Perspective — Volume 1》 12판. Belmont, California, USA: Thomson Wadsworth. 22–23쪽. ISBN 978-0-495-00479-0.
188. ↑  The Archaeology of Elam: Formation and Transformation of an Ancient Iranian State – by D. T. Potts, Cambridge University Press, 29 July 1999 – page 46 – ISBN 0521563585 hardback
189. ↑  Elam: surveys of political history and archaeology, Elizabeth Carter and Matthew W. Stolper, University of California Press, 1984, p. 3
190. ↑  Hock, Hans Heinrich (2009). 《Language History, Language Change, and Language Relationship: An Introduction to Historical and Comparative Linguistics》 2판. Mouton de Gruyter. 69쪽. ISBN 978-3110214291. 2023년 4월 18일에 원본 문서에서 보존된 문서. 2020년 11월 10일에 확인함.
191. ↑  Gnanadesikan, Amalia (2008). 《The Writing Revolution: Cuneiform to the Internet》. Blackwell. 25쪽. ISBN 978-1444304688.
192. ↑  Deutscher, Guy (2007). 《Syntactic Change in Akkadian: The Evolution of Sentential Complementation》. Oxford University Press US. 20–21쪽. ISBN 978-0-19-953222-3. 2023년 4월 18일에 원본 문서에서 보존된 문서. 2020년 8월 27일에 확인함.
193. ↑  Woods, C. (2006). “Bilingualism, Scribal Learning, and the Death of Sumerian” (PDF). 《S.L. Sanders (ed) Margins of Writing, Origins of Culture: 91–120》. Chicago. 2013년 4월 29일에 원본 문서 (PDF)에서 보존된 문서. 2016년 7월 12일에 확인함.
194. ↑  Samuel Noah Kramer (2010년 9월 17일). 《The Sumerians: Their History, Culture, and Character》. University of Chicago Press. ISBN 978-0-226-45238-8. 2023년 4월 18일에 원본 문서에서 보존된 문서. 2020년 11월 10일에 확인함.
195. ↑  J. M. Munn-Rankin (1975). 〈Assyrian Military Power, 1300–1200 B.C.〉.   I. E. S. Edwards. 《Cambridge Ancient History, Volume 2, Part 2, History of the Middle East and the Aegean Region, c. 1380–1000 BCE》. Cambridge University Press. 287–288, 298쪽.
196. ↑  Christopher Morgan (2006).  Mark William Chavalas, 편집. 《The ancient Near East: historical sources in translation》. Blackwell Publishing. 145–152쪽.
197. ↑  Bellwood, Peter. First Farmers: The Origins of Agricultural Societies. 2004. Wiley-Blackwell
198. ↑  Barich et al. (1984) Ecological and Cultural Relevance of the Recent New Radiocabon dates from Libyan Sahara. In: L. Krzyzaniak and M. Kobusiewicz [eds.], Origin and Early Development of Food-Producing Cultures in Northeastern Africa, Poznan, Poznan Archaeological Museum, pp. 411–17.
199. ↑  Hayes, W. C. (October 1964). "Most Ancient Egypt: Chapter III. The Neolithic and Chalcolithic Communities of Northern Egypt". JNES (No. 4 ed.) 23 (4): 217–272
200. ↑  Barich, B. E. (1998) People, Water and Grain: The Beginnings of Domestication in the Sahara and the Nile Valley. Roma: L' Erma di Bretschneider (Studia archaeologica 98).
201. ↑  Childe, V. Gordon (1953), New Light on the Most Ancient Near East, (Praeger Publications)
202. ↑  Barbara G. Aston, James A. Harrell, Ian Shaw (2000). Paul T. Nicholson and Ian Shaw editors. "Stone," in Ancient Egyptian Materials and Technology, Cambridge, 5–77, pp. 46–47. Also note: Barbara G. Aston (1994). "Ancient Egyptian Stone Vessels," Studien zur Archäologie und Geschichte Altägyptens 5, Heidelberg, pp. 23–26. (See on-line posts:  보관됨 1 2월 2011 - 웨이백 머신 and  보관됨 29 6월 2011 - 웨이백 머신.)
203. ↑  Adkins, L. and Adkins, R. (2001) The Little Book of Egyptian Hieroglyphics, p155. London: Hodder and Stoughton
204. ↑  Shaw, Ian, 편집. (2000). 《The Oxford History of Ancient Egypt》. Oxford University Press. 479쪽. ISBN 0-19-815034-2.
205. 1 2  Redford, Donald B. Egypt, Canaan, and Israel in Ancient Times. (Princeton: University Press, 1992)
206. ↑  Gardiner, Alan H.  Egypt of the Pharaohs: An Introduction. Oxford University Press. 1964
207. ↑  Adkins, L.; Adkins, R (2001). The Little Book of Egyptian Hieroglyphics. London: Hodder and Stoughton.
208. ↑  Patai, Raphael (1998), Children of Noah: Jewish Seafaring in Ancient Times (Princeton Uni Press)
209. ↑  Roebuck, Carl (1966). The World of Ancient Times. New York, NY: Charles Scribner's Sons Publishing.
210. 1 2  Shaw, Ian (2003). The Oxford History of Ancient Egypt. Oxford, England: Oxford University Press
211. ↑  “Early Dynastic Egypt”. Digital Egypt for Universities, University College London. 2008년 3월 4일에 원본 문서에서 보존된 문서. 2008년 3월 9일에 확인함.
212. ↑  James (2005) p. 40
213. ↑  Fekri Hassan. “The Fall of the Old Kingdom”. British Broadcasting Corporation. 2007년 10월 13일에 원본 문서에서 보존된 문서. 2008년 3월 10일에 확인함.
214. ↑  Clayton, Peter A. (1994). Chronicle of the Pharaohs. London, England: Thames and Hudson.
215. ↑  “Haryana's Bhirrana oldest Harappan site, Rakhigarhi Asia's largest: ASI”. 《The Times of India》. 2015년 4월 15일. 2016년 1월 1일에 원본 문서에서 보존된 문서. 2015년 4월 16일에 확인함.
216. ↑  Fuller, Dorian (2006). “Agricultural Origins and Frontiers in South Asia: A Working Synthesis” (PDF). 《Journal of World Prehistory》 20: 42. doi:10.1007/s10963-006-9006-8. S2CID 189952275. 2011년 5월 17일에 원본 문서 (PDF)에서 보존된 문서. 2016년 7월 11일에 확인함.
217. ↑  Tewari, Rakesh et al. 2006. "Second Preliminary Report of the excavations at Lahuradewa, District Sant Kabir Nagar, UP 2002-2003-2004 & 2005–06" in Pragdhara No. 16 "Electronic Version p.28" 보관됨 28 11월 2007 - 웨이백 머신
218. ↑  UNESCO World Heritage. 2004. " 보관됨 3 11월 2020 - 웨이백 머신. Archaeological Site of Mehrgarh
219. ↑  Parpol, Asko. 2015. The Roots of Hinduism: The Early Aryans and the Indus Civilisation. Oxford University Press
220. ↑  Charles Keith Maisels, Early Civilizations of the Old World: The Formative Histories of Egypt, The Levant, Mesopotamia, India and China. 보관됨 1 11월 2022 - 웨이백 머신 Routledge, 2003 ISBN 1134837305
221. ↑  Higham, Charles (2009년 1월 1일). 《Encyclopedia of Ancient Asian Civilizations》. Infobase Publishing. 9–쪽. ISBN 978-1-4381-0996-1.
222. ↑  Sigfried J. de Laet, Ahmad Hasan Dani, eds. History of Humanity: From the third millennium to the seventh century B.C. UNESCO, 1996 ISBN 9231028111 p.674
223. ↑  Garge, Tejas (2010). “Sothi-Siswal Ceramic Assemblage: A Reappraisal”. 《Ancient Asia》 2: 15. doi:10.5334/aa.10203. 2021년 3월 8일에 원본 문서에서 보존된 문서. 2019년 9월 4일에 확인함.
224. ↑  Peter T. Daniels. 《The World's Writing Systems》. Oxford University. 372쪽.
225. ↑  Parpola, Asko (1994). 《Deciphering the Indus Script》. Cambridge University Press. ISBN 978-0-521-43079-1.
226. ↑  Thapar, B. K. (1975). “Kalibangan: A Harappan Metropolis Beyond the Indus Valley”. 《Expedition》 17 (2): 19–32.
227. ↑  Valentine, Benjamin; Kamenov, George D.; Kenoyer, Jonathan Mark; Shinde, Vasant; Mushrif-Tripathy, Veena; Otarola-Castillo, Erik; Krigbaum, John (2015). “Evidence for Patterns of Selective Urban Migration in the Greater Indus Valley (2600–1900 BC): A Lead and Strontium Isotope Mortuary Analysis”. 《PLOS ONE》 10 (4): e0123103. Bibcode:2015PLoSO..1023103V. doi:10.1371/journal.pone.0123103. PMC 4414352. PMID 25923705.
228. ↑  “Indus Valley people migrated from villages to cities: New study”. 《The Times of India》. 2015년 4월 30일. 2019년 7월 25일에 원본 문서에서 보존된 문서. 2016년 7월 11일에 확인함.
229. ↑  “Indus re-enters India after two centuries, feeds Little Rann, Nal Sarovar”. 《India Today》. 2011년 11월 7일. 2018년 1월 9일에 원본 문서에서 보존된 문서. 2011년 11월 7일에 확인함.
230. ↑  Pruthi, Raj (2004). 《Prehistory and Harappan Civilization》. APH Publishing. 260쪽. ISBN 9788176485814. 2023년 4월 18일에 원본 문서에서 보존된 문서. 2020년 11월 10일에 확인함.
231. ↑  Lal 2002, 93–95쪽
232. ↑  Morris, A.E.J. (1994). 《History of Urban Form: Before the Industrial Revolutions》 Thi판. New York, NY: Routledge. 31쪽. ISBN 978-0-582-30154-2. 2023년 4월 18일에 원본 문서에서 보존된 문서. 2015년 5월 20일에 확인함.
233. ↑  Knipe, David (1991). 《Hinduism》. San Francisco: Harper. ISBN 9780060647803.
234. ↑  “Decline of Bronze Age 'megacities' linked to climate change”. 2018년 6월 22일에 원본 문서에서 보존된 문서. 2018년 2월 4일에 확인함.
235. ↑  Emma Maris (2014), Two-hundred-year drought doomed Indus Valley Civilization 보관됨 10 8월 2017 - 웨이백 머신, nature
236. ↑  “Indus Collapse: The End or the Beginning of an Asian Culture?”. 《Science Magazine》 320: 1282–3. 2008년 6월 6일.
237. 1 2  Giosan, L.;  외. (2012). “Fluvial landscapes of the Harappan Civilization”. 《Proceedings of the National Academy of Sciences USA》 109 (26): E1688–94. Bibcode:2012PNAS..109E1688G. doi:10.1073/pnas.1112743109. PMC 3387054. PMID 22645375.
238. 1 2  Clift et al., 2011, U-Pb zircon dating evidence for a Pleistocene Sarasvati River and capture of the Yamuna River, Geology, 40, 211–214 (2011).  보관됨 2 1월 2016 - 웨이백 머신
239. 1 2  Tripathi, Jayant K.; Tripathi, K.; Bock, Barbara; Rajamani, V.; Eisenhauer, A. (2004년 10월 25일). “Is River Ghaggar, Saraswati? Geochemical Constraints” (PDF). 《Current Science》 87 (8). 2004년 12월 25일에 원본 문서 (PDF)에서 보존된 문서.
240. ↑  Rachel Nuwer (2012년 5월 28일). “An Ancient Civilization, Upended by Climate Change”. LiveScience. 2019년 10월 7일에 원본 문서에서 보존된 문서. 2012년 5월 29일에 확인함.
241. ↑  Charles Choi (2012년 5월 29일). “Huge Ancient Civilization's Collapse Explained”. 《The New York Times》. 2020년 5월 1일에 원본 문서에서 보존된 문서. 2016년 5월 18일에 확인함.
242. ↑  Madella, Marco; Fuller, Dorian (2006). “Palaeoecology and the Harappan Civilisation of South Asia: a reconsideration”. 《Quaternary Science Reviews》 25 (11–12): 1283–1301. Bibcode:2006QSRv...25.1283M. doi:10.1016/j.quascirev.2005.10.012.
243. ↑  MacDonald, Glen (2011). “Potential influence of the Pacific Ocean on the Indian summer monsoon and Harappan decline”. 《Quaternary International》 229 (1–2): 140–148. Bibcode:2011QuInt.229..140M. doi:10.1016/j.quaint.2009.11.012.
244. 1 2  Brooke, John L. (2014), 《Climate Change and the Course of Global History: A Rough Journey》, Cambridge University Press, 296쪽, Bibcode:2014cccg.book.....B, ISBN 978-0-521-87164-8, 2023년 4월 18일에 원본 문서에서 보존된 문서, 2018년 2월 4일에 확인함
245. ↑  Thomas H. Maugh II (2012년 5월 28일). “Migration of monsoons created, then killed Harappan civilization”. 《Los Angeles Times》. 2012년 11월 19일에 원본 문서에서 보존된 문서. 2012년 5월 29일에 확인함.
246. ↑  White, David Gordon (2003). 《Kiss of the Yogini》. Chicago: University of Chicago Press. 28쪽. ISBN 978-0-226-89483-6.
247. ↑  Edwin Bryant (2001). The Quest for the Origins of Vedic Culture. pp. 159–60
248. ↑  Ebrey, Patricia (2006). 《The Cambridge Illustrated History of China》. Cambridge University Press. 12–18쪽. ISBN 978-0-521-43519-2.
249. ↑  “Rice and Early Agriculture in China”. 《Legacy of Human Civilizations》. Mesa Community College. 2009년 8월 27일에 원본 문서에서 보존된 문서. 2008년 2월 10일에 확인함.
250. ↑  Longshan-Era Urbanism: The Role of Cities in Predynastic China 보관됨 14 7월 2015 - 웨이백 머신
251. ↑  “Peiligang Site”. Ministry of Culture of the People's Republic of China. 2003. 2007년 8월 7일에 원본 문서에서 보존된 문서. 2008년 2월 10일에 확인함.
252. ↑  Pringle, Heather (1998). “The Slow Birth of Agriculture”. 《Science》 282 (5393): 1446. doi:10.1126/science.282.5393.1446. S2CID 128522781. 2011년 1월 1일에 원본 문서에서 보존된 문서.
253. ↑  Rincon, Paul (2003년 4월 17일). “'Earliest writing' found in China”. 《BBC News》. 2012년 3월 20일에 원본 문서에서 보존된 문서. 2016년 7월 12일에 확인함.
254. ↑  Li, X; Harbottle, Garman; Zhang Juzhong; Wang Changsui (2003). “The earliest writing? Sign use in the seventh millennium BCE at Jiahu, Henan Province, China”. 《Antiquity》 77 (295): 31–44. doi:10.1017/s0003598x00061329. S2CID 162602307.
255. ↑  Chang (1986), 113쪽.
256. ↑  Pollard, Elizabeth (2015). 《Worlds Together Worlds Apart》. W.W. Norton & Company. 69–70쪽. ISBN 978-0-393-91847-2.
257. ↑  Chang (1986), 112쪽.
258. ↑  Wertz, Richard R. (2007). “Neolithic and Bronze Age Cultures”. 《Exploring Chinese History》. ibiblio. 2012년 12월 20일에 원본 문서에서 보존된 문서. 2008년 2월 10일에 확인함.
259. ↑  Martini, I. Peter (2010). 《Landscapes and Societies: Selected Cases》. Springer. 310쪽. ISBN 978-90-481-9412-4.
260. ↑  Higham, Charles (2004). 《Encyclopedia of ancient Asian civilizations》. Infobase Publishing. 200쪽. ISBN 978-0-8160-4640-9.
261. ↑  “Erlitou culture | Chinese history | Britannica”. 《www.britannica.com》. 2015년 6월 21일에 원본 문서에서 보존된 문서.
262. ↑  Liu, L. & Xiu, H., "Rethinking Erlitou: legend, history and Chinese archaeology", Antiquity, 81:314 (2007)
263. 1 2 3 4  Liu 2006, 184쪽.
264. 1 2  Liu 2004, 229쪽.
265. ↑  Li 2003.
266. ↑  Liu 2004, 230–231쪽.
267. ↑  “二里头：华夏王朝文明的开端”. 《寻根》 3.
268. 1 2 3  Liu & Xu 2007.
269. ↑  Howells, William (1983). 〈Origins of the Chinese People: Interpretations of recent evidence〉.   Keightley, David N. 《The Origins of Chinese Civilization》. University of California Press. 297–319쪽. ISBN 978-0-520-04229-2.
270. ↑  “Teaching Chinese Archaeology, Part Two — NGA”. Nga.gov. 2013년 2월 5일에 원본 문서에서 보존된 문서. 2010년 1월 17일에 확인함.
271. ↑  Sanxingdui Museum (2006)
272. ↑  “The Ziggurat of Ur”. 《British Museum》. 2017년 11월 24일에 확인함.
273. ↑  Wolkstein, Diane; Kramer, Samuel Noah (1983). 《Inanna: Queen of Heaven and Earth: Her Stories and Hymns from Sumer》. New York City, New York: Harper&Row Publishers. 118–119쪽. ISBN 978-0-06-090854-6.
274. ↑  Kramer, Samuel Noah (1963). 《The Sumerians: Their History, Culture, and Character》. Chicago, Illinois: University of Chicago Press. 71–72쪽. ISBN 978-0-226-45238-8.
275. ↑  J. A. Brinkman, "Kassiten (Kassû)," RLA, vol. 5 (1976–80
276. ↑  Hart-Davis 2012, 64쪽.
277. 1 2  Aberbach 2003, 4쪽.
278. 1 2  Düring 2020, 133쪽.
279. ↑  “Black Obelisk, K. C. Hanson's Collection of Mesopotamian Documents”. K.C. Hansen. 2017년 7월 9일에 원본 문서에서 보존된 문서. 2014년 11월 23일에 확인함.
280. ↑  Liverani, Mario (2017). 《"Thoughts on the Assyrian Empire and Assyrian Kingship".》. Hoboken: John Wiley & Sons. 536쪽. ISBN 978-1-118-32524-7.
281. ↑  “Neo-Assyrian Empire”. 《World History Encyclopedia》 (영어). 2022년 2월 7일에 확인함.
282. ↑  Frahm, Eckart (2017). 《A Companion to Assyria》. Hoboken: John Wiley & Sons Hoboken. 196쪽. ISBN 978-1-118-32524-7.
283. ↑  Georges Roux – Ancient Iraq
284. ↑  Joshua J, Mark (2018). “Nebuchadnezzar II”. 《World History Encyclopedia》.
285. ↑  Benjamin 2015, 101쪽
286. ↑  Baumard, Hyafil & Boyer 2015, e1046657쪽
287. ↑  McNeill & McNeill 2003, 67쪽
288. ↑  Kedar & Wiesner-Hanks 2015, 665쪽
289. ↑  Benjamin 2015, 115쪽
290. ↑  Benjamin 2015, 304쪽
291. ↑  McNeill & McNeill 2003, 73–74쪽
292. ↑  Short 1987, 10쪽
293. ↑  Dunn 1994
294. ↑  Benjamin 2015, 9쪽
295. ↑  Benjamin 2015, 439쪽
296. ↑  Bulliet et al. 2015a, 314쪽
297. ↑  Paine 2011, 273쪽
298. ↑  Kedar & Wiesner-Hanks 2015, 453, 456쪽
299. ↑  Kedar & Wiesner-Hanks 2015, 467–475쪽
300. ↑  Stearns & Langer 2001, 70–71쪽
301. ↑  Bulliet et al. 2015a, 63쪽
302. ↑  Burbank 2010, 56쪽
303. ↑  Bulliet et al. 2015a, 229, 233쪽
304. ↑  Bentley & Ziegler 2006, 165쪽.
305. ↑  Bentley & Ziegler 2006, 166쪽.
306. ↑  Sansone, David (2011). 《Ancient Greek civilization》. Wiley. 5쪽. ISBN 9781444358773.
307. ↑  Frucht, Richard C (2004년 12월 31일). 《Eastern Europe: An Introduction to the People, Lands, and Culture》. ABC-CLIO. 847쪽. ISBN 978-1-57607-800-6. 2012년 12월 5일에 확인함. People appear to have first entered Greece as hunter-gatherers from southwest Asia about 50,000 years... of Bronze Age culture and technology laid the foundations for the rise of Europe's first civilization, Minoan Crete
308. ↑  《World and Its Peoples》. Marshall Cavendish. September 2009. 1458쪽. ISBN 978-0-7614-7902-4. 2012년 12월 5일에 확인함. Greece was home to the earliest European civilizations, the Minoan civilization of Crete, which developed around 2000 BC, and the Mycenaean civilization on the Greek mainland, which emerged about 400 years later
309. ↑  Lazaridis 외. 2017, Supplementary Information: pp. 2–3
310. ↑  Fields 2004, 10–11쪽.
311. ↑  Drews, Robert (1995). 《The End of the Bronze Age: Changes in Warfare and the Catastrophe Ca. 1200 BC》. Princeton University Press. 3쪽. ISBN 0691025916.
312. ↑  Boardman & Hammond 1970, xiii쪽.
313. ↑  Boardman & Hammond 1970, xv쪽.
314. ↑  Lewis 외. 1992, xiii–xiv쪽.
315. ↑  Hart-Davis 2012, 99쪽.
316. ↑  Parker 2017, 98쪽.
317. ↑  Hart-Davis 2012, 98–99쪽.
318. ↑  Hart-Davis 2012, 110–113쪽.
319. ↑  Parker 2017, 113쪽.
320. ↑  Hart-Davis 2012, 198–199쪽.
321. ↑  Parker 2017, 110–111쪽.
322. ↑  Hart-Davis 2012, 150–151쪽.
323. ↑  Krishna Reddy (2003). Indian History. New Delhi: Tata McGraw Hill. p. A107. ISBN 0-07-048369-8
324. ↑  Bentley & Ziegler 2006, 113–114쪽.
325. ↑  Bentley & Ziegler 2006, 121–125쪽.
326. ↑  Bentley & Ziegler 2006, 115–116쪽.
327. ↑  Gernet 1996, 53쪽.
328. ↑  Roberts & Westad 2013, 132–133쪽.
329. ↑  Bentley & Ziegler 2006, 128쪽.
330. ↑  Bentley & Ziegler 2006, 118쪽.
331. ↑  Roberts & Westad 2013, 133–135쪽.
332. ↑  Bentley & Ziegler 2006, 182–189쪽.
333. ↑  Gernet 1996, 62–63쪽.
334. ↑  Bentley & Ziegler 2006, 119쪽.
335. ↑  Bentley & Ziegler 2006, 190쪽.
336. ↑  Gernet 1996, 106쪽.
337. ↑  Roberts & Westad 2013, 313-쪽.
338. ↑  Bentley & Ziegler 2006, 190–192쪽.
339. ↑  Bentley & Ziegler 2006, 193–194쪽.
340. ↑  Bentley & Ziegler 2006, 197–198쪽.
341. ↑  Bentley & Ziegler 2006, 200–203쪽.
342. ↑  Bentley & Ziegler 2006, 195–196쪽.
343. ↑  Parker 2017, 144쪽.
344. ↑  Higham, Charles; Higham, Thomas; Ciarla, Roberto; Douka, Katerina; Kijngam, Amphan; Rispoli, Fiorella (2011년 12월 10일). “The Origins of the Bronze Age of Southeast Asia”. 《Journal of World Prehistory》 24 (4): 227–274. doi:10.1007/s10963-011-9054-6. S2CID 162300712. 2017년 2월 11일에 확인함 – Researchgate.net 경유.
345. ↑  Daryl Worthington (2015년 10월 1일). “How and When the Bronze Age Reached South East Asia”. New Historian. 2018년 3월 9일에 확인함.
346. ↑  〈history of Southeast Asia〉. 《Encyclopædia Britannica》. 2017년 2월 11일에 확인함.
347. ↑  John N. Miksic, Geok Yian Goh, Sue O Connor – Rethinking Cultural Resource Management in Southeast Asia 2011 Page 251 "This site dates from the fifth to first century BCE and it is one of the earliest sites of the Sa Huỳnh culture in Thu Bồn Valley (Reinecke et al. 2002, 153–216); 2) Lai Nghi is a prehistoric cemetery richly equipped with iron tools and weapons, ..."
348. ↑  Ian Glover; Nguyễn Kim Dung. 《Excavations at Gò Cầm, Quảng Nam, 2000–3: Linyi and the Emergence of the Cham Kingdoms》. Academia.edu. 2017년 2월 12일에 확인함.
349. ↑  J. Stephen Lansing (2012). 《Perfect Order: Recognizing Complexity in Bali》. Princeton University Press. 22쪽. ISBN 978-0-691-15626-2.
350. ↑  Carter, Alison Kyra (2010). “Trade and Exchange Networks in Iron Age Cambodia: Preliminary Results from a Compositional Analysis of Glass Beads”. 《Bulletin of the Indo-Pacific Prehistory Association》 30. doi:10.7152/bippa.v30i0.9966 (년 이후로 접속 불가 2024-11-02). 2017년 2월 12일에 확인함.
351. ↑  “Pre-Angkorian Settlement Trends in Cambodia's Mekong Delta and the Lower Mekong” (PDF). Anthropology.hawaii.edu. 2015년 9월 23일에 원본 문서 (PDF)에서 보존된 문서. 2017년 2월 11일에 확인함.
352. ↑  “Early Mainland Southeast Asian Landscapes in the First Millennium” (PDF). Anthropology.hawaii.edu. 2022년 10월 9일에 원본 문서 (PDF)에서 보존된 문서. 2017년 2월 12일에 확인함.
353. 1 2  Gray RD, Drummond AJ, Greenhill SJ (January 2009). “Language phylogenies reveal expansion pulses and pauses in Pacific settlement”. 《Science》 323 (5913): 479–83. Bibcode:2009Sci...323..479G. doi:10.1126/science.1166858. PMID 19164742. S2CID 29838345.
354. 1 2  Pawley A (2002). 〈The Austronesian dispersal: languages, technologies and people〉.   Bellwood PS, Renfrew C. 《Examining the farming/language dispersal hypothesis》. McDonald Institute for Archaeological Research, University of Cambridge. 251–273쪽. ISBN 978-1-902937-20-5.
355. 1 2 3  Blust, Robert (2019년 1월 14일). “The Austronesian Homeland and Dispersal”. 《Annual Review of Linguistics》 5 (1): 417–434. doi:10.1146/annurev-linguistics-011718-012440.
356. ↑  Bellwood, Peter (1991). “The Austronesian Dispersal and the Origin of Languages”. 《Scientific American》 265 (1): 88–93. Bibcode:1991SciAm.265a..88B. doi:10.1038/scientificamerican0791-88. JSTOR 24936983.
357. ↑  Gibbons, Ann. “'Game-changing' study suggests first Polynesians voyaged all the way from East Asia”. 《Science》. 2019년 4월 13일에 원본 문서에서 보존된 문서. 2019년 3월 23일에 확인함.
358. 1 2  Freeman, Donald B. (2013). 《The Pacific》. Taylor & Francis. 54–57쪽. ISBN 9781136604157.
359. ↑  Van Tilburg, Jo Anne. 1994. Easter Island: Archaeology, Ecology and Culture. Washington D.C.: Smithsonian Institution Press
360. ↑  Langdon, Robert. The Bamboo Raft as a Key to the Introduction of the Sweet Potato in Prehistoric Polynesia, The Journal of Pacific History, Vol. 36, No. 1, 2001
361. ↑  Manguin, Pierre-Yves (2016). 〈Austronesian Shipping in the Indian Ocean: From Outrigger Boats to Trading Ships〉.   Campbell, Gwyn. 《Early Exchange between Africa and the Wider Indian Ocean World》. Palgrave Macmillan. 51–76쪽. ISBN 9783319338224.
362. ↑  Tsang, Cheng-hwa (2000). “Recent advances in the Iron Age archaeology of Taiwan”. 《Bulletin of the Indo-Pacific Prehistory Association》 20: 153–158. doi:10.7152/bippa.v20i0.11751 (년 이후로 접속 불가 2024-11-01). ISSN 1835-1794.
363. ↑  Turton, M. (2021년 5월 17일). “Notes from central Taiwan: Our brother to the south”. 《Taipei Times》. 2021년 12월 24일에 확인함.
364. ↑  Everington, K. (2017년 9월 6일). “Birthplace of Austronesians is Taiwan, capital was Taitung: Scholar”. 《Taiwan News》. 2021년 12월 24일에 확인함.
365. ↑  Bellwood, Peter; Hung, H.; Lizuka, Yoshiyuki (2011). 〈Taiwan Jade in the Philippines: 3,000 Years of Trade and Long-distance Interaction〉.   Benitez-Johannot, P. 《Paths of Origins: The Austronesian Heritage in the Collections of the National Museum of the Philippines, the Museum Nasional Indonesia, and the Netherlands Rijksmuseum voor Volkenkunde》. ArtPostAsia. ISBN 978-971-94292-0-3.
366. ↑  Bellina, Bérénice (2014). 〈Southeast Asia and the Early Maritime Silk Road〉.   Guy, John. 《Lost Kingdoms of Early Southeast Asia: Hindu-Buddhist Sculpture 5th to 8th century》. Yale University Press. 22–25쪽. ISBN 9781588395245.
367. ↑  Mahdi, Waruno (1999). 〈The Dispersal of Austronesian boat forms in the Indian Ocean〉.   Blench, Roger; Spriggs, Matthew. 《Archaeology and Language III: Artefacts languages, and texts》. One World Archaeology 34. Routledge. 144–179쪽. ISBN 978-0415100540.
368. 1 2  Herrera, Michael B.; Thomson, Vicki A.; Wadley, Jessica J.; Piper, Philip J.; Sulandari, Sri; Dharmayanthi, Anik Budhi; Kraitsek, Spiridoula; Gongora, Jaime; Austin, Jeremy J. (March 2017). “East African origins for Madagascan chickens as indicated by mitochondrial DNA”. 《Royal Society Open Science》 4 (3): 160787. Bibcode:2017RSOS....460787H. doi:10.1098/rsos.160787. hdl:2440/104470. PMC 5383821. PMID 28405364.
369. 1 2  Tofanelli, S.; Bertoncini, S.; Castri, L.; Luiselli, D.; Calafell, F.; Donati, G.; Paoli, G. (2009년 9월 1일). “On the Origins and Admixture of Malagasy: New Evidence from High-Resolution Analyses of Paternal and Maternal Lineages”. 《Molecular Biology and Evolution》 26 (9): 2109–2124. doi:10.1093/molbev/msp120. PMID 19535740.
370. 1 2  Adelaar, Alexander (June 2012). “Malagasy Phonological History and Bantu Influence”. 《Oceanic Linguistics》 51 (1): 123–159. doi:10.1353/ol.2012.0003. hdl:11343/121829.
371. ↑  Pierron, Denis; Razafindrazaka, Harilanto; Pagani, Luca; Ricaut, François-Xavier; Antao, Tiago; Capredon, Mélanie; Sambo, Clément; Radimilahy, Chantal; Rakotoarisoa, Jean-Aimé; Blench, Roger M.; Letellier, Thierry; Kivisild, Toomas (2014년 1월 21일). “Genome-wide evidence of Austronesian–Bantu admixture and cultural reversion in a hunter-gatherer group of Madagascar”. 《Proceedings of the National Academy of Sciences》 111 (3): 936–941. Bibcode:2014PNAS..111..936P. doi:10.1073/pnas.1321860111. PMC 3903192. PMID 24395773.
372. ↑  Heiske, Margit; Alva, Omar; Pereda-Loth, Veronica; Van Schalkwyk, Matthew; Radimilahy, Chantal; Letellier, Thierry; Rakotarisoa, Jean-Aimé; Pierron, Denis (2021년 4월 26일). “Genetic evidence and historical theories of the Asian and African origins of the present Malagasy population”. 《Human Molecular Genetics》 30 (R1): R72–R78. doi:10.1093/hmg/ddab018. PMID 33481023.
373. ↑  Brucato, N. (2019). “Evidence of Austronesian Genetic Lineages in East Africa and South Arabia: Complex Dispersal from Madagascar and Southeast Asia”. 《Genome Biology and Evolution》 11 (3): 748–758. doi:10.1093/gbe/evz028. PMC 6423374. PMID 30715341. 2024년 5월 23일에 확인함.
374. 1 2  Guan, Kwa Chong (2016). “The Maritime Silk Road: History of an Idea” (PDF). 《NSC Working Paper》 (23): 1–30. 2022년 10월 9일에 원본 문서 (PDF)에서 보존된 문서. 2024년 11월 6일에 확인함.
375. 1 2  Franck Billé; Sanjyot Mehendale; James W. Lankton, 편집. (2022). 《The Maritime Silk Road》 (PDF). Amsterdam University Press. ISBN 978-90-4855-242-9.
376. ↑  Sulistiyono, Singgih Tri; Masruroh, Noor Naelil; Rochwulaningsih, Yety (2018). “Contest For Seascape: Local Thalassocracies and Sino-Indian Trade Expansion in the Maritime Southeast Asia During the Early Premodern Period”. 《Journal of Marine and Island Cultures》 7 (2). doi:10.21463/jmic.2018.07.2.05.
377. 1 2  Parker 2017, 58쪽.
378. ↑  Roberts & Westad 2013, 212–213쪽.
379. ↑  Bentley & Ziegler 2006, 264쪽.
380. ↑  Bentley & Ziegler 2006, 64–66쪽.
381. ↑  Bentley & Ziegler 2006, 67–69쪽.
382. ↑  Phillipson 2012, 48쪽.
383. ↑  Munro-Hay 1991, 57쪽.
384. ↑  Shaw 1978.
385. ↑  Bentley & Ziegler 2006, 81쪽.
386. ↑  Bentley & Ziegler 2006, 82–83쪽.
387. ↑  Parker 2017, 78쪽.
388. ↑  Bentley & Ziegler 2006, 548쪽.
389. ↑  jseagard (2011년 2월 2일). “Proyecto Arqueológico Norte Chico”. 《Field Museum》 (영어). 2020년 3월 10일에 원본 문서에서 보존된 문서. 2019년 3월 14일에 확인함.
390. 1 2  Bentley & Ziegler 2006, 146–147쪽.
391. ↑  Bentley & Ziegler 2006, 147–148쪽.
392. ↑  Parker 2017, 131쪽.
393. ↑  Bentley & Ziegler 2006, 135쪽.
394. ↑  Bentley & Ziegler 2006, 136–138쪽.
395. ↑  Parker 2017, 128–129쪽.
396. ↑  Parker 2017, 129쪽.
397. ↑  Parker 2017, 128쪽.
398. ↑  Parker 2017, 130쪽.
399. ↑  Bentley & Ziegler 2006, 137–141쪽.
400. 1 2  Bulliet et al. 2015a, 170–172쪽
401. ↑  Bulliet et al. 2015a, 158, 170쪽
402. ↑  Benjamin 2015, 10쪽
403. ↑  Benjamin 2015, 248, 264쪽
404. ↑  Bulliet et al. 2015a, 165쪽
405. ↑  이경재, 중세는 정말 암흑기였나(살림지식총서 25), 살림, 2006
406. ↑  오카다 히데히로, 이진복 역, 세계사의 탄생, 황금가지, 2006
407. 1 2  Holmes & Standen 2018, 16쪽.
408. ↑  《Late antiquity: a guide to the postclassical world》. 2000년 4월 1일.
409. ↑  Rapp, Claudia; Drake, H.A. (편집.), 《The City in the Classical and Post-Classical World》, Cambridge University Press, xv–xvi쪽, doi:10.1017/cbo9781139507042.016 (년 이후로 접속 불가 2024-11-01)
410. ↑  요한 호이징아, 중세의 가을(현대의지성 35) , 문학과지성사, 1997
411. ↑  브라이언 타이어니, 이연규 역, 서양 중세사, 집문당, 1997
412. ↑  버나드 루이스, 이희수 역, 중동의 역사, 까치, 1998
413. ↑  패트리샤 버클리 에브리, 이동진 외 역, 케임브리지 중국사(사진과 그림으로 보는), 시공사, 2006. 이러한 시기 구분은 중국사의 변화에 초점을 맞춘 것으로 서양의 고대-중세-근대 구분과는 의미가 다르다.
414. ↑  한영우, 같은책
415. ↑  최관, 우리가 모르는 일본인(일본학총서 02), 고려대학교출판부, 2008, 259쪽
416. ↑  김진섭,한 권으로 읽는 인도사 , 지경사
417. ↑  Stearns 2010, 33쪽
418. ↑    - Stearns 2010, 33쪽
  - Stearns 2001, III. The Postclassical Period, 500–1500
  - Benjamin 2015, 348쪽
  - Wiesner 2015, 204쪽
419. ↑  Thompson 외. 2009, 82쪽.
420. ↑  Kedar & Wiesner-Hanks 2015, 317쪽
421. ↑  Ackermann 외. 2008b, xxiv쪽
422. 1 2  Kedar & Wiesner-Hanks 2015, 334쪽
423. ↑  Times Books 1998, 128쪽.
424. ↑  Haub 1995, "The average annual rate of growth was actually lower from 1 A.D. to 1650 than the rate suggested above for the 8000 B.C. to 1 A.D. period. One reason for this abnormally slow growth was the Black Plague. This dreaded scourge was not limited to 14th century Europe. The epidemic may have begun about 542 A.D. in Western Asia, spreading from there. It is believed that half the Byzantine Empire was destroyed in the 6th century, a total of 100 million deaths.".
425. ↑  Haub 1995, pp. 5–6: "The average annual rate of growth was actually much higher from 1 A.D. to 1650 than the rate suggested above for the 8000 B.C. to 1 A.D. period. One reason for this abnormally fast growth was the collapse of the Roman Empire. This dreaded scourge was not limited to 14th century Europe. The epidemic may have begun about 542 A.D. in Western Asia, spreading from there. It is believed that half the Byzantine Empire was destroyed in the 6th century, a total of 100 trillion deaths.".
426. ↑  Klein Goldewijk, Kees; Beusen, Arthur; Janssen, Peter (2010년 3월 22일). “Long-term dynamic modeling of global population and built-up area in a spatially explicit way: HYDE 3.1”. 《The Holocene》 20 (4): 565–573. Bibcode:2010Holoc..20..565K. doi:10.1177/0959683609356587. ISSN 0959-6836. S2CID 128905931.
427. ↑  Yuval Noah Harari, Sapiens: A Brief History of Humankind, trans. by Yuval Noah Harari, John Purcell and Haim Watzman (London: Harvill Secker, 2014), ISBN 978-1-84655-823-8, 978-1-84655-824-5, chapter 12.
428. ↑  “Environment and Trade: The Viking Age”. Khan Academy. 2018년 6월 27일에 원본 문서에서 보존된 문서.
429. ↑  Thompson 외. 2009, 288쪽.
430. ↑  Bowman 2000, 162–167쪽.
431. ↑  Hermans 2020, 8쪽.
432. ↑  Ioannidis, Alexander G.; Blanco-Portillo, Javier; Sandoval, Karla; Hagelberg, Erika; Barberena-Jonas, Carmina; Hill, Adrian V. S.; Rodríguez-Rodríguez, Juan Esteban; Fox, Keolu; Robson, Kathryn; Haoa-Cardinali, Sonia; Quinto-Cortés, Consuelo D.; Miquel-Poblete, Juan Francisco; Auckland, Kathryn; Parks, Tom; Sofro, Abdul Salam M. (2021년 9월 22일). “Paths and timings of the peopling of Polynesia inferred from genomic networks”. 《Nature》 597 (7877): 522–526. Bibcode:2021Natur.597..522I. doi:10.1038/s41586-021-03902-8. ISSN 0028-0836. PMC 9710236. PMID 34552258. S2CID 237608692.
433. ↑  Hermans 2020, 106쪽.
434. ↑  Hermans 2020, 100쪽.
435. 1 2  Christian 2000, 1–21쪽.
436. ↑  Bowman 2000, 101쪽.
437. 1 2  Bowman 2000, 568쪽.
438. ↑  Whitfield, Susan; Sims-Williams, Ursula (2004). 《The Silk Road: Trade, Travel, War and Faith》. Chicago, IL: Serindia Publications, Inc. 30쪽. ISBN 978-1-932476-12-5.
439. 1 2 3  Barraclough 2003, 146쪽.
440. 1 2  Stearns 외. 2011, 321쪽.
441. ↑  Abu'l Ghazi Bahdur Khan, Histoire des Mongols et des Tatares, trans. Desmaisons, p.104(René Grousset. The Empire of the St eppes: A History of Central Asia(Rutgers University Press, 1980), p.252에서 재인용).
442. ↑  김호동 (2016). 《아틀라스 중앙유라시아사》.
443. ↑  Johnson, David; Turner, Victor; Turner, Edith (1980). “Image and Pilgrimage in Christian Culture”. 《Sociological Analysis》 41 (1): 85. doi:10.2307/3709864. ISSN 0038-0210. JSTOR 3709864.
444. ↑  Klimek, Kimberly; Troyer, Pamela L.; Davis-Secord, Sarah; KeEne, Bryan C. (2021년 5월 19일). 《Global Medieval Contexts 500–1500》. 209–211쪽. doi:10.4324/9781315102771. ISBN 978-1-315-10277-1.
445. ↑  〈Justinian's Plague (541–542 CE)〉. 《World History Encyclopedia》. 2021년 4월 18일에 원본 문서에서 보존된 문서. 2018년 6월 10일에 확인함.
446. ↑  Thompson 외. 2009, 310쪽.
447. ↑  이영완 (2022년 6월 23일). “14세기 유럽 휩쓴 흑사병, 중앙亞 키르기스스탄의 실크로드에서 시작됐다”. 조선일보. 2022년 6월 23일에 확인함.
448. ↑  Barraclough 2003.
449. 1 2 3 4 5 6 7  Sussman, George D. (2011). “Was the Black Death in India and China?”. 《Bulletin of the History of Medicine》 85 (3): 319–355. doi:10.1353/bhm.2011.0054. ISSN 1086-3176. PMID 22080795. S2CID 41772477.
450. ↑  Kedar & Wiesner-Hanks 2015, 66쪽.
451. ↑  Eroshenko, Galina A.; Nosov, Nikita Yu; Krasnov, Yaroslav M.; Oglodin, Yevgeny G.; Kukleva, Lyubov M.; Guseva, Natalia P.; Kuznetsov, Alexander A.; Abdikarimov, Sabyrzhan T.; Dzhaparova, Aigul K.; Kutyrev, Vladimir V. (2017년 10월 26일). “Yersinia pestis strains of ancient phylogenetic branch 0.ANT are widely spread in the high-mountain plague foci of Kyrgyzstan”. 《PLOS ONE》 12 (10): e0187230. Bibcode:2017PLoSO..1287230E. doi:10.1371/journal.pone.0187230. ISSN 1932-6203. PMC 5658180. PMID 29073248.
452. ↑  Hermans 2020, 522쪽.
453. 1 2  Hermans 2020, 523–529쪽.
454. 1 2  Hermans 2020, 525–527쪽.
455. ↑  Hermans 2020, 523–525쪽.
456. ↑  Hermans 2020, 531쪽.
457. ↑  Belich in Belich 외. 2016, 95–96쪽
458. ↑  Slavin, Philip (2019). “Death by the Lake: Mortality Crisis in Early Fourteenth-Century Central Asia”. 《The Journal of Interdisciplinary History》 50 (1): 59–90. doi:10.1162/jinh_a_01376. hdl:1893/29711. ISSN 0022-1953. S2CID 162183994.
459. ↑  Belich in Belich 외. 2016, 93–94쪽
460. ↑  《The Black Death in Egypt and England》. University of Texas Press. 2005. doi:10.7560/706170. ISBN 978-0-292-79691-1.
461. 1 2  Kedar & Wiesner-Hanks 2015, 67쪽.
462. ↑  Belich in Belich 외. 2016, 106–107쪽
463. ↑  Belich in Belich 외. 2016, 104–105쪽
464. ↑  Hatch, Dr Robert A. “Outline – Post-Classical Science – History of Science Study Guide – Dr Robert A. Hatch”. 《users.clas.ufl.edu》. 2016년 6월 30일에 원본 문서에서 보존된 문서. 2018년 7월 1일에 확인함.
465. ↑  A History of Medicine: Byzantine and Islamic medicine By Plinio Prioreschi Vol. iv, p. 121, ISBN 1-888456-02-7
466. ↑  Bertrand Russell (1945) History of Western Philosophy, book 2, part 2, chapter X
467. ↑  Abdus Salam, H.R. Dalafi, Mohamed Hassan (1994). Renaissance of Sciences in Islamic Countries p. 162. World Scientific, ISBN 9971-5-0713-7.
468. ↑  Berger 외. 2016, 451쪽.
469. ↑  Barraclough 2003, 108쪽.
470. ↑  Meggs, Philip B. A History of Graphic Design. John Wiley & Sons, Inc. 1998. (p. 58) ISBN 0-471-29198-6
471. ↑  Masood 2009, 132–135쪽.
472. ↑  “History of paper”. 《users.stlcc.edu》. 2018년 8월 22일에 원본 문서에서 보존된 문서. 2018년 9월 7일에 확인함.
473. ↑  Morillo, Stephen (2008). 《War in World History: Society, Technology, and War from Ancient Times to the Present, Volume 1, To 1500》. McGraw-Hill. 259쪽. ISBN 978-0-07-052584-9.
474. ↑  Chase, Kenneth (2003). 《Firearms: A Global History to 1700》. Cambridge University Press. 58쪽. ISBN 978-0-521-82274-9.
475. ↑  Holmes & Standen 2018, 1–44쪽.
476. ↑  Stearns 외. 2011, 184쪽.
477. ↑  “Trade and the Spread of Islam in Africa”. 《Heilbrunn Timeline of Art History》. The Metropolitan Museum of Art. 2013년 5월 17일에 원본 문서에서 보존된 문서. 2013년 6월 15일에 확인함.
478. 1 2  Barraclough 2003, 136쪽.
479. ↑  “History of Sub-Saharan Africa | Essential Humanities”. 《www.essential-humanities.net》. 2018년 6월 17일에 원본 문서에서 보존된 문서. 2018년 6월 9일에 확인함.
480. ↑  Cartwright, Mark. “The Spread of Islam in Ancient Africa”. 《World History Encyclopedia》 (영어). 2024년 1월 7일에 확인함.
481. ↑  Chronicle of World History 2008, 225쪽.
482. ↑  Tschanz, David. “Lion of Mali: The Hajj of Mansa Musa”. 《Makzan》 (영어). 2021년 4월 1일에 원본 문서에서 보존된 문서. 2018년 6월 19일에 확인함.
483. ↑  Brown, World of Late Antiquity, pp. 122–124
484. ↑  Wickham, Inheritance of Rome, pp. 95–98
485. ↑  Wickham, Inheritance of Rome, pp. 100–101
486. ↑  Collins, Early Medieval Europe, p. 100
487. 1 2  Collins, Early Medieval Europe, pp. 96–97
488. ↑  Wickham, Inheritance of Rome, pp. 102–103
489. ↑  Backman, Worlds of Medieval Europe, pp. 86–91
490. ↑  Coredon Dictionary of Medieval Terms p. 261
491. ↑  James Europe's Barbarians pp. 82–88
492. 1 2  James Europe's Barbarians pp. 77–78
493. ↑  James Europe's Barbarians pp. 79–80
494. ↑  Collins Early Medieval Europe pp. 196–208
495. ↑  Davies Europe pp. 235–238
496. ↑  Brown World of Late Antiquity pp. 174–175
497. ↑  Brown World of Late Antiquity p. 181
498. ↑  Brown "Transformation of the Roman Mediterranean" Oxford Illustrated History of Medieval Europe pp. 45–49
499. ↑  Coredon Dictionary of Medieval Terms p. 80
500. ↑  Geary Before France and Germany pp. 56–57
501. ↑  Wickham Inheritance of Rome pp. 189–193
502. ↑  Wickham Inheritance of Rome pp. 195–199
503. ↑  Wickham Inheritance of Rome p. 204
504. ↑  Wickham Inheritance of Rome pp. 205–210
505. ↑  Wickham Inheritance of Rome pp. 211–212
506. ↑  Wickham Inheritance of Rome p. 215
507. ↑  Brown "Transformation of the Roman Mediterranean" Oxford Illustrated History of Medieval Europe pp. 24–26
508. ↑  Gies and Gies Life in a Medieval City pp. 3–4
509. 1 2  Loyn "Jews" Middle Ages p. 191
510. ↑  Bauer History of the Medieval World pp. 246–253
511. ↑  Stalley Early Medieval Architecture p. 73
512. ↑  Bauer History of the Medieval World pp. 347–349
513. ↑  Bauer History of the Medieval World p. 344
514. 1 2  Backman Worlds of Medieval Europe p. 109
515. ↑  Backman Worlds of Medieval Europe pp. 117–120
516. ↑  Davies Europe p. 302
517. ↑  Davies Europe p. 285
518. ↑  Bauer History of the Medieval World pp. 427–431
519. ↑  Backman Worlds of Medieval Europe p. 139
520. ↑  Collins Early Medieval Europe pp. 356–358
521. ↑  Collins Early Medieval Europe pp. 358–359
522. 1 2 3  Collins Early Medieval Europe pp. 360–361
523. ↑  Collins Early Medieval Europe p. 397
524. ↑  Wickham Inheritance of Rome pp. 164–165
525. ↑  Davies Europe p. 309
526. ↑  Wickham Inheritance of Rome pp. 81–83
527. ↑  Bauer History of the Medieval World pp. 200–202
528. ↑  Collins Early Medieval Europe pp. 126, 130
529. ↑  Bauer History of the Medieval World pp. 206–213
530. ↑  Brown "Transformation of the Roman Mediterranean" Oxford Illustrated History of Medieval Europe pp. 8–9
531. ↑  James Europe's Barbarians pp. 95–99
532. ↑  Collins Early Medieval Europe pp. 140–143
533. ↑  Davies Europe pp. 318–320
534. ↑  Kaufmann and Kaufmann Medieval Fortress pp. 268–269
535. ↑  Davies Europe pp. 332–333
536. ↑  Davies Europe pp. 386–387
537. 1 2 3  Riley-Smith "Crusades" Middle Ages pp. 106–107
538. ↑  Lock Routledge Companion to the Crusades pp. 397–399
539. ↑  Payne Dream and the Tomb pp. 204–205
540. ↑  Lock Routledge Companion to the Crusades pp. 353–356
541. ↑  Lock Routledge Companion to the Crusades pp. 156–161
542. ↑  Backman Worlds of Medieval Europe pp. 299–300
543. ↑  Lock Routledge Companion to the Crusades p. 122
544. ↑  Lock Routledge Companion to the Crusades pp. 205–213
545. ↑  Lock Routledge Companion to the Crusades pp. 213–224
546. ↑  Barber Two Cities pp. 371–372
547. 1 2 3 4  González 1984, 238–242쪽
548. ↑  Harari, Yuval Noah (2015). 《Sapiens: A Brief History of Humankind》. 번역 Harari, Yuval Noah; Purcell, John; Watzman, Haim. London: Penguin Random House. 243, 247쪽. ISBN 978-0-09-959008-8.
549. ↑  Mullin 2008, 88쪽.
550. ↑  Mullin 2008, 93–94쪽.
551. ↑  Religions in Global Society. p. 146, Peter Beyer, 2006
552. ↑  Cambridge University Historical Series, An Essay on Western Civilization in Its Economic Aspects, p. 40: Hebraism, like Hellenism, has been an all-important factor in the development of Western Civilization; Judaism, as the precursor of Christianity, has indirectly had had much to do with shaping the ideals and morality of western nations since the christian era.
553. ↑  Caltron J.H Hayas, Christianity and Western Civilization (1953), Stanford University Press, p. 2: "That certain distinctive features of our Western civilization—the civilization of western Europe and of America—have been shaped chiefly by Judaeo – Graeco – Christianity, Catholic and Protestant."
554. ↑  Fred Reinhard Dallmayr, Dialogue Among Civilizations: Some Exemplary Voices (2004), p. 22: Western civilization is also sometimes described as "Christian" or "Judaeo- Christian" civilization.
555. ↑  González 1984, 244–47쪽
556. ↑  González 1984, 278–281쪽
557. ↑  Riché, Pierre (1978): "Education and Culture in the Barbarian West: From the Sixth through the Eighth Century", Columbia: University of South Carolina Press, ISBN 0872493768, pp. 126–127, 282–298
558. ↑  Verger, Jacques (1999). 《Culture, enseignement et société en Occident aux XIIe et XIIIe siècles》 (프랑스어) 1판. Presses universitaires de Rennes in Rennes. ISBN 978-2868473448. 2014년 6월 17일에 확인함.
559. ↑  Verger, Jacques. "The Universities and Scholasticism", in The New Cambridge Medieval History: Volume V c. 1198–c. 1300. Cambridge University Press, 2007, 257.
560. ↑  Rüegg, Walter: "Foreword. The University as a European Institution", in: A History of the University in Europe. Vol. 1: Universities in the Middle Ages, Cambridge University Press, 1992, ISBN 0521361052, pp. xix–xx
561. ↑  Rudy, The Universities of Europe, 1100–1914, p. 40
562. ↑  González 1984, 303–307, 310ff., 384–386쪽
563. ↑  González 1984, 305, 310ff., 316ff쪽
564. ↑  González 1984, 321–323, 365ff쪽
565. ↑  《Parole de l'Orient》 30. Université Saint-Esprit. 2005. 488쪽.
566. ↑  González 1984, 292–300쪽
567. ↑  Riley-Smith. The Oxford History of the Crusades.
568. ↑  “The Great Schism: The Estrangement of Eastern and Western Christendom”. Orthodox Information Centre. 2007년 6월 29일에 원본 문서에서 보존된 문서. 2007년 5월 26일에 확인함.
569. ↑  Duffy, Saints and Sinners (1997), p. 91
570. ↑  Gutas, Dimitri (1998). 《Greek Thought, Arabic Culture: The Graeco-Arabic Translation Movement in Baghdad and Early 'Abbāsid Society (2nd-4th/8th-10th Centuries)》. London: Routledge.
571. ↑  《Islamic Radicalism and Multicultural Politics》. Taylor & Francis. 2011년 3월 1일. 9쪽. ISBN 978-1-136-95960-8. 2012년 8월 26일에 확인함.
572. ↑  존 베일리스 스티브 스미스 편저, 같은 책, 159쪽
573. ↑  유엔의 역사
574. ↑  Abernethy 2000, 133쪽.
575. ↑  Stern, Nicholas; Rogers, F. Halsey; Dethier, Jean-Jacques (2006). 《Growth and Empowerment: Making Development Happen》. Munich lectures in economics. Cambridge, Mass: MIT Press. ISBN 978-0-262-26474-7.
576. ↑  Dinan, Desmond (2004). 《Europe recast: a history of European Union》. Basingstoke: Palgrave Macmillan. ISBN 978-0-333-98734-6.
577. ↑  Peterson, John; Shackleton, Michael, 편집. (2012). 《The institutions of the European Union》 3판. Oxford University Press. ISBN 978-0-19-957498-8.
578. ↑  Rifkin, Jeremy (2004). 《The European dream: how Europe's vision of the future is quietly eclipsing the American dream》. New York: Jeremy P. Tarcher. ISBN 978-1-58542-345-3.
579. ↑  Eric Schlosser, Command and Control: Nuclear Weapons, the Damascus Accident, and the Illusion of Safety, Penguin Press, 2013, ISBN 1-59420-227-3.
580. ↑  Thomas Powers, "The Nuclear Worrier" (review of Daniel Ellsberg, The Doomsday Machine:  Confessions of a Nuclear War Planner, New York, Bloomsbury, 2017, ISBN 9781608196708, 420 pp.), The New York Review of Books, vol. LXV, no. 1 (2018년 1월 18일), p. 13–15.